# Història del Brasil
La història del Brasil comença amb l'arribada dels primers humans a Amèrica de Sud fa almenys 22.000 anys. A finals de segle xv, quan es va subscriure el Tractat de Tordesillas, tota l'àrea avui coneguda com el Brasil estava habitada per tribus seminòmades que subsistien de la caça, pesca, recol·lecció i agricultura. El 26 de gener de 1500, el navegant i explorador al servei de la Corona de Castella Vicente Yáñez Pinzón va arribar al cap de Santo Agostinho, a Pernambuco, i, el 22 d'abril del mateix any, Pedro Alvares Cabral, capità d'una expedició portuguesa en ruta cap a les Índies, va arribar a Porto Seguro, en Bahia, convertint a la regió en colònia del Regne de Portugal.

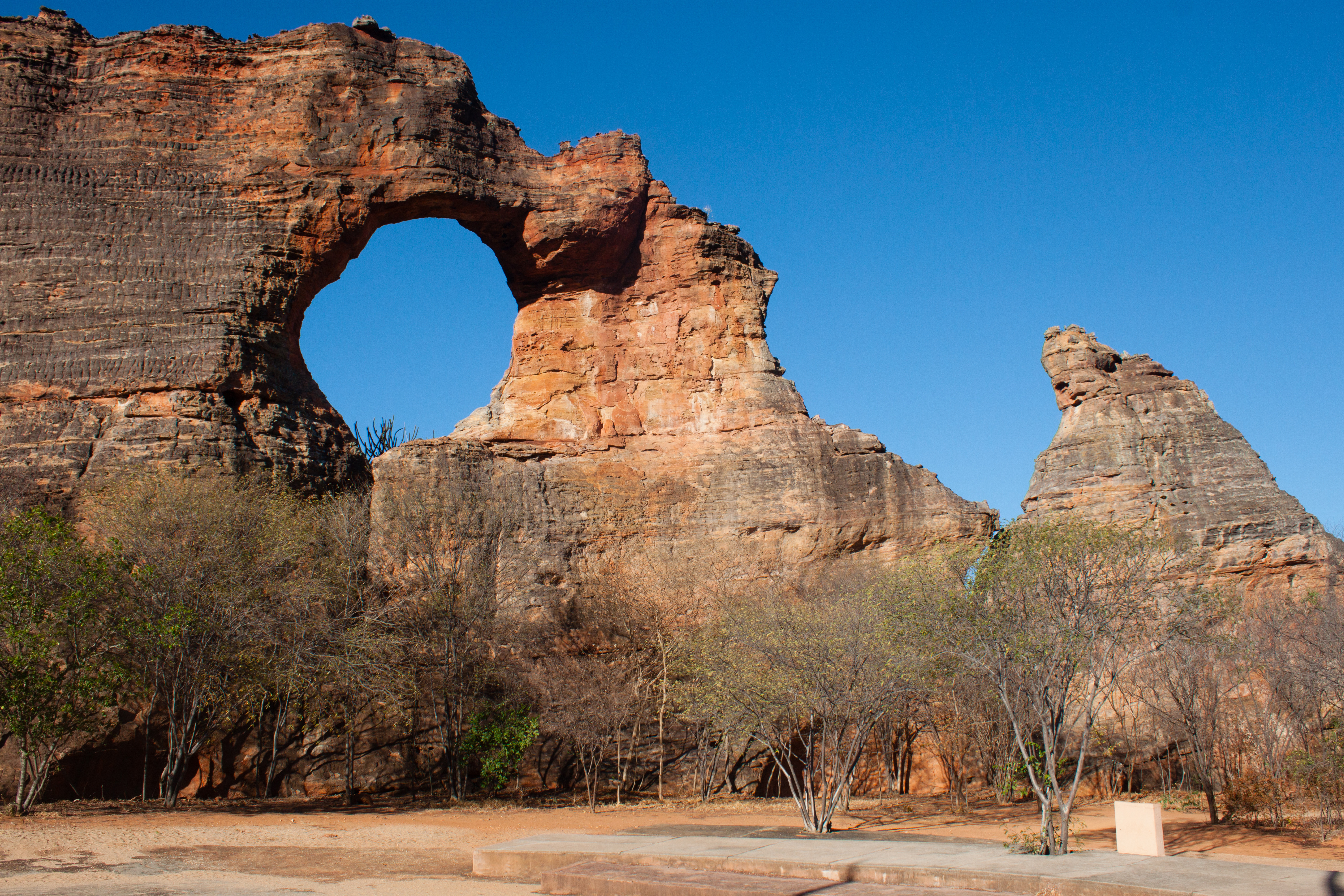
En la Pedra Furada, situada al parc nacional de la Serra de la Capibara, es van trobar restes d'ocupació humana que daten d'almenys 22 mil anys.
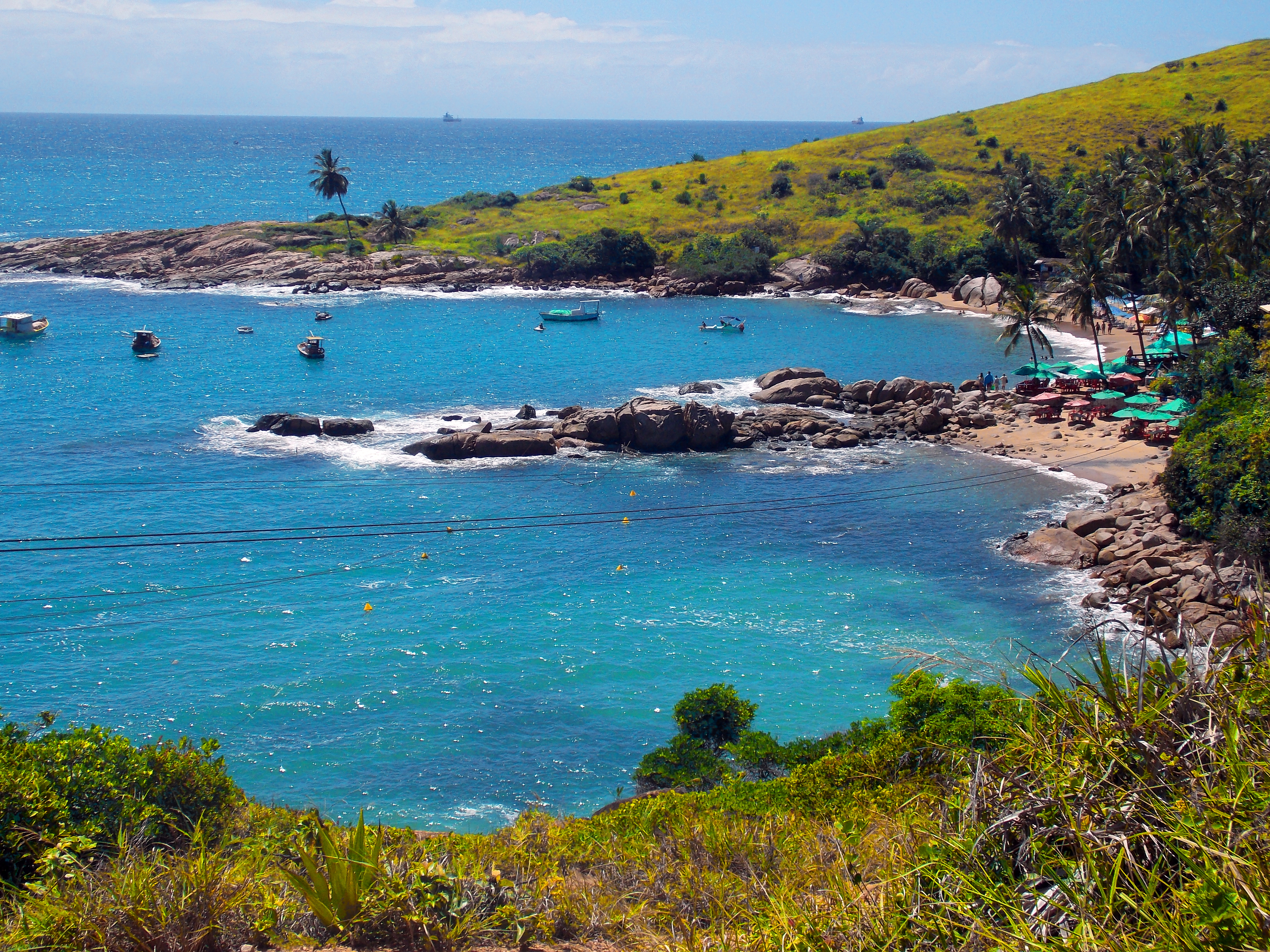
Vista del cap de Santo Agostinho, el lloc del descobriment del Brasil per Vicente Yáñez Pinzón

Trenta anys després, la Corona portuguesa va posar en pràctica una política de colonització de la terra acabada de descobrir que es va organitzar a través de la distribució de les capitanies hereditàries a membres de la noblesa, però aquest sistema va fracassar, ja que només les capitanies de Pernambuco (o Nova Lusitânia) i de São Vicente van prosperar. El país va ser gradualment poblat per portuguesos que buscaven escapar de la pobresa, i per nobles qui se'ls van concedir privilegis colonials. En 1548 es va crear l'Estat del Brasil (Estado do Brasil), amb la consegüent instal·lació d'un govern general, i a l'any següent es va fundar la primera seu colonial, Salvador. L'economia de la colònia, iniciada amb l'explotació del pal brasil (un gran arbre (Caesalpinia echinata) que va donar el seu nom al Brasil, el tronc del qual conté una preuada tintura vermella) i els bescanvis entre els colons i els índígenes, va passar gradualment a estar dominada des de mitjans de segle xvi pel cultiu de la canya de sucre a causa de l'alta demanda de sucre a Europa, crescuda en plantacions anomenades «engenho» al llarg de la costa nord-est (amb l'ús de mà d'obra esclava, inicialment indígena i després africana) que va tenir a Pernambuco el seu principal centre productor, regió que va arribar a assolir el lloc de major i més rica àrea de producció de sucre del món.

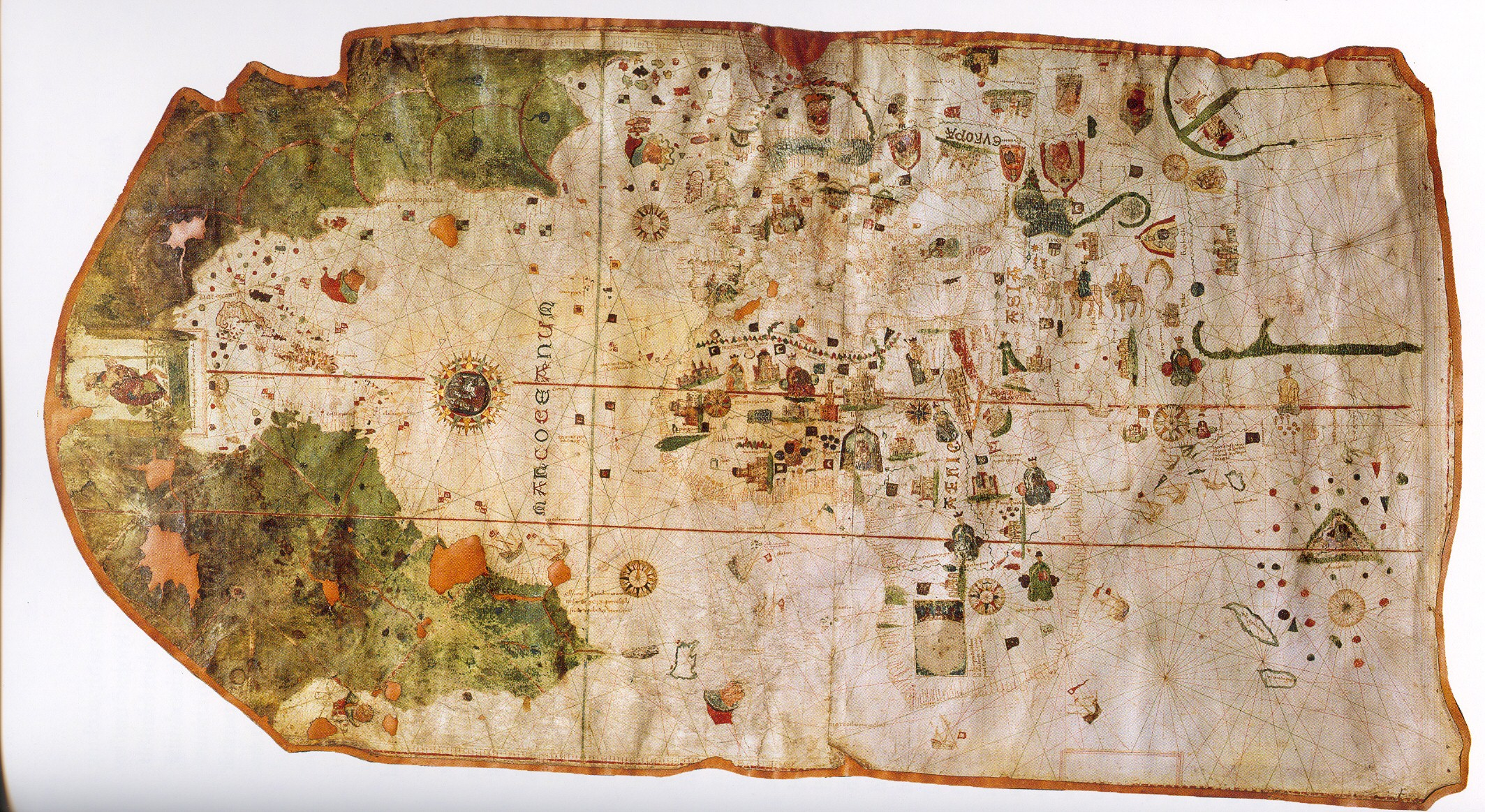
El Mapa de Juan de la Cosa (1500), la carta nàutica més antiga en la qual està representada Amèrica de Sud, s'ha confeccionat després del descobriment del Brasil pel mariner càntabre.

Durant els primers dos segles de període colonial, altres potències europees, atretes pels grans recursos naturals i les terres inhabitades, van intentar establir colònies en diverses parts de l'avui territori brasiler, desafiant la butlla papal i el tractat de Tordesillas. Els colons francesos van tractar d'establir-se en l'actual Rio de Janeiro (de 1555 a 1567, en l'anomenada France Antarctique o França Antàrtica), i en l'actual São Luís (de 1612 a 1614, en l'anomenada France Équinoxiale o França Equinoccial). La finalment frustrada intrusió neerlandesa al Brasil va ser de més llarga durada i més problemàtica per a Portugal. Els corsaris neerlandesos van començar per saquejar la costa: van saquejar Bahia en 1604, i fins i tot van capturar temporalment la capital, Salvador. De 1630 a 1654, els neerlandesos es van establir de forma permanent al nord-est i van controlar una llarga franja de la costa més accessible des d'Europa, però, sense endinsar-se en l'interior. Però els colons de la Companyia Neerlandesa de les Índies Occidentals estaven en constant estat de setge, tot i la presència a Recife de Joan Maurici de Nassau-Siegen com a governador. Després de diversos anys de guerra oberta, els neerlandesos es van retirar formalment en 1661. Poca influència ètnica o cultural francesa o neerlandesa van quedar d'aquests intents de colonització
A finals de segle xvii es van descobrir, a través dels bandeirantes, importants jaciments d'or a l'interior del Brasil que van ser determinants per al seu poblament i que puntuen l'inici de l'anomenat Ciclo do Ouro, període que marca l'ascens de la Capitania de Minas Gerais, desmembrada de la Capitania de São Paulo e Minas de Ouro, en l'economia colonial. En 1763, la capital de Brasil va ser transferida a Rio de Janeiro.
Durant el segle xviii van tenir lloc algunes rebel·lions contra el poder colonial que van ser durament reprimides, sent la primera d'elles la Revolta de Filipe dos Santos en 1720. Van seguir a final de segle la Inconfidência Mineira (conspiració minera) el 1789 (en què va destacar Tiradentes) i la Conjuració bahiana (1798), dos grans moviments marcats ja per la intenció de proclamar la independència i, amb el segon reivindicant l'abolició de l'esclavitud.
En 1808, amb el trasllat de la cort portuguesa al Brasil, fugint de la possible submissió a França, conseqüència de la Guerra del Francès entaulada entre les tropes portugueses i les de Napoleó Bonaparte, el príncep-regent Dom João de Bragança, fill de la reina Dona Maria I i, va obrir els ports de la llavors colònia, va permetre el funcionament de fàbriques i va fundar el Banco do Brasil. En 1815, el llavors Estat del Brasil va ser elevat a la condició de Regne del Brasil, unit als de Portugal i l'Algarve, amb el nom oficial del Regne Unit de Portugal, el Brasil i l'Algarve, acumulat donya Maria I de Portugal les tres corones. El 7 de setembre de 1822, Dom Pedro de Alcântara va proclamar la independència del Brasil en relació amb el Regne Unit de Portugal, el Brasil i l'Algarve, i va fundar l'Imperi del Brasil, sent coronat emperador com Dom Pedro I i tenint com a capital a Rio de Janeiro. Va regnar fins a 1831, quan va abdicar i la Corona brasilera va passar al seu fill, Dom Pedro de Alcântara (fill), que tenia tot just cinc anys. Als catorze anys, el 1840, Pedro de Alcántara (fill) va assolir la majoria d'edat declarada, i va ser coronat emperador a l'any següent com a Dom Pedro II. El 1888, la seva filla, la princesa Isabel, va signar el decret que va extingir l'esclavitud al Brasil, conegut com a Llei Àuria.
El 15 de novembre de 1889 va tenir lloc la proclamació de la República mitjançant un cop militar de mariscal Deodoro da Fonseca, donant inici a l'anomenada República Velha, que va durar fins al 1930 amb l'arribada de Getúlio Vargas al poder (des de llavors, el Brasil ha estat nominalment una república democràtica, excepte en tres períodes de dictadura expressa: 1930-1934, 1937-1945 i 1964-1985). A partir d'aquest moment, destaquen en la història brasilera la industrialització de país; seva participació en la Segona Guerra Mundial al bàndol dels Aliats; la transferència de la capital federal des de Rio de Janeiro a Brasília; i el cop militar de 1964, quan el general Humberto de Alencar Castelo Branco va assumir la Presidència. La dictadura militar (1964-1985), amb el pretext de combatre la subversió i la corrupció, va suprimir drets constitucionals, va perseguir i censurar als mitjans de comunicació, va dissoldre partits polítics i va crear el bipartidarisme. Després de la fi del règim militar, els diputats federals i senadors es van reunir a l'any 1988 en Assemblea Nacional Constituent i van promulgar la nova Constitució, que va ampliar els drets individuals. El país es va tornar a democratitzar, va avançar econòmicament i es va incorporar cada vegada més a l'escenari internacional.
Brasil és, des dels 1970 fins a l'actualitat (2019), la major economia de Sud-amèrica, la sisena del món i el cinquè país més poblat. També forma part dels anomenats BRIC (Brasil, Rússia, l'Índia, la República Popular de la Xina (en anglès, China) i Sud-àfrica).

## Periodització
La periodització tradicional divideix la història del Brasil en quatre períodes generals:
| Precabralí (fins al 1500)            | Precabralí (fins al 1500) | Evolució de la divisió administrativa de Brasil |
| Colonial (1500-1822)                 | - Descobriment (1500) - Capitanies, Estat del Brasil, societats sucreres i auríferes - Regne i seu de la Cort portuguesa (1808) | Evolució de la divisió administrativa de Brasil |
| Imperial (1822-1889)                 | - Independència - Primer regnat (1823-1824) - Període regencial (1831-1840) - Segon regnat (1840-1889) | Evolució de la divisió administrativa de Brasil |
| Republicà (1889 fins a l'actualitat) | - Proclamació de la República - República Velha (1889-1930) (1a república) - Era Vargas (1930-1946) (2a i 3a república) - República Populista (1946-1964) (4a república) - Dictadura militar (1964-1985) (5a república) - Nova República (1985 fins a l'actualitat) (6a república) | Evolució de la divisió administrativa de Brasil |

## Període precabralí (fins al 1500)
Poc abans que arribessin els europeus, s'estima que la costa oriental d'Amèrica de Sud estava habitada per gairebé dos milions d'indígenes, de nord a sud.

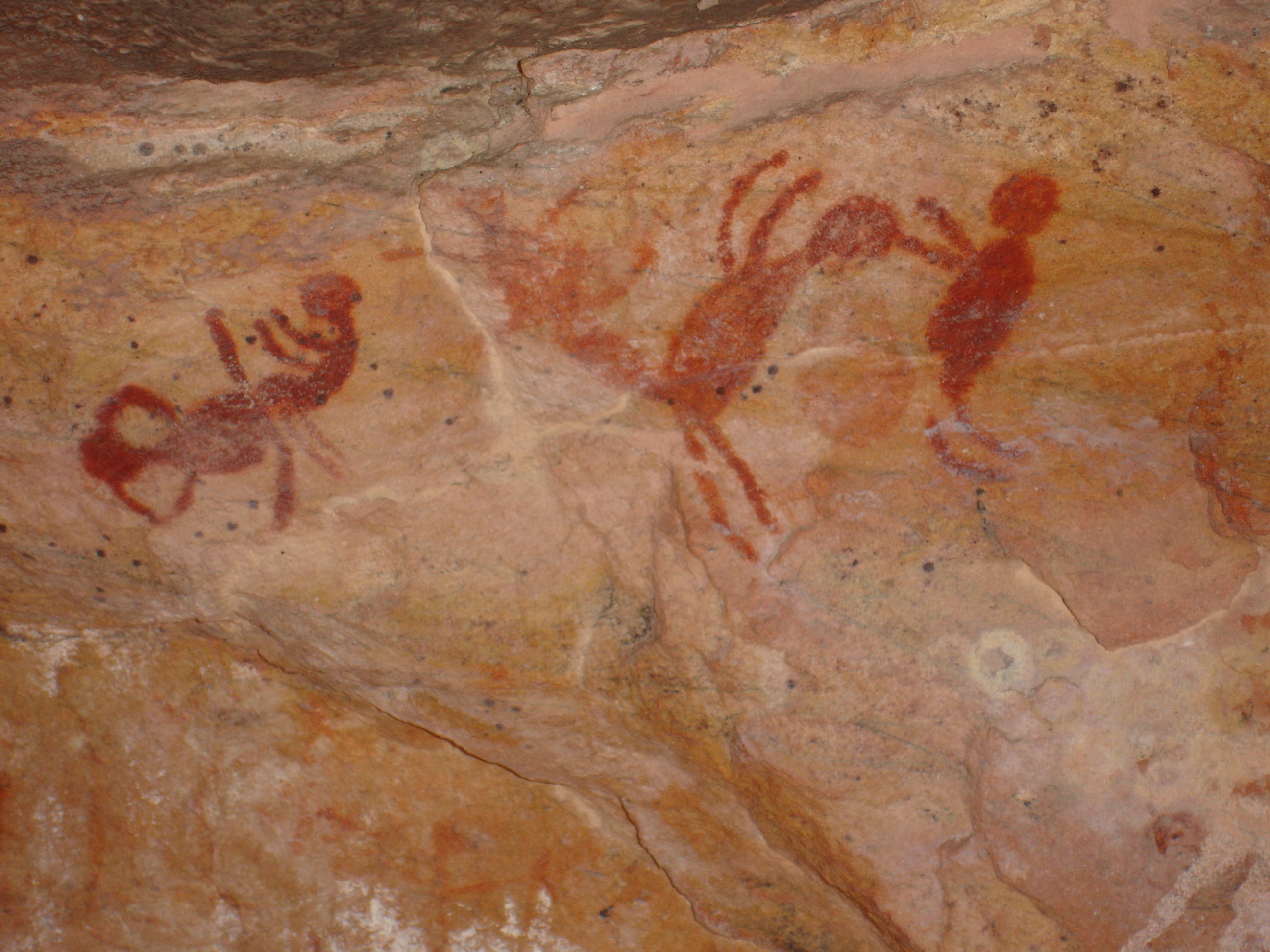
Representació d'un part en una roca de Pedra Furada
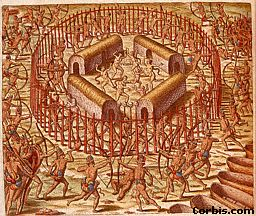
Atac d'indis a un altre llogaret indígena

La població ameríndia es trobava dividida en grans nacions indígenes, al seu torn compostes per diversos grups ètnics, entre els quals destacaven els tupí-guaranís, els parlants del macro-gê i els arauacs. Els primers es subdividien en guaranís, tupiniquins i tupinambás, entre d'altres. Els tupís s'estenien entre els actuals territoris dels estats de Rio Grande do Sul i Rio Grande de Norte.

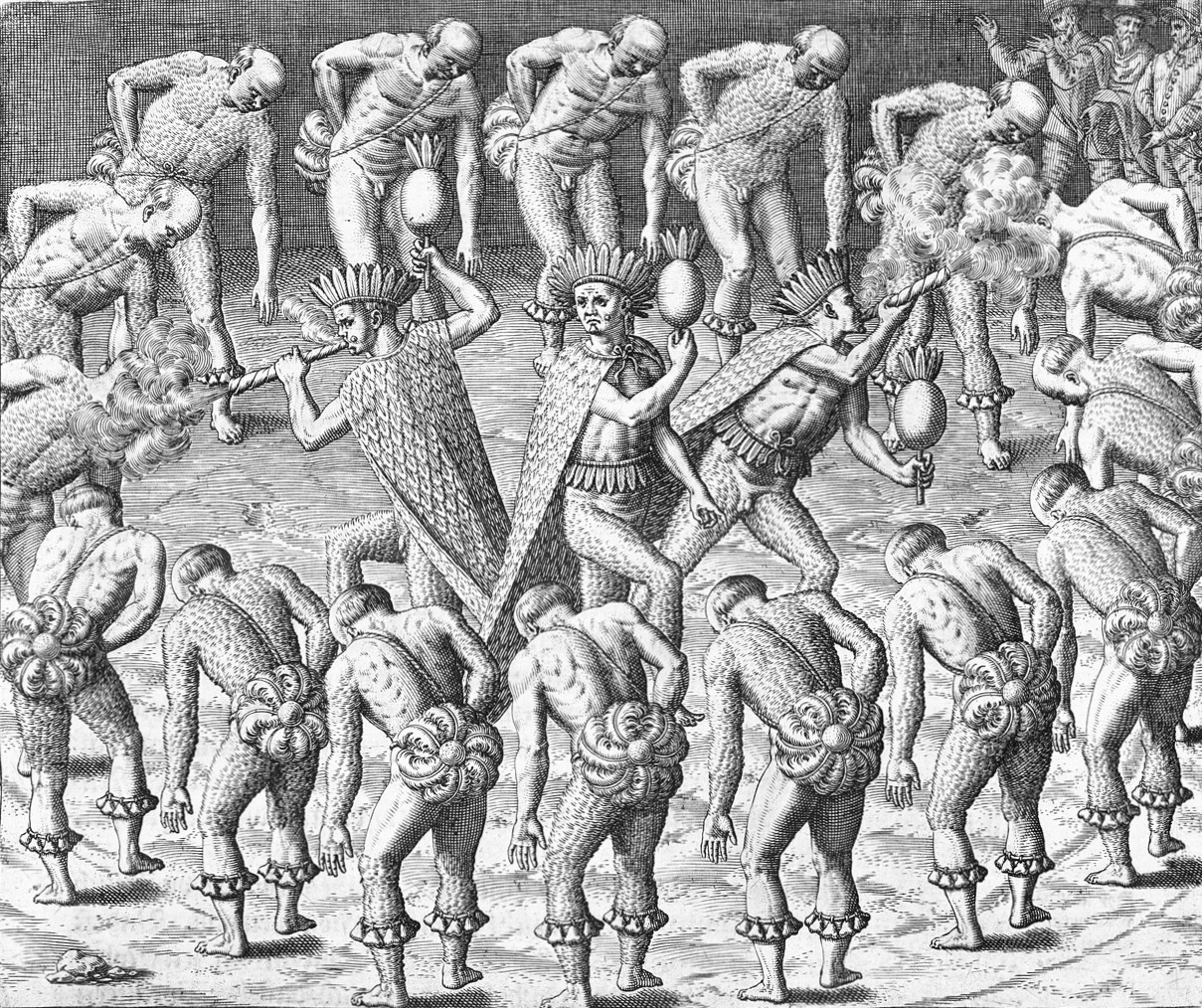
Dansa tupinambá en una il·lustració del llibre Duas Viagens ao Brasil de Hans Staden
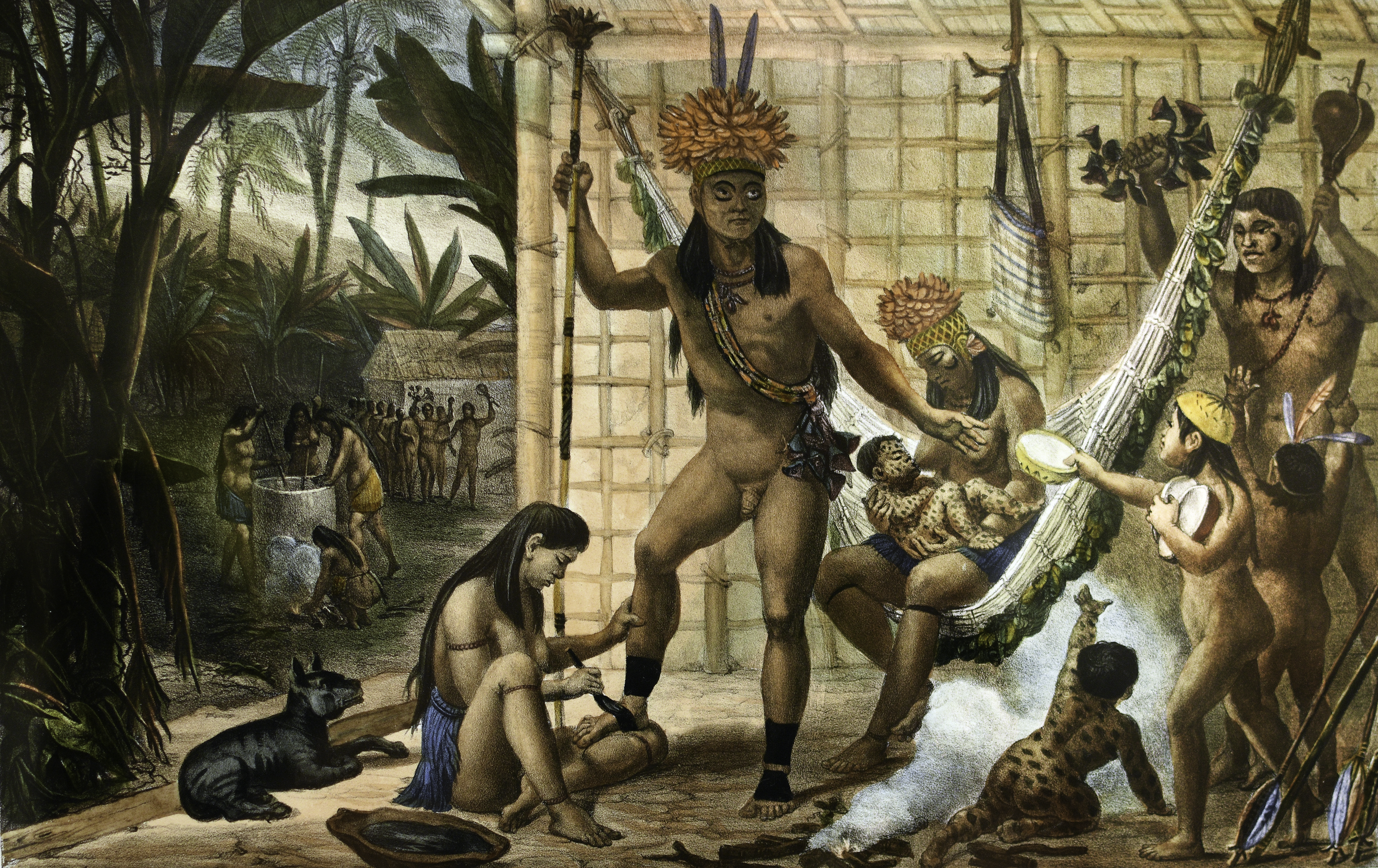
Gravat de Jean-Baptiste Debret retratant a una família camacã

Els portuguesos van trobar als nadius encara en l'Edat de Pedra i dividits en diverses tribus, la majoria de les quals pertanyien a la família lingüística tupí-guaraní, i que constantment lluitaven entre si. Segons Luís da Câmara Cascudo, els tupís van ser «la primera raça indígena que va tenir contacte amb els colonitzadors i (...) va derivar en una major presència seva, com la influència en el mameluc, al mestís i al lusobrasiler que naixia i en l'europeu que es quedava». La influència tupí es va donar en l'alimentació, en l'idioma, en els processos agrícoles, de caça i de pesca, en les supersticions, costums, folklore, i com explica Câmara Cascudo:
| «                | Els tupí eren una raça històrica, estudiada pels missioners, donant una tropa auxiliar, rebent el baptisme i ajudant al conqueridor a expulsar enemics de la seva terra. (...) Eren els artífexs de l'hamaca, de la farina de mandioca, del complex de la goma de mandioca, de les begudes de fruites i arrels, de la carn i els peixos moquejats, elements que van possibilitar l'avanç blanc per la sertania. | O tupi era a raça histórica, estudada pelos missionários, dando a tropa auxiliar, recebendo o batismo e ajudando o conquistador a expulsar inimigos de sua terra. (…) Eram os artífices da rede de dormir, criadores da farinha de mandioca, farinha de pau, do complexo da goma de mandioca, das bebidas de frutas e raízes, da carne e peixe moqueados, elementos que possibilitaram o avanço branco pelo sertão. | » |
| — Câmara Cascudo | | |   |

### Pobles indígenes del Brasil
El territori de Brasil ha estat habitat des de fa almenys 8000 anys. L'origen dels primers brasilers, anomenats «indis» pels portuguesos, encara és matèria de discussió entre els arqueòlegs, encara que les proves genètiques suggereixen que el Brasil, a l'igual que la resta d'Amèrica, va ser poblada per tribus provinents de Sibèria, al nord asiàtic, les que van creuar a través de l'estret de Bering. La visió tradicional és que van ser part de la primera onada d'aquests immigrants caçadors que van arribar des de Sibèria.
Els Andes i les altes muntanyes del nord de Sud-amèrica van crear un límit cultural entre les civilitzacions agràries de la costa Oest (d'on van sorgir les ciutats-estat urbanitzades i l'Imperi Inca) i les tribus seminòmades de l'Est, que mai van desenvolupar registres escrits o una arquitectura monumental permanent. Per aquesta raó, molt poc se sap de la història del Brasil abans de 1500. Les restes arqueològiques (principalment ceràmica) revelen vagament un complex patró de desenvolupaments culturals regionals, migracions internes i grans federacions similars a estats ocasionals.
És ben conegut que Brasil precolonial, no només per la seva gran extensió, era una territori cultural, ètnicamet i lingüísticament molt divers (en l'actual territori del Brasil s'han documentat més de 240 llengües diferents, moltes d'elles en l'actualitat extintes). Aquestes llengües pertanyien a més de 20 famílies lingüístiques diferents, sent les dues principals les llengües tupí (que ocupaven gran part de la costa i també de l'interior de la Amazonia), i les llengües macro-gê (que ocupaven principalment l'altiplà brasiler). La major part de llengües de la costa i del massís central van desaparèixer i en l'actualitat els grups indígenes habiten fonamentalment l'Amazònia brasilera.

Mapa de les migracions humanes[19]

Cap al segle xv, quan van arribar els primers exploradors europeus, tot el territori estava habitat per tribus índies seminòmades que subsistien d'una combinació de caça, pesca, recol·lecció i agricultura. La densitat de població era més o menys baixa; els números totals han estat estimats en un milió de persones (però recents descobriments arqueològics semblen indicar un nombre molt més gran). Encara que molts indis brasilers van sucumbir a les massacres, a les malalties i a les dures conseqüències de l'esclavitud i del desplaçament forçós, molts altres van ser absorbits dins de la població brasilera, destacant en això els bandeirantes paulistes que van esclavitzar durant tres segles a prop de mig milió d'indis. Unes quantes tribus subsisteixen amb el seu estil de vida en els remots racons de la selva tropical de l'Amazones.

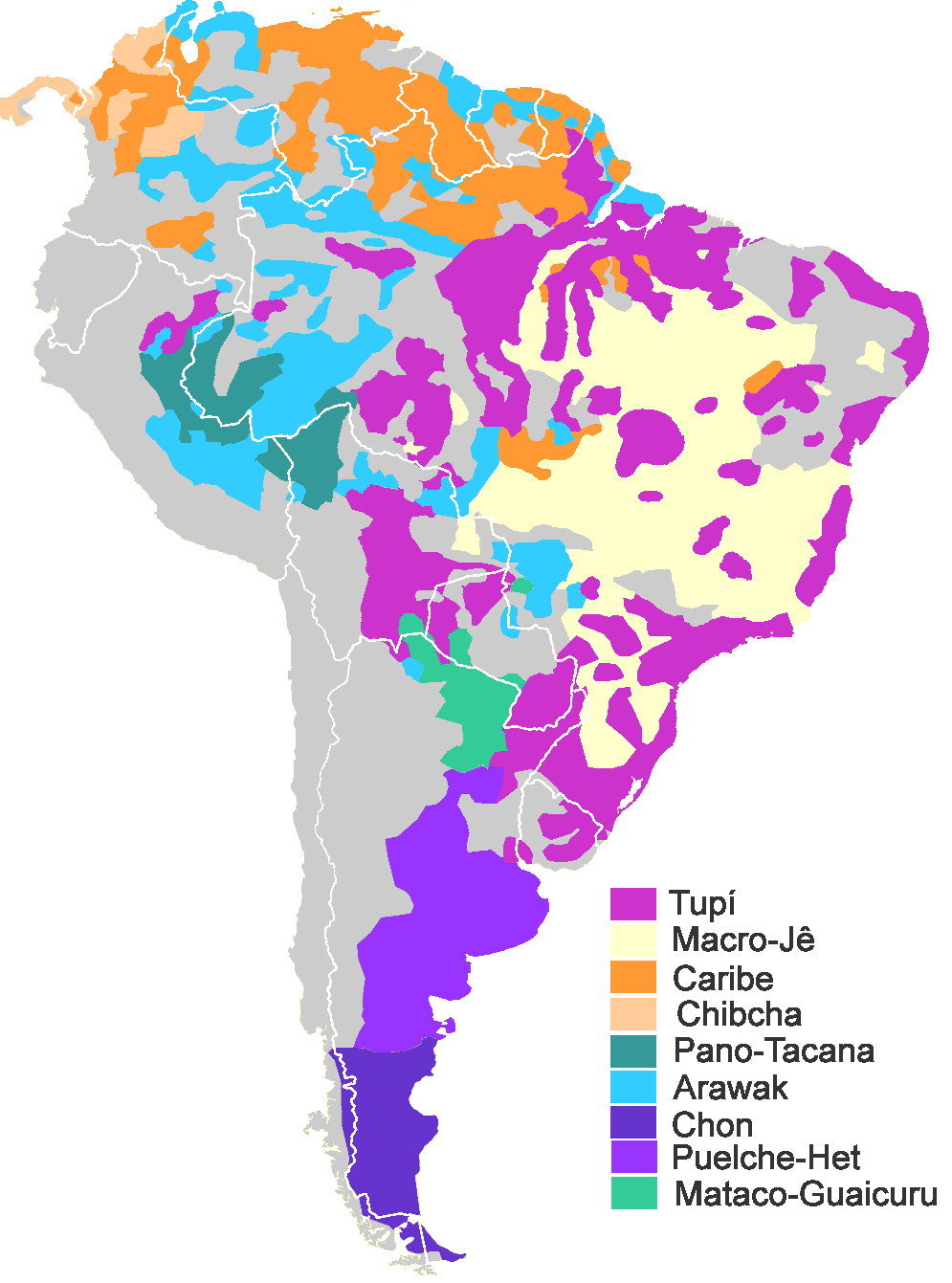
Llengües indígenes parlades a Amèrica del Sud abans de la colonització europea
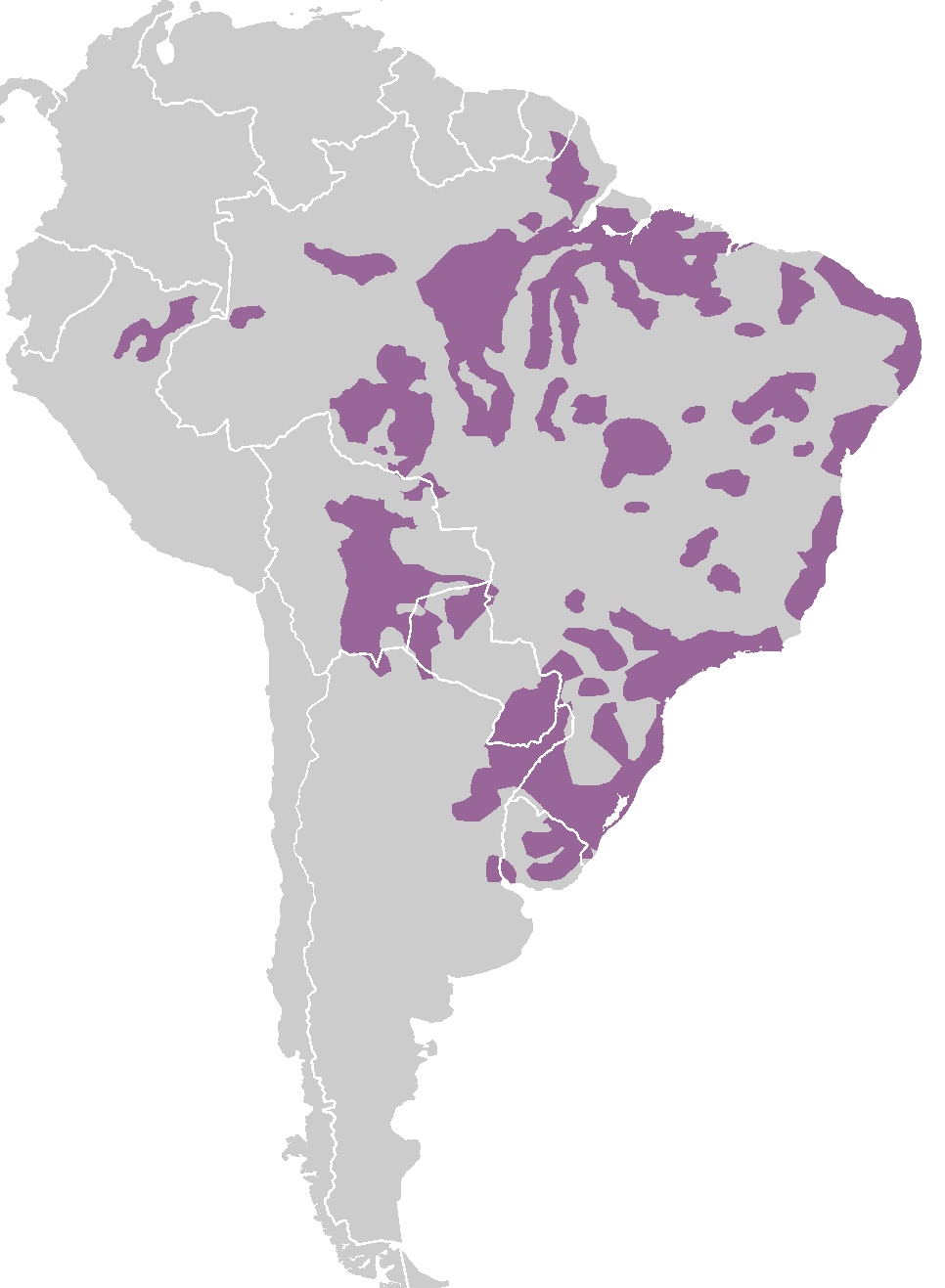
Àrees d'expansió de les llengües tupís
Branques de les llengües macro-gê

L'actual cultura brasilera li deu molt a aquests pobles, inclòs el desenvolupament de collites com la mandioca (Manihot esculenta) i el complex coneixement necessari per a la supervivència a la selva tropical.
Els colons portuguesos van haver de rebutjar els intents de colonització espanyols (guerra d'Iguape), anglesos, francesos i neerlandesos. A part d'això van haver d'enfrontar les rebel·lions dels esclaus negres i indígenes i els atacs dels quilombos. També van haver de sotmetre als pobles indígenes: entre 1556 i 1558, als caetés d'Alagoas; en 1558-1559, als tupiniquim d'Espírito Santo (guerra d'Ilhéus) i de Minas Gerais (guerra de Paraguaçu); en 1575, als tamoios de Rio de Janeiro i als indis de les missions jesuïtes de Sergipe (guerra d'Aperipe); en 1584-1587, als potiguares de Paraíba i en 1597 als de Rio Grande do Norte; en 1603-1604, als nadius de Ceará; 1663-1664 als amazònics del riu Urubu, en 1665, als tapajós; en 1671 als anicuns de Goiás, en 1683-1715, als cariri de Bahia i Piauí; en 1709-1710, als cambebas del riu Amazones; en 1723-1728, als manaus del riu Negro; en 1737-1738, als muras del Madeira-Purus i la Guerra Guaranítica (1754-1756).

## Període colonial (1500-1815)
De la banda europea, el descobriment del Brasil va ser precedit per diversos tractats entre Portugal i Espanya, establint límits i dividint el món ja descobert del «món [encara] per descobrir». Aquests límits van ser establerts poc després que el 1492 Espanya fes el «descobriment» oficial del territori actualment conegut com Amèrica, tal primer límit va ser establert per la butlla papal alexandrina anomenada Inter Caetera (1493), que no obstant això els portuguesos van rebutjar argumentant que el àrbitre era un Papa d'origen espanyol.

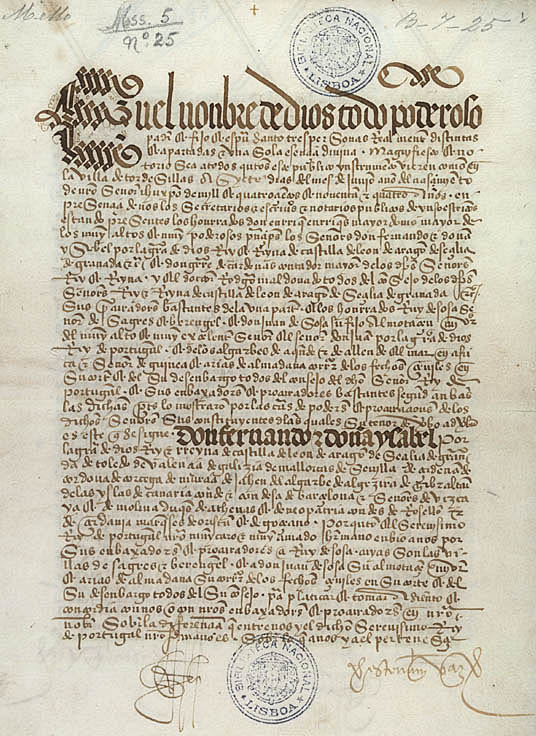
El Tractat de Tordesillas (1494), signat entre Espanya i Portugal per repartir les terres descobertes i «per descobrir», va definir els rumbs de la història del futur Brasil
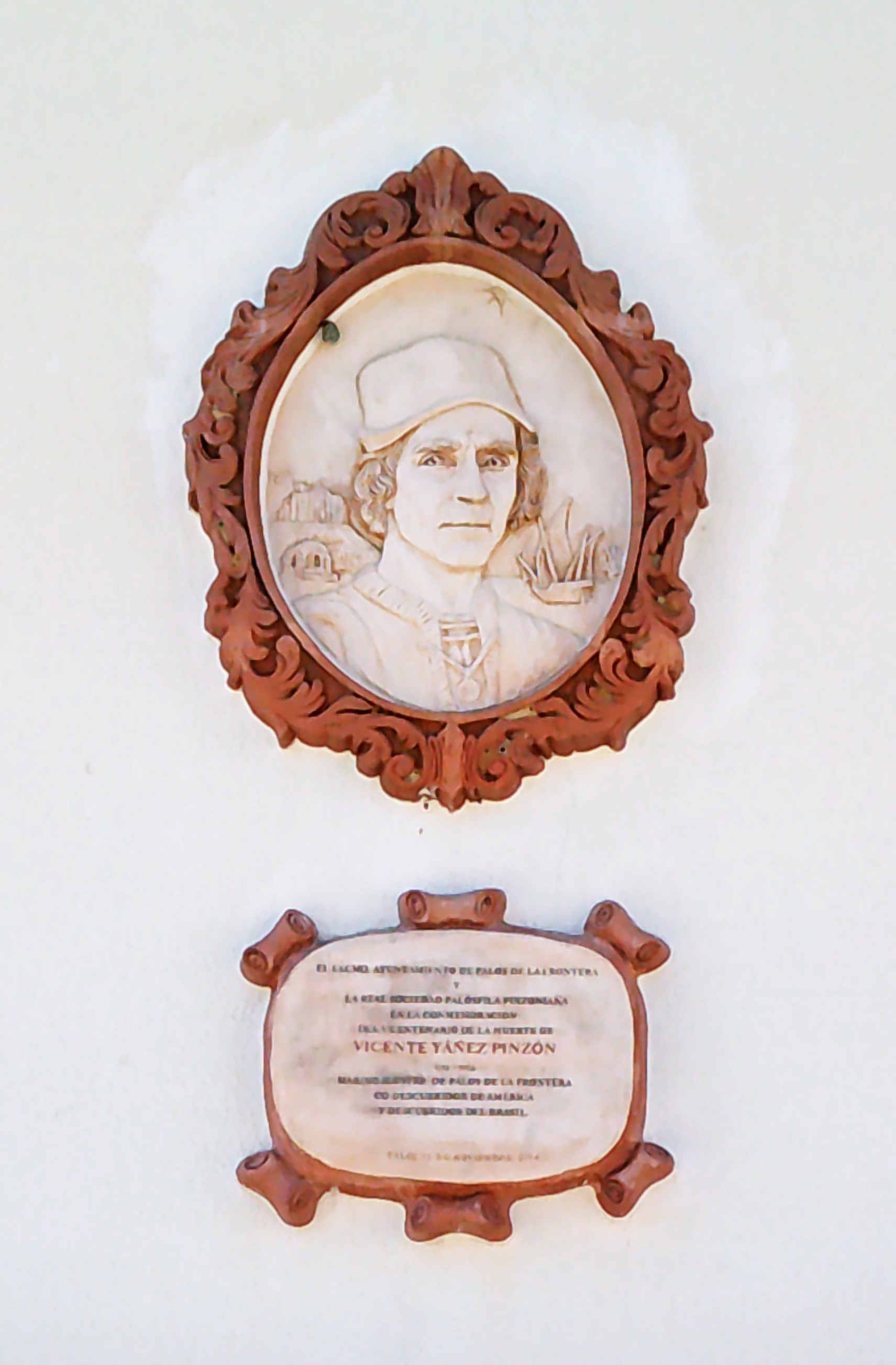
Vicente Yáñez Pinzón, considerat el descobridor del Brasil per diversos estudiosos, va arribar cap de Santo Agostinho al litoral sud de Pernambuco el 26 de gener de 1500
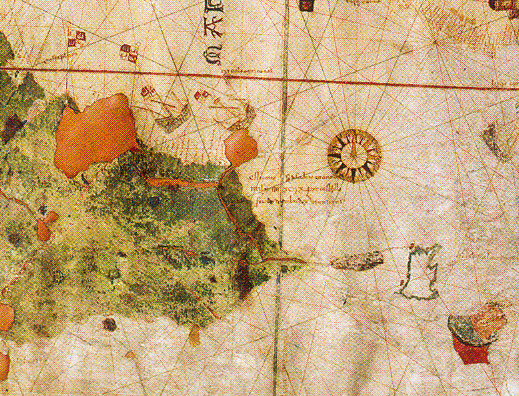
El nord-est d'Amèrica de Sud al mapa de Juan de la Cosa (1500). A l'est del cap Sant Agustí apareix, desconnectat del continent, l'Illa de Vera Cruz («Ysla descubierta por portugal»)

El meridià va ser desplaçat més cap a l'oest pel tractat de Tordesillas (1494) en un moment en què no es coneixia Brasil, i va ser acatat en la lletra pels portuguesos (encara que mai complert en els fets). El tractat va determinar que les terres a l'est d'un meridià imaginari a 370 llegües marítimes a l'oest de les illes de Cap Verd (que pertanyien al rei de Portugal), mentre que les terres a l'oest quedaven en mans dels reis de Castella (avui Espanya). En l'actual territori del Brasil, la línia travessava, de nord a sud, des de l'actual ciutat de Belém do Pará fins a l'actual Laguna (a Santa Catarina). Quan es va donar a conèixer el tractat, el rei Francesc I de França va demanar saber quina era «la clàusula del testament d'Adam» que dividia el planeta entre els reis de Portugal i Espanya i que l'excloïa del repartiment.

### L'arribada dels europeus
El període comprès entre el descobriment del Brasil el 1500 (anomenat pels portuguesos, Achamento do Brasil) fins a la independència del Brasil, es diu al Brasil Período Colonial, però els portuguesos anomenen aquest període «la construcció del Brasil» (A Construção do Brasil), i l'estenen fins a 1825, quan Portugal va reconèixer la independència del Brasil.

La majoria d'historiadors afirmen que el descobridor del Brasil va ser el navegant espanyol Vicente Yáñez Pinzón, que el 26 de gener de 1500 va desembarcar al cap de Santo Agostinho, al litoral sud de Pernambuco (que es considera com el viatge més antic comprovat al territori brasiler). Va seguir després el viatge i va fer una primera exploració de tota la costa fins a la desembocadura del riu Amazones, on li va avançar el seu cosí Diego de Lepe (qui seguia el seu deixant), i aquest viatge es veu reflectit en els Plets Colombins (1508-1536). No obstant això, per a la historiografia portuguesa-brasilera, Brasil va ser descobert el 22 d'abril, 1500, pel capità d'una expedició portuguesa a la recerca de les Índies, Pedro Alvares Cabral, que va arribar a la costa sud de Bahia, a la regió de l'actual ciutat de Porto Seguro, més precisament en el districte de Coroa Vermelha. Va ser ell qui prendrà «formalment» el territori en nom del seu país.

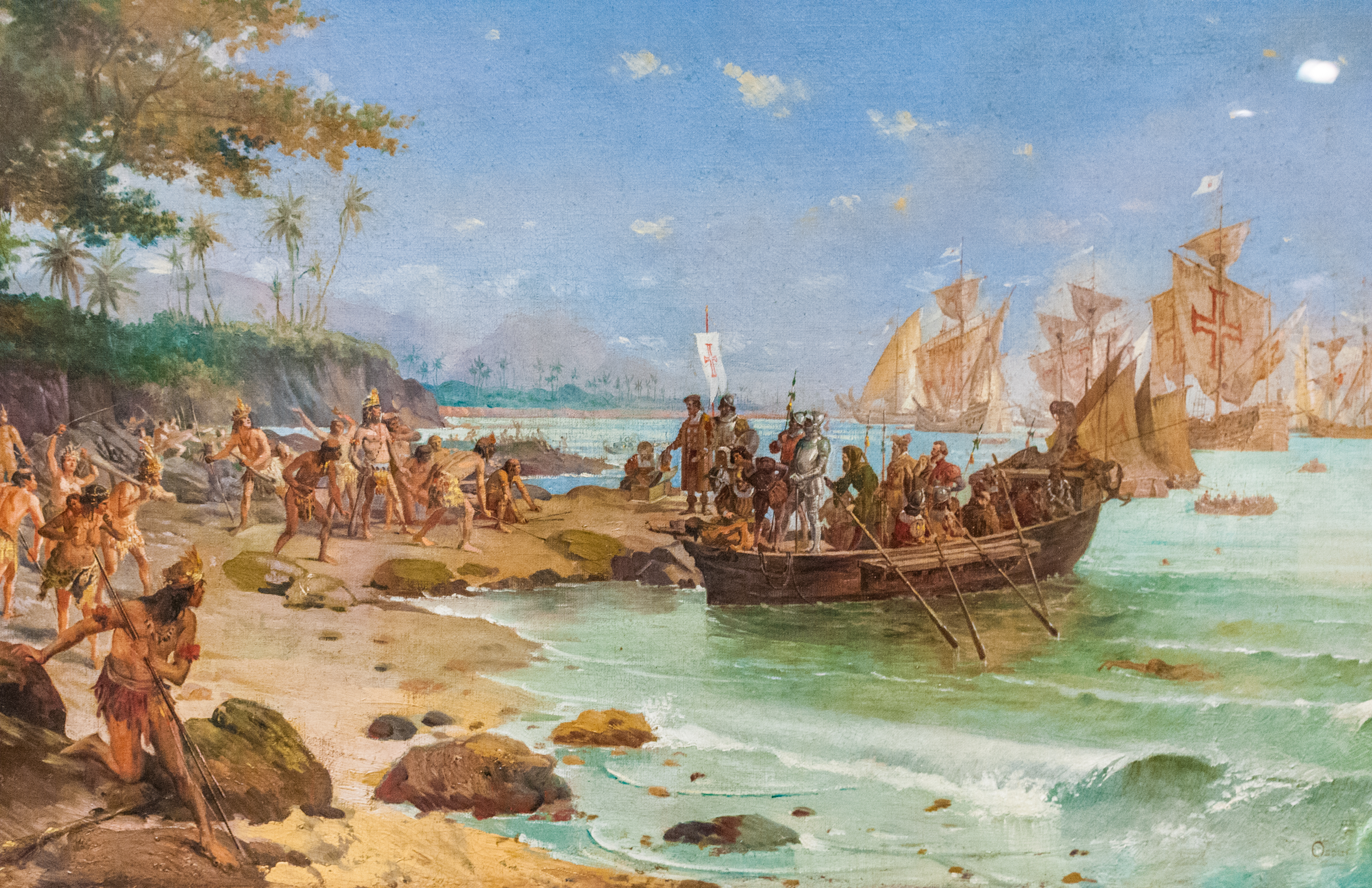
Desembarque de Cabral em Porto Seguro. Oli sobre tela d'Oscar Pereira da Silva (1904)
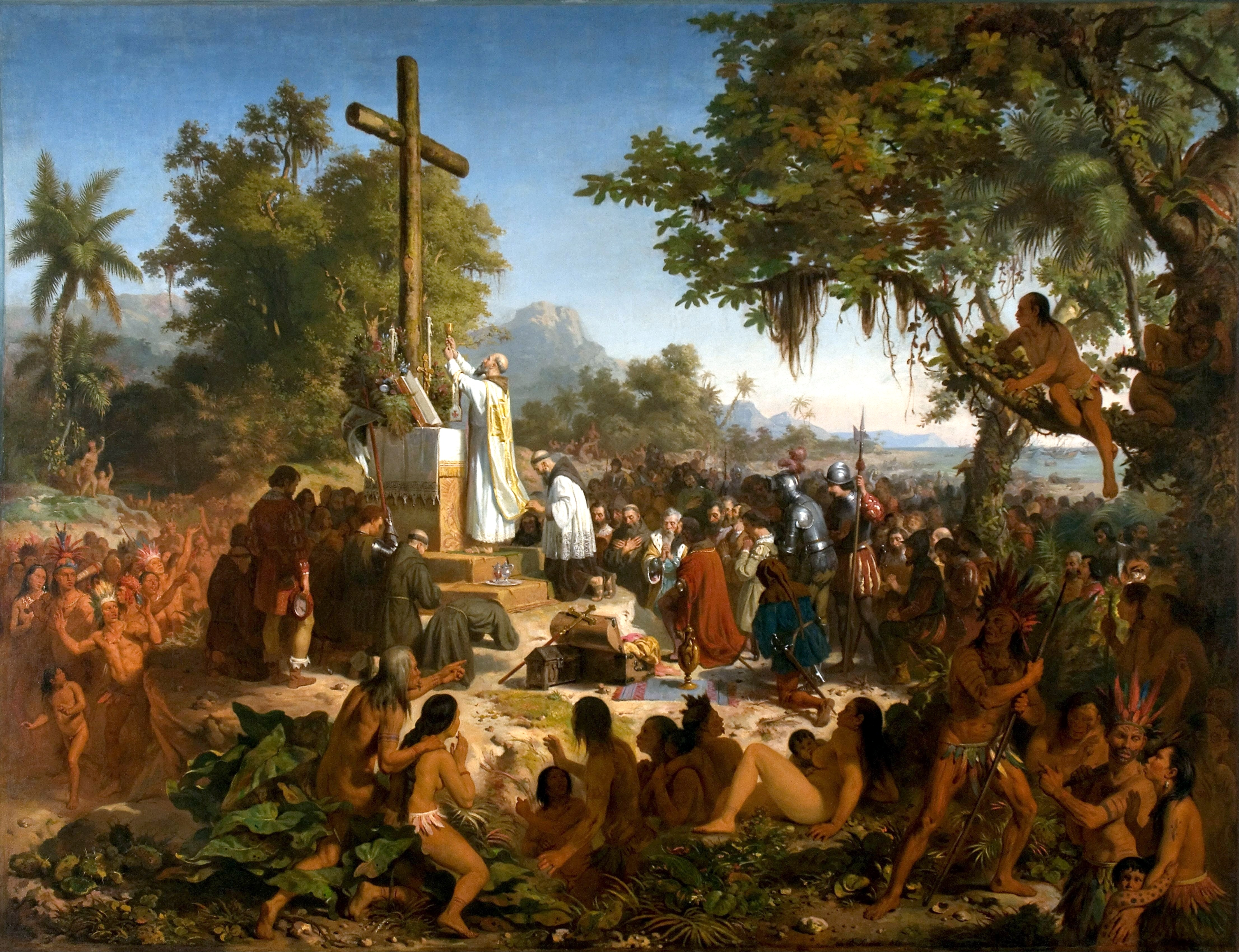
Detall de la primera missa al Brasil, de Victor Meirelles (1861)

El 9 de març de 1500, el portuguès Pedro Alvares Cabral, deixant Lisboa, va començar un viatge per oficialment descobrir i prendre possessió de les noves terres per a la Corona portuguesa, i després continuar el viatge cap a l'Índia, contornejant Àfrica, per arribar a Calicut. Portava dues caravel·les i 13 naos, i per tripulació 1500 homes, entre els més expeirmentats Nicolau Coelho (qui acabava de tornar de l'Índia), Bartolomeu Dias (qui havia descobert el cap de Bona Esperança), i el seu germà Diogo Dias, que més tard Pero Vaz de Caminha el descriuria ballant a la platja de Porto Seguro amb els indis, a la manera d'ells i amb la música d'una gaita («ao jeito deles i ao som de uma gaita»). Les principals naos es deien Anunciada, São Pedro, Espírito Santo, El-Rei, Santa Cruz, Fror de la Mar, Victoria i Trindade. El vice-comandant de la flota era Sancho de Tovar i altres capitans eren Simão de Miranda, Aires Gomes da Silva, Nuno Leitão, Vasco de Ataíde, Pêro Dias, Gaspar de Lemos, Luís Pires, Simão de Pina, Pêro de Ataíde, de sobrenom o inferno, a més dels ja citats Nicolau Coelho i Bartolomeu Dias. Per factor, l'armada portava a Aires Correia, qui havia de quedar-se a l'Índia, i per escrivans Gonçalo Gil Barbosa i Pêro Vaz de Caminha. Entre els pilots, que eren els veritables navegants, anaven Afonso Lopes i Pêro Escobar. Diu la Crônica do Sereníssimo Rei D. Manuel I:
| «                                        | I, perquè el Rei sempre va ser molt inclinat a les coses que tocaven la nostra Santa fe catòlica, va manar en aquesta armada vuit frares de l'orde de Sant Francesc, homes lletrats, dels quals era Vicari fra Enrique, que després va ser confessor de Rei i Bisbe de Ceuta, que com vuit capellans i un vicari, els va ordenar romandre en Calicut, perquè administraren els sagraments als portuguesos i als de la terra si volguessin convertir-se a la fe. | E, porque el Rei sempre foi mui inclinado às coisas que tocavam a nossa Santa fé católica, mandou nesta armada oito frades da ordem de S. Francisco, homens letrados, de que era Vigário frei Henrique, que depois foi confessor del Rei e Bispo de Ceuta, os quais como oito capelães e um vigário, ordenou que ficassem em Calecut, para administrarem os sacramentos aos portugueses e aos da terra se se quisessem converter à fé. | » |
| — Crônica do Sereníssimo Rei D. Manuel I | | |   |

Van llevar àncores a Lisboa, la flota va passar per l'illa de São Nicolau, a l'arxipèlag de Cap Verd, el 16 de març. S'havien allunyat de la costa africana prop de les Canàries, portats pels vents alisis en direcció a l'occident. El 21 d'abril, des de la nau capitana es van veure al mar, surant, plantes. Més tard van sorgir ocells marins, senyals de terra propera. A l'alba del 22 d'abril es va sentir un crit de «terra a la vista», ja que es va albirar la muntanya que Cabral va batejar com monte Pascoal, al litoral sud de l'actual Bahia.

Allà van arribar les naus, i actualment es discuteix sí hauria estat exactament a Porto Seguro o a Santa Cruz Cabrália (més precisament a l'illot de Coroa Vermelha, al municipi de Santa Cruz Cabrália), i van fer contacte amb els tupiniquines, indígenes pacífics. La terra, que els nadius anomenaven Pindorama («terra de les palmeres»), va ser en un principi anomenat pels portuguesos Ilha de Vera Cruz i en ella va ser erigit un padrão (marca de possessió en nom de la Corona portuguesa). Més tard, la terra seria rebatejada com Terra de Santa Cruz i posteriorment Brasil. Estava situada a 5000 km a sud de les terres descobertes per Cristòfor Colom el 1492 i a 1400 km de la línia de Tordesillas. Sérgio Buarque de Holanda descriu, en la História Geral da Civilização Brasileira:
| «                           | Havent velejat per al nord, van trobar deu llegües més endavant un escull amb port endins, molt segur. A l'endemà, dissabte, van entrar els navilis al port i van ancorar més a prop de la terra. El lloc, que tots van trobar delitós, proporcionava bon ancoratge i podia albergar a més de 200 embarcacions. Alguna gent de bord va anar a terra, però no van poder entendre la algaravia dels habitants, diferent de totes les llengües conegudes. | Tendo velejado para o norte, acharam dez léguas mais adiante um arrecife com porto dentro, muito seguro. No dia seguinte, sábado, entraram os navios no porto e ancoraram mais perto da terra. O lugar, que todos acharam deleitoso, proporcionava boa ancoragem e podia abrigar mais de 200 embarcações. Alguma gente de bordo foi à terra, mas não pode entender a algaravia dos habitantes, diferente de todas as línguas conhecidas. | » |
| — Sérgio Buarque de Holanda | | |   |

El 26 d'abril, un diumenge (el de Pasqua), va ser oficiada la primera missa en territori brasiler per fra Henrique Soares (o per fra Henrique de Coimbra), qui va predicar sobre l'Evangeli del dia. Van batejar la terra com la Ilha da Vera Cruz el 1r de maig i, en una segona missa, Cabral va prendre possessió de la terra en nom del rei de Portugal. El mateix dia, els navilis van partir, deixant a la terra a l'almenys dos desterrats i dos grumets que havien fugit de bord. Cabral va partir cap a l'Índia per la via certa que sabia existia a partir de la costa brasilera, és a dir, va creuar una altra vegada l'oceà Atlàntic i va costejar Àfrica.

El rei D. Manuel I va rebre la notícia de la descoberta setmanes després gràcies a les cartes escrites pel Mestre João, físic i cirurgià de D. Manuel, i Pero Vaz de Caminha. Portades en la nau de Gaspar de Lemos, les cartes descrivien de manera detallada les condicions geogràfiques i als seus habitants, des de llavors anomenats indis. Atent als objectius de la Corona en l'expansió marítima, Caminha informava al rei:
| «                  | En ella fins ara no podem saber que hi hagi or ni plata, ni una mica de metall ni de ferro vam veure; però la terra en si és de molts bons aires, així freds i temperats com els d'entre Duero i Miño, perquè en aquest temps d'ara així els trobem com els d'allà; les aigües són moltes infinites i de tal manera és graciosa, que volent aprofitar-se es donarà en ella tot per bé de les aigües que té; però el millor fruit que s'hi pot fer em sembla que serà salvar aquesta gent (...) bona i de bona senzillesa. | Nela até agora não podemos saber que haja ouro nem prata, nem alguma coisa de metal nem de ferro lho vimos; pero a terra em si é de muitos bons ares, assi frios e temperados como os d'antre Doiro e Minho, porque neste tempo de agora assi os achamos como os de lá; águas são muitas infindas e em tal maneira é graciosa, que querendo aproveitar-se dar-se-á nela tudo por bem das águas que tem; pero o melhor fruto que nela se pode fazer me parece que será salvar esta gente (…) boa e de boa simplicidade. | » |
| — Pero Vaz Caminha | | |   |

L'historiador Damião de Góis narra el descobriment en la seva llengua renaixentista:
| «                | Navegant a l'oest, als 24 dies del mes d'abril van veure terra, del que foren molt alegres, perquè pel rumb en què jeia, venia a ser cap de les que fins llavors eren descobertes. Padralures Cabral va posar davant per aquella banda i com estigués ben a la vista, comandament al seu mestre que un esquif fora a terra, i quan va tornar després amb noves de ser molt fresca i viciosa, dient que va veure caminar gent baixa i nua per la platja, de cabell llarg i escorredor, amb arcs i fletxes a les mans, per la qual cosa va manar alguns dels capitans que fossin amb els bats armats per a veure si això era així, els que sense sortir en terra van tornar a la capitana afirmant ser veritat el que el mestre digués. En el moment en què es va iniciar la nit d'un temporal, amb el que van córrer al llarg de la costa fins que van prendre un port molt bo, on Pedralures va sorgir amb les altres naus i per ser tal el va anomerar Port Segur. | Navegando a loeste, aos xxiiij dias do mes Dabril viram terra, do que forão muito alegres, porque polo rumo em que jazia, vião não ser nenhuma das que até então eram descubertas. Padralures Cabral fez rosto para aquela banda & como forão bem à vista, mandou ao seu mestre que no esquife fosse a terra, o qual tornou logo com novas de ser muito fresca & viçosa, dizendo que vira andar gente baça & nua pela praia, de cabelo comprido & corredio, com arcos & frechas nas mãos, pelo que mandou alguns dos capitães que fossem com os bateis armados ver se isto era assi, os quaes sem sairem em terra tornaram à capitaina afirmando ser verdade o que o mestre dixera. Estando já sobrancora se alevantou de noite hum temporal, com que correram de longo da costa ate tomarem hum porto muito bom, onde Pedralures surgio com as outras naos & por ser tal lhe pos nome Porto Seguro. | » |
| — Damião de Góis | | |   |

A més de les cartes esmentades, un altre important document sobre el descobriment del Brasil és el conegut com Relato do Piloto Anônimo. En un primer moment, el rei de Portugal va mantenir en secret el descobriment de la nova terra. La resta del món va passar a conèixer Brasil a partir del 1507, quan aquesta terra va aparèixer amb el nom d'Amèrica en la carta (mapa) de Martin Waldseemüller, en el qual està assenyalat a la costa el Porto Seguro.

### Expedicions d'exploració
En 1501, una gran expedició d'exploració, la primera flota de reconeixement, amb tres naus, va trobar com a recurs explotable tot just el pau-brasil (Caesalpinia echinata), de fusta vermellosa i valuosa usada per a fer tints en Europa, però va cartografiar la costa. Comandada per Gaspar de Lemos, el viatge va començar el 10 de maig de 1501 i acabaria amb el retorn a Lisboa el 7 de setembre de 1502, després de recórrer la costa i anomenar els principals accidents geogràfics. Sobre el comandant, poden haver estat Nuno Manuel, André Gonçalves, Fernão de Noronha, Gonçalo Coelho o Gaspar de Lemos, sent aquest últim el nom més acceptat. Alguns historiadors neguen la possibilitat de Gonçalo Coelho, que només hauria partit de Lisboa en 1502. El baró de Rio Branco en el seu Efemèrides, es fixa en André Gonçalves, que és la versió més comunament acceptada. Però André Gonçalves formava part de la flota de Cabral, que va tornar a Lisboa quan l'expedició de 1501 ja havia partit per al Brasil i amb ella es va creuar a l'altura de l'arxipèlag de Cap Verd. Així, molts historiadors opten per Gaspar de Lemos, que entre juny i juliol de 1500, ja havia arribat a Portugal amb la notícia de la descoberta. El florentí Amerigo Vespucci anava com a pilot en la flota (i pel seu nom seria batejat tot el continent, més tard). Després de 67 dies de viatge, el 16 d'agost, la flota va arribar on que avui és el cap de São Roque (Rio Grande do Norte) i, segons Câmara Cascudo, allà va plantar el padrão més antic de Brasil. No hi va haver, en aquest moment, contactes entre els portuguesos i els indis potiguaras.
Durant les expedicions, els portuguesos tenien per costum nomenar els accidents geogràfics seguint el calendari dels dies amb els noms dels sants, fent cas omís dels noms locals donats pels nadius. El 1r de novembre (Dia de Tots Sants), van arribar a la badia de Todos os Santos, el 21 de desembre (dia de Sant Tomàs) al cap de São Tomé, el 1r de gener de 1502 a la badia de Guanabara (per això batejada com «Rio de Janeiro» (riu de gener)) i el 6 de gener (Dia de Reis) a l'angra (badia) batejada com Angra dos Reis. Altres llocs descoberts van ser la desembocadura de riu São Francisco i Cabo Frio. Les tres naus que van arribar a la badia de Guanabara anaven comandades per Gonçalo Coelho, i en elles anava Vespucci. Prenent l'estreta entrada de la barra per la desembocadura d'un riu, el van anomenar Rio de Janeiro, nom que es va estendre a la ciutat de São Sebastião que allí es construiria més tard.

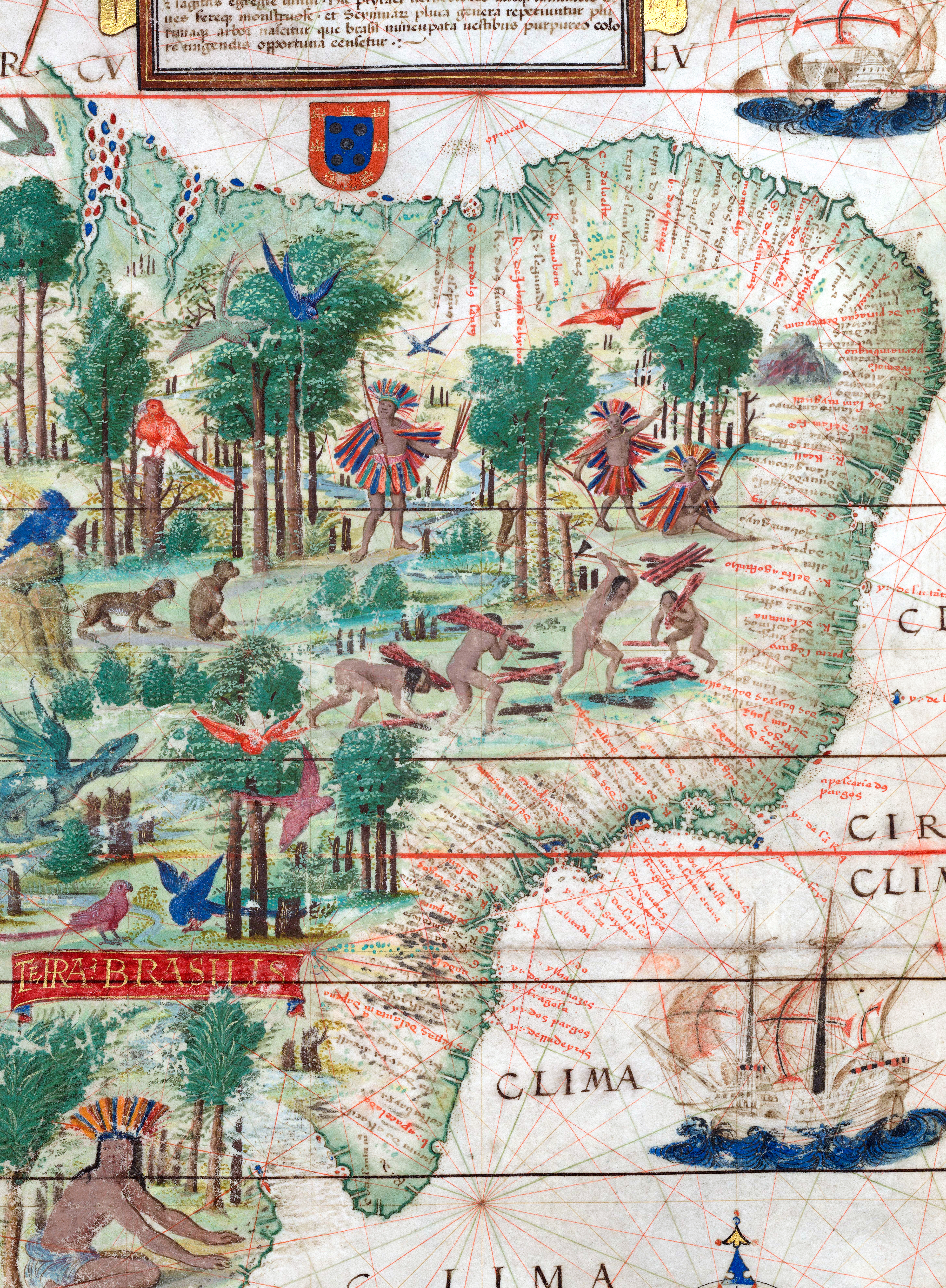
Detall del mapa Terra Brasilis (Atles Miller, 1519), actualment en la Biblioteca Nacional de França
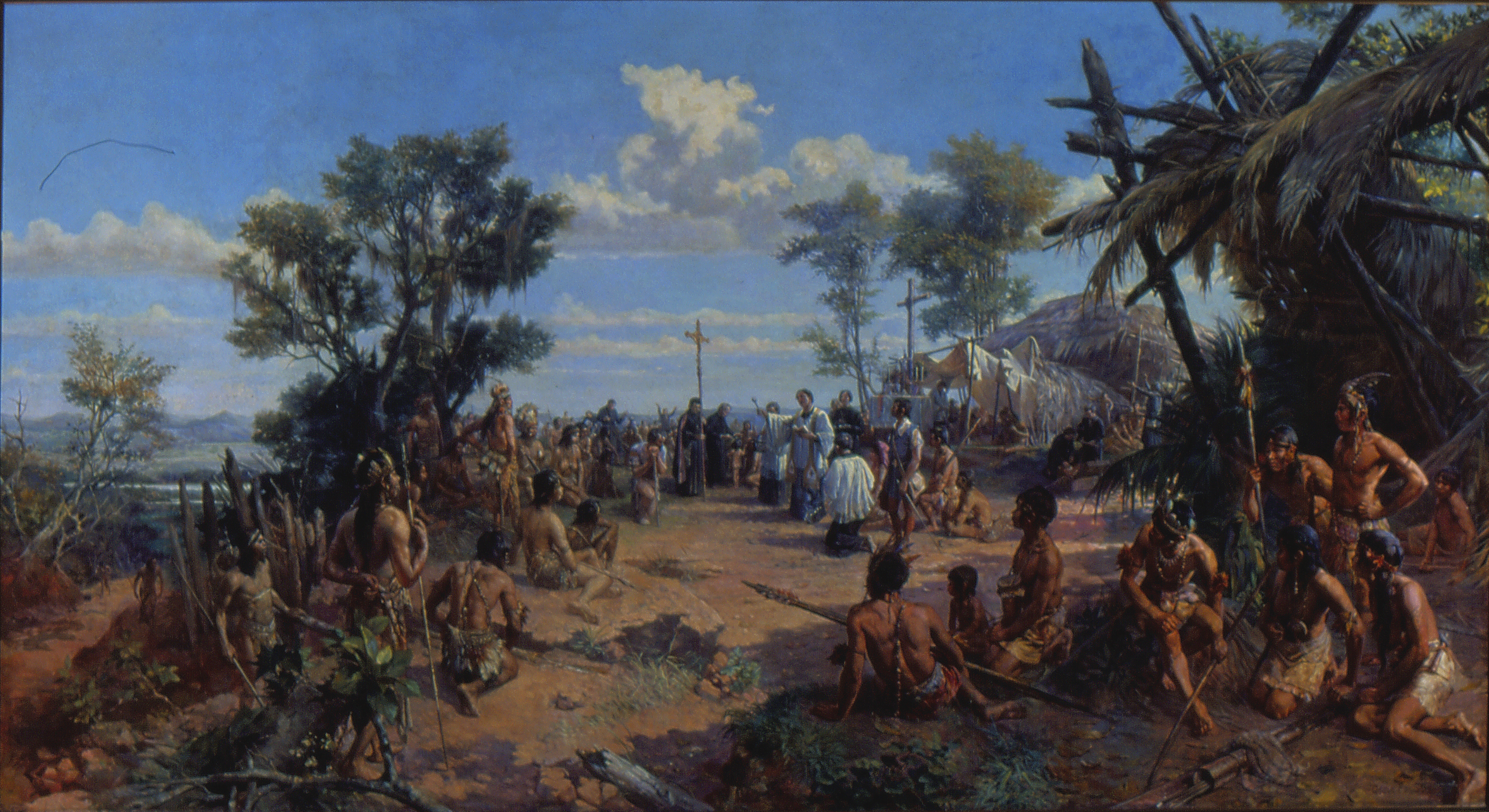
Fundació de la ciutat de São Paulo, d'Oscar Pereira da Silva (1909)
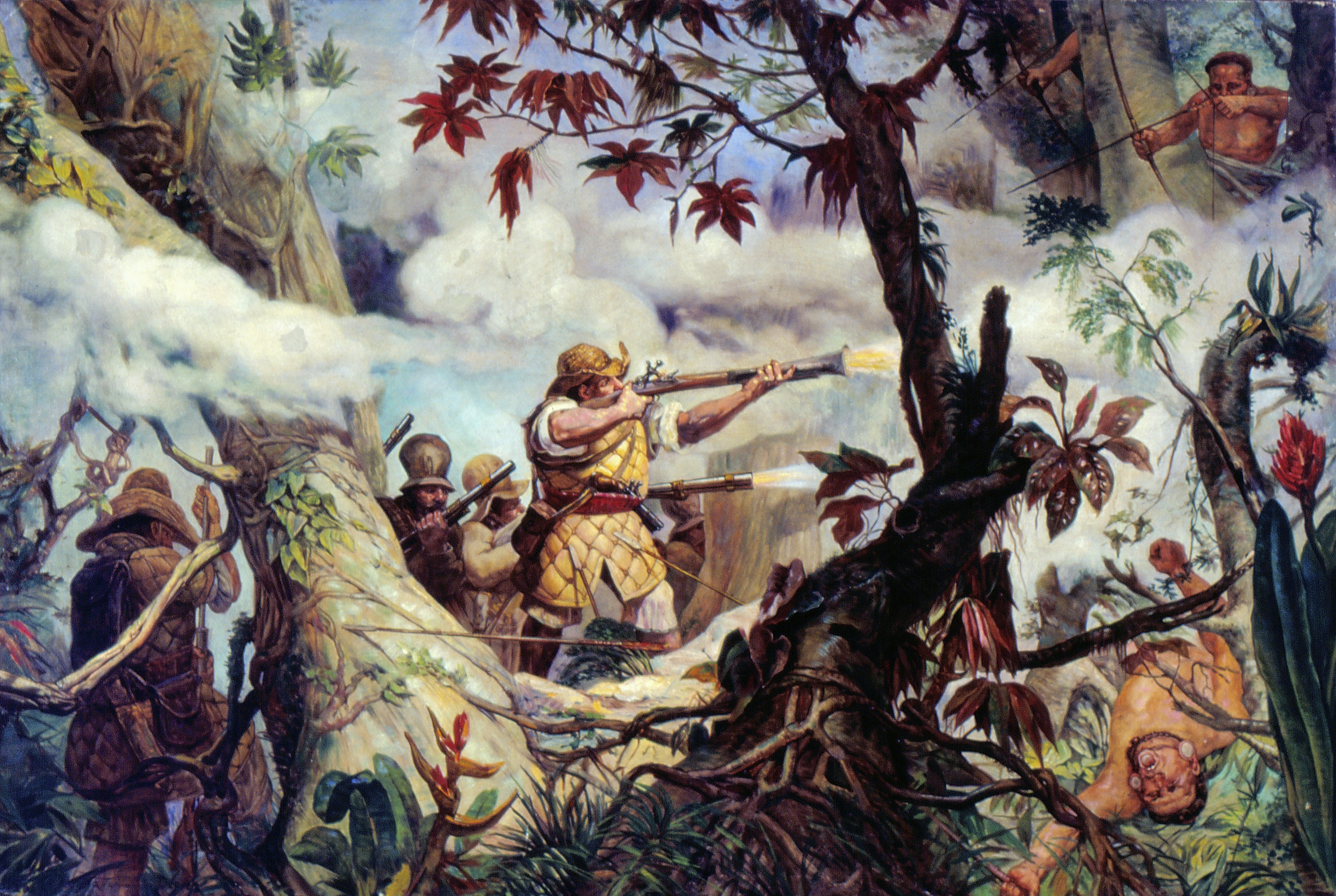
Lluita contra els botocudos en Mogi das Cruzes, d'Oscar Pereira da Silva (1920)

En 1503 hi va haver una nova expedició, aquesta vegada comandada (sense controvèrsies) per Gonçalo Coelho, sense ser establert cap assentament o factoria. Es va organitzar en funció d'un contracte del rei de l'amb un grup de comerciants de Lisboa per extreure el pal brasil (Caesalpinia echinata). Portava de nou a Vespucci i sis vaixells. Va partir al maig de Lisboa, estava a l'agost a l'illa de Fernando de Noronha i allà es va enfonsar el vaixell almirall, dispersant l'armada. Vespucci va poder haver anat a Bahia després de passar sis mesos en Cabo Frio, on va viatjar 40 llegües terra endins. Allà hauria deixat 24 homes amb queviures per a sis mesos. Sembla que Coelho va estar recollit en la regió on es fundaria després la ciutat de Rio de Janeiro, possiblement durant dos o tres anys.
En aquesta ocasió, Vespucci, al servei de Portugal, va tornar al major port natural de la costa brasilera, la badia de Todos os Santos. Durant les tres primeres dècades, el litoral de Bahia, amb les seves innombrables cales, va servir fonamentalment com a suport a la ruta de l'Índia, el comerç de productes de luxe de la qual (seda, catifes, porcellana i espècies) era més avantatjós que els productes oferts per la nova colònia. En els petits i grans ports naturals de Bahia, especialment en el de Todos os Santos, les flotes es proveïen d'aigua i de llenya i aprofitaven per fer petites reparacions.
A Rio de Janeiro, alguns vaixells van arribar al lloc que els indígenes anomenaven Uruçu-Mirim, l'actual platja del Flamengo. Al costat de la desembocadura del riu Carioca (en aquella època era una abundant font d'aigua dolça) es van erigir una casa de pedra i un arraial (poble), deixant en el lloc escorxadors i gallines. La construcció va inspirar el nom que els indis van donar al local (cari-oca, «casa dels blancs»), que passaria a ser el gentilici de la ciutat de Rio de Janeiro. L'arraial va ser després destruït. Altres esquadres passarien per la badia de Guanabara: la de Cristóvão Jacques, en 1516; la de Fernão de Magalhães (que va anomenar el lloc badia de Santa Luzia), en 1519, en la primera circumnavegació del món; una altra vegada la de Jacques, en 1526, i la de Martim Afonso de Sousa, en 1531.
Poden haver ocurregut altres expedicions al litoral brasiler, ja que des de 1504 s'assenyalen activitats de corsaris. Sérgio Buarque de Holanda, a Raízes do Brasil (1936), cita el capità francès Paulmier de Gonneville, d'Honfleur, que va romandre sis mesos al litoral de Santa Catarina. L'activitat dels navegants portuguesos s'inspirava en la doctrina de la llibertat dels mars, expressada per Hugo Grotius en Mare liberum (1609), base de la reacció europea contra Espanya i Portugal, generant la pirateria ampliada pels mars de la planeta.

### L'administració colonial

#### Les Capitanies de la Mar (1516-1532)
L'administració de les terres ultramarines, que al principi va ser llogada a Fernão de Noronha, agent de la Casa Fugger (1503-1511), va quedar a càrrec directe de la Corona, que no podia contenir les freqüents incursions de francesos en la nova terra. Per això, en 1516, D. Manuel I i el seu Consell van crear a les Açores i Madeira les anomenades «capitanies de la mar», per analogia amb les establertes a l'oceà Índic. L'objectiu fonamental era garantir el monopoli de la navegació i la política del mare clausum (mar tancada). Cada dos anys, el capità de la mar partia amb una flota per fer un creuer d'inspecció al litoral, defensant-lo de les incursions franceses o castellanes. Brasil hauria estat visitat per quatre armades.
Les armades de Cristóvão Jacques es van afirmar amb insistència en el riu de la Plata. També en 1516 va ocórrer la primera temptativa de colonització metòdica i d'aprofitament de la terra amb base en una plantació de canya de sucre (portada des de Cap Verd) i en la fabricació del sucre. Ja va haver d'haver alguns intents de capitanies i establiments en terra ferma, ja que el 15 de juliol de 1526 el rei Manuel I va autoritzar Pero Capico, «Capitão de uma capitania do Brasil» (Capità d'una capitania del Brasil), quan va tornar a Portugal perquè «lhe era acabado o tempo de sua capitania» (li va finalitzar el temps de la seva capitania). A Capico, que era tècnic d'administració colonial, se li va confiar l'ingeni sucrer d'Itamaracá, en l'actual estat de Pernambuco.
Roberto Simonsen (en História Econômica do Brasil, pàg.120) comenta:
| «                  | A la terra de Santa Cruz, el valor i les possibilitats de comerç no justificaven (...) organitzacions de la mateixa importància que les factories de Portugal a l'Àfrica. «Tot i així, van ser instal·lades, ja sigui pels concessionaris del comerç de pal brasil, ja sigui pel mateix govern portuguès, diverses factories, llocs de rescat on es concentraven sota l'empara de fortificacions primitives, els articles de terra que les naus arribaven a buscar. Sense per la resta deficients fins avui les notícies sobre aquestes factories, Igaraçu, Itamaracá, Bahia, Porto Seguro, Cap Fred, São Vicente i altres intermediàries, que desapareixien, ara desmantellades per la gentada, ara conquistades pels francesos. Però el mateix comerç del pal brasil era una demostració de la seva existència, i les notícies sobre la dècada anterior, de 1530, encoratgen la preocupació del govern portuguès per defensar-les». Eren així llocs de rescat de caràcter temporal, establiments efímers, assolats per entrellaçats i corsaris francesos, per salvatges. Durant molts anys cessarà tot interès de Portugal al Brasil. Brasil va quedar a l'atzar ... Colonitzar la nova terra seria dispendiós, sense lucre immediat. Portugal, en l'auge de la seva tècnica de navegació, amb la possessió de factories establertes a vastíssimes costes dels oceans, no tenia recursos humans, amb una població estimada d'un milió d'habitants. S'imposava una actitud predominantment fiscal. Què hi havia? Hi havia macacos, papagais, salvatges nus i primitius. Però hi havia pal brasil ... | Na terra de Santa Cruz, o valor e as possibilidades de comércio não justificavam (...) organizações da mesma importância» que as feitorias de Portugal na África. «Mesmo assim, foram instaladas, quer pelos concessionários do comércio do pau-brasil, quer pelo próprio governo português, várias feitorias, postos de resgate onde se concentravam, sob o abrigo de fortificações primitivas, os artigos da terra que as naus vinham buscar. São por demais deficientes até hoje as notícias sobre estas feitorias, Igaraçu, Itamaracá, Bahia, Porto Seguro, Cabro Frio, São Vicente e outras intermediárias, que desapareciam, ora esmagadas pelo gentio, ora conquistadas pelos franceses. Mas o próprio comércio do pau-brasil é uma demonstração de sua existência, e as notícias sobre a década anterior, de 1530, salientam a preocupação do Governo português de defendê-las.» Eram assim postos de resgate de caráter temporário, estabelecimentos efêmeros, assolados por entrelopos e corsários franceses, por selvagens. Por muitos anos cessará todo o interesse de Portugal pelo Brasil. O Brasil ficou ao acaso... Colonizar a nova terra seria dispendioso, sem lucro imediato. Portugal, no auge de sua técnica de navegação, de posse de feitorias fincadas em vastíssimas costas de oceanos, não tinha recursos humanos, com uma população estimada em um milhão de habitantes. Impunha-se uma atitude predominantemente fiscal. Havia o quê? Havia macacos, papagaios, selvagens nus e primitivos. Mas havia pau-brasil... | » |
| — Roberto Simonsen | | |   |

I João Ribeiro (en História do Brasil) diu:
| «              | (...) després de les primeres exploracions, les terres del Brasil es van convertir en un constant teatre de la pirateria universal. Especuladors francesos, alemanys, jueus i espanyols aquí aporten, comercien amb la gentada o els salvatges i amb ells conviuen en la mateixa barbàrie. Els navegants de tots els punts aquí s'aprovisionen o s'abriguen de les tempestes. Els aventurers aquí desembarquen, i viuen a la ventura, en companyia de desterrats i malfactors. El que procura la cort portuguesa de D. Manuel I són les riqueses d'Orient, i si alguna expedició arriba aquí i es demora (...) no és Brasil que les atrau, sinó la fascinació d'Orient. | ... depois das primeiras explorações, as terras do Brasil tornaram-se constante teatro da pirataria universal. Especuladores franceses, alemães, judeus e espanhóis aqui aportam, comerciam com o gentio ou seelvajam-se e com eles convivem em igual barbaria. Os navegadores de todos os pontos aqui se aprovisionam ou se abrigam das tempestades. Aventureiros aqui desembarcam, e vivem à ventura, na companhia de degredados e foragidos. O que procura a corte portuguesa de D. Manuel I são as riquezas do Oriente, e se alguma expedição aqui toca e se demora, (...) não é o Brasil que as atrai mas ainda a fascinação do Oriente. | » |
| — João Ribeiro | | |   |

#### Les Capitanies hereditàries (1532-1549)
L'apatia només cessaria quan D. João III va pujar al tron. En la dècada del 1530, Portugal començava a perdre l'hegemonia del comerç a l'Àfrica Occidental i en l'oceà Índic. Circulaven insistents notícies de la descoberta d'or i de plata en l'Amèrica espanyola. En 1532, el rei va decidir ocupar les terres mitjançant el sistema de capitanies, però en règim hereditari, pel qual l'explotació passaria a ser dret de família. El capità i governador, títols concedits al donatari, tindria amplis poders, entre ells el de fundar assentaments (viles i ciutats), concedir sesmaries i administrar justícia. El sistema de capitanies hereditàries implicava una divisió de terres vastíssimes, donades a capitans-donataris (capitães-donatários) que serien responsables del seu control i desenvolupament, i que havien de suportar les despeses de la colonització. Es van donar als que posseïen condicions financeres per a pagar aquesta empresa de colonització, que eren principalment «membres de la burocràcia estatal» i «militars i navegants lligats a la conquesta de l'Índia», segons Eduardo Bueno (en la Història do Brasil). Segons el mateix autor, el suggeriment li hauria arribat al rei per Diogo de Gouveia, il·lustre humanista portuguès, i responia a una «absoluta falta de interesse da alta nobreza lusitana» (manca d'interès per l'alta noblesa lusitana) per les terres americanes.
El vincle jurídic entre el rei de Portugal i cada donatari era establert en dos documents: la Carta de Donació (que conferia la possessió) i la Carta Foral (que determinava drets i deures). Per la primera, el donatari rebia la possessió de la terra, podent transmetrer-la seus fills, però no vendre-la. Rebia també una sesmaria de deu llegües de costa. Havia de fundar viles, distribuir terres a qui desitgés cultivar-les i construir enginys. El donatari exercia plena autoritat en el camp judicial i administratiu per a nomenar funcionaris i aplicar la justícia, podent fins decretar la pena de mort per a esclaus, indis i homes lliures. Adquiria alguns drets: excepció d'impostos, venda d'esclaus indis i rebuda de part de les rendes degudes a la Corona. Podia esclavitzar als indígenes, obligant-los a treballar o enviar-los com esclaus a Portugal fins a un màxim de 30 per any. La Carta Foral tractava, principalment, dels tributs que debien pagar els colons. Definia el que pertanyia a la Corona i al donatari. Si eren descoberts metalls i pedres precioses, el 20% seria de la Corona, i per al donatari seria un 10% dels productes de terra. La Corona posseïa el monopoli del comerç de pal brasil (Caesalpinia echinata) i de les espècies. El donatari podia donar sesmarias als cristians que poguessin colonitzar-les i defensar-les, tornant-se així colons.

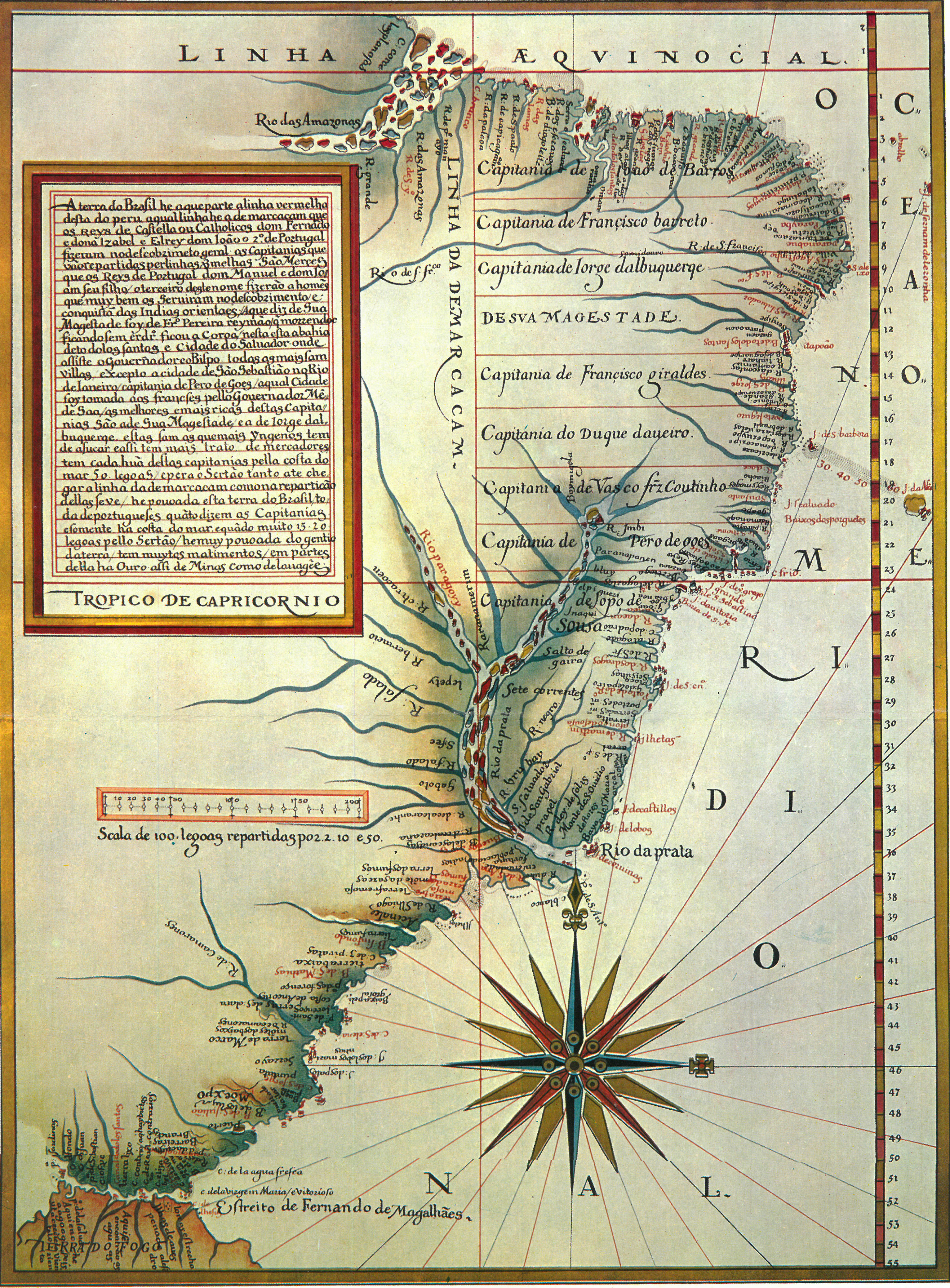
Mapa de Luís Teixeira (c. 1574) amb la divisió de l'Amèrica portuguesa en capitanies. La línia de Tordesillas es troba desplaçada deu graus més cap a l’oest
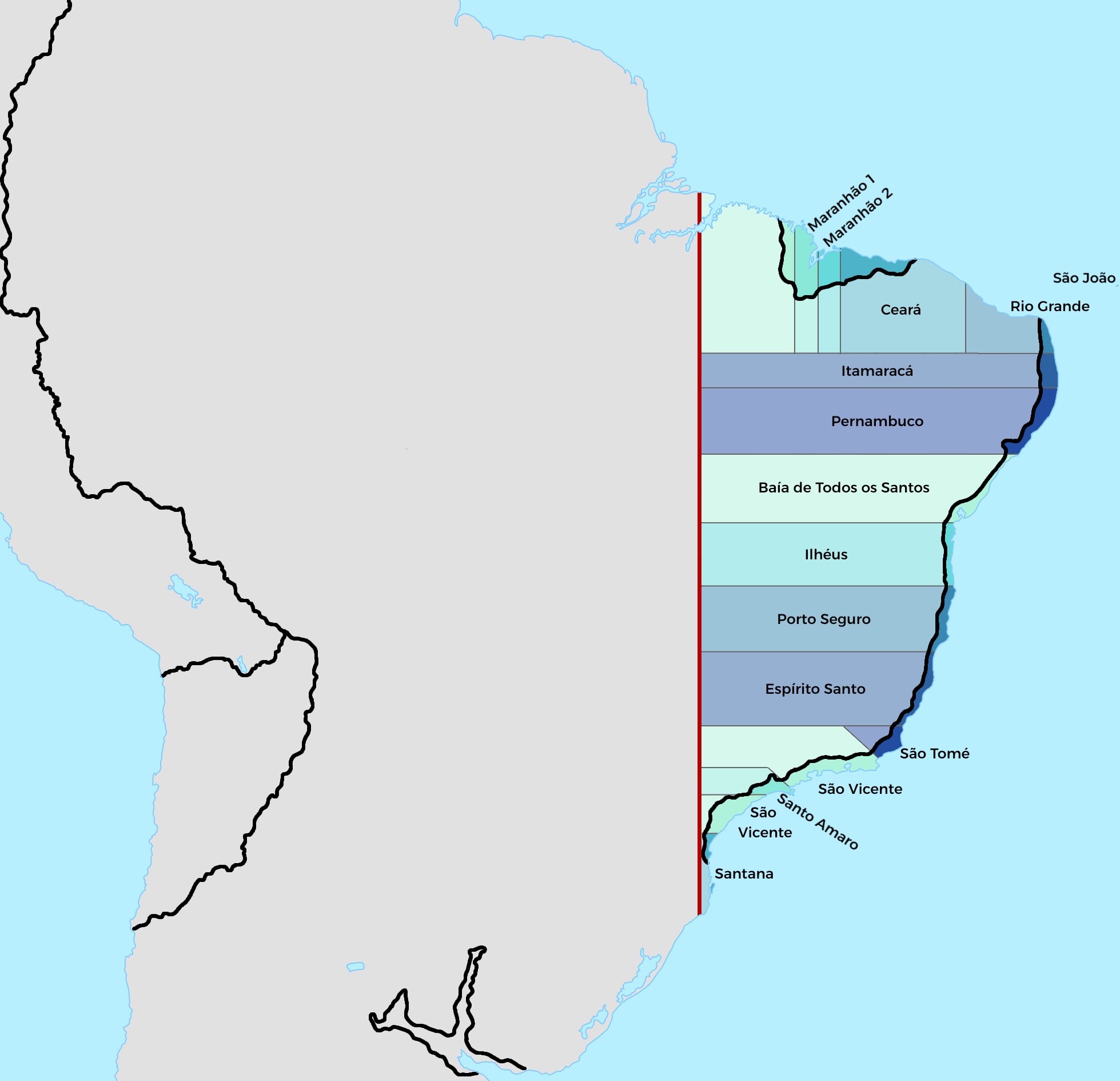
Les capitanies hereditàries del Brasil (versió clàssica, 1534) limitades a l'oest per la Línia de Tordesillas
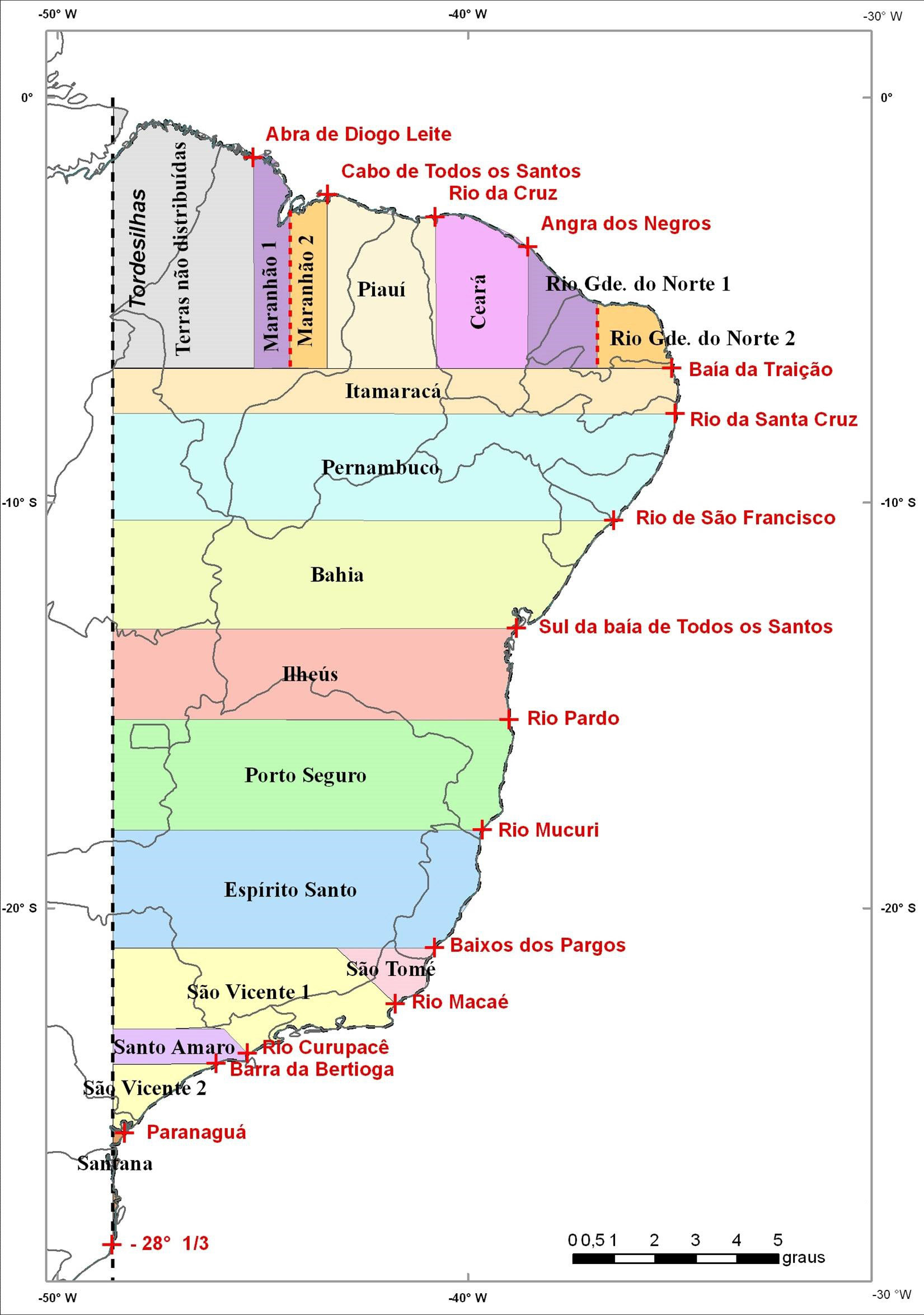
Les capitanies hereditàries del Brasil (versió corregida)

Es van crear en aquesta divisió territorial quinze franges longitudinals (de diferents amples que anaven des accidents geogràfics al litoral fins al meridià de Tordesillas) que van ser ofertes a dotze donataris. D'ells, quatre mai van ser al Brasil; tres d'ells van morir poc després; tres mai van tornar a Portugal; un va ser arrestat per heretgia (Tourinho) i només dos d'ells es van dedicar realment a la colonització: Duarte Coelho (en la Capitania de Pernambuco), i Martim Afonso de Sousa (en la capitania de São Vicente).
De les quinze capitanies originals, tot just les capitanies de Pernambuco i de São Vicente van prosperar. L'atenció de les terres brasileres requeria un viatge de dos mesos des de Portugal, en què a més de la por dels monstres que habitaven a l'oceà (en la superstició europea), les tempestes eren freqüents. Els viatges tranoceànics encara eren una novetat i la idea de viure enmig d'una selva no agradava als propietaris de les capitanies. A més, les notícies de les noves terres no eren molt encoratjadores: boscos gegantins i impenetrables, pobles antropòfags i cap riquesa mineral encara descoberta. En 1536, va arribar el donatari de la Capitania da Baía de Todos os Santos, Francisco Pereira Coutinho, que va fundar l'Arraial do Pereira, en la futura ciutat de Salvador, encara que es va revelar mal administrador i va ser assassinat pels tupinambás. Tampoc van tenir més èxit les capitanies d'Ilhéus i de l'Espírito Santo, devastades pels aimorés i tupiniquins.

#### El Govern General (1549-1580)

##### Tomé de Sousa

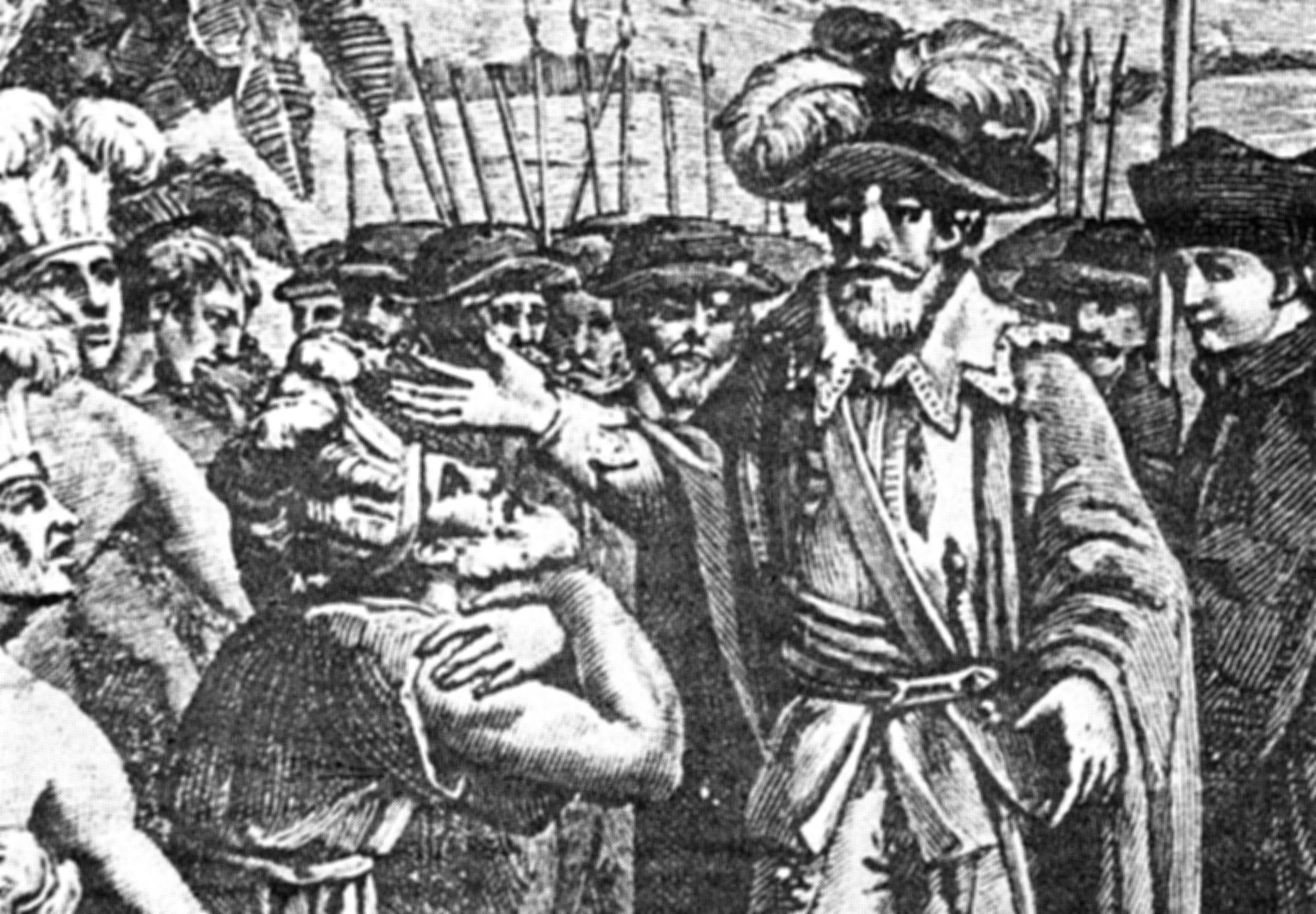
Arribada de Tomé de Sousa a Bahia (gravat de principis del segle XIX)

Després del fracàs del projecte de capitanies, el rei João III va unificar les capitanies sota un Govern General del Brasil, i el 7 de gener de 1549 va nomenar a Tomé de Sousa per assumir el càrrec de governador general. L'expedició del primer governador va arribar al Brasil el 29 de març del mateix any, amb ordres per fundar una ciutat per a albergar la seu de l'administració colonial. El lloc triat va ser la badia de Todos os Santos i la ciutat va ser anomenada São Salvador da Baía de Todos os Santos.
L'excel·lent posició geogràfica entre les capitanies de Pernambuco i de São Vicente i en un punt més o menys equidistant de les extremitats del territori, les favorables condicions d'assentament i defensa, el clima càlid i el sòl fèrtil van fer que el rei decidís revertir la capitania per a la Corona (expropiant el donatari Pereira Coutinho). Les tasques de Tomás de Sousa eren fer efectiva la custòdia de la costa, auxiliar als donataris, i organitzar l'ordre polític i jurídic en la colònia. El governador va organitzar la vida municipal, i sobretot la producció sucrera: va distribuir terres i va manar obrir carreteres, a més de fer construir una drassana. D'aquesta manera, el Govern General va centralitzar l'administració colonial, subordinant les capitanies a un sol governador general que fes més ràpid el procés de colonització.
En 1548, es va elaborar el Regimento do Governador-Geral (Reglament de Governador General), que reglamentava el treball del governador i dels seus principals auxiliars: l'oïdor major (ouvidor-mor, Justícia), el proveïdor major (provedor-mor, Hisenda) i el capità major (capitão-mor, Defensa). El governador també va portar al Brasil als primers missioners catòlics, de l'ordre dels jesuïtes, com el pare Manuel da Nóbrega. Per ordres seves, es van introduir en la colònia els primers caps de bestiar, de vedelles portats des de Cap Verd.
A l'arribar a Bahia, Tomás de Sousa va trobar al vell Arraial do Pereira amb els seus habitants, i van canviar el nom del lloc a Vila Velha. També vivien a la rodalia el nàufrag Diogo Álvares «Caramuru» i la seva esposa Paraguaçu (batejada com Catarina), prop de la capella de la Mare de Déu de les Gràcies (avui el barri de Graça, en Salvador). Consta que Tomàs de Sousa hauria personalment ajudat a construir les cases i a carregar pedres i fustes per construir la capella de Nostra Senyora de la Concepció de la Platja, una de les primeres esglésies construïdes al Brasil. Tomé de Souza va visitar les capitanies de sud del Brasil, i, en 1553, va crear la Vila de Santo André da Borda do Campo, traslladada en 1560 per al Pátio do Colégio donant origen a la ciutat de São Paulo.

##### Duarte da Costa
En 1553, per sol·licitud, Tomé de Sousa va ser exonerat del seu càrrec i reemplaçat per Duarte da Costa, gentilhome i senador a les Corts de Lisboa. En la seva expedició també van anar 260 persones, incloent al seu fill, Álvaro da Costa, i el llavors novici José de Anchieta, jesuïta basc que seria el pioner en la catequesi dels indígenes americans. L'administració de Duarte va ser conturbada. Ja d'inici, la intenció d'Álvaro en esclavitzar als indígenes, inclosos els catequitzats, va xocar amb la impertinència de Pero Fernandes Sardinha, primer bisbe del Brasil. El governador va intervenir a favor del fill i va autoritzar la captura d'indígenes per al seu ús en treball esclau. Disposat a portar personalment les queixes al rei de Portugal, Sardinha va anar a Lisboa en 1556, però va naufragar a la costa d'Alagoas i va acabar finalment devorat per caníbals caetés.
Durant el govern de Duarte da Costa, una expedició de protestants francesos es va instal·lar permanentment en Guanabara i va fundar la colònia de França Antàrtica. Ultratjada, la Càmara Municipal de Bahia va apel·lar a la Corona per la substitució del governador. En 1556, Duarte va ser exonerat, va tornar a Lisboa i en el seu lloc es va enviar a Mem de Sá, amb la missió de recuperar la possessió portuguesa de la costa sud.

##### Mem de Sá
El tercer governador general, Mem de Sá (1558-1572), va donar continuïtat a la política de concessió de sesmaries als colons i va muntar ell mateix un enginy, en les marges del riu Sergipe, que més tard vindria a pertànyer al comte de Linhares (Engenho de Sergipe do Conde). Per enfrontar-se als colons francesos establerts a la França Antàrtica, aliats dels tamoios a la badia de Guanabara, Mem de Sá es va aliar amb els temiminós del cacic Araribóia. El seu nebot, Estácio de Sá, va comandar la recuperació de la regió i va fundar la ciutat de Rio de Janeiro (Riu de Gener) el 20 de gener de 1565, dia de Sant Sebastià.

#### La Unió Ibèrica (1580-1640)
Amb la desaparició del rei Sebastião i després la mort de D. Henrique I, Portugal va estar sota la unió personal amb Espanya i va ser governada pels tres reis Felips (Felip II, Felip III i Felip IV, dels quals es resta un ordinal quan es refereixen a Portugal i al Brasil). Això virtualment va acabar amb la línia divisòria del meridià de Tordesillas i va permetre que el Brasil s'expandís cap a l'oest.
Diverses expedicions exploratòries de l'interior (anomenades os sertões) van ser organitzades, fossin sota les ordres directes de la Corona (entradas) o per caçadors d'esclaus paulistes (bandeiras, d'on el nom de bandeirantes). Aquestes expedicions duraven anys i tenien com objectiu principal de capturar indígenes com esclaus i trobar pedres precioses i metalls valuosos, com or i plata. Van ser bandeirantes famosos, entre d'altres, Fernão Dias Paes Leme, Bartolomeu Bueno da Silva (Anhanguera), Raposo Tavares, Domingos Jorge Velho, Borba Gato i Antônio Azevedo.

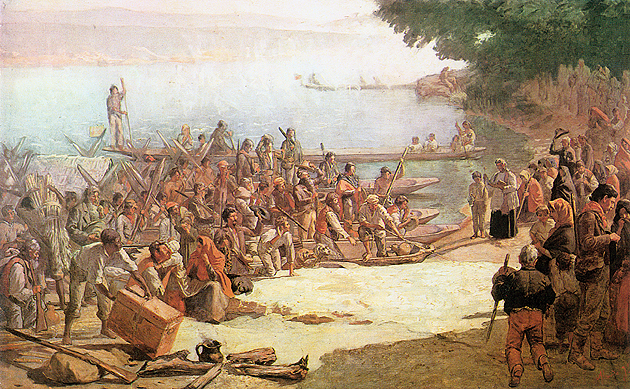
Il·lustració d'una bandeira, per Almeida Júnior. Estudo p/ Partida da Monção, 1897
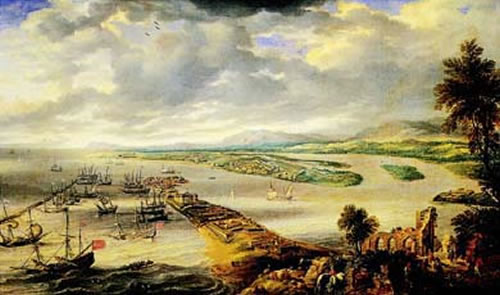
Vista del port de Recife des d'Olinda a principis del segle xvii, per Gillis Peeters

La Unió Ibèrica també va col·locar al Brasil en conflicte amb les potències europees que eren amigues de Portugal, però enemigues d'Espanya, com Anglaterra i Països Baixos. La capitania de Pernambuco, la més rica de totes les possessions portugueses, a continuació, es va convertir en un objectiu cobejat. Ja l'any 1595, durant la guerra anglo-espanyola (1585-1604), l'almirall anglès James Lancaster va prendre per assalt el port de Recife, on va romandre durant gairebé un mes saquejant les riqueses transportades des de l'interior, en l'episodi conegut com saqueig de Recife, única expedició de cors anglès que va tenir com a objectiu principal el Brasil, i que va representar el més ric botí de la història de la navegació de cors del període isabelí. Els Països Baixos, per la seva banda, va atacar i va envair extenses franges de litoral del nord-est, fixant-se principalment en Pernambuco durant vint anys.

#### Estat del Brasil i Estat de Maranhão (1621-1755)
Dels canvis administratius durant el domini espanyol, el més important va succeir en 1621, amb la divisió de la colònia en dues administracions independents: l'Estat del Brasil (que abastava des de Pernambuco fins a l'actual Santa Catarina), i l'Estat de Maranhão (des de la actual Ceará fins a l'Amazònia). La raó es basava en el destacat paper assumit pel Maranhão com a punt de suport i de partida per a la colonització del nord i nord-est. El Maranhão tenia per capital São Luís, i l'Estat del Brasil tenia la seva capital a Salvador. En tots dos estats, els súbdits eren ciutadans portuguesos (anomenats «portugueses do Brasil») i estaven subjectes als mateixos drets, deures, i a les mateixes lleis que els residents a Portugal, entre elles, a les ordenances manuelines i a les ordenances filipines.

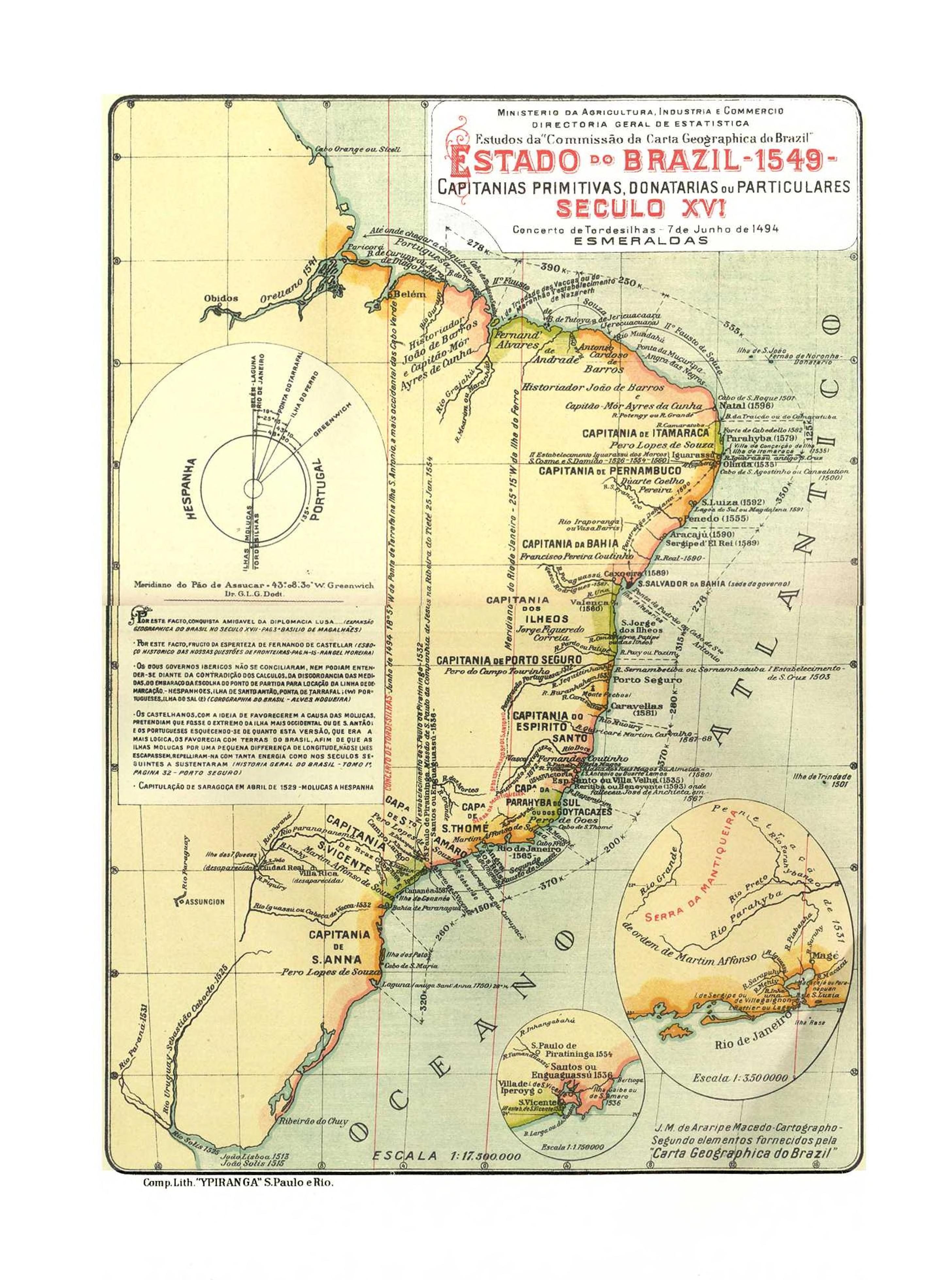
Estat del Brasil (1549)
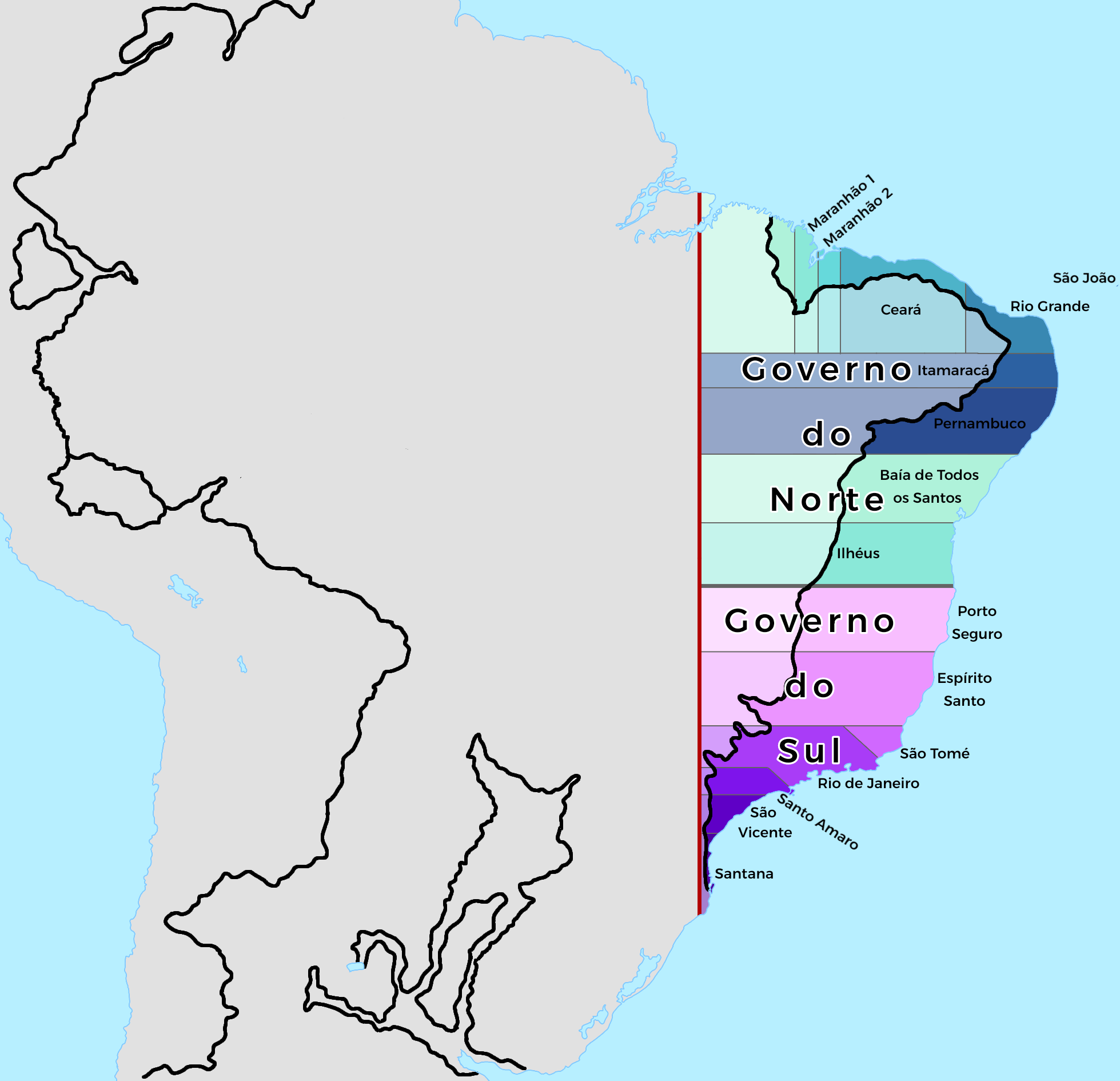
El Brasil dels Dos Estats (1573)
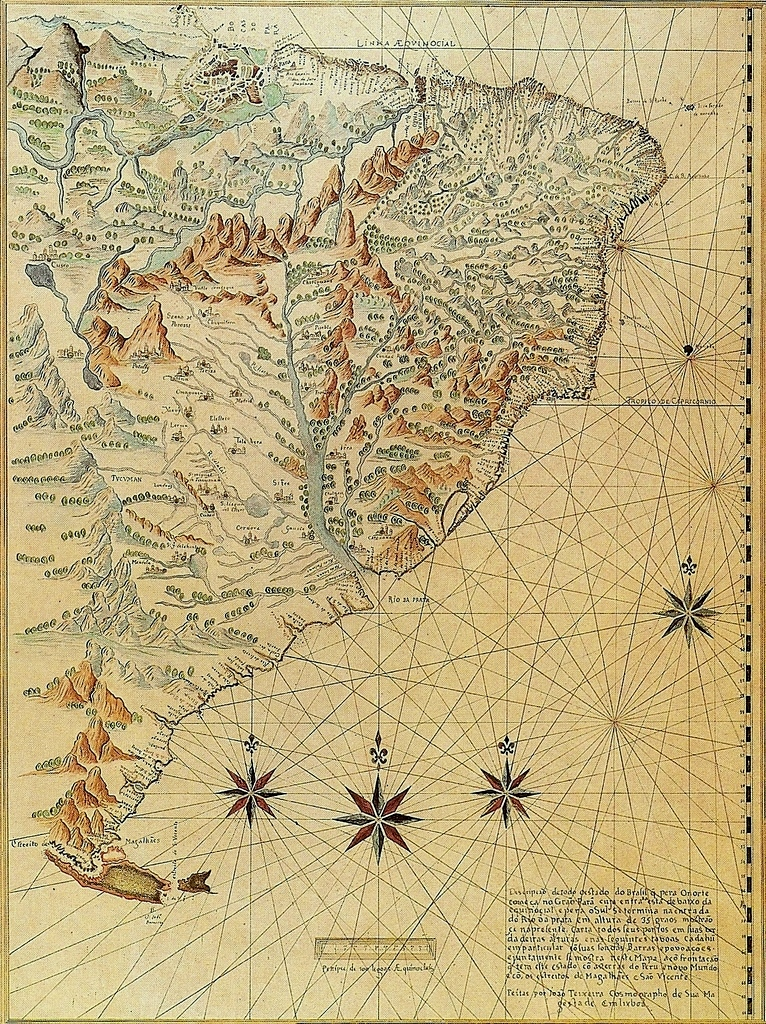
Descripção de todo o Estado do Brasil..., mapa de 1612

Quan el rei Felip III (IV d'Espanya) va separar Brasil i el Maranhão, van passar a haver tres capitanies reials: Maranhão, Ceará i Gran Pará, i sis capitanies hereditàries. En 1737, el Maranhão va passar a ser anomenada «Grão-Pará i Maranhão» i la seva capital va ser traslladada a Belém. Aquesta instal·lació era efecte de l'aïllament de l'extrem nord de l'Estat del Brasil, ja que el règim de vents impedia durant mesos les comunicacions entre São Luís i Bahia. Al segle xvii, l'Estat del Brasil s'estenia des de l'actual Pará fins al Rio Grande do Norte i, des d'aquest, fins a Santa Catarina; al segle xviii ja estaven incorporats el Rio Grande de São Pedro (actual Rio Grande do Sul) i les regions mineres i part de l'Amazònia. L'Estat de Maranhão va desaparèixer durant l'època de Sebastião José de Carvalho e Melo, marquès de Pombal.

### Les invasions neerlandeses (1630-1654)

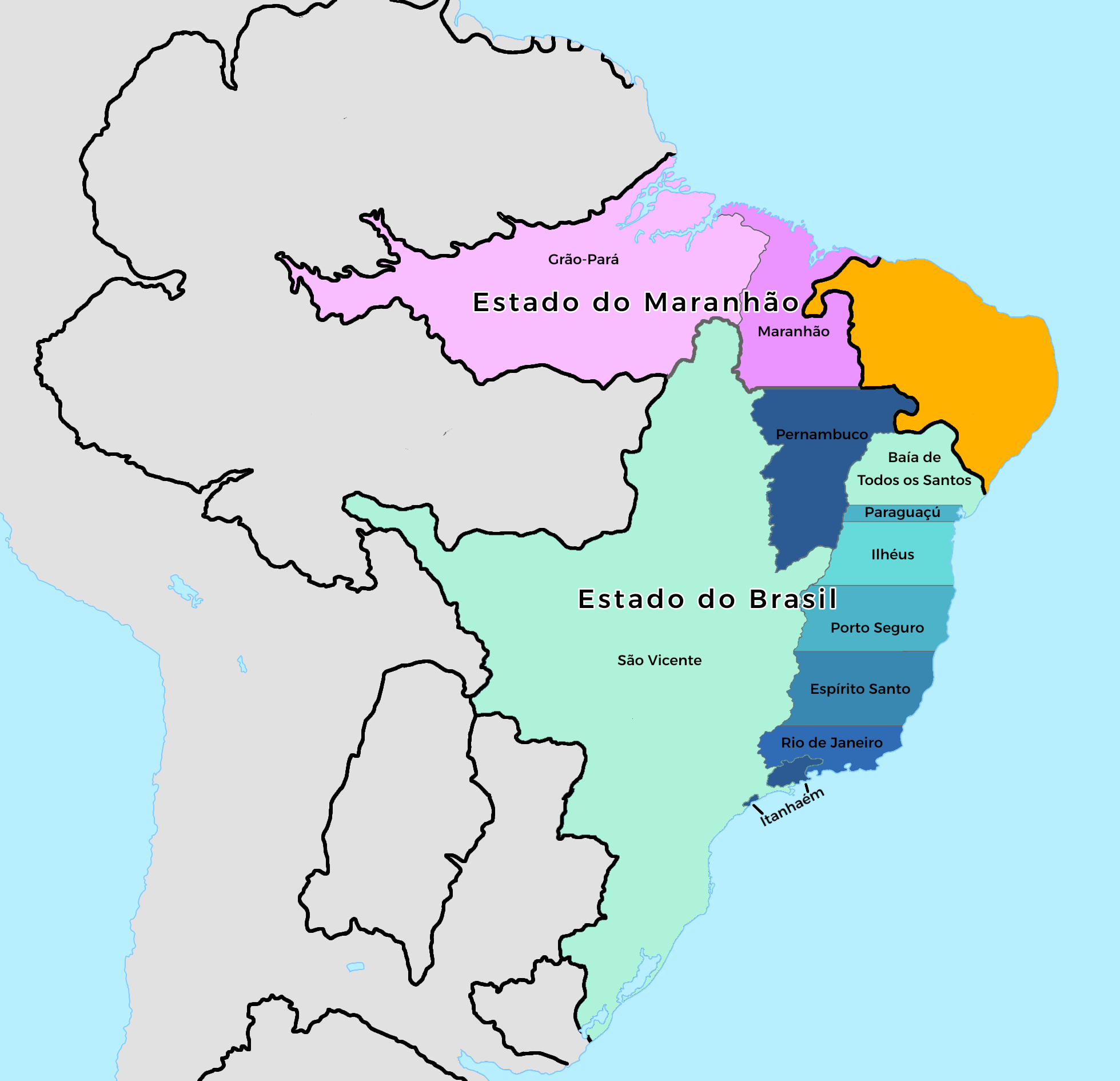
Màxima expansió de la invasió neerlandesa (color taronja) a Brasil, l'any 1647

La invasió neerlandesa al nord-est brasiler va ser un important capítol de la guerra neerlandoportuguesa. En 1630, la Capitania de Pernambuco va ser envaïda per la Companyia Neerlandesa de les Índies Occidentals. En ocasió de la Unió Ibèrica (1580-1640), els Països Baixos, abans dominada per Espanya, després d'assolir la seva independència a través de la força, va veure en Pernambuco l'oportunitat per imposar un dur cop a el regne de Felip IV, al mateix temps que trauria el perjudici del fracàs en Bahia, ja que Pernambuco era el major productor de sucre de la colònia del Brasil.
El 26 de desembre de 1629 va partir de Cap Verd cap a Pernambuco una poderosa esquadra amb 67 vaixells i prop de 7000 homes, la major vista en la colònia, sota el comandament de l'almirall Hendrick Lonck. Els neerlandesos, després de desembarcar a la platja de Pau Amarelo, van conquistar la capitania al febrer de 1630 i van establir la colònia de Nova Holanda. La fràgil resistència portuguesa en el barri Rio Doce va ser derrotada, i els neerlandesos van envair sense més contratemps Olinda. Els habitants, en pànic, van fugir endunt-se el que van poder. Algunes bosses de resistència van ser eliminats, destacant-se la valenta lluita del capità André Temudo en la defensa de l'església de la Misericòrdia. En pocs dies, Olinda i el seu port, Recife, van ser ocupats.

Localització del Brasil neerlandès (Nieuw Holland)
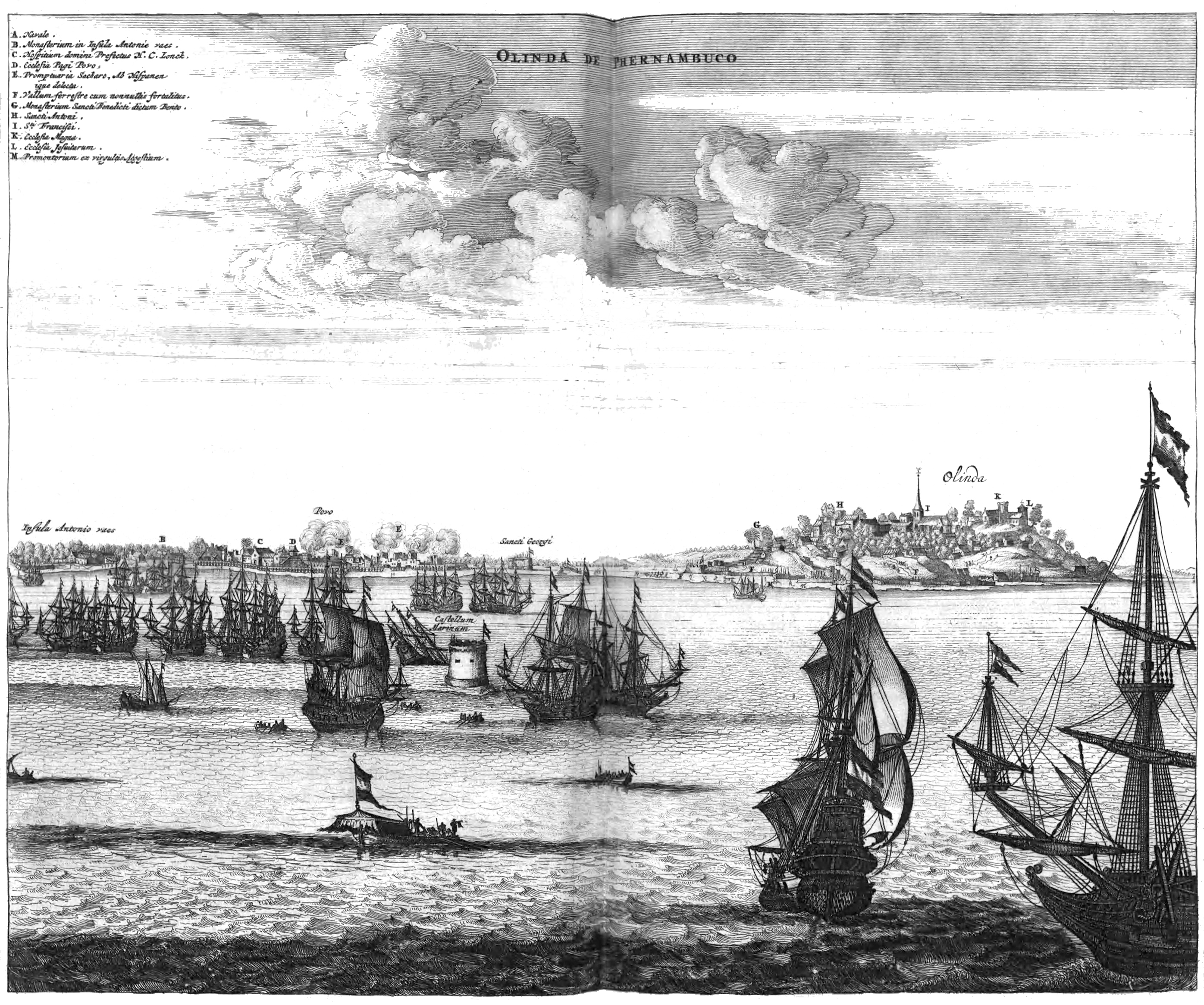
Olinda, llavors la ciutat més rica de la Colònia del Brasil, va ser saquejada i incendiada pels neerlandesos, que van escollir Recife com a capital de Nova Holanda. El gravat neerlandès mostra el setge d'Olinda de 1630.

El comte Joan Maurici de Nassau-Siegen va desembarcar a Nieuw Holland (Nova Holanda), el 1637, acompanyat per un equip d'arquitectes i enginyers. En aquest punt comença la construcció de Mauritsstad (o Stadt Mauritius, actual Cidade Maurícia, una part de la ciutat de Recife), que va ser dotada de ponts, dics i canals per vèncer les condicions geogràfiques locals. L'arquitecte Pieter Post va ser el responsable del traçat de la nova ciutat i d'edificis com el Palau de Friburg, seu del poder colonial al Brasil neerlandès, que tenia un observatori astronòmic (el primer de l'Hemisferi Sud), i va abrigar el primer far i el primer jardí zoobotànic del continent americà. El 28 de febrer de 1643, Recife (actualment el barri de Recife) va ser connectat a Cidade Maurícia amb la construcció del primer gran pont d'Amèrica Llatina. Durant el govern de Nassau, Recife va ser considerada la ciutat més cosmopolita d'Amèrica, i tenia la major comunitat jueva de tot el continent, que va construir, en l'època, la primera sinagoga del Nou Món, la Kahal Zur Israel, així com la segona, la Maguen Abraham. A la Nova Holanda es van encunyar les primeres monedes en territori brasiler: els florins (or) i els soldos (plata), que contenien la paraula «Brasil».

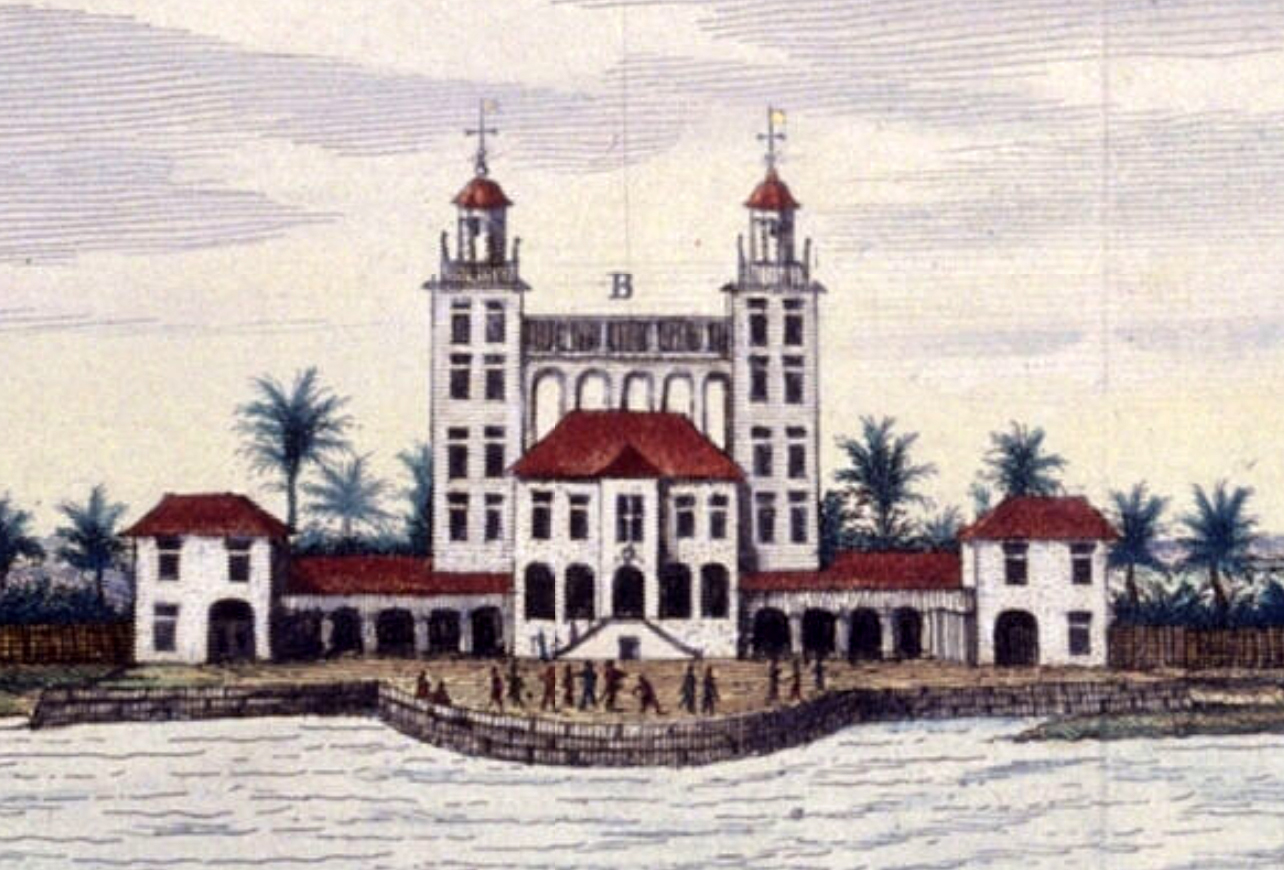
Recife va ser la ciutat més cosmopolita d'Amèrica durant el govern del comte alemany (al servei de la Corona neerlandesa) Joan Maurici de Nassau-Siegen.[71] A la imatge, el Palau de Friburg, residència de Nassau enderrocat en el segle xviii
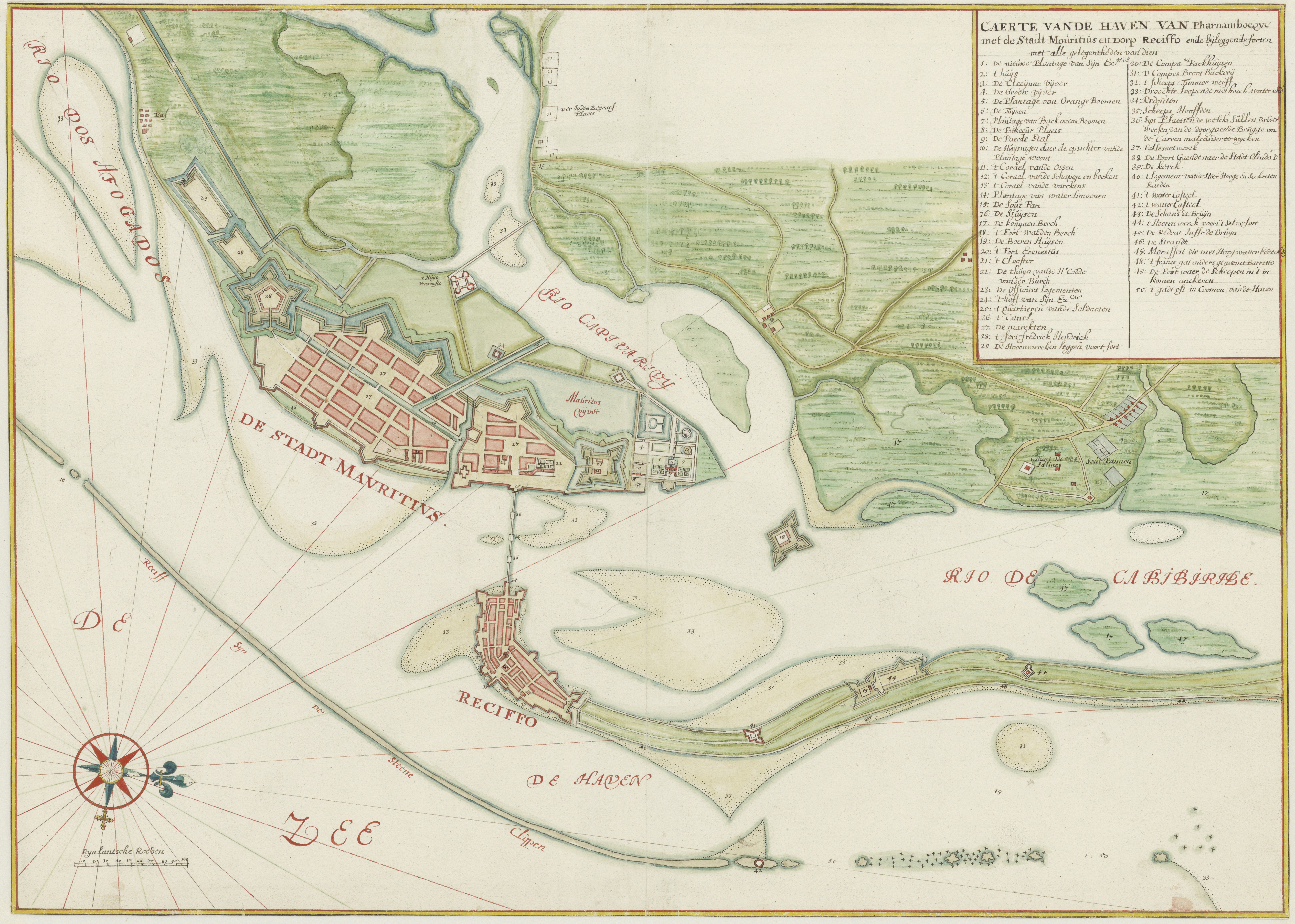
Mapa neerlandès (1665) de la Cidade Maurícia (Stadt Mauritius) i de l’istme de Recife (Reciffo), connectades pel pont construït per Maurí de Nassau

Per diversos motius, sent un dels més importants l'exoneració de Maurici de Nassau del govern de la capitania per la Companyia Neerlandesa de les Índies Occidentals, el poble de Pernambuco es va rebel·lar contra el govern, unint-se a la feble resistència encara existent, en un moviment denominat Insurrecció Pernambucana.

#### La insurrecció pernambucana (1645-1654)
En 15 de maig de 1645, reunits en l'Ingeni de São João, divuit líders insurgents pernambucans van signar un compromís per lluitar contra el domini neerlandès en la capitania. Amb l'acord signat, va començar el contraatac a la invasió neerlandesa.
La primera victòria important dels insurgents es va donar al Monte das Tabocas (actualment localitzat en el municipi de Vitòria de Sant Antão), on 1200 insurgents mazombos (fills d'europeus nascuts al Brasil) armats amb armes de foc, falçs, bastons i fletxes van derrotar en una emboscada a 1900 neerlandesos ben armats i ben entrenats. L'èxit va donar al líder Antônio Dies Cardoso el sobrenom de Mestre das Emboscadas (Mestre de les Emboscadas). Els neerlandesos que van sobreviure van tornar a lluitar a Casa Forte, sent novament derrotats per l'aliança dels mazombos, indis nadius i esclaus negres. Van recular novament per les fortificacions en Cabo de Santo Agostinho, Pontal de Nazaré, Sirinhaém, Rio Formoso, Porto Calvo i Forte Maurici, sent successivament derrotats pels insurgents.

Envoltats i aïllats pels rebels en una franja que va ser coneguda com Nova Holanda, anant des Recife fins a Itamaracá, els invasors van començar a patir amb la manca d'aliments, el que els va portar a atacar plantacions de mandioca en les viles de São Lourenço, Catuma i Tejucupapo. El 24 d'abril de 1646, va tenir lloc la famosa batalla de Tejucupapo, on dones camperoles armades amb estris agrícoles i armes lleugeres van expulsar els invasors neerlandesos, humiliant-los definitivament. Aquest fet històric es va consolidar com la primera participació militar important de la dona en la defensa del territori brasiler.

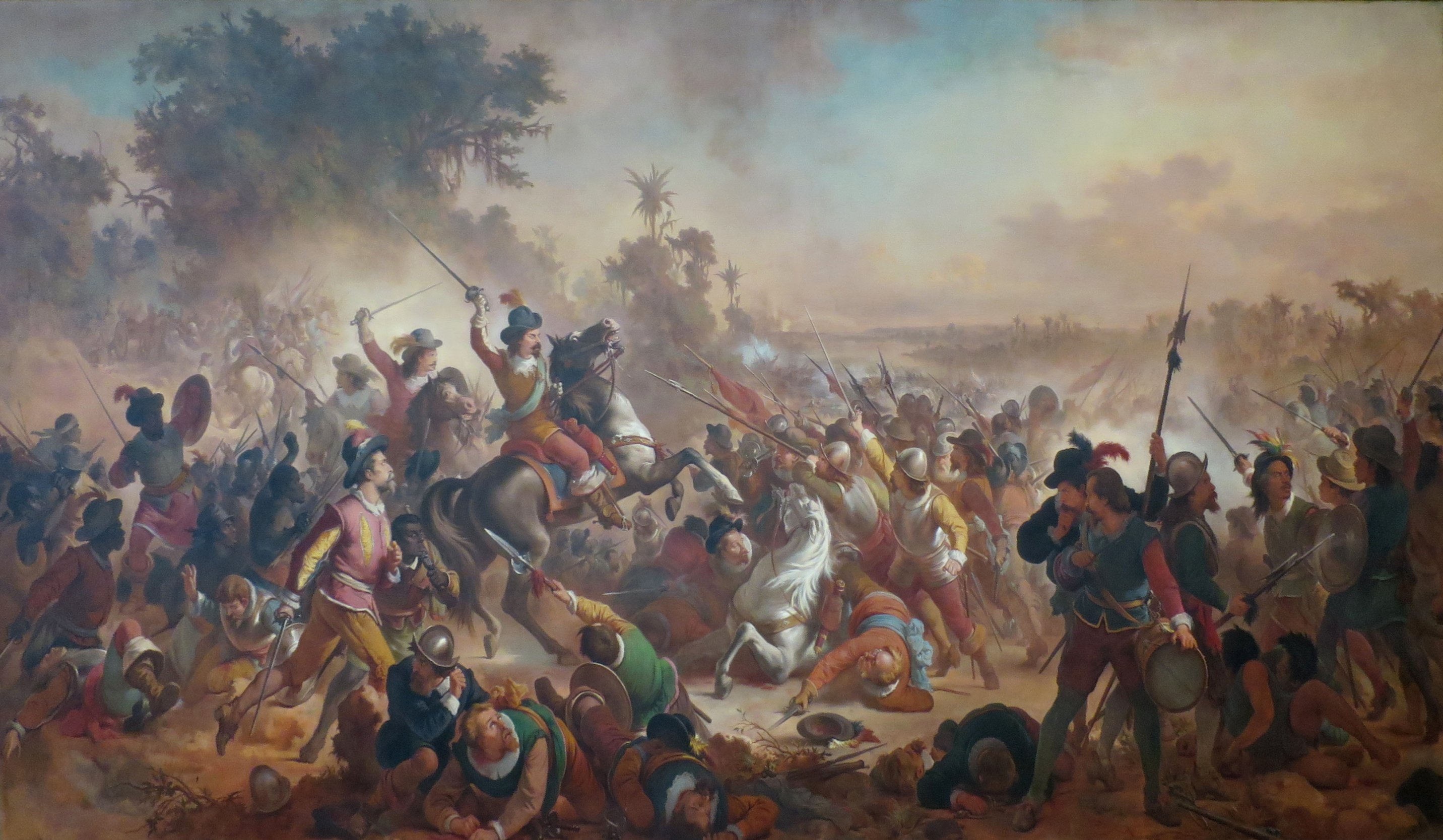
Les batalles dels Guararapes, episodis decisius en la Insurrecció pernambucana, són considerades l'origen de l'Exèrcit Brasiler
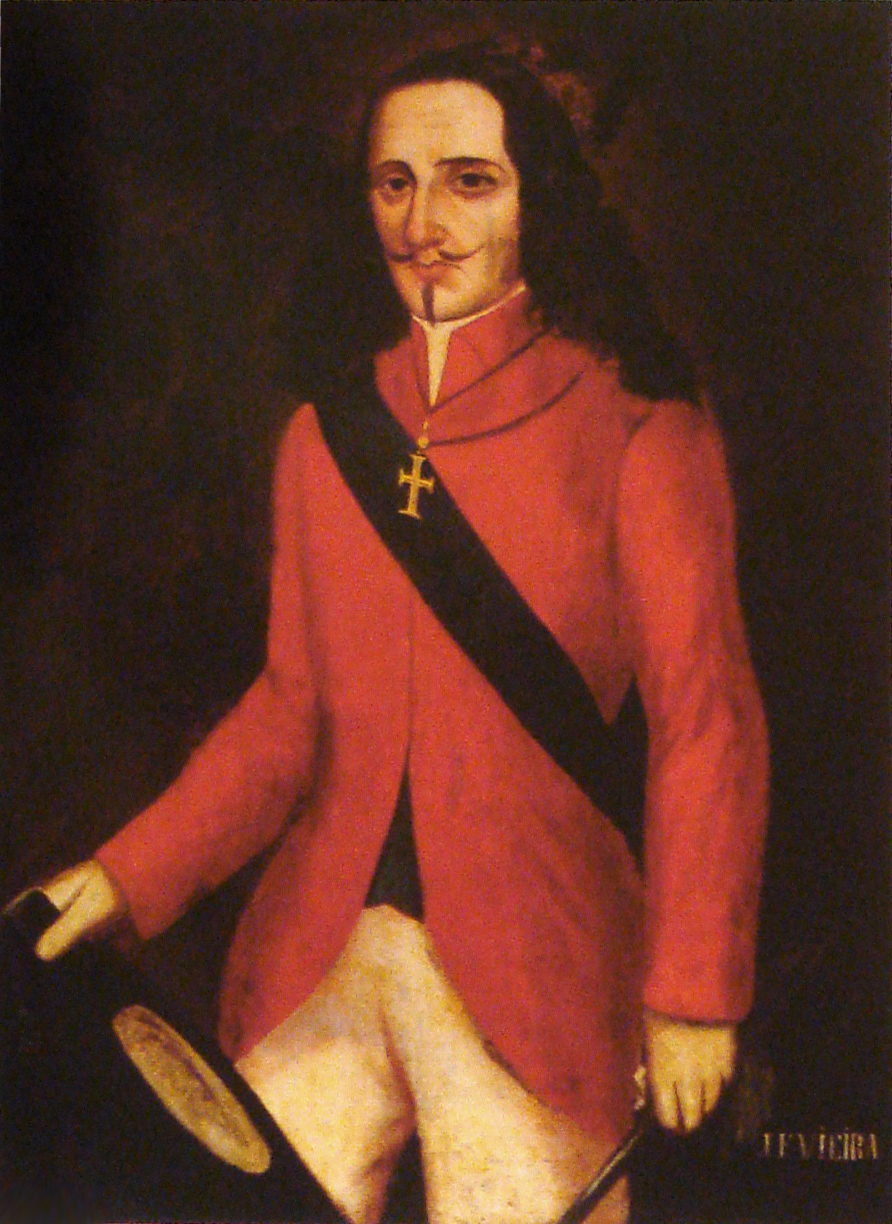
João Fernandes Vieira

Amb l'arribada gradual de reforços portuguesos, els neerlandesos van ser finalment expulsats en 1654, en la segona batalla dels Guararapes. La data de la primera de les batalles dels Guararapes és considerada l'origen de l'Exèrcit del Brasil.
Presa la colònia neerlandesa, els jueus van rebre un termini de tres mesos per marxar o convertir-se al catolicisme. Amb por a la foguera de la Inquisició, gairebé tots van vendre el que tenien i van deixar Recife en 16 vaixells. Part de la comunitat jueva expulsada de Pernambuco va fugir cap a Amsterdam, i una altra part es va establir a Nova York. A través d'aquest últim grup, l'illa de Manhattan, actual centre financer dels Estats Units d'Amèrica, va conèixer un gran desenvolupament econòmic; i descendents dels jueus sortits de Recife van tenir participació activa en la història estatunidenca, com Gershom Mendes Seixas, aliat de George Washington en la Guerra d'Independència dels Estats Units; el seu fill Benjamin Mendes Seixas, fundador de la Borsa de Valors de Nova York; BenjaminCardozo, jutge de la Cort Suprema dels Estats Units, lligat a Franklin Roosevelt.
A causa de la Primera guerra angloneerlandesa, la República Neerlandesa no va poder ajudar els neerlandesos al Brasil. Amb la fi de la guerra contra els britànics, els Països Baixos van exigir la devolució de la colònia al maig de 1654. Amb l'amenaça d'una nova invasió del Nord-est brasiler, Portugal va signar un acord amb els neerlandesos i els va indemnitzar amb quatre milions de creuats i dues colònies: Ceilan (actual Sri Lanka) i les illes Moluques (part de l'actual Indonèsia). El 6 d'agost 1661, els Països Baixos van cedir formalment la regió a l'Imperi portuguès a través del Tractat de La Haia de 1661.

### Conflictes amb Espanya (1680-1828)
El problema fonamental entre Portugal i Espanya a Amèrica del Sud era la delimitació de les fronteres del Tractat de Tordesillas, que havia donat part del continent sud-americà a Portugal. En aquell moment no se sabia com determinar amb precisió la longitud i, per tant, als mapes portuguesos el meridià de Tordesillas (47 ° 34’W) sempre es va indicar (i erròniament) per incloure el Rio da Prata, on ja en el regnat de João III una expedició havia col·locat padrões a la riba nord del riu com a demarcació.
El 1680, el governador de Rio de Janeiro, seguint les determinacions de la corona portuguesa, va fundar, a la riba esquerra del Riu de la Plata, la Colonia del Sacramento, enfront de Buenos Aires, a la riba oposada. La fundació Sacramento va comptar amb un gran suport dels comerciants de Rio de Janeiro, desitjosos de consolidar els seus ja significatius negocis amb l'Amèrica espanyola.

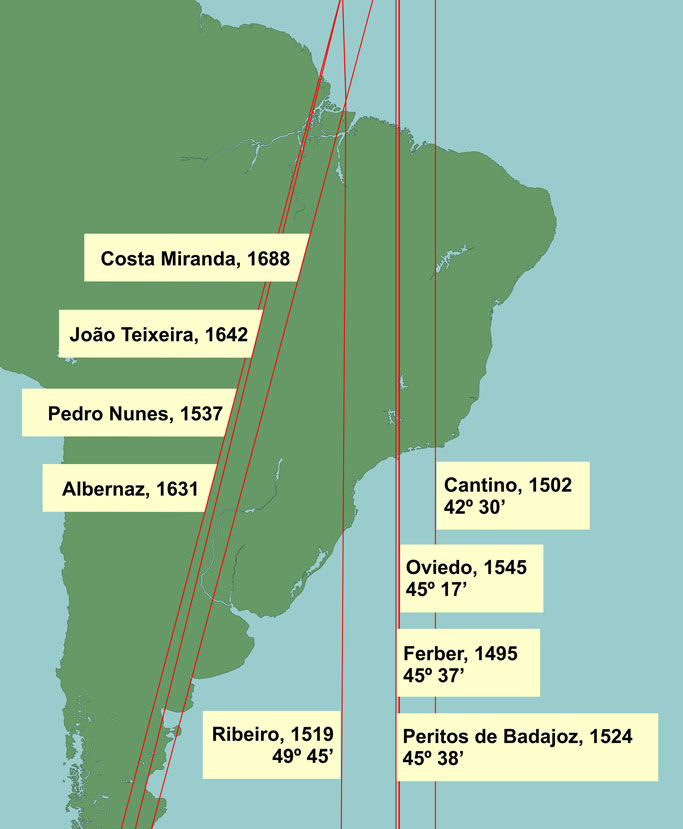
Línia definida pel Tractat de Tordesillas, segons diversos cartògrafs
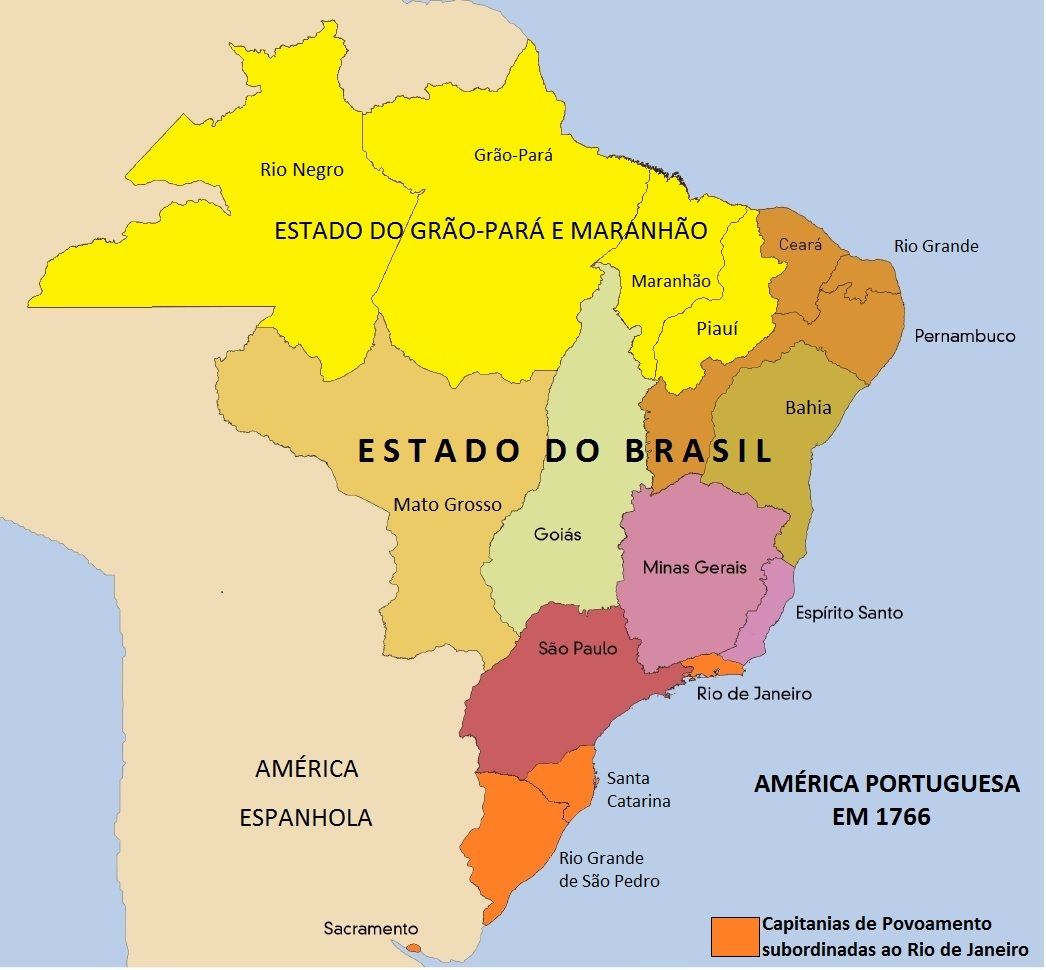
Capitanies de poblament (en taronja), el 1766, administrativament subordinades a Rio de Janeiro
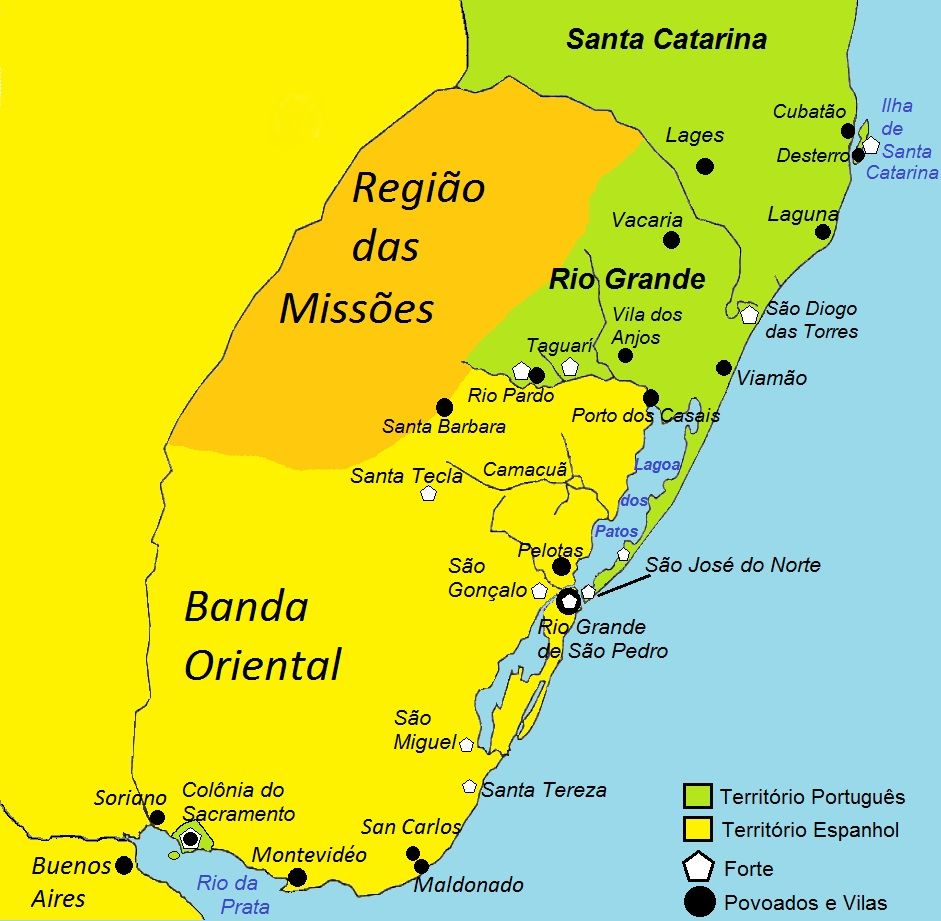
Territoris portuguesos i espanyols el 1775
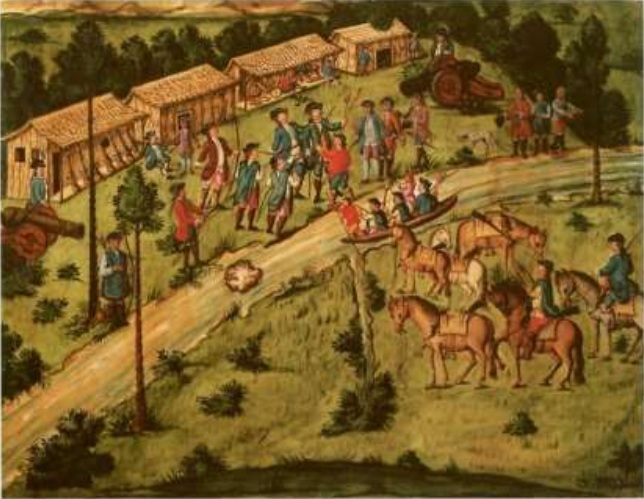
Expedició militar portuguesa al sud del Brasil

Els colons espanyols de Buenos Aires mai van veure la presència portuguesa en aquella regió amb bons ulls, i aquest va ser el motiu de diversos conflictes que es van produir els anys següents. El 1705, els colons portuguesos i espanyols es van tornar a enfrontar al Riu de la Plata a causa de la participació portuguesa a la Guerra de Successió Espanyola. La Colònia de Sacramento és presa pels espanyols i retornada el 1715, com a resultat del Tractat d'Utrecht. El 1723 els brasilers de Rio de Janeiro, seguint les ordres del rei João V, van fundar la ciutat de Montevideo, que va ser presa pels espanyols a Buenos Aires l'any següent. El 1736, a conseqüència d’una crisi diplomàtica entre les corones d’Espanya i Portugal, el rei João V va enviar una poderosa esquadra al sud del Brasil, per garantir la seguretat de la Colònia de Sacramento en la Campanya del Riu de la Plata.
Per evitar l’ocupació espanyola del sud del Brasil i el consegüent aïllament de la Colònia del Sacramento, Portugal inicia una colonització d’assentaments en aquesta regió i crea les capitanies de Rio Grande de São Pedro (1737) i Santa Catarina (1738).
Quan Ferran VI d'Espanya va morir el 1759 i el va succeir el seu germà petit Carles III d'Espanya, més ambiciós, volia preservar el prestigi d'Espanya com a potència europea i colonial. El 1761 França semblava estar perdent la guerra contra Gran Bretanya, i tement una victòria britànica sobre França, Carles va signar el Tercer Pacte de Família amb França l'agost de 1761, i va reclamar una compensació pels atacs dels corsaris anglesos a les aigües espanyoles. Espanya i Portugal van redefinir les fronteres a Amèrica del Sud en el tractat de Madrid de 1750 però la resistència per part dels jesuïtes i dels indígenes tutelats per ells va provocar a la llarga la reclamació espanyola de les Missions Orientals. El Tractat d'El Pardo de 1761 va anul·lar el Tractat de Madrid, i pel qual Espanya no havia de lliurar les Missions Orientals i Portugal retenia la Colonia del Sacramento.
Gran Bretanya va declarar la guerra a Espanya el 4 de gener de 1762 i Espanya va reaccionar emetent la seva pròpia declaració de guerra contra Gran Bretanya el 18 de gener, i Portugal va seguir unint-se a la guerra al costat de Gran Bretanya. Entre setembre de 1762 i abril de 1763, les forces espanyoles dirigides per don Pedro Antonio de Cevallos, governador de Buenos Aires van emprendre una campanya contra els portuguesos a la Banda Oriental, conquerint els assentaments portuguesos de Colonia del Sacramento i la Capitania de Rio Grande de São Pedro i van forçar els portuguesos a rendir-se i retirar-se, entretant els portuguesos van conquerir la major part de la vall del Rio Negro, i van repel·lir un atac espanyol al Mato Grosso. Amb el Tractat de París de 1763 que va tancar la Guerra dels Set Anys, Espanya va haver de retornar a Portugal l'assentament de Colonia del Sacramento però el vast i ric territori de la Capitania de Rio Grande de São Pedro (el territori de Rio Grande do Sul) continuà ocupat pels espanyols
Entre el 1776 i el 1777 hi va haver una altra guerra entre portuguesos i espanyols al sud del Brasil. La guerra va començar quan els colons brasilers van començar la represa del Rio Grande expulsant els espanyols. Com a resposta, el rei d'Espanya Carlos III va enviar una expedició militar al sud del Brasil que va conquerir la Capitania de Santa Catarina i Sacramento. La guerra va acabar amb la signatura del Tractat de Sant Ildefonso, que garantia la sobirania espanyola sobre la Colònia del Sacramento i Misiones Orientales, però Espanya es va veure obligada a retornar Santa Catarina i el territori de Rio Grande, a l'est de la Banda Oriental. Una de les conseqüències d’aquesta guerra va ser que Portugal es va mantenir neutral quan la Guerra de la Independència dels Estats Units es va convertir en una guerra mundial amb l'entrada de França el 1778 i d’Espanya el 1779. Els portuguesos es van veure obligats a ajudar els britànics a causa de l'aliança entre els dos, però decebuts amb la manca de suport britànic contra Espanya, Portugal no va entrar en aquesta guerra.

### L'economia colonial
L'economia de la colònia, iniciada amb el pur extractivisme de pal brasil i la barata entre els colons i els indígenes, gradualment va passar a la producció local, amb el cultiu de la canya de sucre. Pernambuco va ser el primer nucli econòmic de Brasil colonial, una vegada que va destacar en l'extracció del pal brasil (la fusta pernambucana regulava el preu en el comerç europeu) i va ser la primera capitania on es va desenvolupar efectivament la cultura de la canya de sucre. L'ingeni sucrer era la part principal del mercantilisme portuguès, organitzat en grans propietats. Aquestes, com es va dir més tard, eren latifundis caracteritzats per terres extenses, abundant mà d'obra esclava, tècniques complexes i baixa productivitat.

Formació de l'estat brasiler (en verd fosc) i els països sud-americans des de 1700
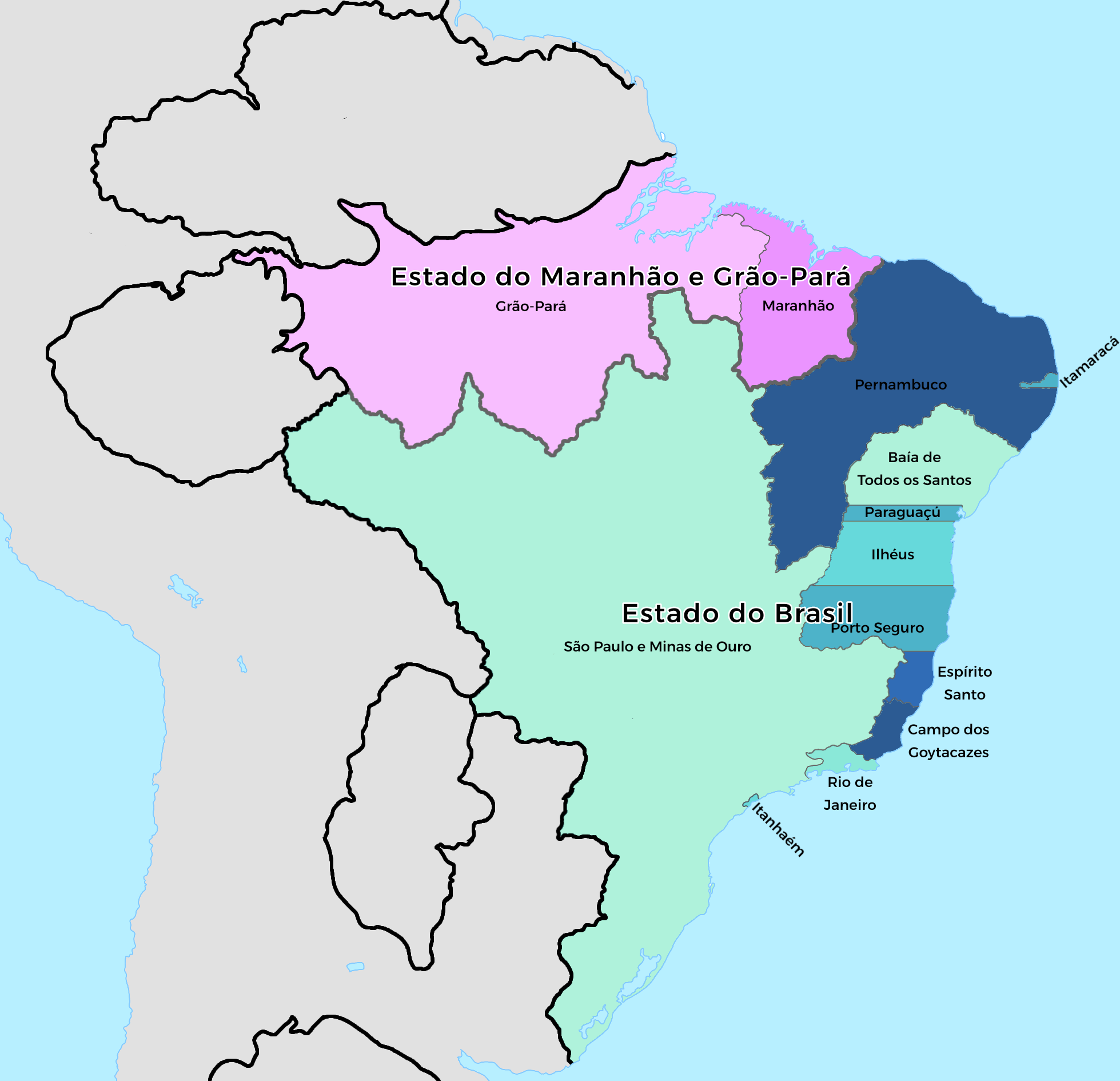
1709: La Capitania de São Paulo i Mines d'Or en la seva màxima extensió

En primer lloc, els colons van tractar d'esclavitzar als indígenes per treballar els camps (l'exploració inicial de l'interior del Brasil va ser dut a terme principalment per aventurers (els bandeirantes), que entraven a la selva a la recerca d'or i d'esclaus «indis»). No obstant això, els indígenes no es consideraven aptes com esclaus, i així, per sustentar la producció de canya de sucre, els amos de terres van començar a mitjan segle xvi a importar africans com a esclaus, arribant a ser milions. Eren capturats a través de les factories europees a Àfrica (de vegades amb la connivència de caps locals de les tribus rivals) i travessaven l'Atlàntic en els vaixells negreiros, en pèssimes condicions d'higiene i salut. A l'arribar a Amèrica, eren comercialitzats com a mercaderia i obligats a treballar en les plantacions i les cases dels colonitzadors. Dins de les hisendes, vivien empresonats en grans cases rústiques anomenades senzalas, i els seus fills també eren esclavitzats, perpetuant la situació a les generacions següents. Alguns esclaus van escapar de les plantacions i van tractar d'establir colònies independents (quilombos) en les àrees remotes. Malgrat això, aquestes colònies van ser finalment totes destruïdes pel govern i les tropes privades, que en alguns casos va requerir de llargs setges i l'ús d'artilleria; d'aquesta manera, els africans van arribar a ser una secció substancial de la població brasilera, i després de la fi de l'esclavitud (1850) van començar a unir-se amb els portuguesos, com abans ho van fer amb els indígenes.

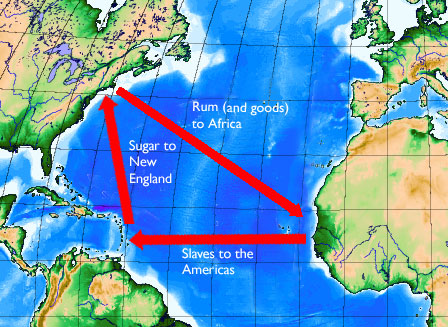
Comerç triangular d'esclaus, sucre i rom
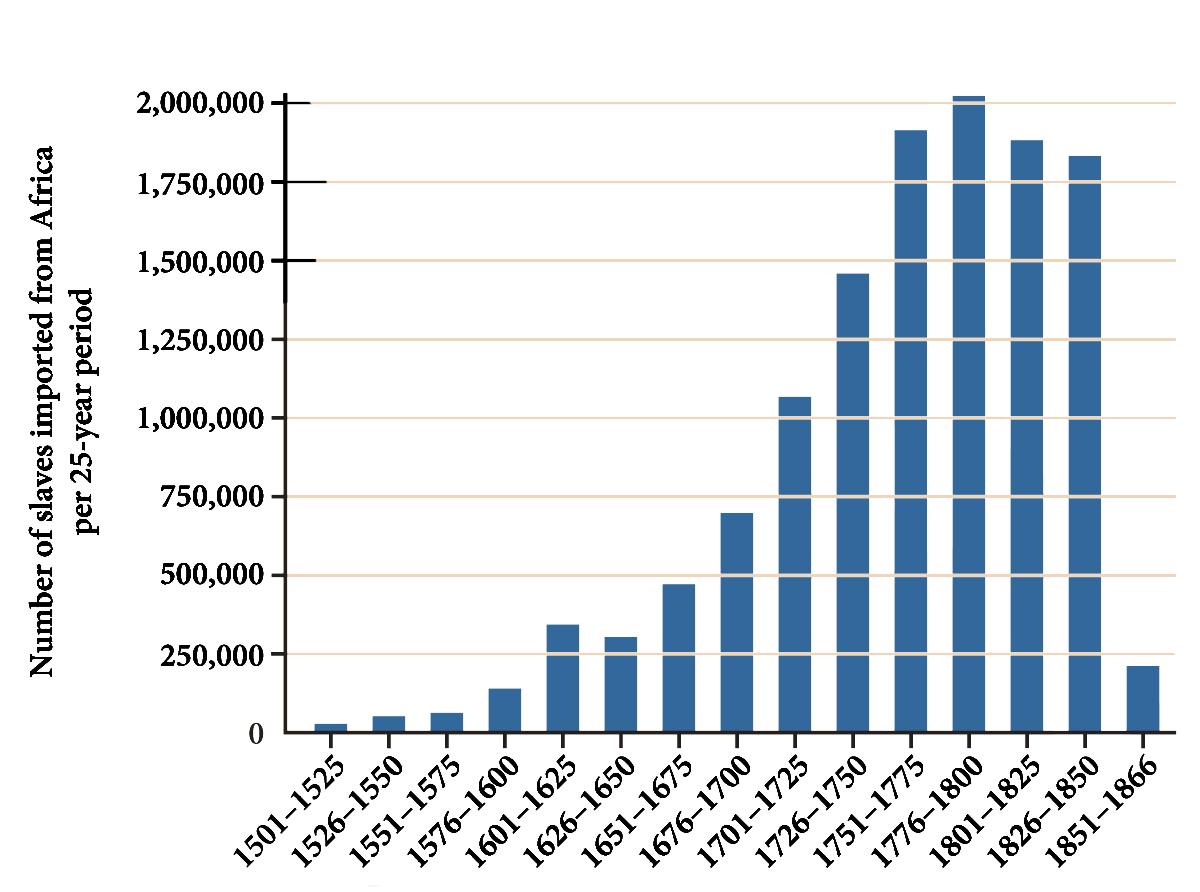
Gràfic que representa el nombre d'esclaus importats d'Àfrica des de 1501 fins a 1866
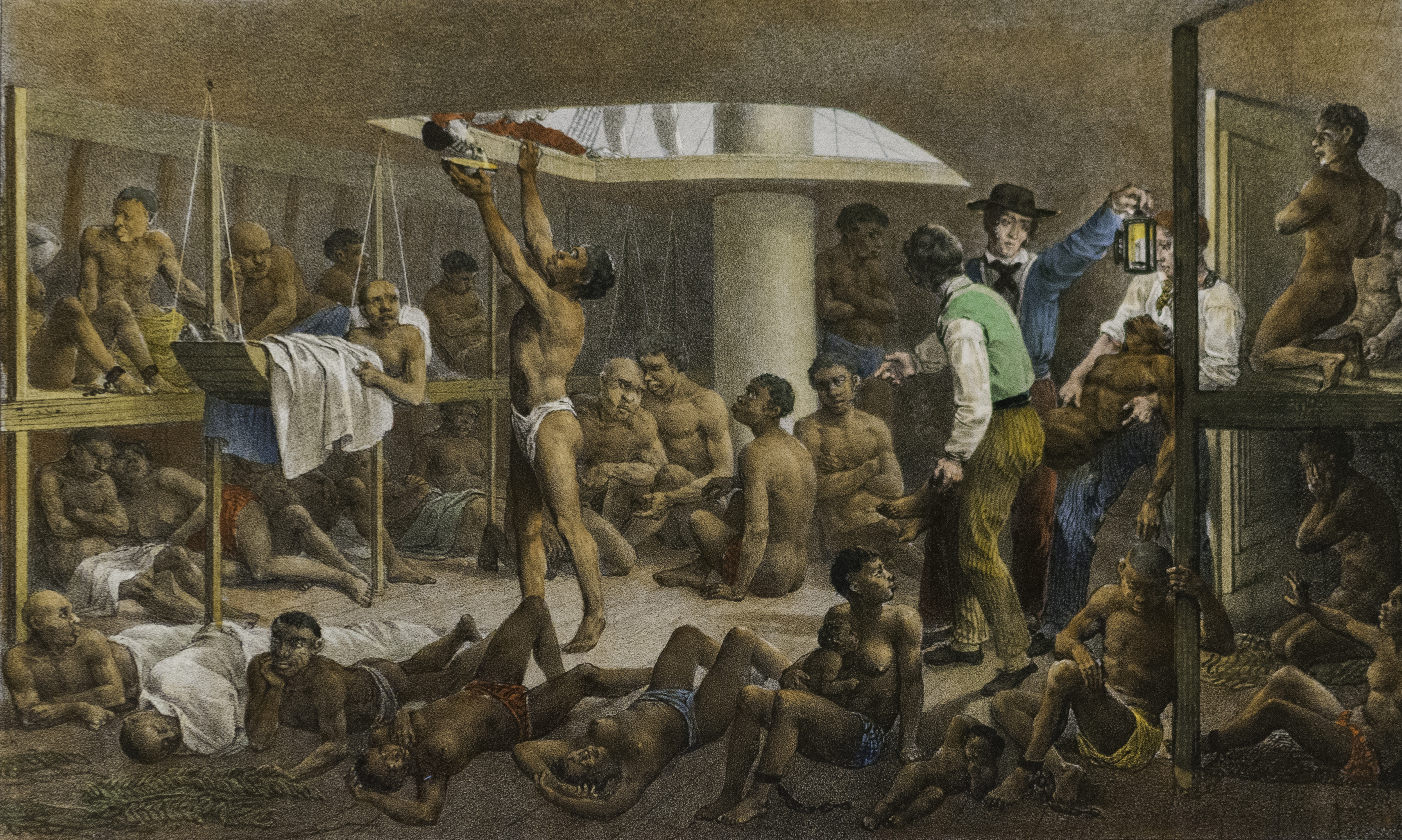
Vaixell d'esclaus il·lustrant el llibre Voyage pittoresque dans le Brésil, 1835, de Johann Moritz Rugendas

A les factories, els comerciants portuguesos venien principalment armes de foc, teixits, eines de ferro, aiguardent i tabac, adquirint esclaus, pebre, ivori i altres productes.
Fins a mitjans de segle xvi, els portuguesos van tenir el monopoli del comerç d'esclaus. Després d'això, els comerciants francesos, neerlandesos i anglesos també van entrar en el negoci, el que va debilitar la participació portuguesa.
| «                 | Brasil va néixer i va créixer econòmicament i socialment amb el sucre, entre els dies venturosos del pal de tinta i abans que les mines i el cafè el superessin. En efecte, el sucre va ser la base en la formació de la societat i en la forma de família. La casa de l'ingeni va ser model de la hisenda de cacau, de la hisenda de cafè, de l'estancia. Va ser base d'un complex sociocultural de vida. | O Brasil nasceu e cresceu econômica e socialmente com o açúcar, entre os dias venturosos do pau-de-tinta e antes de as minas e o café o terem ultrapassado. Efetivamente, o açúcar foi base na formação da sociedade e na forma de família. A casa de engenho foi modelo da fazenda de cacau, da fazenda de café, da estância. Foi base de um complexo sociocultural de vida. | » |
| — Gilberto Freyre | | |   |

En 1654, Portugal va augmentar els drets anglesos, que podrien negociar directament diversos productes des de Brasil amb Portugal i viceversa, a excepció d'alguns productes, com el bacallà, vi i el pal brasil. En 1661, Anglaterra es va comprometre a defensar Portugal i les seves colònies a canvi de dos milions de creuats, rebent també les possessions de Tànger i Bombai. En 1703, Portugal va acordar admetre en el regne els draps de llana anglesos, i Anglaterra, a canvi, a comprar vins portuguesos. Data de l'època el famosíssim Tractat de Methuen, pel nom del seu negociador anglès, o Tractat dels Draps i Vins. En el moment, satisfeia els interessos dels grups dominants, però donaria lloc a la paralització de la industrialització a Portugal, canalitzant a Anglaterra l'or que acabava de ser descobert al Brasil.
Al nord-est brasiler es trobava el pecuari, tan important per al domini de l'interior, ja que estaven prohibits ramats de bestiar en les hisendes costaneres, on la terra de massapê (fèrtil) era ideal per al sucre.
La conquesta del sertão, poblat per diversos grups indígenes, va ser lenta i es va deure molt a la ramaderia (el bestiar va avançar al llarg de les valls dels rius) i, molt més tard, a les expedicions dels bandeirantes que capturaven indígener per dur-los a São Paulo.

#### La mineria del Brasil
El Brasil va quedar desbordat per sensibles transformacions en la funció la mineria. Es va crear un nou centre econòmic al sud-est, que va desenvolupar relacions comercials interregionals, creant un mercat intern i creant una vida social essencialment urbana. La classe mitjana, formada per sacerdots, buròcrates, artesans, militars, mascates i faisqueiros, ocupava espai a la societat. La població minera, excepte als centres principals, com Vila Rica, Mariana, Sabará, Serro i Caeté, era essencialment pobra. L’alt cost de vida i la manca d’aliments és una constant.
Les mines proporcionaven una relativa diversificació de serveis i oficines, com comerciants, artesans, advocats, metges, professors-estudiants, entre d'altres. No obstant això, era intensament esclavista, desenvolupant la societat urbana a costa de l'explotació del treball esclau. La mineria també va provocar un augment del control del comerç d'esclaus per evitar la manca de força de treball en els cultius, ja que els esclaus eren els únics que treballaven. Els esclaus més hàbils per a la mineria van ser els «minas», portats des de la costa occidental africana, d'on eren miners d'or, que sortien des del port d'Elmina (Ghana), on eren tancats al castell de Sant Jordi de la Mina abans de ser transportats. Era molt comú la fugida d'esclaus i la formació de molts quilombos a Minas Gerais, sent el més important el «Quilombo do Ambrósio».

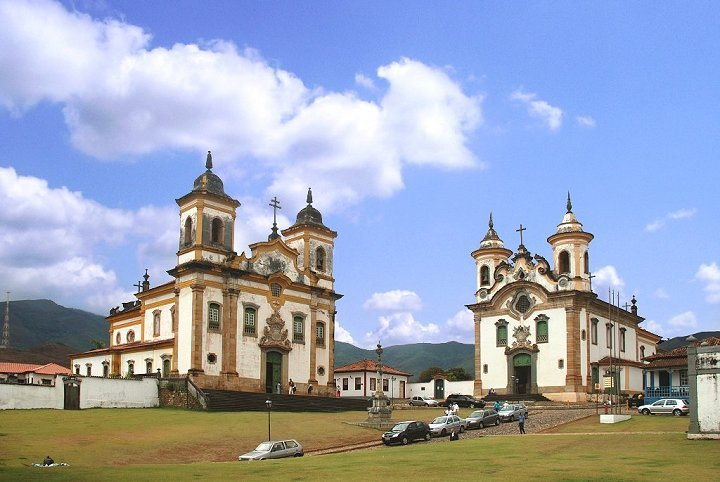
Ciutat de Mariana, Minas Gerais
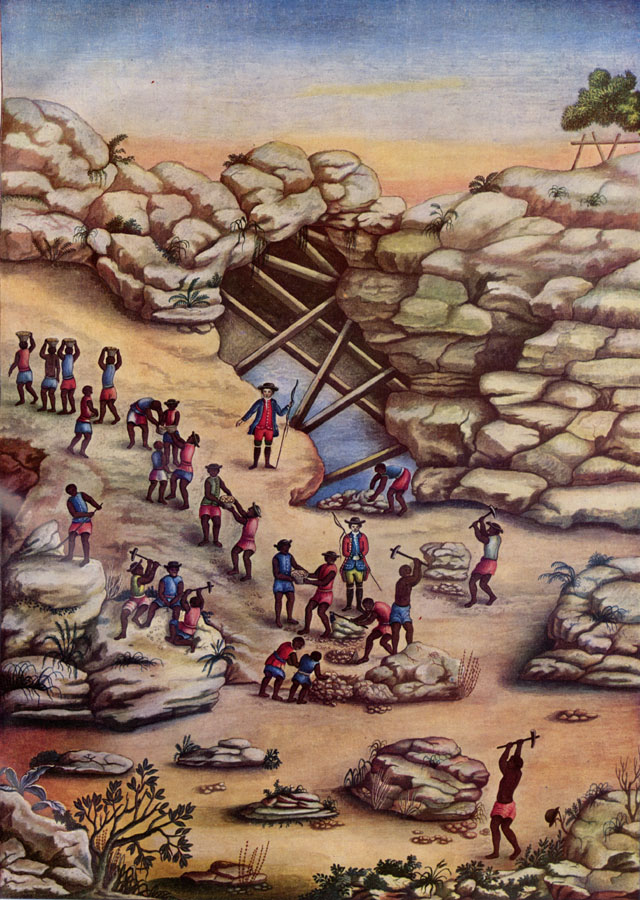
Mina de diamants en Minas Gerais. Carlos Julião, ca. 1770
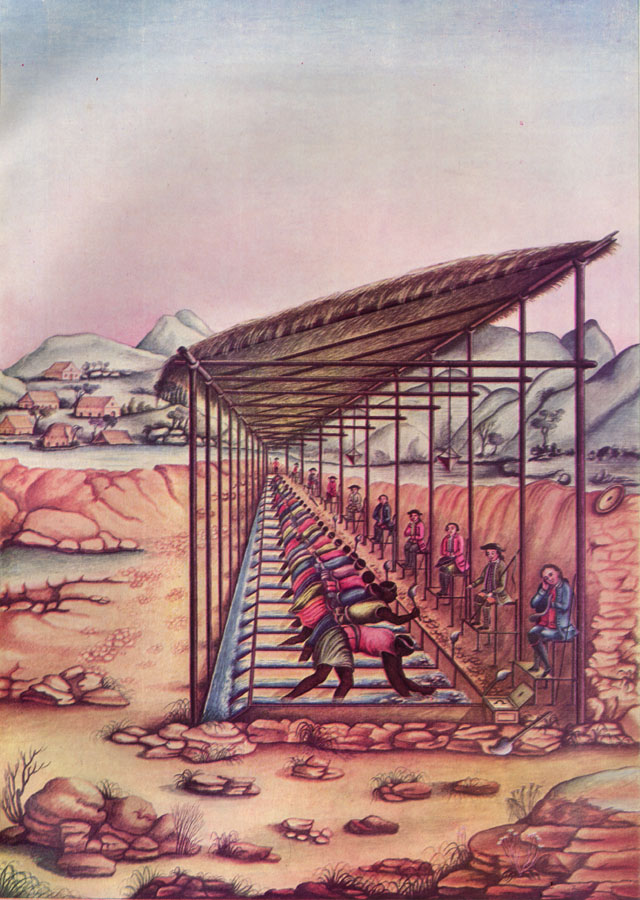
Rentat de diamants en Serro Frio. Carlos Julião, ca. 1770
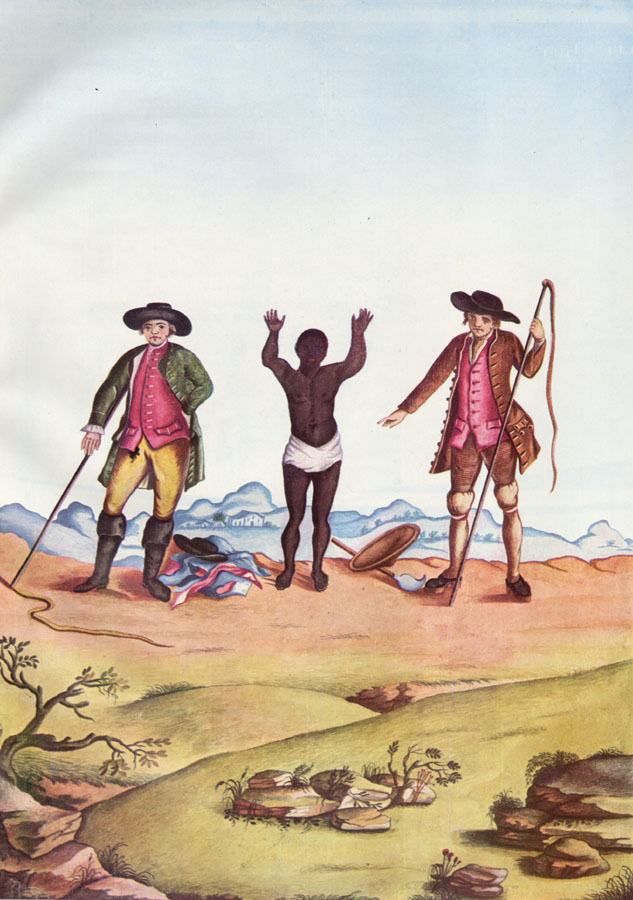
Revista d'un eslcau en Serro Frio. Carlos Julião, ca. 1770

També va ser responsable de l'intent d'esclavitzar els indígenes, mitjançant les bandeiras, que amb el propòsit de subministrar la regió centre-sur promovent la interiorització del Brasil.
Tot i modificar l'estructura econòmica, es va mantenir l'organització del treball vigent, beneficiant només els homes rics i lliures que conformaven la classe mitjana. Un altre factor negatiu va ser la manca de desenvolupament de tecnologies que permetessin abordar la mineria a més profunditat, cosa que va ampliar el període d’explotació (i per tant, portaria més or per a Portugal).
Per tant, l'eix econòmic i polític es va desplaçar cap al centre-sud de la colònia i la ciutat de Rio de Janeiro es va convertir en la seu administrativa, a més de ser el port on les flotes del rei de Portugal arribaven per a recollir els impostos. La ciutat va ser descrita pel jesuïta José de Anchieta com «a rainha das províncias e o empório das riquezas do mundo» (la reina de les províncies i l'empori de les riqueses del món), i durant diversos segles va ser la capital del Brasil

#### El cicle del pal brasil
El cicle del pal brasil (o fusta del Brasil) va ser el primer cicle econòmic al Brasil. L'arbre (també anomenat pau-de-pernambuco i que els indis tupís anomenaven ibirapitanga) era una riquesa de demanda creixent a l'Europa moderna.

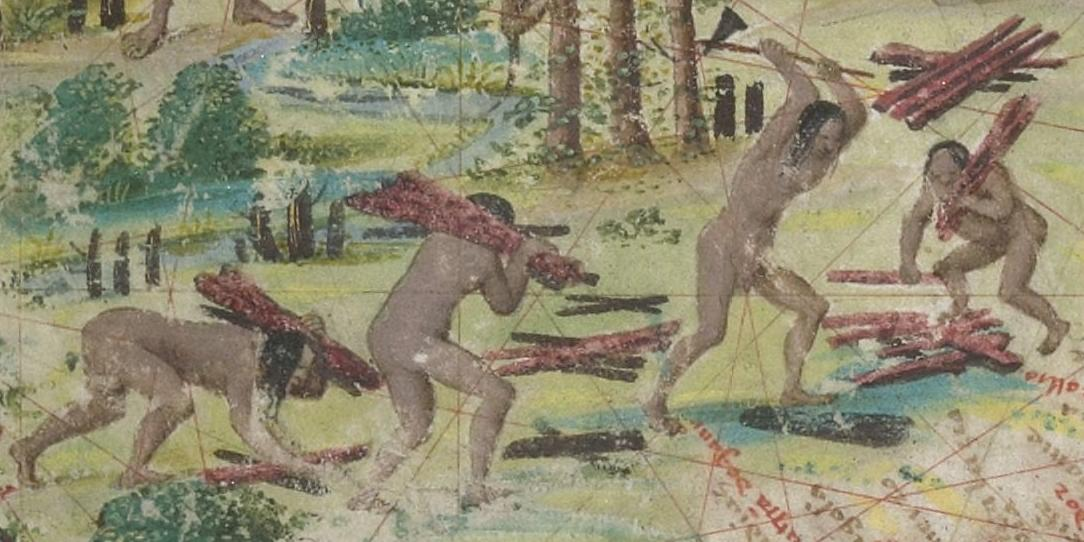
Indígenes brasilers recollint fusta brasil al mapa de la «Terra Brasilis» de l'Atles Miller

S'estima que, en el moment del descobriment, hi havia més de 70 milions d'arbres de fusta brasil, abundants en un tram de 18 km des de la costa del Rio Grande do Norte fins a Guanabara. Gairebé tots van ser talats i traslladats al continent europeu. L'extracció va ser tan gran que actualment l'espècie està protegida per no patir l'extinció.

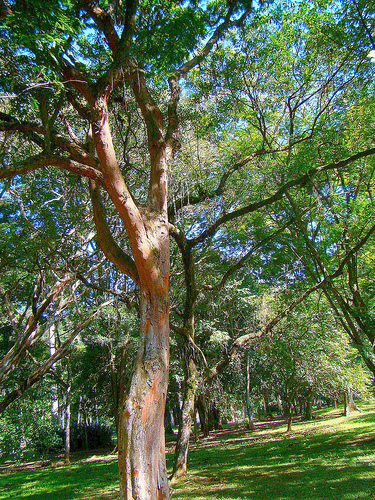
Exemplar d'un arbre de pal brasil (Caesalpinia echinata)
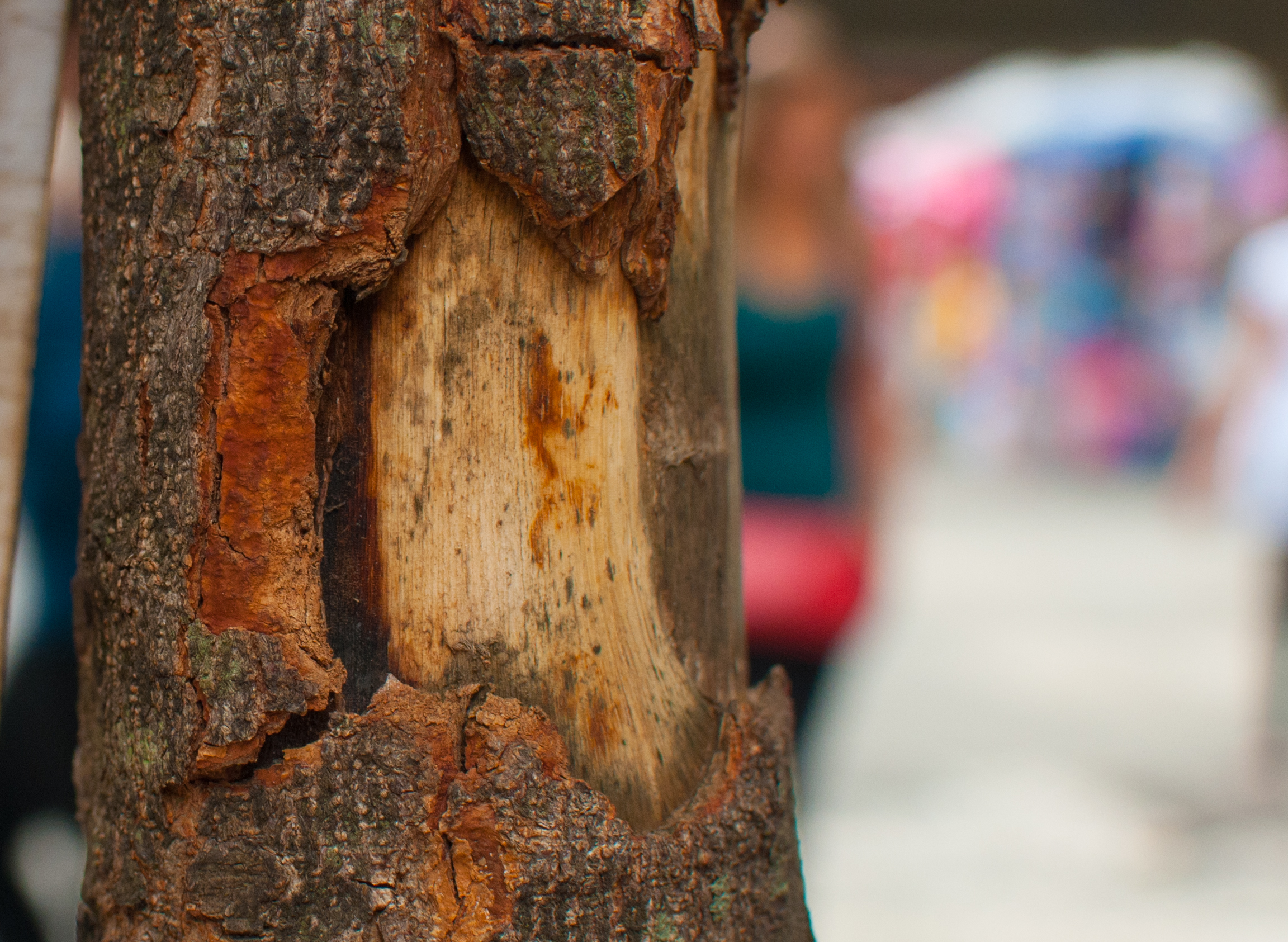
Tronc del pal brasil
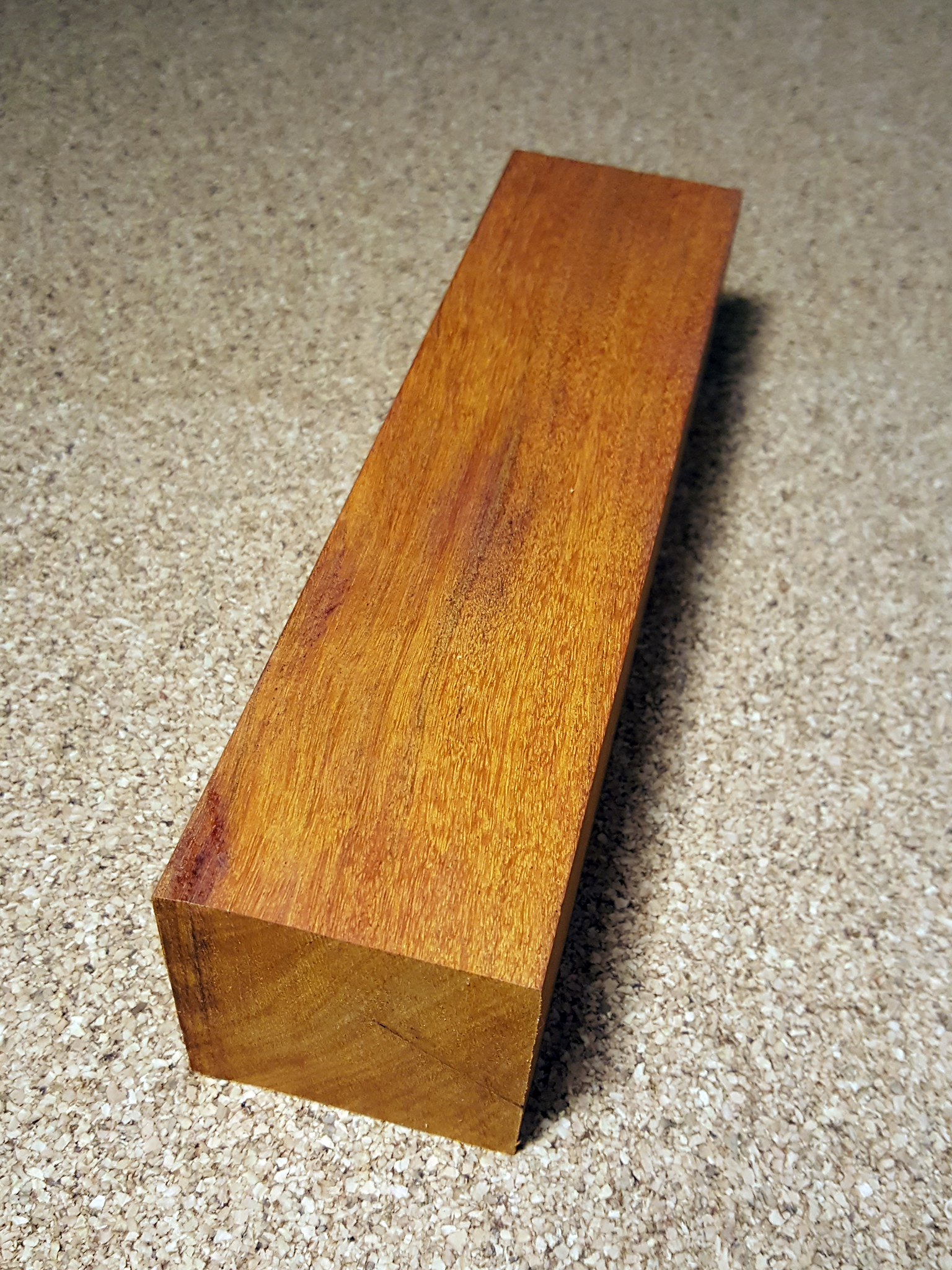
Fusta brasil

Les regions de Pernambuco, Porto Seguro i Cabo Frio tenien una concentració més alta del producte i, per aquest motiu, les tres comptaven amb factories portugueses. Pernambuco, el lloc on es va començar a explotar l'arbre, tenia la fusta més cobejada del Vell Món, cosa que explica el fet que la fusta del brasil s'anomeni «fusta de pernambuco» en idiomes com el francès i l'italià.

#### El cicle del sucre

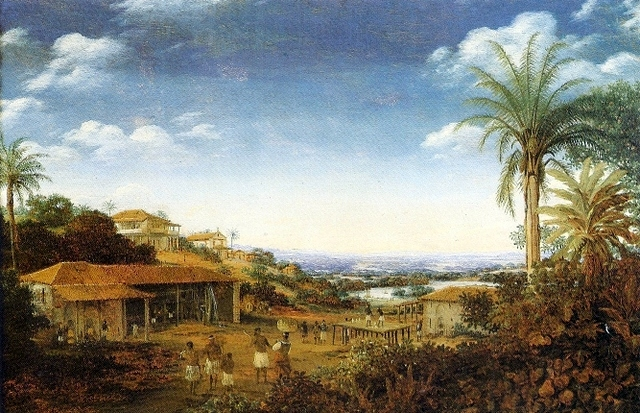
Un ingeni sucrer a Pernambuco colonial, del pintor neerlandès Frans Post

En 1549, Pernambuco ja posseïa 30 ingeni sucrers, Bahia 18, i São Vicente 2. El cultiu de la canya de sucre era pròspera i, mig segle després, al Brasil existien 256 ingeni sucrers. Hi va haver ingeni sucrers en la capitania de Rio de Janeiro que cobrien cent llegües i, així com en la capitania de São Vicente, creats per Martim Afonso de Sousa. Aquest rebria el suport de João Ramalho i del seu sogre Tibiriçá. A São Sebastião de Rio de Janeiro funcionava l'ingeni de Rodrigo de Freitas, en les marges de l'homònima llacuna que avui porta el seu nom. Al principi del segle xvii, el sucre brasiler era un producte d'importació en els ports de Lisboa, Anvers, Amsterdam, Rotterdam i Hamburg. La seva producció, molt més alta que la de les illes portugueses a l'Atlàntic, subministrava gairebé a tot Europa. Discorrent sobre el centre de l'economia colonial, el capellà Fernão Cardim va dir que en «Pernambuco se acha mais vaidade que em Lisboa» (A Pernambuco es troba més vanitat que a Lisboa), opulència que semblava ocórrer, segons el suggerit per Gabriel Soares de Sousa en 1587, de fet de ser, llavors, la capitania
| «                         | tan poderosa (...) que hi ha en ella més de cent homes que tenen de mil fins a cinc mil creuats de renda, i alguns de vuit, deu mil creuats. D'aquesta terra van sortir molts homes rics per a aquests regnes que van anar a ella molt pobres. | tão poderosa (...) que há nela mais de cem homens que têm de mil até cinco mil cruzados de renda, e alguns de oito, dez mil cruzados. Desta terra saíram muitos homens ricos para estes reinos que foram a ela muito pobres. | » |
| — Gabriel Soares de Sousa | | |   |

Soares de Sousa també comentava el luxe regnant en Bahia, i Cardim exaltava les seves capelles magnífiques, els objectes de plata, les esplèndides àpats en pisa de l'Índia, que servia de llast en els vaixells: «Parecem uns condes e gastam muito» (Semblen uns comtes i gasten molt), reclamava el sacerdot.
A mitjan el segle xvii, el sucre produït a les Antilles Neerlandeses va començar a competir fortament a Europa amb el sucre del Brasil. Els neerlandesos havien perfeccionat la tècnica, amb l'experiència adquirida al Brasil, i comptaven amb un desenvolupat esquema de transport i distribució del sucre a tot Europa. Portugal es va veure obligat a recórrer a Anglaterra i signar diversos tractats que afectarien l'economia de la colònia. En 1642, Portugal va atorgar a Anglaterra la posició de «nació més afavorida» i els comerciants anglesos van tenir un major accés al comerç colonial.

#### El cicle del cuir o del bestiar
El cicle del cuir, o cicle del bestiar, va sorgir després de la decadència de la canya de sucre. El cicle del sucre es va acabar després de l'expulsió dels neerlandesos del nord-est i el seu desplaçament a les Índies Occidentals. Allà, van instal·lar grans plantacions, que van començar a competir amb els brasilers. En aquestes illes d'Amèrica Central, s'havia aconseguit una enorme producció i el sucre es venia a un preu inferior al produït al Brasil.
La sortida del declivi de la canya de sucre i d'altres productes de la terra es va produir amb l'assentament de l'interior del nord-est, una regió fins llavors molt poc coneguda i explorada. Va començar així el cicle del cuir. Finalment, gairebé tot el territori brasiler, als segles xvii i xviii, va desenvolupar activitats ramaderes, amb un gran comerç de carn i cuir. Va ser al sud on es va desenvolupar la ramaderia, sent la ramaderia el principal mode de colonització d’aquesta regió.
El bestiar va marcar la vida a l'interior tant que es va convertir en el tema del folklore de la regió, com és el cas del bumba-meu-boi.

#### El cicle de l'or
Al final de segle xvii va ser descobert, pels bandeirantes paulistes, or en els rierols de les terres que pertanyien a la capitania de São Paulo i que més tard van ser conegudes com Minas Gerais. Es van descobrir després, a finals de la dècada del 1720, diamants i gemmes. Es va esgotar l'or abundant en els rierols, que va passar a ser més penosament buscat en vetes dins de la terra. Van aparèixer metalls preciosos en Goiás i al Mato Grosso, al segle xviii. La Corona portuguesa cobrava, com tribut, una cinquena part de tot el mineral extret, el que va passar a ser conegut com «o quinto». Però les desviacions i el tràfic d'or eren freqüents. Per cohibirlos, la Corona va instituir tota una burocràcia i mecanismes de control. Quan la suma d'impostos pagats no assolia una quota mínima establerta, els colons havien de lliurar joies i béns personals fins a completar el valor estipulat, episodis anomenats derrama.
El període que es va conèixer com Cicle de l'or (en portuguès, Ciclo do Ouro) va permetre la creació d'un mercat intern, ja que hi havia demanda per tot tipus de productes per al poblament de Minas Gerais. Calia portar a Serra da Mantiqueira (a dalt) esclaus i eines, o, al riu São Francisco (a baix), els ramats de bestiar per alimentar la veritable multitud que hi va acudir. La població de Minas Gerais ràpidament es va convertir en la més gran del Brasil, sent l'única capitania de l'interior del Brasil amb gran població.

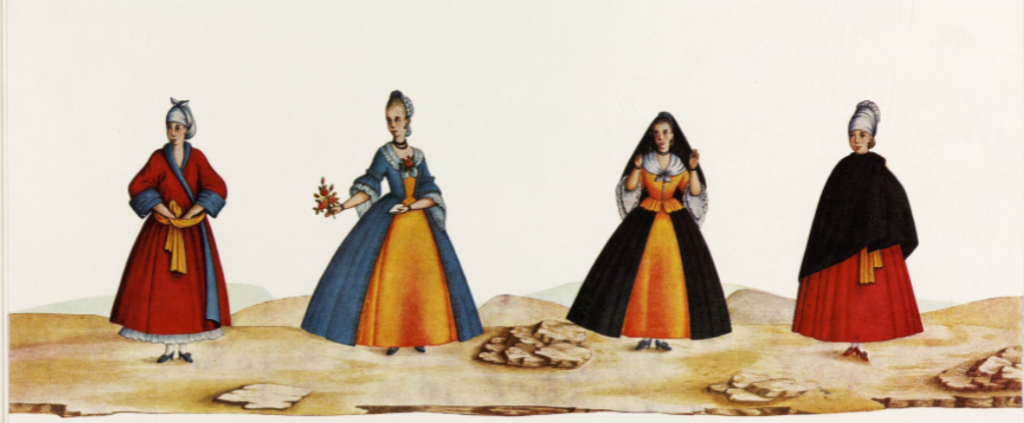
Vestits de dones del Brasil colonial; una dona vestida amb un quimão (quimono o túnica), dues dones amb vestits a l'estil europeu, i dona amb vestit i manta. Carlos Julião, segle xviii

En aquesta època, la majoria de la població de Minas Gerais (aproximadament el 78%), estava formada per negres i mestissos. La població blanca consistia en gran part en els cristians nous arribats del nord de Portugal i de les illes Açores i Madeira. Els cristians nous van ser molt importants en el comerç colonial i es van concentrar especialment en els pobles al voltant d'Ouro Preto i Mariana. Al contrari del que es pensava en la «Capitania de l'Or», la riquesa no estava millor distribuïda que en altres parts del Brasil. Avui se sap que van ser pocs els beneficiats en la terra més rica d'Amèrica al segle xviii.

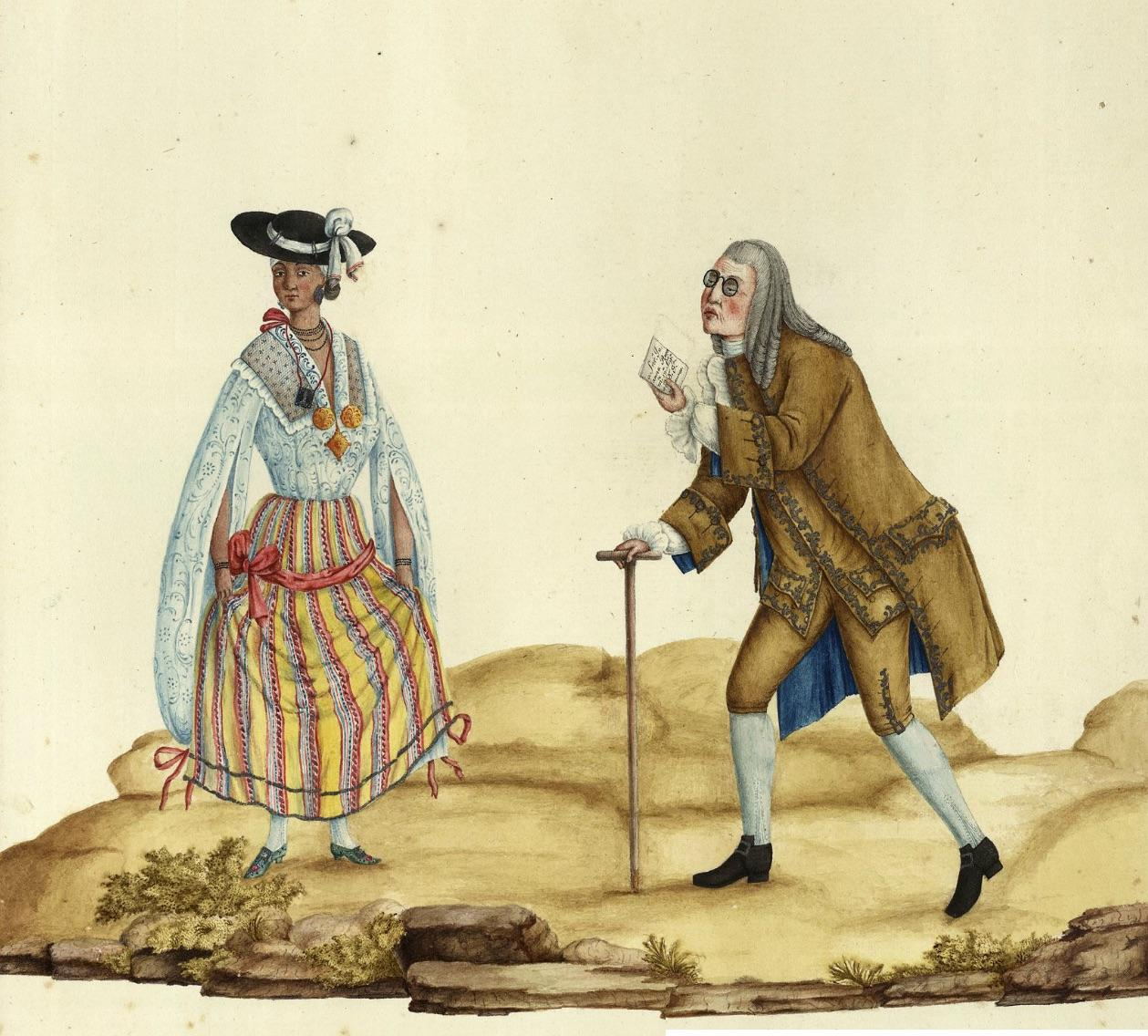
Ancià entregant una carta d'amor a una jove mulata. Carlos Julião, segle xviii
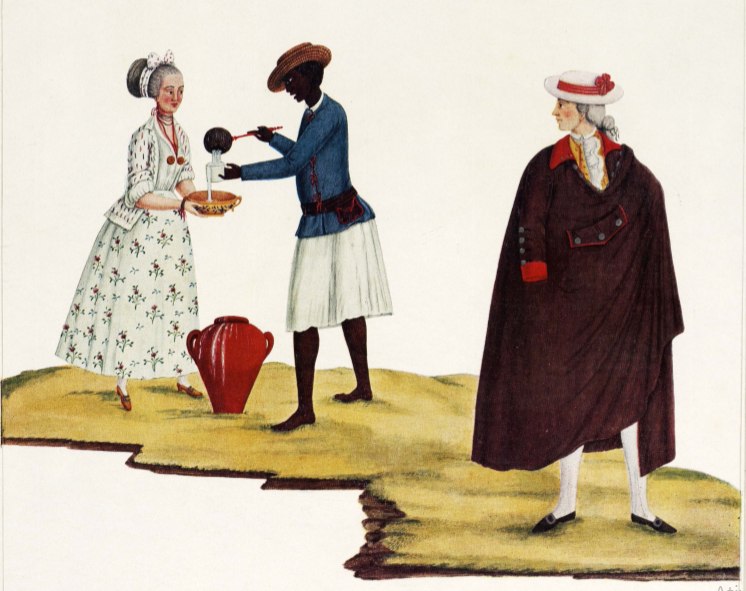
Persones del Brasil colonial. Carlos Julião, segle xviii

Les condicions de vida dels esclavitzats a la regió minera eren particularment difícils. Treballaven tot el dia dempeus, amb les esquenes corbades i amb les cames submergides en l'aigua. O bé en túnels cavats en els turons, on era comú que tinguessin lloc ensorraments i morts. Els negres esclavitzats no realitzaven només tasques relacionades a la mineria. També transportaven mercaderies i persones, construïen estradas (camins), cases i chafarizes (fonts), comerciaven pels carrers i pels camps de conreu. Alguns propietaris llogaven als seus esclaus a altres persones. Aquests treballadors eren anomenats «escravos de aluguel» (esclaus de lloguer). Un altre tipus d'esclau era l' «escravo de ganho» (esclau de guany), per exemple, les dones que venien dolços i salats en tabuleiros (taules) pels carrers. Va ser relativament comú que aquest tipus d'esclau assolís estalviar diners, que emprava en la compra de la seva llibertat, pagant al senyor per la seva alforria (manumissió).

#### El cicle del cafè

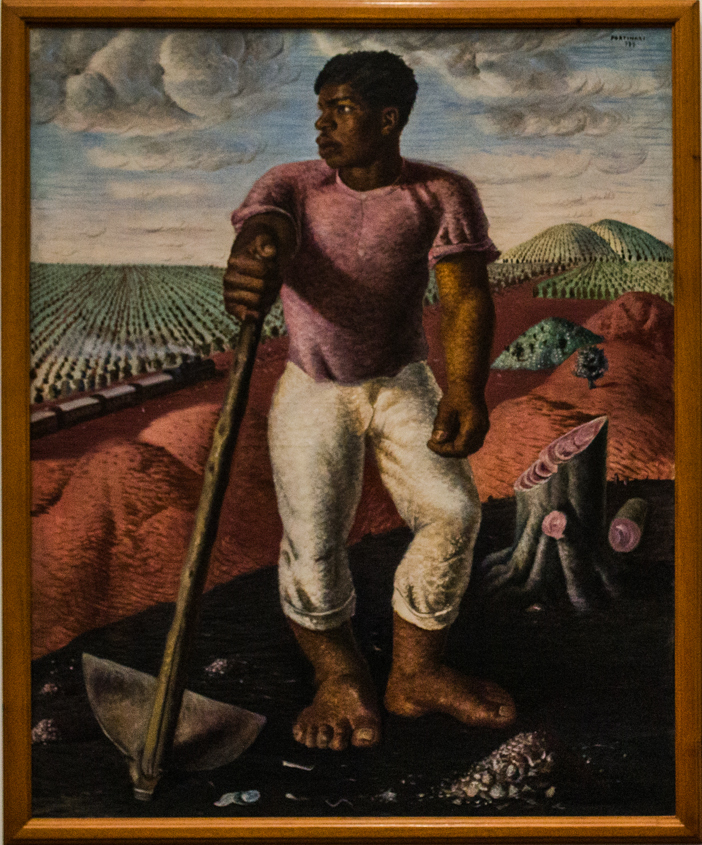
O Lavrador de Café. Obra de Candido Portinari, 1939

El cicle del cafè va ser un període de la història econòmica del Brasil, que va començar a mitjan segle xix i va acabar el 1930, en què el cafè era el producte principal de l'economia brasilera. El cicle del cafè va seguir al cicle de l'or, que va acabar després de l'esgotament de les mines unes dècades abans, i va posar fi a la crisi econòmica generada per aquesta davallada.
El cafè es va portar al Brasil el 1727, però mai es va produir a gran escala, essent utilitzat principalment per a ús domèstic. La seva producció va quedar molt per darrere de la d'altres productes. El cafè només va augmentar a causa d’un escenari intern i extern favorable que va fer que la seva plantació fos avantatjosa.
La producció de cafè es va desenvolupar ràpidament al llarg del segle xix, de manera que cap a la dècada del 1850 ja era responsable de gairebé la meitat de les exportacions brasileres. La regió centre-sud es va escollir per plantar-lo perquè ofereix les condicions climàtiques més adequades i per tenir un sòl més adequat, segons les necessitats del cafè. La primera gran regió conreada va ser la vall de Paraíba, i el treball sobre els conreus es va fer amb esclaus. Amb la decadència d'aquesta regió, el cafè es va portar a l'oest de São Paulo, on va trobar el seu segon gran lloc de cultiu. Allà, es va utilitzar mà d'obra gratuïta, especialment la dels immigrants europeus (la majoria italians) que van arribar en gran nombre al país a finals del segle xix i principis del xx.
El cicle del cafè ha deixat empremtes profundes al país i les seves conseqüències encara es noten avui. Va ser durant el cicle del cafè que l'estat de São Paulo va assolir la primacia política i econòmica que té actualment. El cafè també va donar un fort impuls a la industrialització, la construcció de ferrocarrils i la urbanització.

### Els conflictes colonials
L'inici de la colonització portuguesa en el territori brasiler va ser la primera invasió estrangera de la història de país, llavors anomenat pels nadius tupís com Pindorama, que significa «terra de les palmeres». La resposta immediata va ser de llargs embats contra en ells en la guerra dels Bàrbars. També hi va haver disputes amb els francesos, que intentaven implantar-se a Amèrica per la pirateria i el comerç del pal brasil (la fusta del Caesalpinia echinata), arribant a crear una colònia (França Antàrtica). Tot això va culminar amb l'expulsió dels francesos portats per Nicolas Durand de Villegagnon, que havien construït Fort Coligny a Rio de Janeiro, establint-se definitivament l'hegemonia portuguesa.
L'època colonial es va caracteritzar per diversos conflictes, tant entre els portuguesos i altres europeus, com entre europeus contra els aborígens, i entre els mateixos colons. El major d'ells, sens dubte, va ser la Insurrecció pernambucana (1645-1654), que va marcar l'expulsió dels neerlandesos del Nord-est del Brasil.
La insatisfacció amb l'administració colonial van provocar la revolta d'Amador Bueno (en São Paulo) i la revolta de Beckman (en Maranhão). Els colons omplien els vaixells que arribaven al Brasil, buidant el regne, i van ser anomenats «emboabas» (pota peluda) perquè caminaven amb sabates a diferència de la majoria de la població, que caminava descalça. Contra ells es van aixecar els paulistes, en les batusses de principis de segle xviii que serien conegudes com a Guerra dels Emboabas i que va ensagnar el riu que fins avui es diu Rio das Mortes.
En Pernambuco, la disputa política i econòmica entre mercaders i canyers, després de l'expulsió dels neerlandesos, va portar a la Guerra dels Mascates (1710-1711). Els esclaus negres que fugien de les hisendes es refugiaven en les serres de l'interior del nord-est i allà fundaven quilombos, dels quals el més important va ser el de Palmares, liderat per Ganga Zumba i el seu cosí Zumbi, que va ser destruït durant la Guerra dels Palmares.

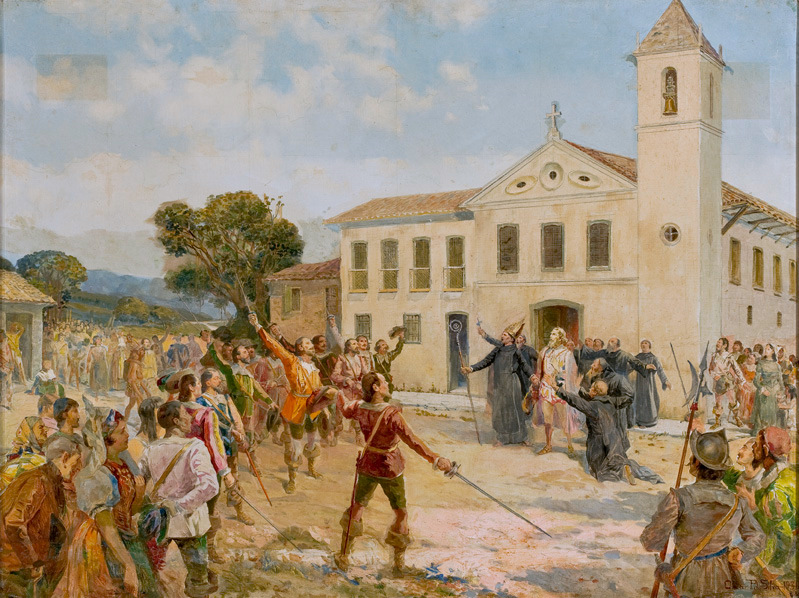
Amador Bueno es aclamat Rei do Brasil en 1641
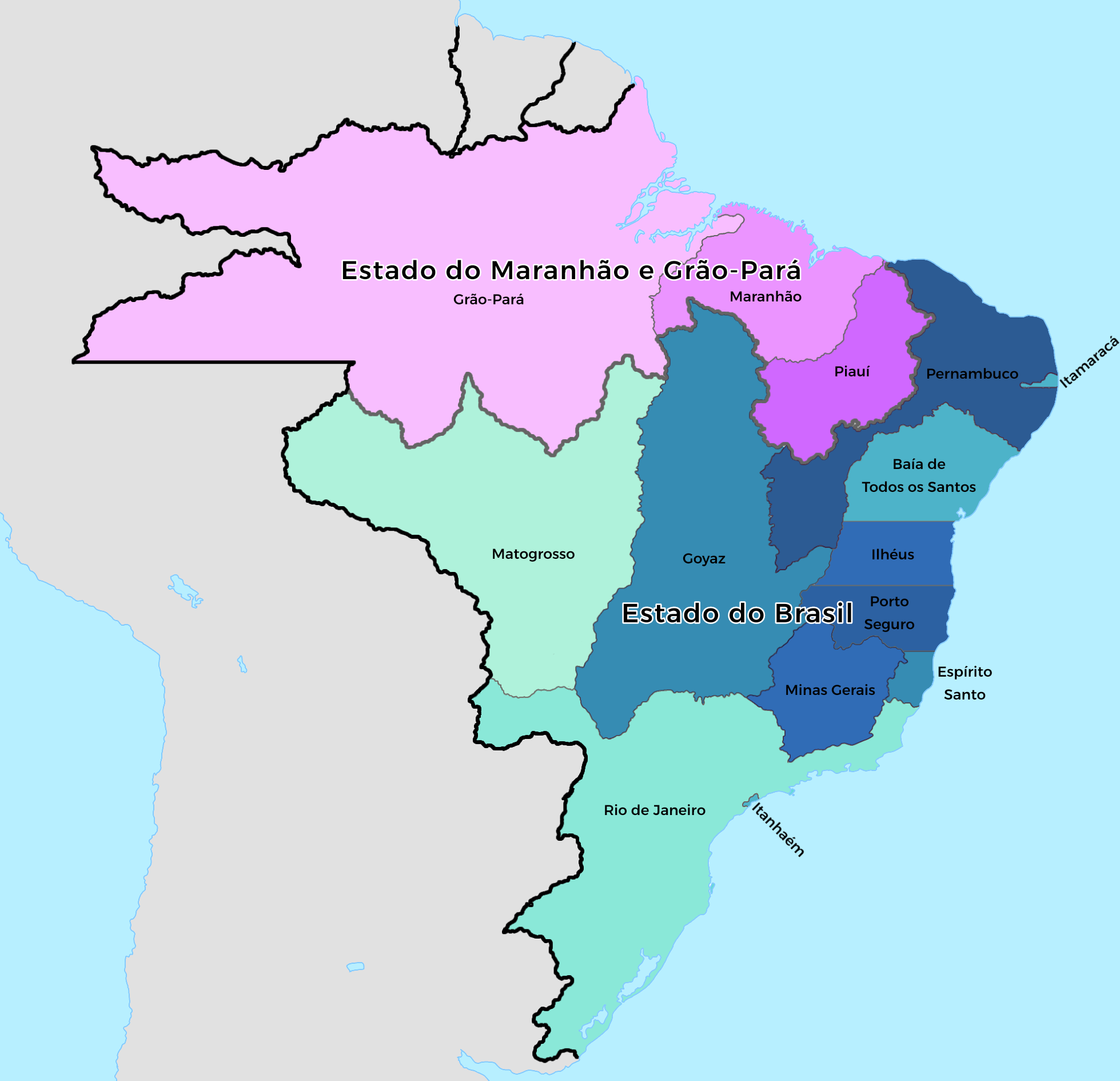
Definició dels límits dels territoris sud-americans pel Tractat de Madrid (1750)
Localització de les reduccions jesuítiques més importants, amb les divisions polítiques actuals

En el sud, l'intent d'esclavitzar indígenes va portar a enfrontaments amb els missioners jesuïtes, organitzats en les reduções (reduccions), missions de catequesi amb els guaranís. Les Guerres guaranítiques van durar, intermitentment, des de 1750 fins a 1757.
Ja en el Cicle de l'or, la Capitania de Minas Gerais va patir la Revolta de Filipe dos Santos i la Inconfidência Mineira, seguides per la Conjuració bahiana a la Capitania de Bahia. Aquests moviments van quedar marcats per tenir la intenció de proclamar la independència.
En els últims anys del període colonial va succeir la Revolució pernambucana, que va arribar a proclamar la República de Pernambuco. El moviment va ser derrotat després d'una forta repressió organitzada pel rei João VI.

#### La Conjuració Mineira (1792)
A Vila Rica (actual Ouro Preto), participaven en el grup, entre d'altres, els poetes Cláudio Manuel da Costa i Tomás Antônio Gonzaga, els coronels Domingos de Abreu Vieira i Francisco Antônio de Oliveira Lopes, el pare Rolim, el canonge Lluís Vieira da Silva, el miner Inácio José de Alvarenga Peixoto, i l'alferes Joaquim José da Silva Xavier, més conegut amb el renom de «Tiradentes». La conspiració pretenia eliminar el domini portuguès i crear un territori lliure. Segons la llei portuguesa, la conspiració era classificada com «crime de lesa-majestade» (crim de lesa majestat), que es defineix com «traïció a la persona del rei» en les Ordenances afonsines.

La Conjuració Mineira (Inconfidência mineira) va ser un moviment que va partir de l'elit de Minas Gerais. Amb el declivi de la mineria a la segona meitat de segle xviii, es feia difícil pagar els impostos requerits per la Corona portuguesa. D'altra banda, el govern portuguès volia promulgar una derrama, un impost que exigia que tota la població, inclosos els que no fossin la miners, contribuís amb la recol·lecció de 20% de l'or retirat. Els colons es van rebel·lar i van començar a conspirar contra Portugal.

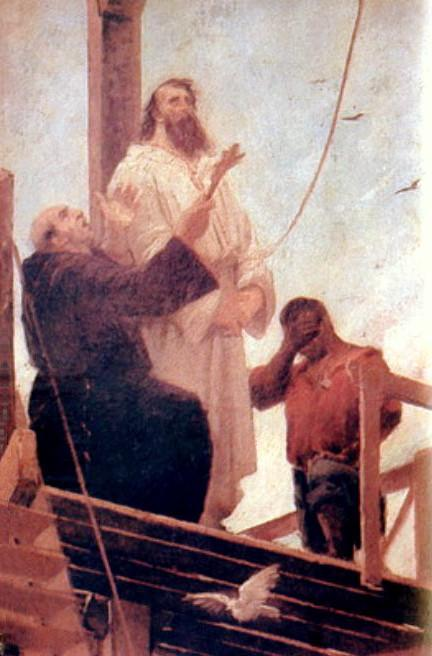
Martiri de Tiradentes. Quadre de Francisco Aurélio de Figueiredo e Melo (1893). Col·lecció del Museu Històric Nacional de Rio de Janeiro
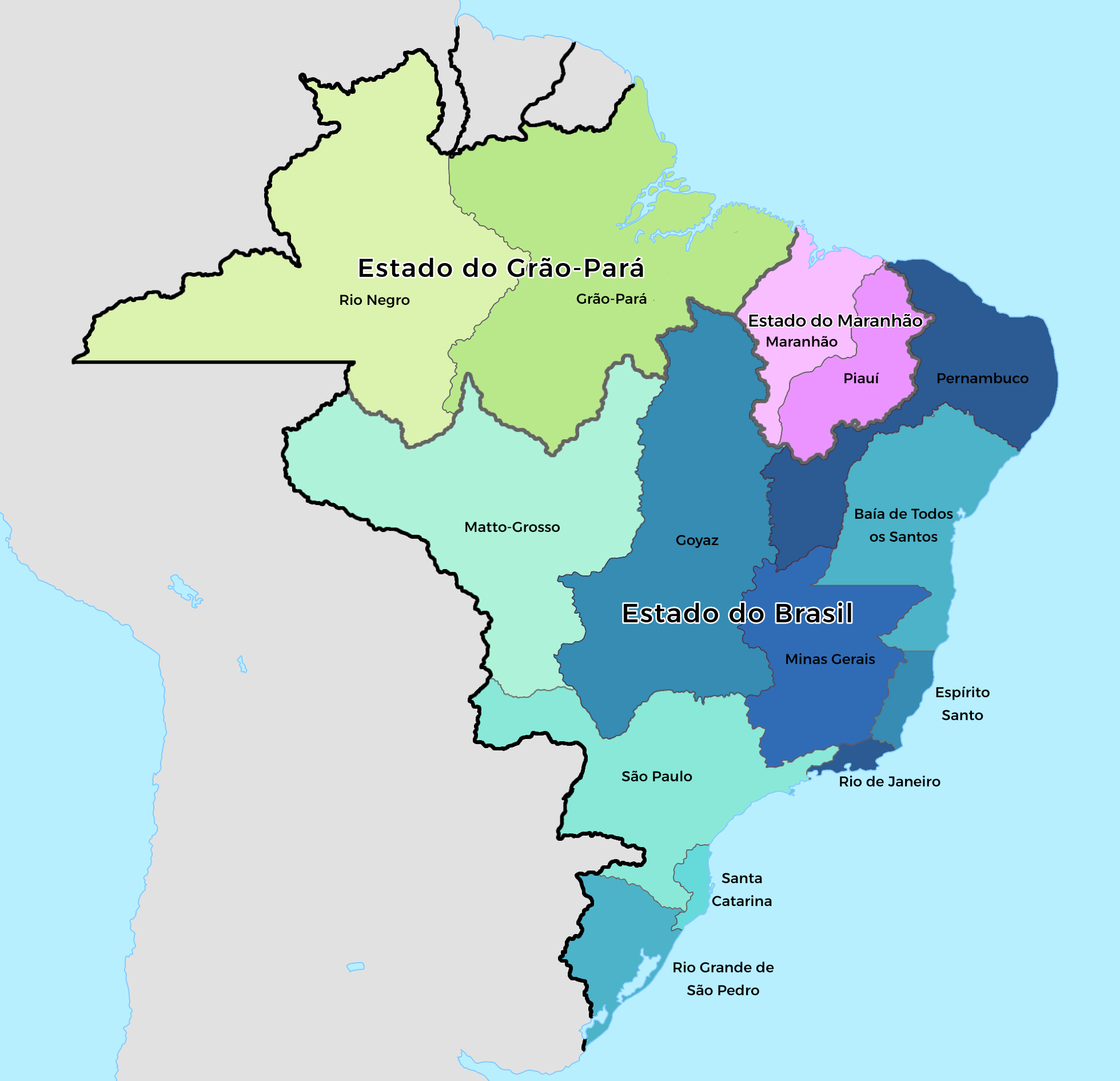
Reorganització territorial durant la Incofidência Mineira (1778)

La forma de govern triada va ser l'establiment d'una República, inspirats per les idees il·lustrades de França i la recent independència estatunidenca. Traïts per Joaquim Silvério dos Reis, qui va delatar els deslleials al govern, els líders del moviment van ser detinguts i enviats a Rio de Janeiro, on van respondre pel crim d' «inconfidência» (deslleialtat al Rei), pel qual van ser condemnats. El 21 d'abril de 1792, Tiradentes, de més baixa condició social, va ser l'únic condemnat a mort per penjament. El seu cap va ser tallat i portada a Vila Rica. El cos va ser esquarterat i escampat pels camins de Minas Gerais. Era el cruel exemple que esperava a qualsevol intent de qüestionar el poder de Portugal. En el context de l'època, la pena va ser menys cruel que la pena aplicada en aquella època a la família Távora, en el cas Távora, que pel mateix crim de lesa majestat la majoria dels seus membres van ser condemnats a la foguera.
El crim de lesa majestat era el més greu en els règims monàrquics absolutistes, i era definit per les Ordenances filipines com «traição contra o rei» (traïció contra el Rei). Les Ordenacions filipines comparen aquest crim amb la lepra en el llibre V, ítem 6:
| « | Lesa-majestat significa traïció comesa contra la persona del Rei o el seu Reial Estat, que és tan greu i abominable crim, i que els antics Coneixedors van quedar tan sorpresos que el van comparar amb la lepra; perquè de la mateixa manera que aquesta malaltia omple tot el cos, sense poder curar-se mai, i dificulta encara més als descendents dels que la tenen, i amb qui parlen, de manera que se separa de la comunicació de la gent: així, l'error de traïció condemna a qui el comet i obstaculitza i difama els que descendeixen de la seva línia, ja que no en tenen cap culpa. | Lesa-majestade quer dizer traição cometida contra a pessoa do Rei, ou seu Real Estado, que é tão grave e abominável crime, e que os antigos Sabedores tanto estranharam, que o comparavam à lepra; porque assim como esta enfermidade enche todo o corpo, sem nunca mais se poder curar, e empece ainda aos descendentes de quem a tem, e aos que ele conversam, pelo que é apartado da comunicação da gente: assim o erro de traição condena o que a comete, e empece e infama os que de sua linha descendem, posto que não tenham culpa. | » |

El cas específic de crim de lesa majestat practicat pels Inconfidentes va ser el cas número 5, previst en les ordenacions filipines, que diu:
| « | Si algú fes consell i confederació contra el Rei i el seu estat o intentés aixecar-se contra ell, o qui els dona ajuda, consell o favor. | Se algum fizesse conselho e confederação contra o rei e seu estado ou tratasse de se levantar contra ele, ou para isso desse ajuda, conselho e favor. | » |

#### La conjuració bahiana (1798)
La conjura bahiana va ser un moviment que va partir de la capa humil de la societat de Bahia, amb gran participació de negres, mulats i alfaiates (sastres), per això també és coneguda com la Revolta dels Alfaiates. Els rebels predicaven l'alliberament dels esclaus, la instauració d'un govern igualitari (on les persones fossin promogudes d'acord amb la capacitat i mèrit individuals), a més de la instal·lació d'una república en Bahia. El 12 d'agost de 1798, el moviment es va precipitar quan alguns dels seus membres, distribuint pamflets a la porta de les esglésies i pegant-los en les cantonades de la ciutat, van cridar l¡atenció de les autoritats que, de sobte, van reaccionar i els van detenir.
A l'igual que a la Inconfidência Mineira, els interrogats van acabar delatant als altres involucrats. Centenars de persones van ser denunciades (militars, clergues, funcionaris públics i persones de totes les classes socials). D'elles, 49 van ser detingudes, la majoria havent procurat abjurar la seva participació, buscant demostrar la seva innocència. Més de 30 van ser arrestats i processats. Quatre participants van ser condemnats a la forca i les restes dels seus cossos van ser escampats per Bahia per espantar a la població.

### El Principat del Brasil (1645-1815)
El Principat del Brasil era un títol nobiliari que existia a Portugal entre 1645-1815, en referència a l'Estat del Brasil, instituït el 1549.
Després d'haver estat Brasil una colònia de l'Imperi portuguès, no tenia bandera pròpia després més de tres-cents anys. No era costum, en la tradició vexil·lològica lusitana, la creació de banderes per a les seves colònies, com a molt un escut. S'assentava en el territori la bandera del regne, o del representant directe del monarca, com el governador general o el virrei. Tot i que no es considera una bandera brasilera, ja que el seu ús era exclusiu dels hereus al tron portuguès, la bandera dels prínceps del Brasil pot ser vista com la primera representació flamular de Brasil.
Sobre un camp blanc (color relacionat amb la monarquia) s'inscriu una esfera armil·lar, objecte que vindria a ser, durant molt de temps, el símbol del Brasil. Ja al pavelló personal de Manuel I, apareix aquest que va ser un objecte crucial per visibilitzar les exploracions marítimes de Portugal.

### El trasllat de la cort portuguesa al Brasil i apertura dels ports
El novembre de 1807, les tropes de Napoleó Bonaparte van obligar a la Corona portuguesa a buscar refugi al Brasil. João VI (llavors príncep regent en nom de la seva mare, la reina Maria I) va arribar a Rio de Janeiro en 1808, deixant Portugal després d'una aliança defensiva feta amb Anglaterra, que va escortar als vaixells portuguesos durant el viatge.
Els ports brasilers es van obrir a les nacions amigues, especialment, a Anglaterra. L'obertura dels ports es va dur a terme el 28 de gener, 1808 per una altra carta règia del rei João VI, influenciat per José da Silva Lisboa. Es permetia la importació «de todos e quaisquer gêneros, fazendas e mercadorias transportadas em navios estrangeiros das potências que se conservavam em paz e harmonia com a Real Coroa» (de tots i qualsevol gènere, productes i mercaderies transportades en vaixells estrangers de les potències que es conserven en pau i harmonia amb la Reial Corona) o en vaixells portuguesos. Els productes líquids (vi, aiguardent, oli d'oliva) pagarien un impost del 48%; altres mercaderies, com els productes secs, el 24% ad valorem (conforme el valor). Els estrangers podien comprar qualsevol producte colonial, excepte el pal brasil i altres notòriament valuosos, que eren produïts i emmagatzemats en la pròpia colònia. També va ser l'efecte de l'expansió del capital; i no cal oblidar el fracàs dels recursos coactors portuguesos i la temptativa de disminuir, obrint els ports, la total dependència de Portugal d'Anglaterra. Al Regne, van desanimar als que s'havien habituat als generosos subsidis, a les 100 arroves d'or anuals, a les derrames, als intents de control complet. Un escriptor portuguès del segle xix va dir que era:
| « | una revolució en el sistema comercial i la ruïna de la indústria portuguesa; era necessari, però calia modificar-lo només si desapareixien les circumstàncies que l'havien dictat; ajudant així al Portugal heroic en el seu generós esforç, en lloc de deixar que s'estanquessin les fonts de prosperitat. | uma revolução no sistema comercial e a ruína da indústria portuguesa; era necessária, mas cumpria modificá-la apenas as circunstâncias que a haviam ditado desaparecessem; ajudando assim o heróico Portugal em seu esforço generoso, em vez de deixar que estancassem as fontes da prosperidade. | » |

João VI, la seva família i comitiva (la Cort), distribuïts en diversos vaixells, va arribar a Rio de Janeiro el 7 de març de 1808. Van ser acompanyats per la Brigada Reial da Marinha, fundada a Portugal en 1797, el que va donar origen al Corpo de Fuzileiros Navais brasilers. Es van instal·lar al Palau de la Ciutat, construït el 1743 pel comte de Bobadela com a residència dels governadors. A més, la Corona va requisar el convent del Carmel i la presó de Cadeia Velha per allotjar els servents i les millors cases particulars. L'expropiació era feta pel segell de les inicials PR (Príncep-Regent), a les portes de les cases sol·licitades, el que feia al poble (amb ironia), interpretar la sigla com «Ponha-se na Rua» (Poseu-vos al carrer). L'obertura va ser acompanyada per una sèrie de millores introduïdes al Brasil. En el 1r d'abril del mateix any, João VI va expedir un decret que revocava la llei del 5 de gener de 1785 que eliminava al Brasil les fàbriques i manufactures d'or, plata, seda, cotó, lli i llana.
Després del comerç, arribava «la llibertat per a la indústria». El 13 de maig, noves cartes règies (decrets) van determinar la creació de la Imprenta Nacional i d'una Fàbrica de pólvora, que fins llavors era fabricada a la Fàbrica de pólvora de Barcarena, des de 1540. El 12 d'octubre va ser fundat el Banc del Brasil per a finançar les noves iniciatives. Aquestes mesures del Príncep farien que en aquesta època apareguessin els principis de la independència del Brasil.

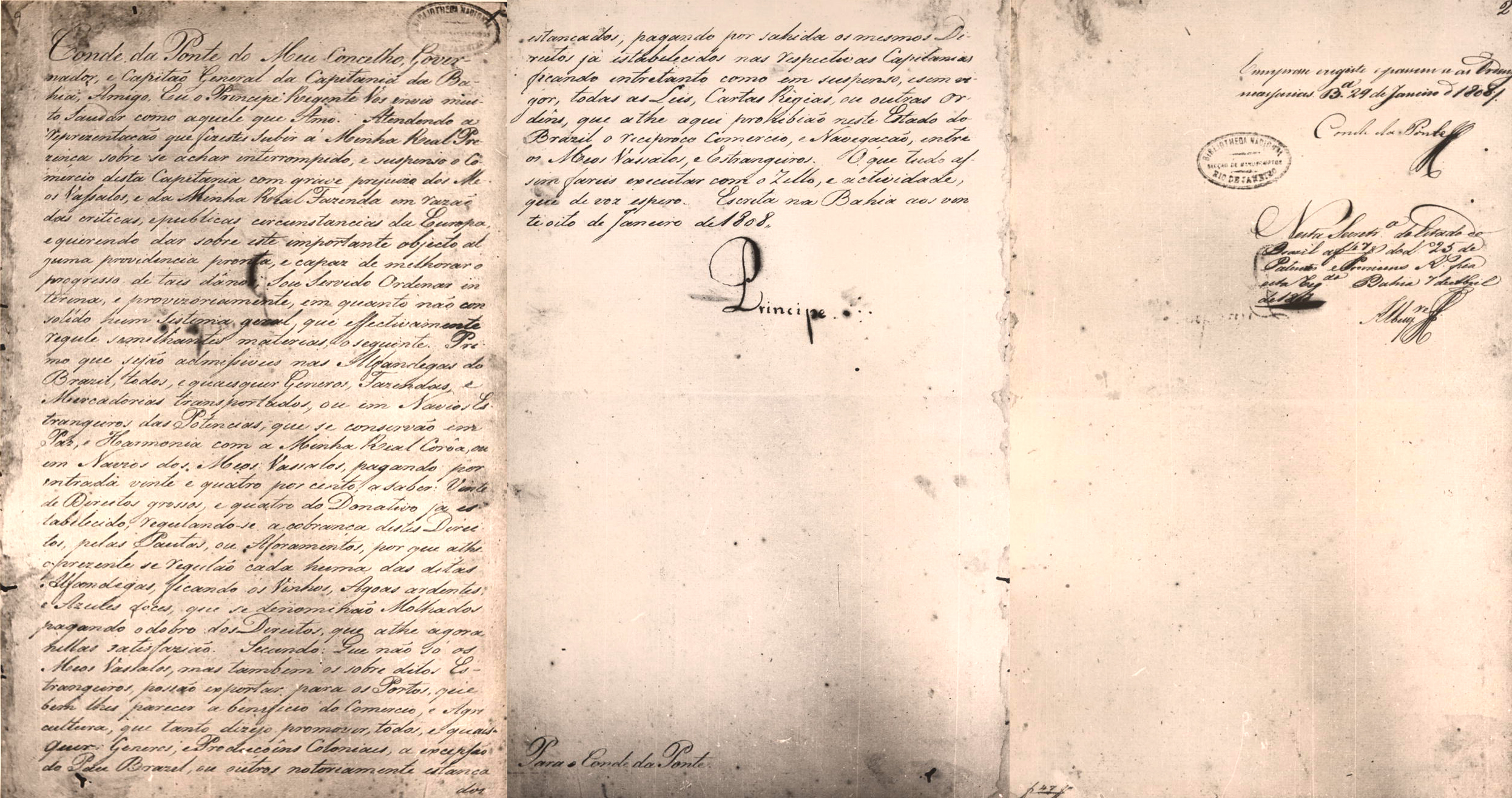
Decret d'obertura dels ports del Brasil a les nacions amigues. Biblioteca Nacional del Brasil

En represàlia a França, João VI va ordenar la invasió i annexió de la Guaiana Francesa, a l'extrem nord, i de la banda oriental del riu Uruguai, a l'extrem sud, ja que Espanya estava llavors sota el regnat de Josep Bonaparte (germà de Napoleó) i, per tant, era considerada enemiga. El primer territori va ser retornat a la sobirania francesa el 1817, però l'Uruguai es va mentenir incorporat a Brasil sota el nom de Província Cisplatina. El 9 de febrer de 1810, a Rio de Janeiro, es va signar un Tractat d'Amistat i comerç entre el Príncep Regent i Jordi III, rei d'Anglaterra.

Escut d'armes de Manuel I de Portugal, on apareix una esfera armil·lar
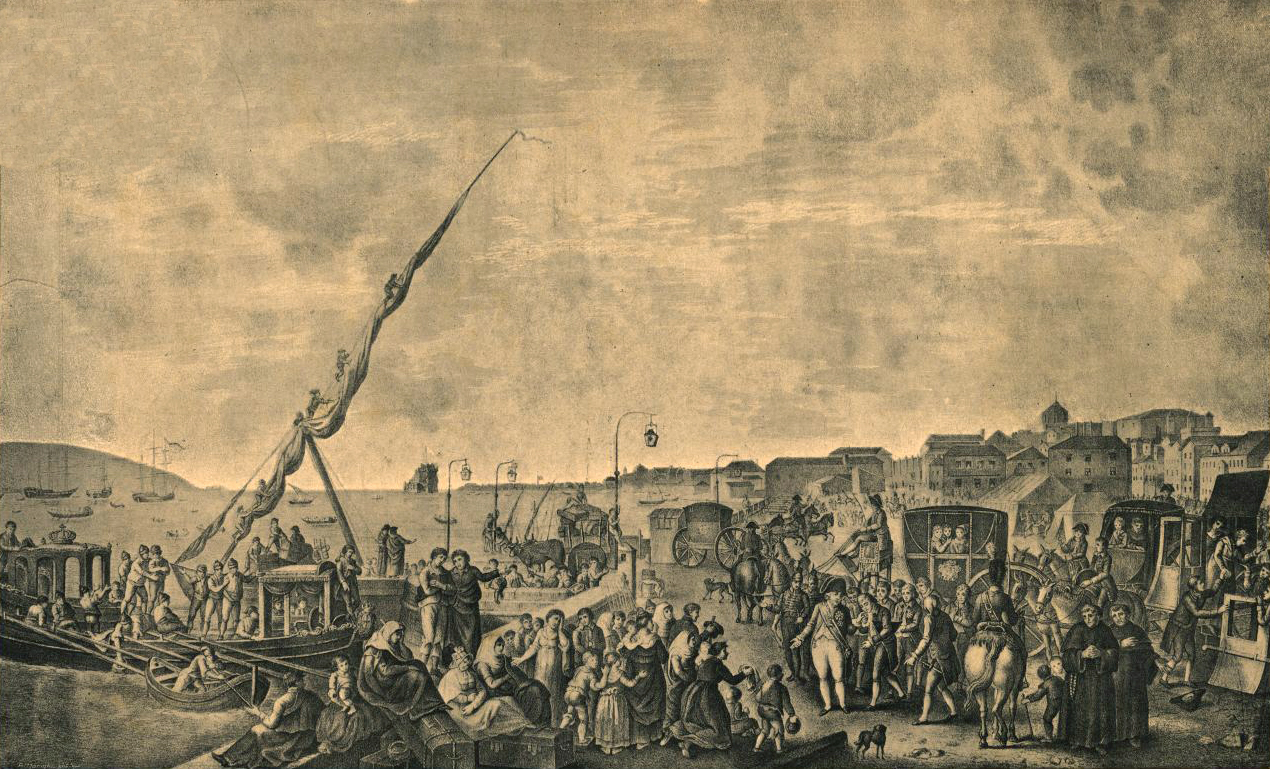
Embarcament cap al Brasil del príncep regent de Portugal, João VI, i de tota la família reial. Gravat realitzat per Francisco Bartolozzi (1725-1815) a partir d'un oli de Nicolas Delariva

Mentrestant, a Espanya, els liberals, ja acostumats a una certa llibertat econòmica imposada per Napoleó mentre ocupava el país (entre 1807 i 1810), es van rebel·lar contra els restauradors dels Borbons, la dinastia a la qual pertanyia Carlota Joaquima, esposa de João VI, i es va imposar la Constitució de Cadis el 19 de març de 1812. En reacció, el rei Ferran VII, germà de Carlota, va dissoldre les corts el 4 de maig de 1814. La resposta per aquest fet vindria a 1820 amb la victòria de la Revolució Liberal (o constitucional). Per això, João i els seus ministres es van ocupar de les qüestions del Virregnat del Riu de la Plata, tan aviat van posar els peus a Rio de Janeiro, sorgint així la qüestió de la incorporació de la Cisplatina.
És important recordar que tot i ser elevat a Principat en 1645, sent Brasil una colònia de l'imperi portuguès, va mancar de bandera pròpia durant més de tres-cents anys. No era costum, en la tradició vexil·lológica lusitana, la creació de banderes per a les seves colònies, quan molt d'un escut. Ja que el seu ús era el títol exclusiu dels hereus al tron portuguès, la bandera dels prínceps de Brasil pot ser vista com la primera representació del Brasil. Sobre camp blanc (color relacionat amb la monarquia) s'inscriu una esfera armil·lar (objecte que vindria a ser, durant molt de temps, el símbol del Brasil). Ja al pavelló personal de Manuel I, apareix aquest que va ser un objecte crucial per visibilitzar les exploracions marítimes de Portugal. No obstant això, com Principat, no tenia exèrcit, ni privilegis administratius, econòmics o socials, i encara es veia com una colònia portuguesa.

## El Regne del Brasil (1815-1822)

### El Regne Unit de Portugal, el Brasil i l'Algarve
En el context de les negociacions del Congrés de Viena, Brasil va ser elevada a la categoria de regne dins de l'Estat portuguès, assumint la designació oficial de «Regne Unit de Portugal, el Brasil i l'Algarve» el 16 de desembre de 1815. La carta de la llei va ser publicada a la Gazeta do Rio de Janeiro de 10 de gener de 1816, oficialitzant l'acte.

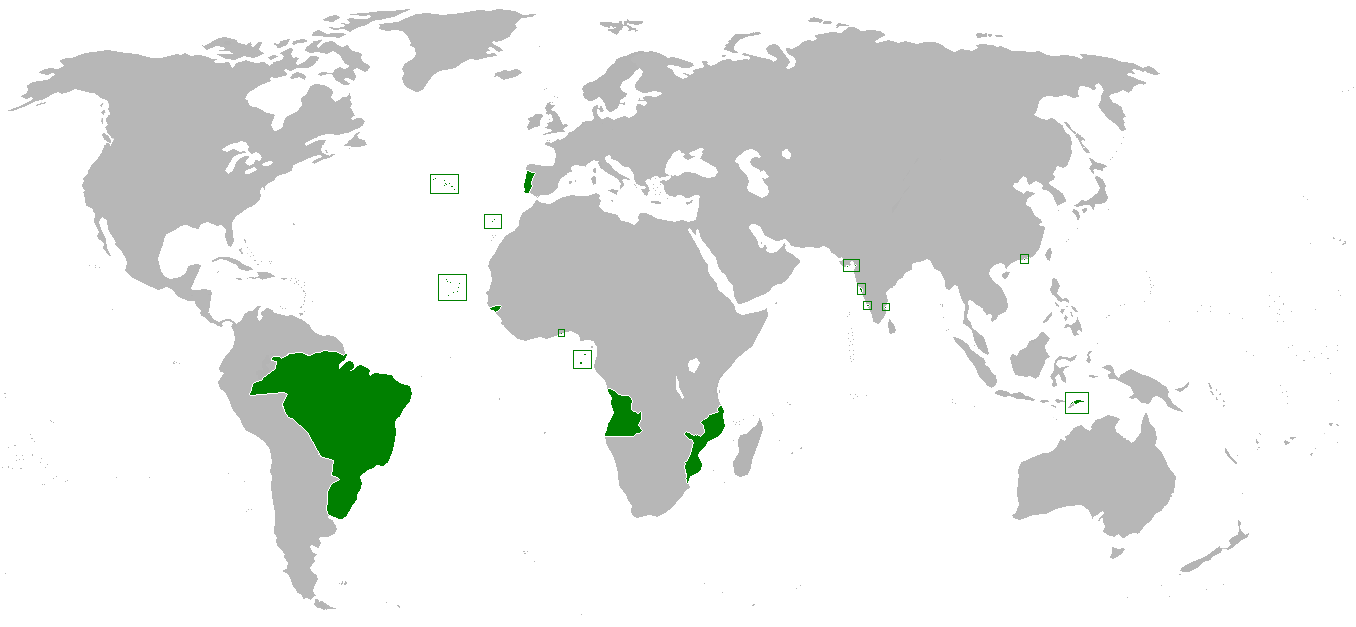
Mapa del Regne Unit de Portugal, el Brasil i l'Algarve i les seves colònies, 1800
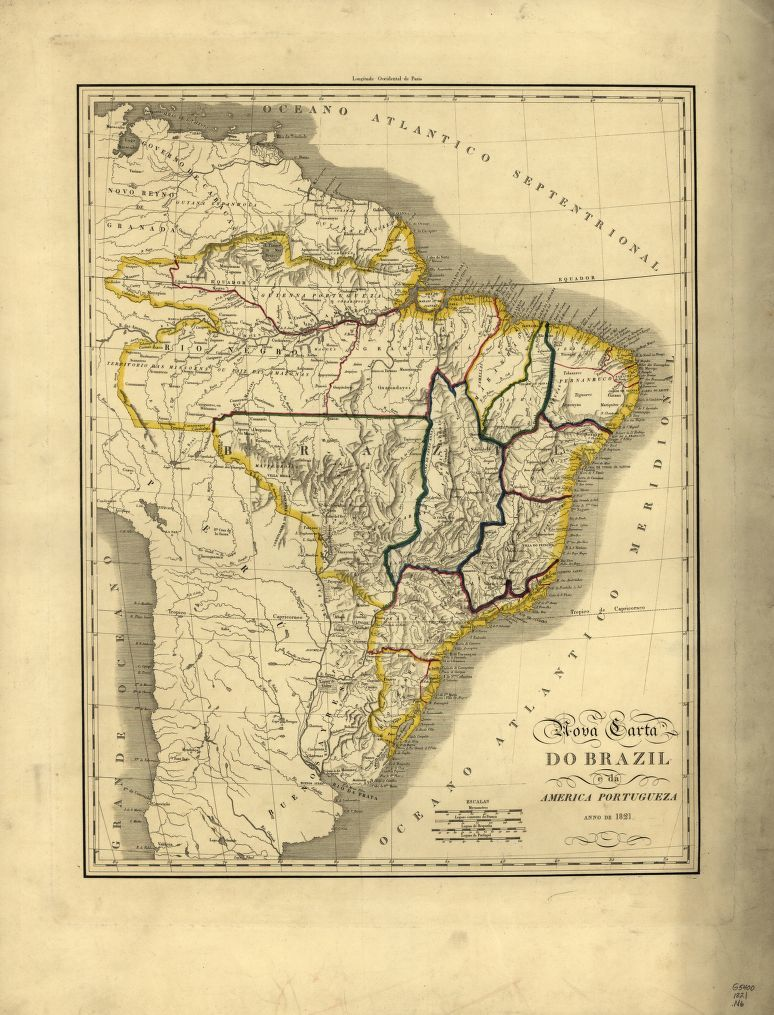
Mapa de 1821 que retrata la dimensió del Brasil durant l'època del Regne Unit de Portugal, el Brasil i l'Algarve

Rio de Janeiro, en conseqüència, passava a ser residència de la Cort i capital, les antigues capitanies van passar a ser denominades províncies (avui, els estats).

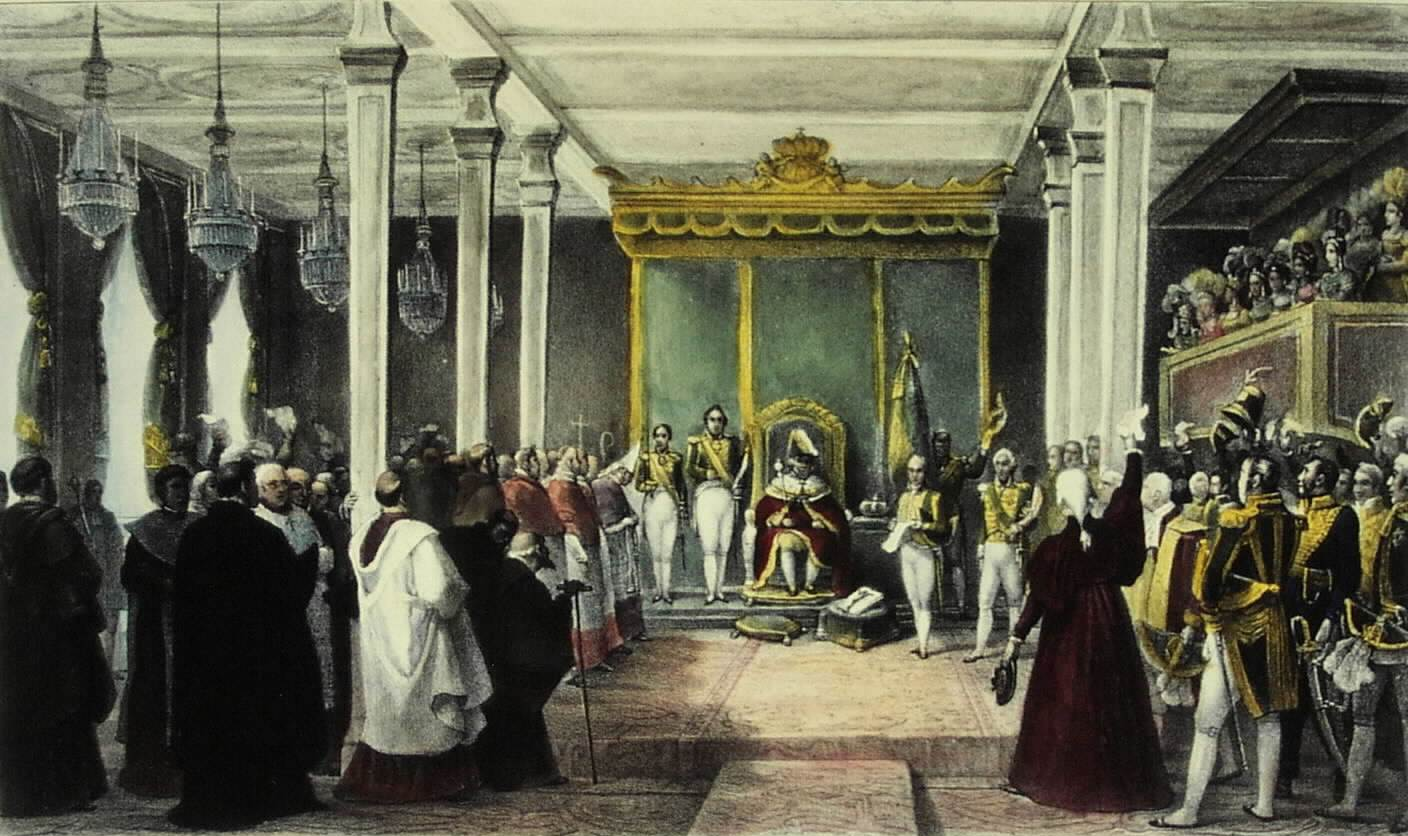
Aclamació del rei João VI en Rio de Janeiro

En el mateix any, va morir la reina Maria I i João va ser coronat rei com João VI. Va concedir al Brasil com a escut d'armes una esfera armil·lar, com es troben ja en els segles anteriors en les monedes de l'Àfrica portuguesa (1770).

### La revolució pernambucana (1817)
L'anomenada Revolució pernambucana, també coneguda com «Revolució dels Pares», va esclatar el 6 de març de 1817 a la llavors Capitania de Pernambuco. Entre les seves causes, destaca la influència de les idees il·luministes propagades per les societats maçòniques, l'absolutisme monàrquic portuguès i les enormes despeses de la família reial i del seu seguici nouvinguts al Brasil; el Govern de Pernambuco estava obligat a enviar a Rio de Janeiro grans sumes de diners per a pagar salaris, menjars, robes i festes de la Cort, el que dificultava l'enfrontament dels problemes locals (com la sequera ocorreguda en 1816) i ocasionava el retard en el pagament dels soldats, generant gran descontentament al poble pernambucà i brasiler. El moviment va ser liderat per Domingos José Martins, amb el suport dels religiosos pare João Ribeiro, pare Miguelinho, pare Roma, Vigário Tenório, Joaquim da Silva Rabelo Frei Caneca i més, entre d'altres, Antônio Carlos de Andrada e Silva (germà de José Bonifácio), José de Barros Lima, Cruz Cabugá, José Luiz de Mendonça i Gervásio Pires.
A principis de segle xix, Pernambuco era la capitania més rica del Brasil colònial. Recife i Olinda, les dues majors ciutats pernambucanes, tenien juntes prop de 40.000 habitants (Rio de Janeiro, la capital de la colònia, tenia en aquest moment 60.000 habitants). Del port de Recife sortia la producció de sucre (dels centenars d'ingenis sucrers de la Zona da Mata, el litoral de la qual s'estenia des de la desembocadura de riu São Francisco fins a la vila de Goiana), i la de cotó. A més de la seva importància econòmica i política, els pernambucans havien participat en diverses lluites llibertàries. La primera i més important havia estat la Insurrecció Pernambucana, en 1645. Després, a la Guerra dels Mascates, va ser aventada la possibilitat de proclamar la independència d'Olinda.

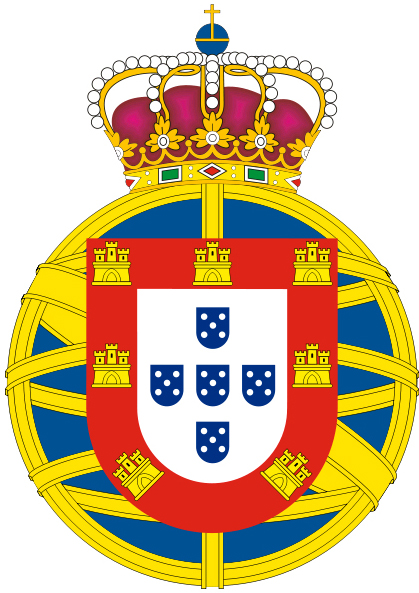
Escut del virregnat del Brasil
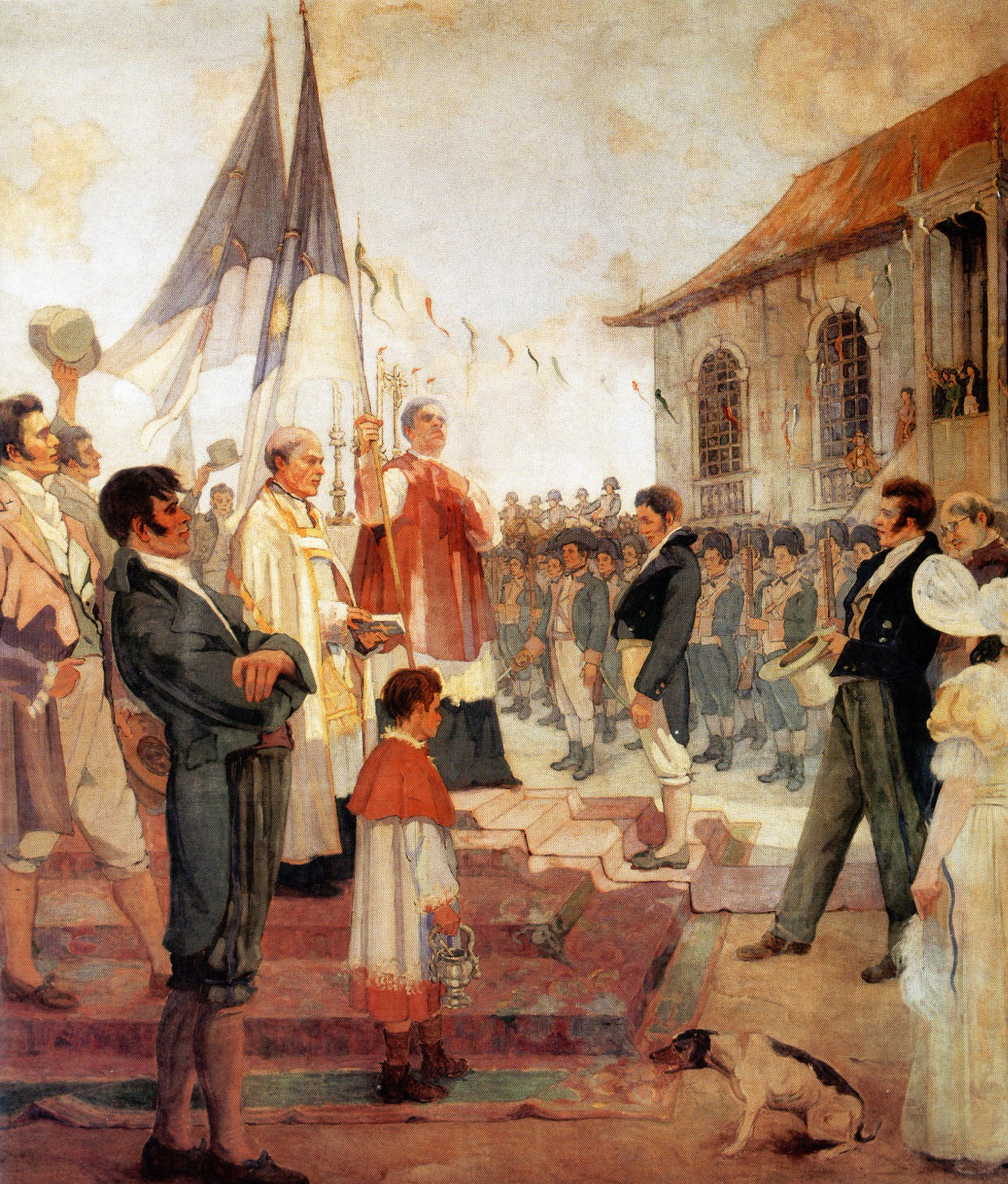
La Revolució pernambucana, l'únic moviment separatista del període de dominació portuguesa que va sobrepassar la fase conspiratòria.
Bandera de la Revolució pernambucana, 1817
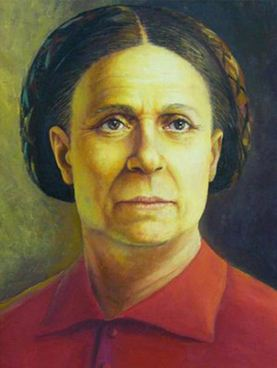
Bárbara de Alencar, la primera presa política del Brasil, és considerada una heroïna de la Revolució pernambucana

La repressió a la Revolució pernambucana va ser sagnant. Molts rebels van ser penjats i / o arcabusats, amb els seus cossos mutilats després de morts. Altres van morir a la presó. El pare João Ribeiro es va suïcidar, però el seu cos va ser desenterrat, esquarterat i el seu cap exposat en plaça pública. Un episodi que va emocionar fins als botxins va ser el del vicari Tenorio, que va ser penjat i escapçat, les seves mans tallades i el cos arrossegat pels carrers de Recife. També en venjança, va ser desmembrada de Pernambuco, amb la sanció de João VI de Portugal, la comarca de les Alagoas, els propietaris de la qual havien romàs lleials a la Corona, i com a recompensa, podrien formar una capitania independent.

### La revolució en Oporto i el retorn de João VI
João VI deixaria Brasil en 1821. A l'agost de 1820 s'havia produït a Porto una «revolució constitucionalista» (la revolució liberal portuguesa de 1820), el moviment amb idees liberals que va guanyar adeptes en el regne. El setembre del 1820, una junta provisional de govern va obligar els portuguesos a jurar una constitució provisional, semblant a la Constitució espanyola de Cadis, fins a redactar una constitució permanent. Al gener de 1821, a Portugal, va tenir lloc la solemne instal·lació de les «Cortes Gerais, Extraordinárias e Constituintes da Nação Portuguesa» (Corts Generals, Extraordinàries i Constituents de la Nació Portuguesa) responsables d'elaborar una constitució, però sense representants brasilers. En febrer, João VI va ordenar que els diputats del Brasil (així com de les Açores, Madeira i Cap Verd) participessin en l'assemblea.
Al març, les Corts a Portugal expediran un decret amb les bases de la constitució política de la monarquia. A Rio de Janeiro, un altre decret comunicava el retorn de rei per Portugal i ordenava que «sem perda de tempo» (sense perdre el temps), es duran a terme les eleccions de diputats per a representar a Brasil a les Corts Generals convocades a Lisboa. Arribarà a l'abril a Lisboa un delegat de la Junta del Pará, Maciel Parente, que per excepció va poder fer un discurs i va ser el primer brasiler a parlar davant d'aquella Assemblea. A l'abril, la ciutat de Rio de Janeiro va dur a terme la primera assemblea d'electors del Brasil, que va resultar en una confrontació amb morts, ja que les tropes portugueses van dissoldre la manifestació. A l'endemà, els carioques van fixar a la porta del palau un cartell amb la inscripció «Açougue do Bragança» (Carnisseria del Bragança), referint-se al rei com a carnisser. João VI va partir per a Portugal cinc dies més tard, el 16 d'abril de 1821, deixant al seu primogènit Pedro de Alcântara com príncep-regent del Brasil.
En 1821, Brasil va triar als seus 97 representants, entre diputats i suplents per a les Corts Constituents a Lisboa. A l'agost de 1821, les Corts presentarien tres projectes per al Brasil que van irritar als representants brasilers amb mesures recolonitzadores que aquests es negaven a acceptar. Després de Maciel Parente, el monsenyor Francisco Moniz Tavares (diputat pernambucà), seria el primer brasiler a parlar oficialment a l'animat debat amb els diputats portuguesos Manuel Borges Carneiro, José Ferreira Borges i Moura, contra l'enviament de més tropes a Pernambuco i la presència incòmoda d'una gran guarnició portuguesa a la província.
La separació de Brasil va ser informalment realitzada al gener de 1822, quan Pedro va declarar que anava a romandre al Brasil (Dia do Fico; el Dia de «jo em quedo»), amb les següents paraules:
| « | Se é para o bem de todos e felicidade geral da nação, estou pronto! Digam ao povo que fico. Agora só tenho a recomendar-vos união e tranquilidade. | Si és per al bé de tots i felicitat general de la nació, estic a punt: digueu al poble que em quedo. Ara només he de recomanar-vos unió i tranquil·litat. | » |

No obstant això, la separació del Brasil es va donar el 7 de setembre de 1822, amb el «Crit d'Ipiranga» que va ser romantitzat, tot i la separació anteriorment.

## L'Imperi del Brasil (1822-1889)
El 1808, el rei João VI de Portugal (en aquest temps encara príncep regent), fugint de l'exèrcit de Napoleó I, va traslladar el govern al Brasil, davant això Brasil va deixar de tenir estatus colonial i en aquest mateix any de 1808 va passar a ser el Regne del Brasil com, de facto, principal constituent del Regne Unit de Portugal, el Brasil i l'Algarve sent la capital efectiva de tal Regne Unit la ciutat de Rio de Janeiro. Part de la família reial va tornar a Portugal en 1821, l'interludi va conduir a un creixent desig per la independència entre els brasilers. El 7 de setembre de 1822, el llavors príncep-regent va proclamar la independència del Brasil, i va ser coronat emperador.
Pedro I de Brasil, en gran manera desprestigiat pels revessos bèl·lics ocorreguts durant la guerra argentíno-brasilera amb el consegüent alliberament de l'anomenada «Província Cisplatina» i l'inici de moviments republicans separatistes en algunes províncies, va abdicar en 1831 i, després de governs interins per regents nomenats, el seu fill Pedro II va ser coronat emperador als catorze anys d'edat. Tenia gust per la gent comuna, però va disgustar a les elits, els qui ho creien massa liberal, i els intel·lectuals, que sentien que no era prou liberal. El principal esdeveniment del seu regnat va ser l'abolició de l'esclavitud el 1888.

### El primer regnat (1822-1831)
Després de la declaració de la independència, Brasil va ser governat per Pedro I fins a l'any 1831, quan va abdicar a favor del seu fill, Pedro II, llavors amb cinc anys d'edat. Aquest període és conegut com el Primer Regnat.
Poc després de la independència, i acabades les lluites a les províncies contra la resistència portuguesa, va ser necessari iniciar el treball de l'Assemblea Constituent. Aquesta havia estat convocada abans de la separació, al juliol de 1822, encara que solament es va instal·lar al maig de 1823. Després va quedar clar que l'Assemblea votaria una constitució restringint els poders imperials (tot i la idea centralitzadora escampada per José Bonifácio (1763-1838) i el seu germà Antônio Carlos de Andrada e Silva (1773-1845). No obstant això, abans que fos aprovada, les tropes de l'exèrcit van envoltar l'edifici de l'Assemblea i la mateixa va ser dissolta per ordre de l'emperador, devent ser elaborada la constitució per juristes de la confiança de Pedro I. Va ser llavors atorgada la constitució de 1824, que portava una innovació: el Poder moderador. A través d'ell, l'emperador podria controlar els altres tres poders.
Van sorgir diverses crítiques a l'autoritarisme imperial, i una revolta important va succeir en el Nord-est: la confederació de l'Equador en 1824]. Va ser sufocada, però l'emperador va sortir molt desgastat de l'episodi. Un altre gran desgast de l'emperador va ser la guerra Cisplatina (1825-1828), on el país no va mantenir el control sobre la llavors regió de la Cisplatina (actualment, Uruguai). També van aparèixer els primers focus de descontentament a Rio Grande do Sul, amb els farroupilhas.

L'Imperi de Brasil el 1823. Vegeu els límits en les Missions Orientals, els límits en amb Paraguai abans de la Guerra de la Triple Aliança en els rius Mbotetey i Igurey; l'Acre i la Banda Oriental, aquesta última ocupada amb el nom de Província Cisplatina
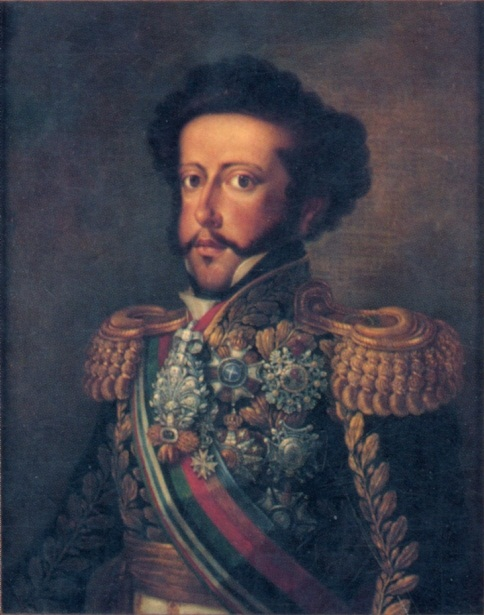
Retrato de Dom Pedro I, de Simplício de Sá (ca. 1826)
O Grito do Ipiranga, Pedro Américo (1888)

En 1831 l'emperador va decidir visitar les províncies, en un últim intent de restablir la pau interna. El viatge hauria de començar per Minas Gerais, però allà l'emperador va trobar una recepció freda, ja que acabava de ser assassinat Líbero Badaró, un important periodista d'oposició. Al seu retorn a Rio de Janeiro, Pedro I hauria de ser honrat pels portuguesos, que li preparaven una festa de suport; però els brasilers, no estant conformes amb la festa, es van enfrontar amb els portuguesos en l'episodi conegut com la Nit de les Garrafadas.
Pedro I va intentar una altra mesura, nomenar un gabinet de ministres d'ampli suport popular. Però es va desentendre dels ministres i després va acomiadar al gabinet, substituint-lo per un altre bastant més impopular. Davant d'una manifestació popular que va rebre el suport de l'exèrcit, no va tenir gaire elecció, així va crear el cinquè poder. Però no va funcionar la idea, i no quedava res a l'emperador tret l'abdicació el 7 d'abril de 1831.

#### La confederació de l'Equador (1824)
La confederació de l'Equador va ser un moviment revolucionari, de caràcter emancipacionista (o autonomista) i republicà ocorregut a Pernambuco. Va representar la principal reacció contra la tendència absolutista i la política centralitzadora de govern de Pedro I, esbossada a la Carta atorgada de 1824, la primera Constitució de país.

El conflicte tenia arrels en moviments anteriors a la regió: la guerra dels Mascates (1710-1711) i la Revolució pernambucana (1817), aquesta última de caràcter republicà.

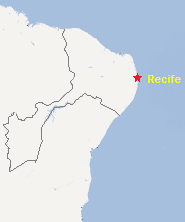
Possible mapa de la Confederació de l'Equador
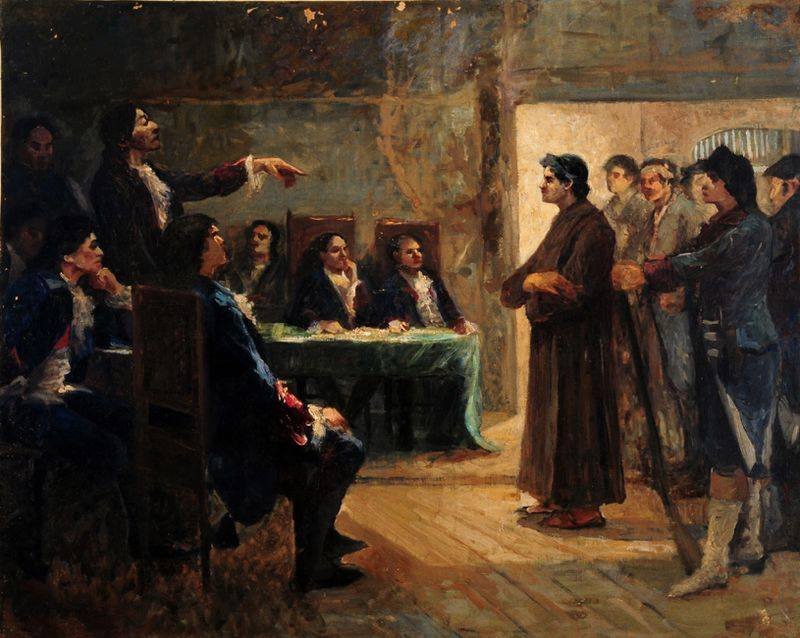
Estudo para Frei Caneca, d'Antônio Parreiras (1918). Joaquim da Silva Rabelo Frei Caneca va ser un dels líders i màrtir de la Confederació de l'Equador
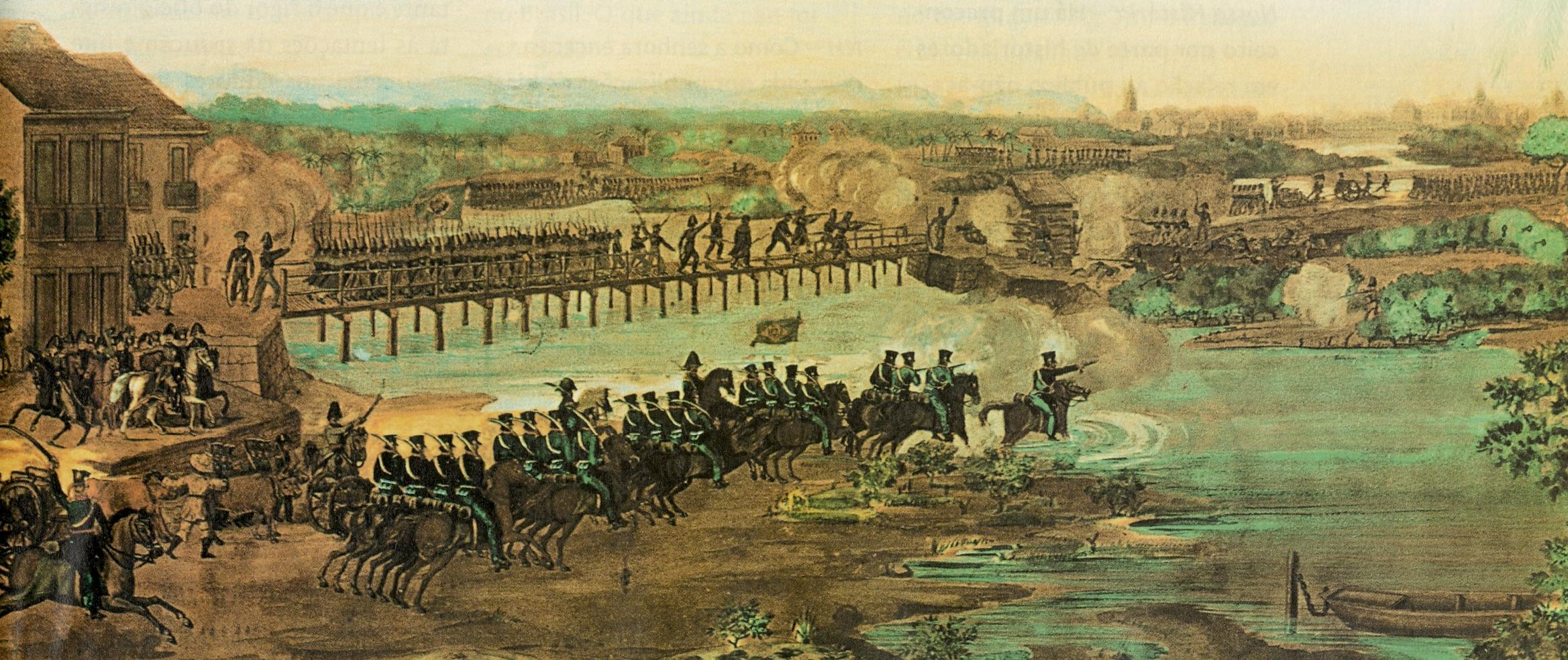
L'exèrcit imperial del Brasil atacant les forces confederades a Recife, el 1824

El centre irradiador i el lideratge de la revolta van recaure en la província de Pernambuco, que ja s'havia rebel·lat en 1817 i enfrontava dificultats econòmiques. Més enllà de la crisi, la província es ressentia econòmicament a l'haver de pagar elevades taxes per sufragar les despeses de la seu imperial establerta a Rio de Janeiro, que les justificava com a necessàries per a dur endavant les guerres provincials posteriors a la independència (algunes províncies es van resistir a la separació de Portugal). Pernambuco havia esperat que la primera Constitució de l'Imperi seria del tipus federalista, i que donaria autonomia a les províncies per resoldre les seves qüestions.
La repressió al moviment va ser severa. Pedro I va demanar préstecs a Anglaterra i va contractar tropes a l'exterior, que van seguir cap a Recife sota el comandament de Thomas Cochrane. Els rebels van ser sotmesos, i diversos líders de la revolta, com Frei Caneca, van ser penjats o afusellats. També en represàlia, Pedro I va deslligar del territori pernambucà, a través del decret del 7 de juliol de 1824, l'extensa Comarca do Rio de São Francisco (actual Oest Baià), passant inicialment a Minas Gerais i, després, a Bahia. Aquesta va ser l'última porció de terra desmembrada de Pernambuco, imposant a la província una gran reducció territorial, passant de 250000 km² a només 98000 km².

### El període regencial (1831-1840)
Durant el període de 1831 a 1840, Brasil va ser governat per diversos regents, encarregats d'administrar el país mentre l'hereu al tron, Pedro II, era menor d'edat. En principi, la regència la formava tres persones que eren les responsables de la política brasilera, però en 1834 un acte addicional que donava més autonomia a les províncies, va substituir el caràcter triple de la regència per un govern més centralitzador.

El primer regent va ser el pare Diogo Antônio Feijó, que va destacar per tenir un govern d'inspiracions liberals, però que a causa de les pressions polítiques i socials, va haver de renunciar. Aquest primer govern de caràcter liberal va caure per donar lloc al del conservador Araújo Lima, qui va centralitzar el poder a les seves mans, sent atacat vehementment pels liberals, que només van reprendre degut al Cop de la Majoria. Destaquen en aquest període la inestabilitat política i l'actuació de tutor José Bonifácio, qui va assegurar el tron per a Pedro II.

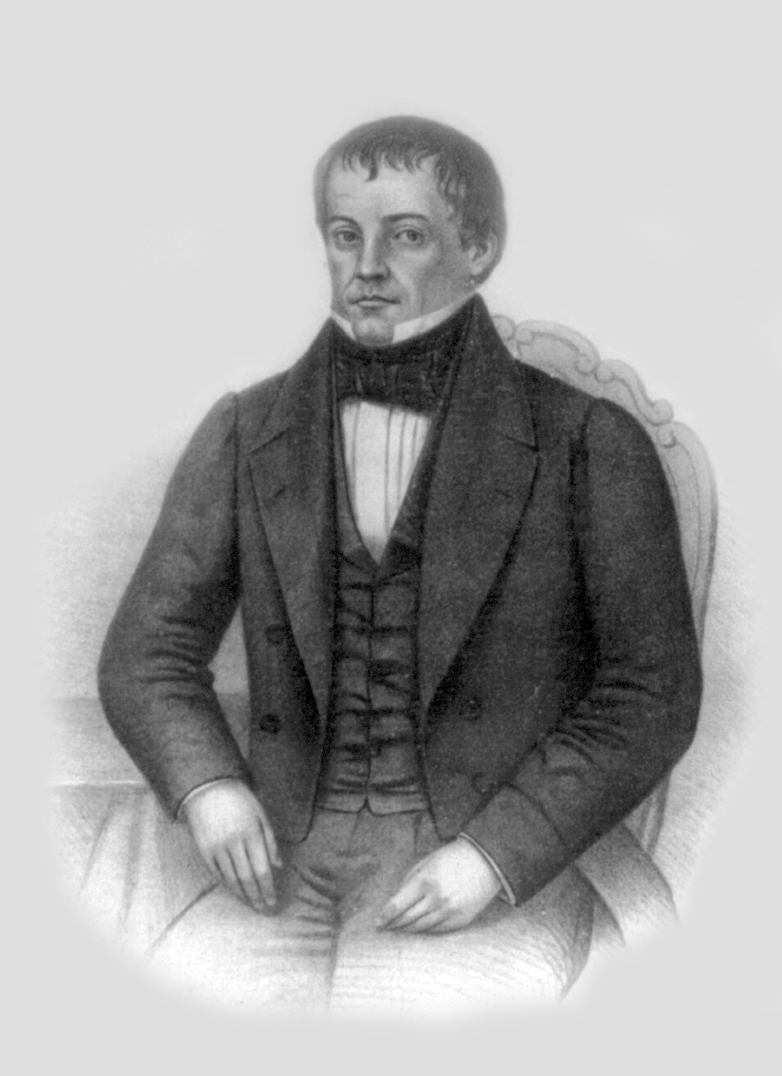
El pare Diogo Antônio Feijó
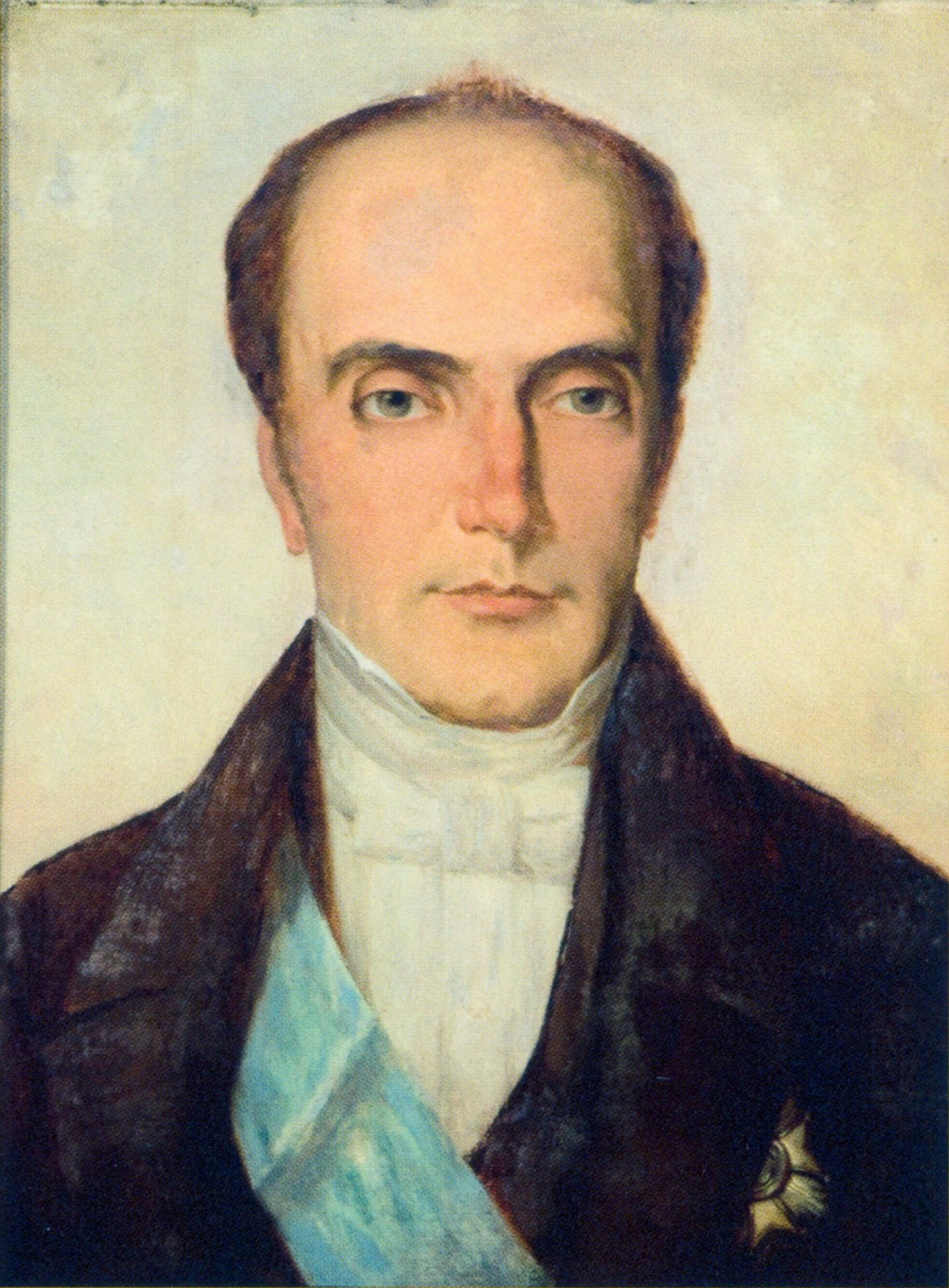
Araújo Lima, el Marquês de Olinda
Mapa de les principals revoltes ocorregudes al Brasil abans de 1840

Es va iniciar en aquest període la Revolució Farroupilha (1835-1845) (de farrapos, que en portuguès, significa «parracs»; «esparracat» va ser el malnom despectiu que les autoritats brasileres van donar als independentistes de la Regió sud), en la qual els gaúchos es van rebel·lar contra la política interna de l'Imperi i van declarar la República Piratini. També en aquest període van ocórrer més revoltes, com la Cabanada (1832-1835), en Alagoas i Pernambuco; la Cabanagem (1835-1840), en Pará; la revolta dels Malês i la Sabinada (1837-1838), a Bahia; i la Balaiada (1838-1841), en Maranhão.

### El segon regnat (1840-1889)

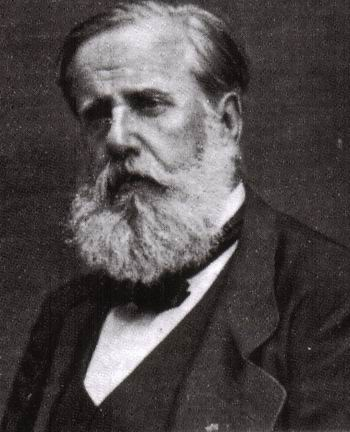
Pedro II del Brasil

El Segon regnat va començar amb el Cop de la Majoria (1840, que amb quinze anys d'edat va dur a Pedro II al tron, abans que complís els 18 anys). L'economia, que va tenir com a base principal l'agricultura (convertint-se en aquest moment el cafè en el principal producte exportat per Brasil durant el regnat de Pedro II, en substitució de la canya de sucre), va presentar una expansió del 900%. La manca de mà d'obra, en l'època anomenada de «falta de braços para a lavoura», com a conseqüència de l'alliberament dels esclaus, es va solucionar atraient a centenars de milers d'immigrants, majoritàriament italians, portuguesos i alemanys, que va fer al país desenvolupar una base industrial i començar a expandir-se cap a l'interior.
En aquest període, es va construir una àmplia xarxa ferroviària, sent Brasil el segon país llatinoamericà a implantar-la, i durant la guerra del Paraguai o de la Triple Aliança (1864-1870) tenia la quarta major marina de guerra del món. La mà d'obra esclava, per pressió interna de les oligarquies de São Paulo, Minas Gerais i de Rio de Janeiro, s'havia mantingut vigent fins a l'any de 1818 (quan va ser il·legalitzada per l'aprovació de la Llei Àuria). Mentrestant, s'havia iniciat un gradual procés de decadència ja des de 1850 (any de la finalitat del tràfic d'esclaus per pressió de Anglaterra), a més d'estar l'Emperador en contra de l'esclavitud, causada per l'opció dels productors de cafè paulistes que preferien la mà d'obra assalariada dels immigrants europeus per la malària (que estava delmant a la població esclava en aquesta època) i per la guerra del Paraguai (quan els negres que hi van participar van ser alliberats).
A partir de 1870 es va assistir a el creixement dels moviments republicans al país. El 1889 un cop militar va treure del càrrec de primer ministre al vescomte d'Ouro Preto, i, per incentiu de republicans com Benjamin Constant Botelho de Magalhães o del mariscal Deodoro da Fonseca, es va proclamar la República i es va enviar a l'exili a la família imperial. Diversos factors van contribuir a la caiguda de la Monarquia, entre d'altres, la insatisfacció de l'elit agrària amb l'abolició de l'esclavitud sense que els propietaris rurals fossin indemnitzats pels perjudicis soferts; el descontentament dels cafeters de l'Oest paulista que es van convertir en adeptes del Partit Republicà Paulista i de l'abolició, ja que feien servir tot just mà d'obra europea dels immigrants; i la pèrdua de suport dels militars (especialment de l'exèrcit) que se sentien desprestigiats entenent que l'emperador preferia a la marina del Brasil i que anhelaven més el poder; i per les interferències de l'emperador en assumptes de l'Església.
No hi va haver cap participació popular a la proclamació de la República del Brasil i el que va passar, tècnicament, va ser un cop militar. El poble brasiler recolzava a l'emperador. El corresponsal del diari Diário Popular, de São Paulo, Aristides Lobo, va escriure en l'edició del 18 de novembre del diari, sobre l'enderrocament de l'imperi, la frase històrica:
| «                | Per ara, el color del govern és purament militar i haurà de ser així. El fet era d'ells, d'ells només perquè la col·laboració de l'element civil va ser gairebé nul·la. El poble va assistir a tot bestialitzat, atònit, sorprès, sense conèixer el que significava. Molts van creure seriosament estar veient una parada. | Por ora, a cor do governo é puramente militar e deverá ser assim. O fato foi deles, deles só porque a colaboração do elemento civil foi quase nula. O povo assistiu àquilo tudo bestializado, atônito, surpreso, sem conhecer o que significava. Muitos acreditaram seriamente estar vendo uma parada! | » |
| — Aristides Lobo | | |   |

Per estalviar conflictes, no hi va haver violència i la Família imperial va poder exiliar-se a Europa amb seguretat. Pedro II va signar la seva renúncia amb la mateixa signatura del seu pare a l'abdicar en 1831: Pedro de Alcântara.
El període es pot dividir en tres etapes principals:
- l'anomenada «fase de consolidació» (1840-1850), en què les lluites internes van ser pacificades, el cafè va començar la seva expansió i la tarifa Alves Branco va permetre l'Era Mauá.
- l'anomenat «apogeu de l'Imperi» (1850-1889), un període marcat per gran estabilitat política en el qual no va succeir al Brasil cap revolució, cosa inèdita en el món: 50 anys de pau interna en un país, permesa pel sistema parlamentari (el parlamentarismo às avessas) i per la política d'intercanvi de favors. En termes de relacions internacionals, el període està marcat per la Qüestió Christie (1862-1865) i per la guerra del Paraguai (1864-1870);
- l'anomenat «declivi de l'Imperi», marcat per la qüestió militar, per la qüestió religiosa, per les lluites abolicionistes i pel moviment republicà, que van conduir a la fi del règim monàrquic.

#### L'alliberament dels esclaus
Els primers moviments contra l'esclavitud van ser fets pels missioners jesuïtes, que van combatre l'esclavització dels indígenes americans però van tolerar la dels africans. La fi gradual del tràfic d'esclaus es va decidir al Congrés de Viena el 1815. Des de 1810, Anglaterra va fer una sèrie d'exigències a Portugal i va passar des de 1845 a reprimir violentament la tracta internacional d'esclaus, recolzat en la llei anglesa anomenada Llei Aberdeen. En 1850, la Llei Eusebio de Queirós va abolir el tràfic internacional d'esclaus al Brasil.
El 1871, el Parlament brasiler va aprovar i la Princesa Isabel va sancionar la Llei 2040, coneguda com la Llei Rio Branco o Llei del Ventre Lliure, determinant que tots els fills d'esclaus nascuts des de llavors serien lliures a partir dels 21 anys.
El 28 de setembre de 1885 es va promulgar una altra llei, la Llei dels Sexagenaris (Llei Saraiva-Cotegipe) que determinava «l'extinció gradual de l'element servil» i creava fons per a la indemnització als propietaris d'esclaus i determinava que els esclaus a partir dels 60 anys podrien ser lliures. Així, amb aquestes dues lleis (Ventre Lliure i Sexagenaris), l'abolició dels esclaus seria gradual, sent els esclaus alliberats a l'arribar a aquesta edat de 60 anys.
El 1880 es va crear la Sociedade Brasileira Contra a Escravidão (Societat Brasilera Contra l'Esclavitud) que, juntament amb l'Associação Central Abolicionista (Associació Central Abolicionista) i altres organitzacions, va passar a ser coneguda per la Confederação Abolicionista (Confederació Abolicionaista) liderada per José do Patrocínio (1854-1905), fill de una esclava negra amb un sacerdot. En 1884, els governs de Ceará i d'Amazones van abolir, en els seus territoris, l'esclavitud, en el que van ser pioners.
Les fugides d'esclaus van augmentar molt, després de 1885, quan es va abolir la pena de flagell per als negres fugits, el que va estimular les fugides. L'exèrcit es negava a perseguir els negres fugits. Cal recordar encara els Caifases, liderats per Antônio Bento (1843-1898), que promovien la fugida dels negres, perseguien als capitans de matoll (capitães-de-mato) i amenaçaven als senyors esclavistes. En São Paulo, la policia, el 1888, tampoc anava darrere de negres fugits.
L'abolició definitiva era necessària. Hi ha diferències en el nombre d'esclaus existents en 1888; hi havia, segons alguns estudiosos, 1.400.000 esclaus per a una població de 14 milions d'habitants: prop de l'11%; però, segons la matrícula d'esclaus, conclosa el 30 de març de 1887, el nombre era de només 720.000 esclaus.

Finalment, el president de Consell de Ministres del «Gabinet del 10 de març», João Alfredo Correia de Oliveira (1835-1919), del Partit Conservador, va promoure la votació d'una llei que determinava l'extinció definitiva de l'esclavitud al Brasil. El 13 de maig de 1888, la princesa Isabel va sancionar la Llei Áurea, que ja havia estat aprovada pel Parlament, abolint tota i qualsevol forma d'esclavitud al Brasil. Després que la Princesa signés la Llei Áurea, al saludar-la, João Maurício Wanderley (el baró de Cotejipe), l'únic senador que va votar en contra del projecte de l'abolició de l'esclavitud, va profetitzar:«A senhora acabou de redimir uma raça e perder o trono» (La senyora acaba de redimir una raça i perdre el tron).

Original de la Llei Àurea, signada per la regent Isabel (1888). Document sota custòdia de l'Arxiu Nacional del Brasil
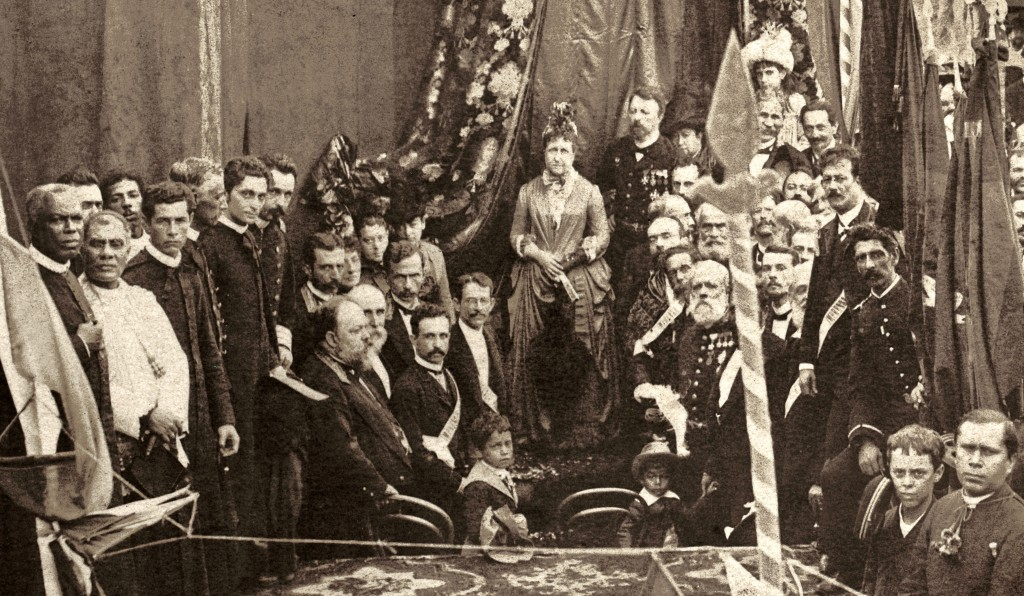
Missa campal realitzada en 1888 en acció de gràcies per l'abolició de l'esclavitud al Brasil (Princesa Isabel al centre)
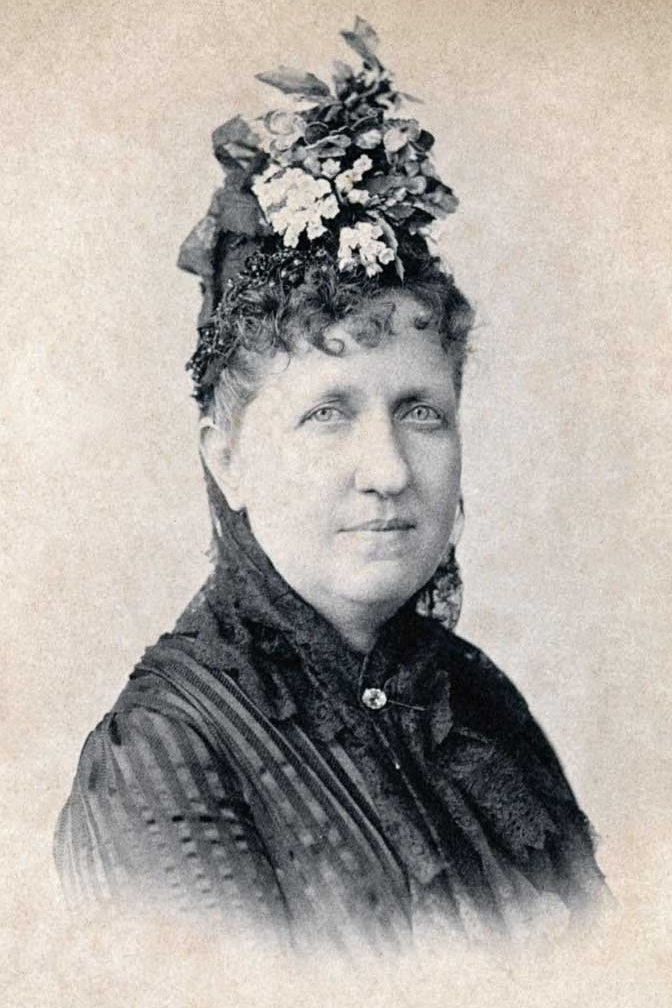
Isabel del Brasil, regent de l'Imperi quan es va signar la Llei Àurea, per la qual va ser coneguda com «La Redemptora»

L'aristocràcia esclavista, oligarquia rural arruïnada amb l'abolició sense indemnització, va culpar el govern i es va adherir als diversos partits republicans existents, especialment al Partit Republicà Paulista i al Partit Republicà de Minas Gerais, que feien d'oposició al règim monàrquic, així, una de les conseqüències de l'abolició seria caiguda de la monarquia. Els petits propietaris que no podien recórrer a la mà d'obra assalariada proporcionada pels immigrants europeus també van quedar arruïnats. Només l'economia cafetera de l'oest de São Paulo, en comparació amb la d'altres regions, no va patir sacsejades, doncs ja es basava en la mà d'obra lliure i assalariada. Molts esclaus negres van romandre al camp, practicant una economia de subsistència, en petits lots, altres van buscar les ciutats, on van entrar en un procés de marginació. Aturats, van passar a viure en barraques en els turons i en els suburbis.
I d'acord amb l'anàlisi d'Everardo Vallim Pereira de Souza, informant-se de les consideracions d'Antônio da Silva Prado (1840-1929), les conseqüències de l'abolició dels esclaus, el 13 de maig de 1888, deixant sense empara als antics esclaus, van ser funestes:
| «                                   | Segons la previsió del Conseller Antônio Prado, decretada ofegada la «Llei 13 de maig», els seus efectes van ser els més desastrosos. Els ex-esclaus, habituats a la tutela i cura dels seus ex-senyors, van dissoldre en gran part de les hisendes i van anar a «temptar la vida» a les ciutats; temptativa aquella que consistia en: aiguardent a litres, misèria, crims, malalties i mort prematura. Dos anys després del decret de la llei, potser la meitat del nou element lliure havia desaparegut. Els grangers difícilment trobaven «meieiros» que dels cultius volguessin tenir cura. Tots els serveis es van desorganitzar; tan gran va ser la desfeta social. L'única part de São Paulo que menys va patir va ser la que, per anticipat, hi havia ja rebut alguna immigració estrangera; el general de la Província va perdre gairebé tota la collita de cafè per manca de recol·lectors. | Segundo a previsão do Conselheiro Antônio Prado, decretada de afogadilho a «Lei 13 de maio», seus efeitos foram os mais desastrosos. Os ex-escravos, habituados à tutela e curatela de seus ex-senhores, debandaram em grande parte das fazendas e foram «tentar a vida» nas cidades; tentâme aquele que consistia em: aguardente aos litros, miséria, crimes, enfermidades e morte prematura. Dois anos depois do decreto da lei, talvez metade do novo elemento livre havia já desaparecido! Os fazendeiros dificilmente encontravam «meieiros» que das lavouras quisessem cuidar. Todos os serviços desorganizaram-se; tão grande foi o descalabro social. A parte única de São Paulo que menos sofreu foi a que, antecipadamente, havia já recebido alguma imigração estrangeira; O geral da Província perdeu quase toda a safra de café por falta de colhedores. | » |
| — Everardo Vallim Pereira de Souza, | | |   |

Brasil va ser l'últim país independent del continent americà a abolir l'esclavitud. L'últim país del món a abolir l'esclavitud va ser Mauritània, el 9 de novembre de 1981, pel decret de nombre 81.234.

## El Brasil republicà

### La República Velha (1889-1930)

La transició de l'Imperi del Brasil als Estats Units del Brasil. Vegeu els límits en les Missions Orientals (disputades a l'Argentina fins al 1895 i després repartides entre Rio Grande do Sud i Santa Catalina) i en l'Acre bolivià en part fins al 1903; i els territoris adquirits al Paraguai després de la Guerra de la Triple Aliança. Quant al territori d'Oiapoque litigat per França ja apareix incorporat a Brasil, tot i que encara no amb el nom d'Amapá sinó com a part de Pará

Pedro II va ser deposat el 15 de novembre de 1889 per un cop militar republicà liderat pel general Deodoro da Fonseca, qui es va convertir en el primer president de país. El nom del país es va convertir en els Estats Units del Brasil (que en 1967 va ser canviat a República Federativa del Brasil). Des de 1889 fins a 1930, el govern era una democràcia constitucional, amb la presidència alternant-se entre els dominants estats de São Paulo i Minas Gerais.
En 1895 el Regne Unit va cedir l'estratègica illa de Trinitat a l'estat brasiler i un territori, el de Pirara (que estava litigat entre la Guaiana Britànica, Veneçuela i Brasil). Els èxits en la política internacional també es van donar en el litigi per les Missions Orientals Mesopotàmiques reclamades per l'Argentina i el sector del riu Oiapoque (aproximadament l'actual Amapá) reclamat per França. El 1903 el Brasil es va annexar l'Acre després de vèncer a Bolívia en la «Guerra del Cautxú». De la mateixa manera van ser favorables al Brasil tots els altres litigis amb els altres estats llatinoamericans limítrofs (per exemple Perú i Colòmbia). En els últims anys de segle xix, el cafè va començar a reemplaçar al sucre com el principal recurs d'exportació de país. El negoci del cafè va causar que el Brasil creixés econòmicament, atraient a molts immigrants europeus, particularment d'Itàlia i Alemanya. Aquest influx de treball també va permetre a país desenvolupar una economia industrial que es va expandir lluny de la costa.
El 1922, joves oficials de la classe mitjana van reaccionar; era el Moviment Tinentisme (de la paraula tinent). El primer aixecament va tenir lloc el 5 de juliol de 1922 a la fortalesa d'Igrejinha. Encara reprimit després d'una forta resistència, el moviment del 5 de juliol és de gran importància política. Va marcar l'inici de l'assalt a la Vella república oligàrquica i el seu debilitament fins a la seva desaparició el 1930. Dos anys més tard, al juliol de 1924, va esclatar una revolta militar a São Paulo; els insurgents fins i tot van assolir ocupar la ciutat durant tres setmanes. Una tercera revolta va tenir lloc a Rio Grande do Sul en 1925, i l'última el 1926.
Els objectius dels militars rebels són essencialment els de les classes mitjanes, insatisfetes amb la situació econòmica i política del Brasil, sense que sigui possible cap canvi democràtic a causa d'un sistema polític bloquejat pel «domini dels governants» sota un sistema sota el qual els grans terratinents i la gran burgesia dicten les condicions en els estats. Les demandes del moviment inclouen el vot secret, la llibertat de premsa i d'associació, el respecte dels resultats electorals, l'alfabetització i la nacionalització de certs interessos econòmics estrangers.
És també en aquest context que té lloc la marxa de la Columna Prestes. Luis Carlos Prestes era enginyer militar, futur secretari general del Partit Comunista del Brasil i Comandant de l'Estat Major del íder de la revolta de São Paulo, Miguel Costa. Al capdavant d'una columna d'uns pocs centenars de soldats, es va comprometre a difondre les idees revolucionàries per tot el país. Després d'una marxa d'abril de 1925 a febrer de 1927, constantment perseguida per l'exèrcit federal sense ser derrotada, la columna va buscar asil a Bolívia.
Els empresaris (barons del cafè, magnats de les finances i el comerç, oligarquia industrial urbana, etc.) s'apoderen d'una gran part de l'Estat. Per evitar el col·lapse dels preus del cafè a causa de l'augment constant de la producció, l'Estat compra l'excedent i l'emmagatzema. Per a això, utilitza el préstec; entre 1906 i 1930 es van demanar prestats 72,7 milions de lliures esterlines per a aquesta política de valorització del cafè. Les garanties i condicions d'aquests préstecs solen ser draconianes; el préstec de 10 milions de lliures esterlines de Rothschild està recolzat pel control duaner com a garantia i la promesa que el Brasil no sol·licitarà nous préstecs sense l'aprovació de la Banca Rothschild.
Aquest període, conegut com la «República Velha», va finalitzar el 1930 amb la Revolució de 1930 que va posar a Getúlio Vargas, un civil, a la presidència.

#### La Primera República (1889-1930)
El 15 de novembre de 1889, el mariscal Deodoro da Fonseca va decretar la fi del període imperial en un cop militar d'Estat sota la forma d'una quarterada gairebé sense força política i cap suport popular, i l'inici d'un període republicà dictatorial, destituint a l'últim emperador brasiler, Pere II, que va haver de partir a l'exili cap a Europa. El nom de país va canviar d' «Imperi del Brasil» a «Estats Units del Brasil». La primera constitució de la República de Brasil va ser promulgada el 24 de febrer de 1891. Després de quatre anys de dictadura amb un caos i diverses morts de federalistes, negres lluitant pels seus drets, entre d'altres, es va iniciar l'era civil de la República Velha, amb l'anomenada República oligàrquica.

El vescomte d'Ouro Preto, president del consell de ministre deposat el 15 de novembre, entenia que la proclamació de la república era un error i que el Segon Regnat havia estat bo, i així es va expressar en el seu llibre Advento da ditadura militar no Brasil:
| «                       | L'Imperi no va ser la ruïna. Va ser la conservació i el progrés. Durant mig segle va mantenir íntegre, tranquil i unit un territori colossal. L'imperi va convertir un país endarrerit i poc poblat en gran i de forta nacionalitat, primera potència sud-americana, considerada i respectada arreu del món civilitzat. L'imperi va abolir de fet la pena de mort, va extingir l'esclavitud, va donar al Brasil glòries immortals, pau interna, ordre, seguretat i, més que tot, llibertat individual com no hi va haver mai a cap país. Quines són les faltes o crims de don Pedro II, que en gairebé cinquanta anys de regnat mai va perseguir a ningú, mai es va acordar d'una ingratitud, mai va venjar una injúria, sempre disposat a perdonar, oblidar i beneficiar? Quins els errors comesos que ho va fer mereixedor de la deposició i exili quan, vell i malalt, a més havia de comptar amb el respecte i la veneració dels seus conciutadans? La República brasilera, com va ser proclamada, és una obra d'iniquitat. La República es va aixecar sobre els fermalls de la soldadesca amotinada, prové d'un origen delictiu, es va realitzar per mitjà d'un atemptat sense precedents en la història i tindrà una existència efímera. | O Império não foi a ruína. Foi a conservação e o progresso. Durante meio século manteve íntegro, tranquilo e unido território colossal. O império converteu um país atrasado e pouco populoso em grande e forte nacionalidade, primeira potência sul-americana, considerada e respeitada em todo o mundo civilizado. O Império aboliu de fato a pena de morte, extinguiu a escravidão, deu ao Brasil glórias imorredouras, paz interna, ordem, segurança e, mas que tudo, liberdade individual como não houve jamais em país algum. Quais as faltas ou crimes de D. Pedro II, que em quase cinquenta anos de reinado nunca perseguiu ninguém, nunca se lembrou de uma ingratidão, nunca vingou uma injúria, pronto sempre a perdoar, esquecer e beneficiar? Quais os erros praticados que o tornou merecedor da deposição e exílio quando, velho e enfermo, mais devia contar com o respeito e a veneração de seus concidadãos? A República brasileira, como foi proclamada, é uma obra de iniquidade. A República se levantou sobre os broqueis da soldadesca amotinada, vem de uma origem criminosa, realizou-se por meio de um atentado sem precedentes na História e terá uma existência efêmera. | » |
| — Vescomte d'Ouro Preto | | |   |

##### Conflictes

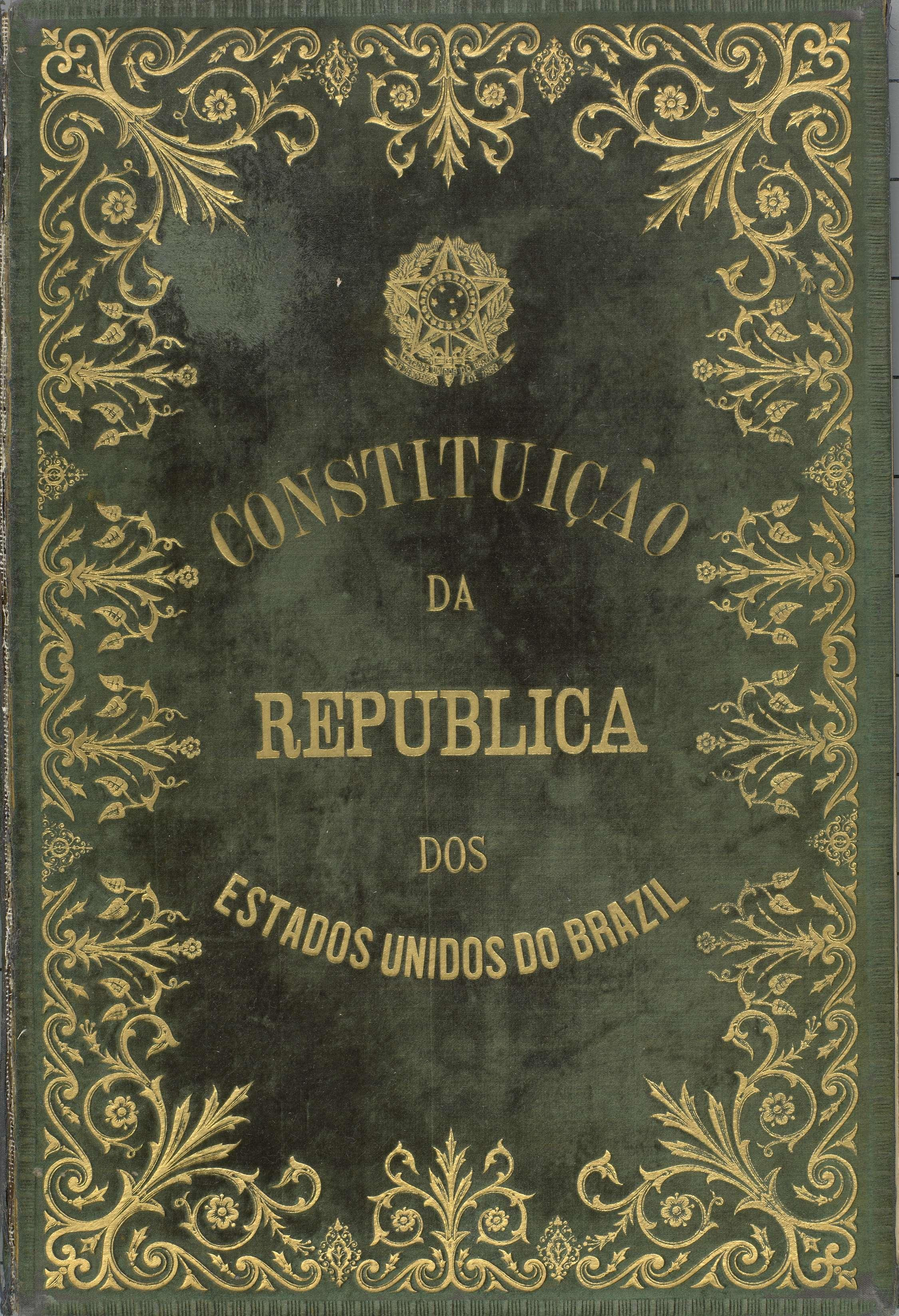
Constitució de 1891. Document sota custòdia de l'Arxiu Nacional del Brasil

El període va estar marcat per innombrables conflictes de naturaleses diferents. Externament destaquen només dues: la Revolució Acreana (que va ser el procés politicosocial que va portar a la incorporació del territori de l'actual estat d'Acre al Brasil) i la participació del país en la I Guerra Mundial, en la qual tot i que la participació militar del país va ser insignificant per al resultat general del conflicte, havent-se restringit bàsicament a l'enviament d'una esquadra naval per participar en la guerra antisubmarina al nord-oest d'Àfrica i a la Mediterrània, el 1918, la mateixa que va donar al Brasil el dret a participar en la conferència de Versalles en 1919.
En el pla intern, aquest primer període republicà va estar marcat per greus crisis econòmiques, com la crisi de l'encilhamento, que van contribuir a aguditzar encara més la inestabilitat general. En l'àmbit polític, per exemple, entre 1891 i 1927 es van produir diverses revoltes i conflictes al país, tant militars (com per exemple, la 1a Revolta de l'Armada a l'any 1891, la 2a Revolta de l'Armada el 1893, la Revolució Federalista entre 1893 i 1895, la Revolta de la Chibata el 1910, la Revolta dels tinents el 1922, la Revolta de 1924 (que es va desdoblar en la Columna Prestes) com civils (com per exemple, la Guerra de Canudos entre 1893 i 1897, la Revolta de la Vacuna en 1904, la Guerra del Contestat entre 1912 i 1916, i els Moviments opreraris entre 1917 i 1919).
També en aquest període, va ocórrer l'auge del cangaço, havent estat el seu exponent més famós Virgulino Ferreira da Silva, popularment conegut com «Lampião».
Encara que tots aquests esdeveniments van ser controlats pel govern central i la majoria van ser de caràcter local, l'acumulació d'aquestes tensions socials i econòmiques va ser poc a poc minant el règim, el que sumat als efectes causats per les crisis de la depressió de 1929 i de les eleccions federals de 1930, van acabar portant al moviment de 1930 que va posar fi a aquest primer període de la república al Brasil.

##### La república del cafè amb llet
Entre 1889 i 1930, el govern va ser oficialment una democràcia constitucional i, a partir de 1894, la Presidència va alternar entre els estats dominants de l'època, São Paulo i Minas Gerais. Com els paulistes eren grans productors de cafè, i els de Minas de Gerais estaven orientats a la producció lletera, la situació política del període es coneix com «Política del cafè amb llet».
Aquest equilibri de poder entre els estats, va ser una política creada pel president Campos Sales, anomenada «Política dels Estats» o «Política dels governadors». La República Velha va acabar en 1930, amb la Revolució de 1930, encapçalada per Getúlio Vargas, qui va formar un «Govern Provisional», fins que es convoquessin noves eleccions.

Sobre la seva política, Campos Sales va dir:
| «              | Altres van donar a la meva política la denominació de «Política dels Governadors», haurien encertat si diguessin «Política dels Estats». Aquesta denominació expressaria millor el meu pensament. | Outros deram à minha política a denominação de «Política dos Governadores», Teriam acertado se dissessem «Política dos Estados». Esta denominação exprimiria melhor o meu pensamento. | » |
| — Campos Sales | | |   |

I el seu pensament va ser definit així per ell:
| «               | Aquest règim, deia jo en el meu últim missatge, la veritable força política, que en l'atapeït unitarisme de l'Imperi residia en el poder central, es va desplaçar als Estats. La política dels Estats, és a dir, la política que fortifica els vincles d'harmonia entre els Estats i la Unió és, doncs, en la seva essència, la política nacional. És allà, a la suma d'aquestes unitats autònomes, que es troba la veritable sobirania de l'opinió. El que pensen els Estats pensa la Unió. | Neste regime, disse eu na minha última mensagem, a verdadeira força política, que no apertado unitarismo do Império residia no poder central, deslocou-se para os Estados. A Política dos Estados, isto é, a política que fortifica os vínculos de harmonia entre os Estados e a União é, pois, na sua essência, a política nacional. É lá, na soma destas unidades autônomas, que se encontra a verdadeira soberania da opinião. O que pensam os Estados pensa a União. | » |
| — Campos Sales. | | |   |

#### L'Era Vargas (1930-1945)
El període que va de 1930 fins a 1945 (a partir de l'enderrocament de president Washington Luis el 1930 fins a la tornada de país a la democràcia el 1945) s'anomena Era Vargas, en raó del fort control en la persona del cabdill Getúlio Dorneles Vargas, qui va assumir el control del país en el període. En aquest període està comprès l'anomenat Estado Novo (1937-1945).
Una junta militar va prendre el control del país en 1930 i Getúlio Vargas va assolir el poder com a president provisional. El canvi de règim va implicar la decadència de l'oligarquia cafetera i l'ascens de les classes mitjanes i les oligarquies perifèriques. Vargas va governar en una forma o altra de manera continuada, excepte un breu període, fins al seu suïcidi en 1954. Des de 1930, els successius governs van assolir el creixement de la indústria i l'agricultura i el desenvolupament de l'extens interior brasiler.

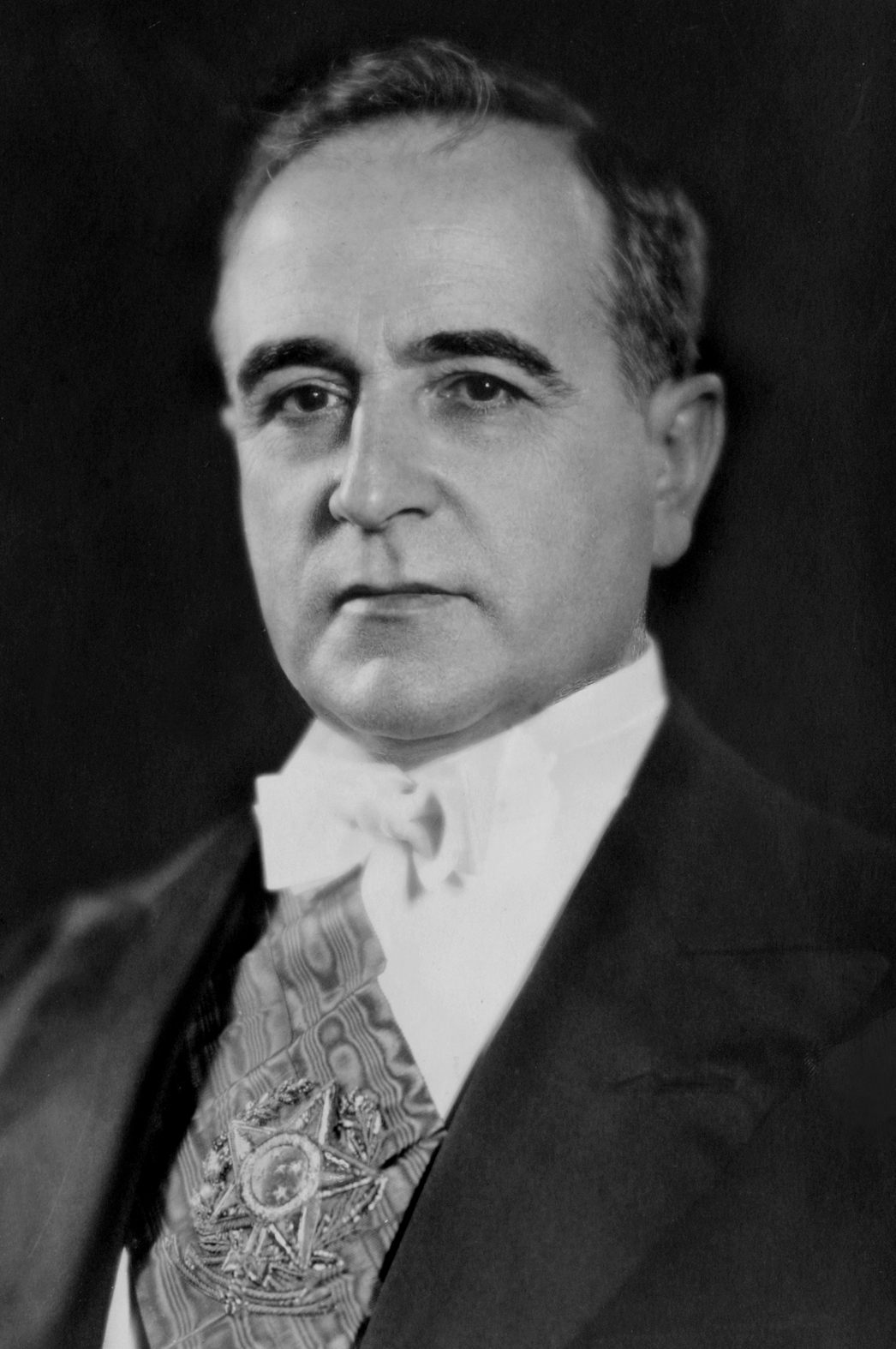
Getúlio Vargas (1930)
1943: Territoris de Frontera (vegeu Iguaçu i Ponta Pora amb territoris obtinguts de l'Argentina i Paraguai, Acre i Guaporé (actual Rondonia) amb territoris obtinguts de Bolívia i Perú)
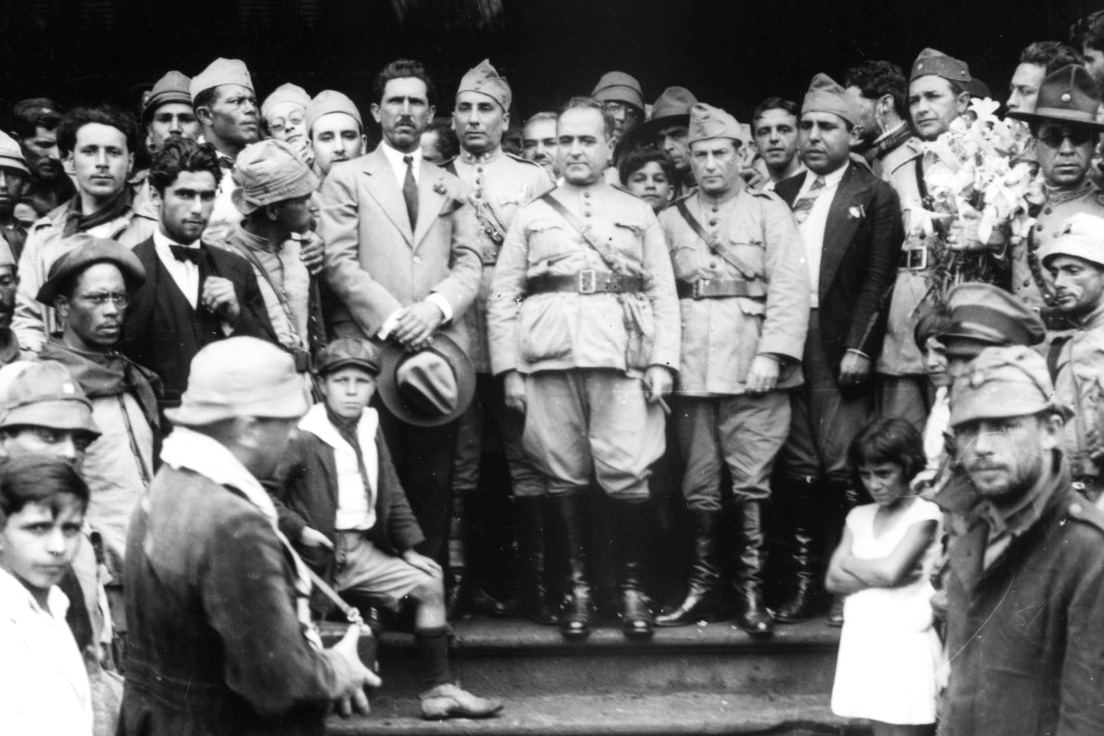
El seguici de Getúlio Vargas (centre) passant per Itararé en ruta cap a Rio de Janeiro durant la Revolució de 1930, fotografiat per Claro Jansson

Getúlio Vargas va governar com a President provisional entre 1930 i 1934. El cop militar havia suspès la vigència de la Constitució de 1891, si bé Vargas havia promès la promulgació d'una nova Carta Magna. El juliol del 1932 va esclatar a São Paulo l'anomenada Revolució Constitucionalista, que exigia la instauració d'un règim constitucional i va ser sufocada a l'octubre. El 1934 es va proclamar una nova Constitució i Getúlio Vargas va ser triat president pel Congrés.
Els tres anys següents van ser de progressiva polarització política. Van guanyar força organitzacions d'esquerra com Aliança Nacional Libertadora o el Partit Comunista Brasiler; també va sorgir un moviment d'inspiració feixista anomenat Integrisme. El 1935 va fracassar un intent revolucionàri d'esquerra encapçalada per certs sectors de l'exèrcit i alguns individus lligats a la URSS; poc després els integristes intenten un putsch. Aprofitant el clima de pànic regnant, el 10 de novembre de 1937, un any abans de les eleccions presidencials, Getúlio Vargas dona un cop d'Estat i es converteix en dictador. El règim instaurat, de caràcter populista, es va denominar Estado Novo. El 29 d'octubre de 1945, els militars obliguen a Vargas a deixar el poder.

##### La Revolució de 1930 i el Govern Provisional
El 1r de març de 1930 ocorre l'última elecció presidencial de la República Velha. Van disputar aquesta elecció el president de São Paulo (avui es diu governador) Júlio Prestes de Albuquerque recolzat pel president Washington Luís i per 17 estats contra el candidat Getúlio Vargas recolzat tot just per 3 estats: Minas Gerais, Paraíba i Rio Grande do Sul. Júlio Prestes va ser elegit i aclamat president, però els perdedors no van reconèixer la seva victòria.
Així, el 3 d'octubre es va iniciar la que serà coneguda com Revolució de 1930. Quan les tropes revolucionàries van marxar cap a Rio de Janeiro, llavors capital federal, es produeix el 24 d'octubre un cop militar que va deposar el president Washington Luís, qui era abans president de São Paulo. Washington Luís va ser deposat i exiliat, i a Júlio Prestes se li va impedir prendre possessió com a president de la república i també va ser exiliat. Es va formar una Junta Militar Provisional, que llavors va passar el poder a Getúlio Dorneles Vargas, el 3 de novembre de 1930, tancant la República Vella i iniciant el Govern Provisional que tenia a Vargas com el seu cap.
Després de la presa de poder al novembre de 1930, Vargas va nomenar interventors federals per governar els estats. Per São Paulo, per exemple, va ser nomenat el tinent João Alberto Lins de Barros, un pernambucà, perquè la majoria dels líders paulistes van ser exiliats. En Bahia, va ser nomenat un cearenc, Juracy Magalhães, i així tots.
Des de l'exili a Portugal, Júlio Prestes escrivia, ja en 1931, acreditant que la situació de la dictadura s'estava convertint en insostenible:
| «                | El que no es comprèn és que una nació, com el Brasil, després de més d'un segle de vida constitucional i liberalisme, retrocedís cap a una dictadura sense frens i sense límits com aquesta que ens degrada i ens limita davant del món civilitzat. | O que não se compreende é que uma nação, como o Brasil, após mais de um século de vida constitucional e liberalismo, retrogradasse para uma ditadura sem freios e sem limites como essa que nos degrada e enxovalha perante o mundo civilizado | » |
| — Júlio Prestes. | | |   |

A l'iniciar-se l'any 1932, creixen els reclams dels polítics paulistes que es van unir al Frente Única Paulista (FUP), en pro de la fi de la interferència dels tinents en São Paulo i per la instal·lació d'una assemblea nacional constituent que posaria fi al Govern Provisional, que era qualificat pels paulistes de dictadura. Una previsible reacció dels paulistes a una col·lusió contra São Paulo i els seus interessos ja va ser percebuda el 1929 pel senador Irineu Machado, que afirmava:
| «                | La reacció contra la candidatura del Dr. Júlio Prestes no representa un gest contra el President de l'Estat, sinó una reacció contra São Paulo, que s'aixecarà perquè això significa un gest de legítima defensa dels seus propis interessos. | A reação contra a candidatura do Dr. Júlio Prestes representa não um gesto contra o presidente do estado, mas uma reação contra São Paulo, que se levantará porque isto significa um gesto de legítima defesa de seus próprios interesses. | » |
| — Irineu Machado | | |   |

Els paulistes, que havien mantingut un esquema de domini polític junt amb l'estat de Minas Gerais durant la primera república, van intentar articular una revolució en 1932 per deposar Vargas. La justificació trobada per les oligarquies locals per buscar suport del poble era que el país necessitava una Constitució, doncs, des de 1930, Vargas portava dient que «assumia provisionalment» la Presidència i que el més aviat possible lliuraria una nova Constitució al país, amb la conseqüent celebració posterior d'eleccions per a la presidència. D'aquí el nom de Revolució Constitucionalista de 1932, desencadenada el 9 de juliol.

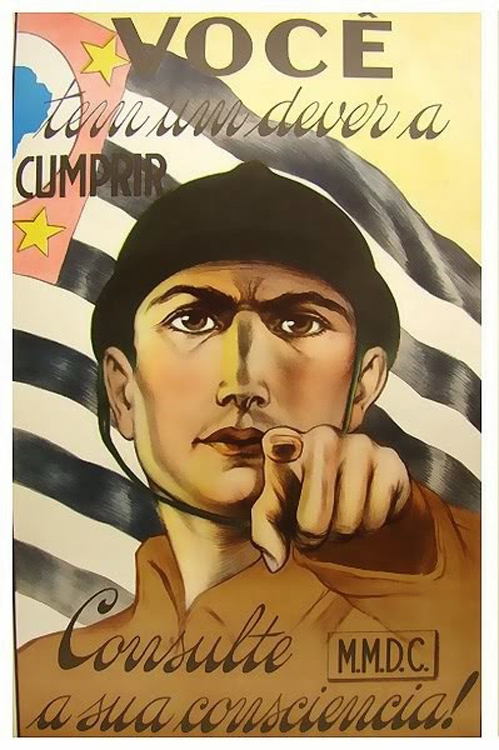
Cartell convocant als paulistes a les armes
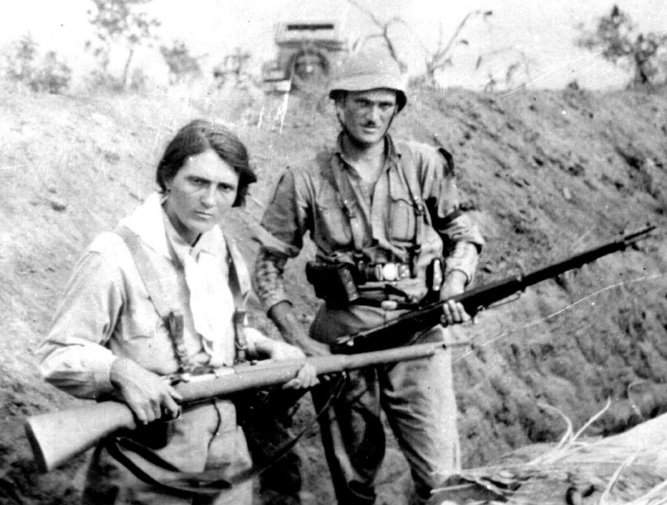
La professora Maria Sguassabia i el seu germà a les trinxeres durant la Revolució Constitucionalista de 1932
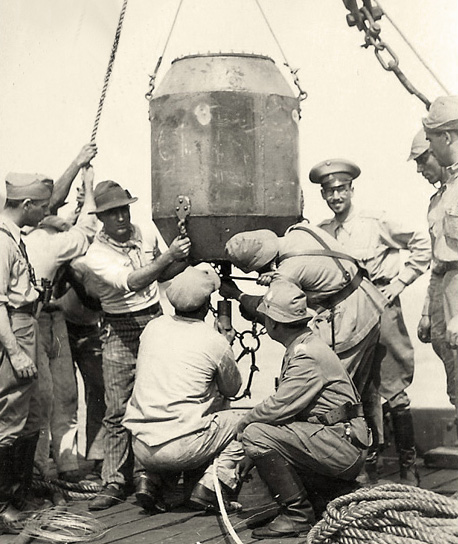
Paulistes instal·lant mines submarines a la badia del Porto de Santos el 1932

Els paulistes van ser recolzats per Mato Grosso do Sul, on es va crear l'Estat de Maracaju, però les tropes federals, ajudades per les tropes gaúchas i de mineiras, van garantir una victòria de Vargas després de tres mesos de lluita, en el que va ser la major guerra civil brasilera de tots els temps. Finalment, el 3 de maig de 1933, es van celebrar eleccions per a una Assemblea Nacional Constituent que en 1934 va triar a el mateix Vargas com a president de la república.

##### El periode constitucional de Getúlio Vargas
Aquest govern constitucional va durar tres anys, fins al 1937. Van ser anys contorbats, en què es va donar certa polarització en la política nacional. D'una banda va guanyar força l'esquerra, representada principalment per l'Aliança Nacional Libertadora (ANL) i el Partit Comunista Brasiler (PCB); d'un altre a la dreta, que guanya forma en un moviment d'inspiració feixista anomenat Integrisme.
Una articulació revolucionària d'esquerra va ser intentada en 1935,anomenada la Intentona Comunista, per part d'un sector de les forces armades i d'alguns individus lligats a la URSS. Un dels principals líders d'aquest moviment va ser l'extinent de l'exèrcit Luís Carlos Prestes, que va ser capturat i va quedar incomunicat durant 8 anys. La seva esposa, la comunista i jueva Olga Benário, va tenir un destí pitjor: el Suprem Tribunal Federal la va expatriar cap l'Alemanya Nazi, seguint els acords d'extradició vigents entre el Brasil i Alemanya que mantenien relacions diplomàtiques normals. Olga va acabar morint en un camp de concentració, concloent un dels episodis més vexatoris de la política exterior brasilera.

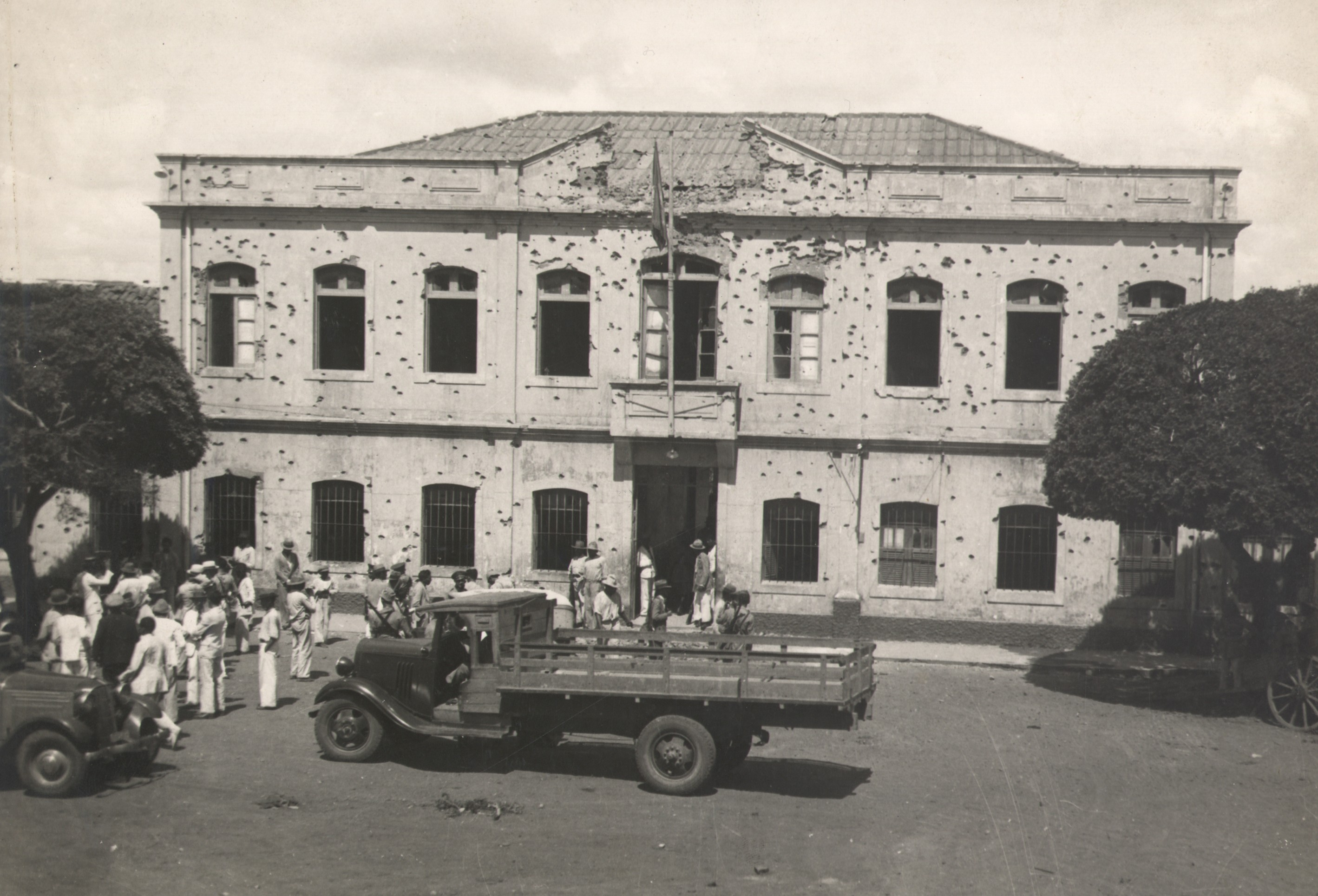
Façana de la prefectura de policia de Natal amb bales de soldats i civils comunistes en el context de la Insurrecció comunista de 1935 al Brasil
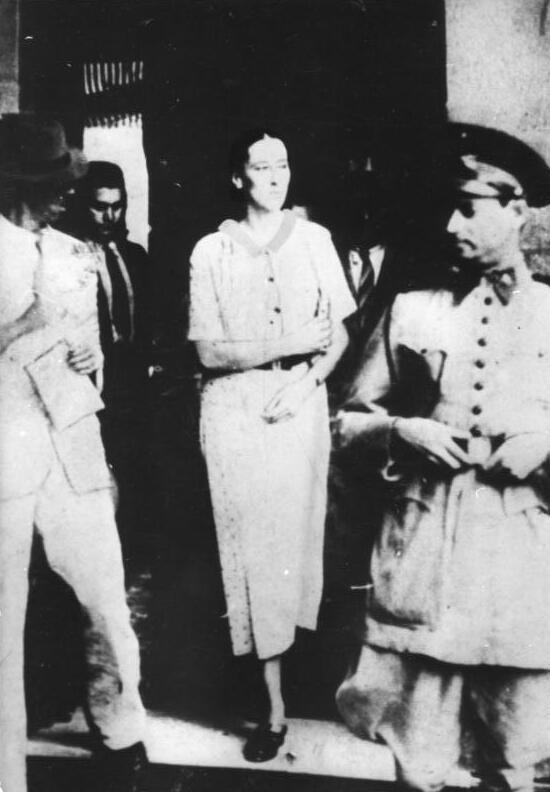
Olga Benário en el moment de la seva detenció al Brasil, el 1936.
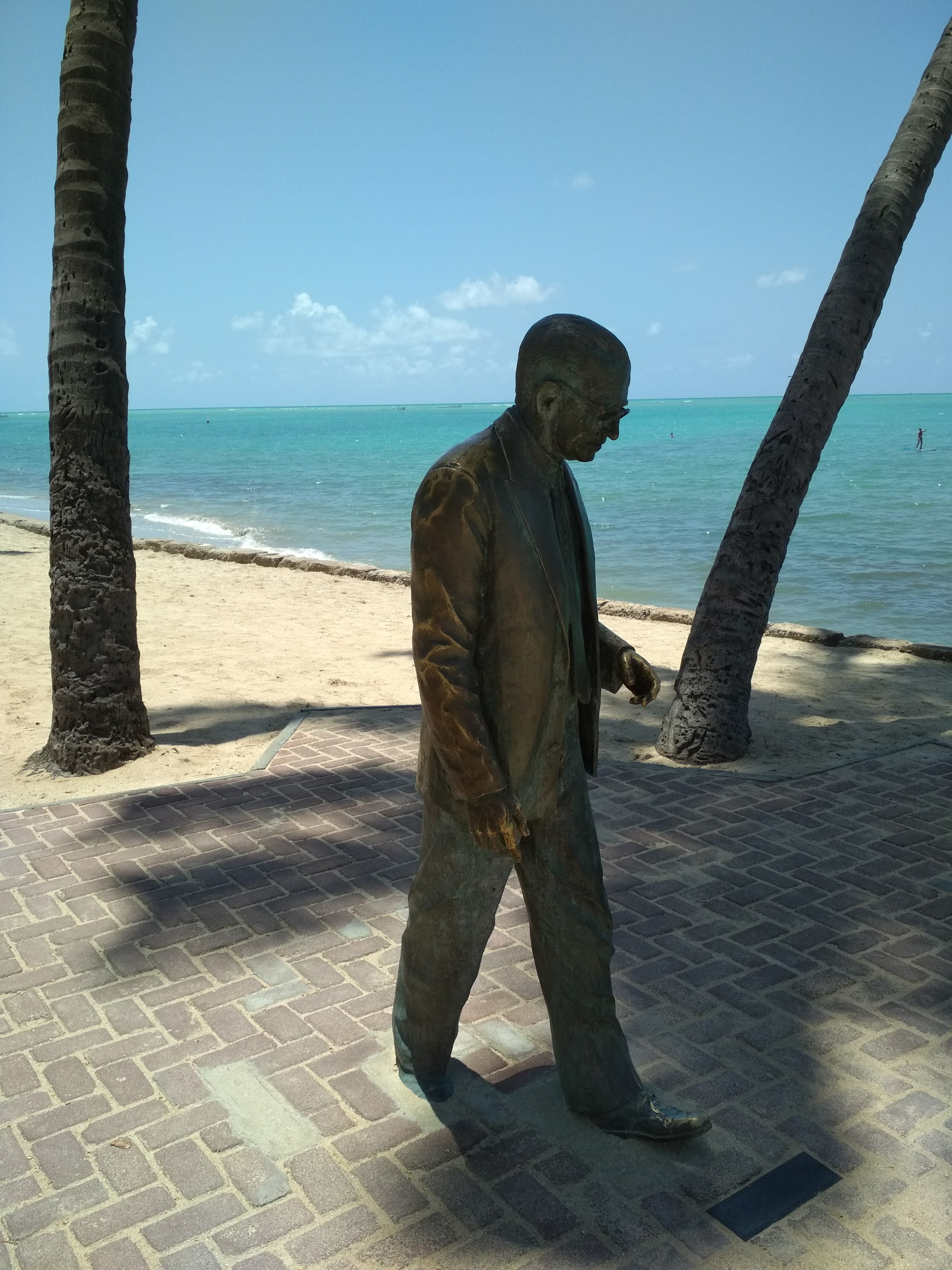
Escultura de bronze en honor de l'escriptor Graciliano Ramos situada a la platja de Ponta Verde a Maceió, Alagoas

L'escriptor Graciliano Ramos també va ser arrestat després de la Intentona Comunista, suposadament per practicar activitats subversives. Un retrat dels seus dies a la presó i de la situació política inestable del país està gravat en el seu llibre Memórias do Cárcere (Memòries de la Presó).

##### L'Estado Novo
Gràcies al clima de pànic provocat per la polarització política (els integristes intenten un putsch algun temps després, el 1938), Getúlio Vargas articula una situació que li permet decretar un cop d'estat dos mesos abans de l'elecció presidencial fixada per a gener de 1938. El 10 de novembre de 1937, Vargas anuncia l'Estado Novo (Estat Nou). En un inici, la justificació del cop va ser l'existència d'un pla comunista per a la presa de poder, «recolzat per Moscou», l'anomenat Pla Cohen. Posteriorment es va descobrir que el pla va ser una creació dels agents de Vargas. El suport militar i el suport de la classe mitjana van garantir l'èxit del cop, doncs feia ja temps que creixien els temors que el comunisme podria promoure una revolució al Brasil.
Vargas va assolir perllongar els seus anys a la Presidència fins al 1945. És emblemàtic notar que una de les figures més conegudes del seu govern va ser el cap de policia Filinto Muller. La censura va oprimir l'expressió artística i científica; el 1939 es crea el DIP, Departament de Premsa i Propaganda. A més de la censura, el DIP actuava a la propaganda pro-Vargas i contrària a la República Velha, fent que la imatge del president fos exaltada a l'extrem.

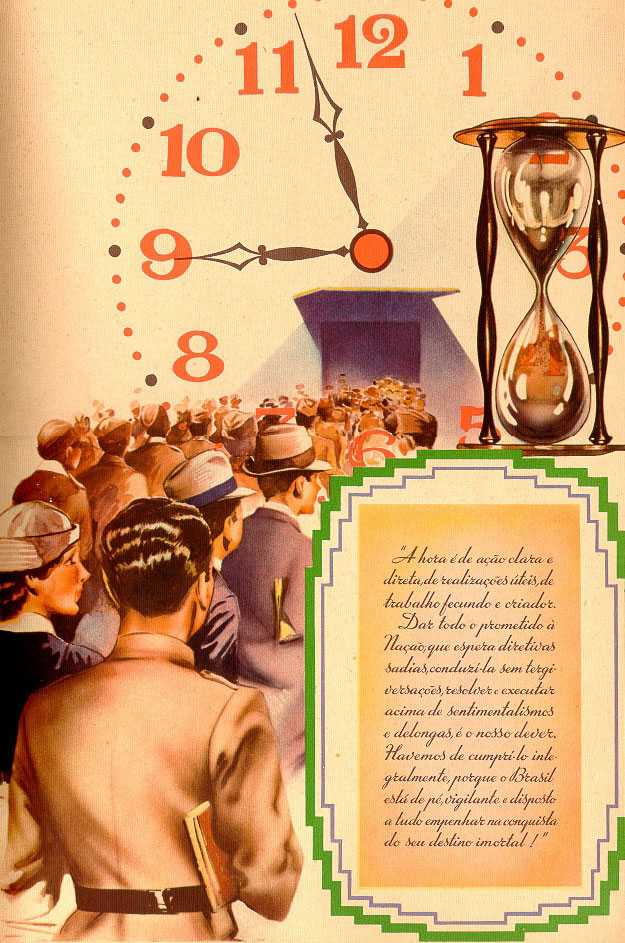
Cartell del govern de l'Estado Novo (1935): (...) El Brasil està dempeus, vigilant i a punt per fer qualsevol cosa per assolir el seu destí immortal.
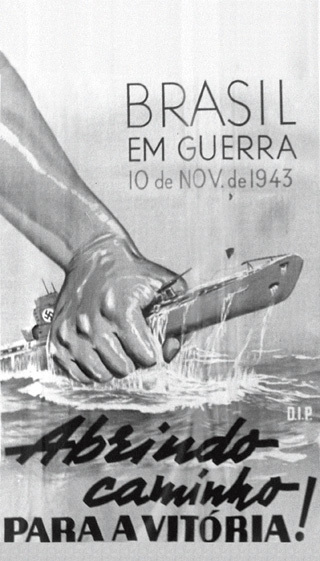
Propaganda brasilera anunciant la declaració de guerra a les potències de l'Eix el 10 de novembre de 1943.
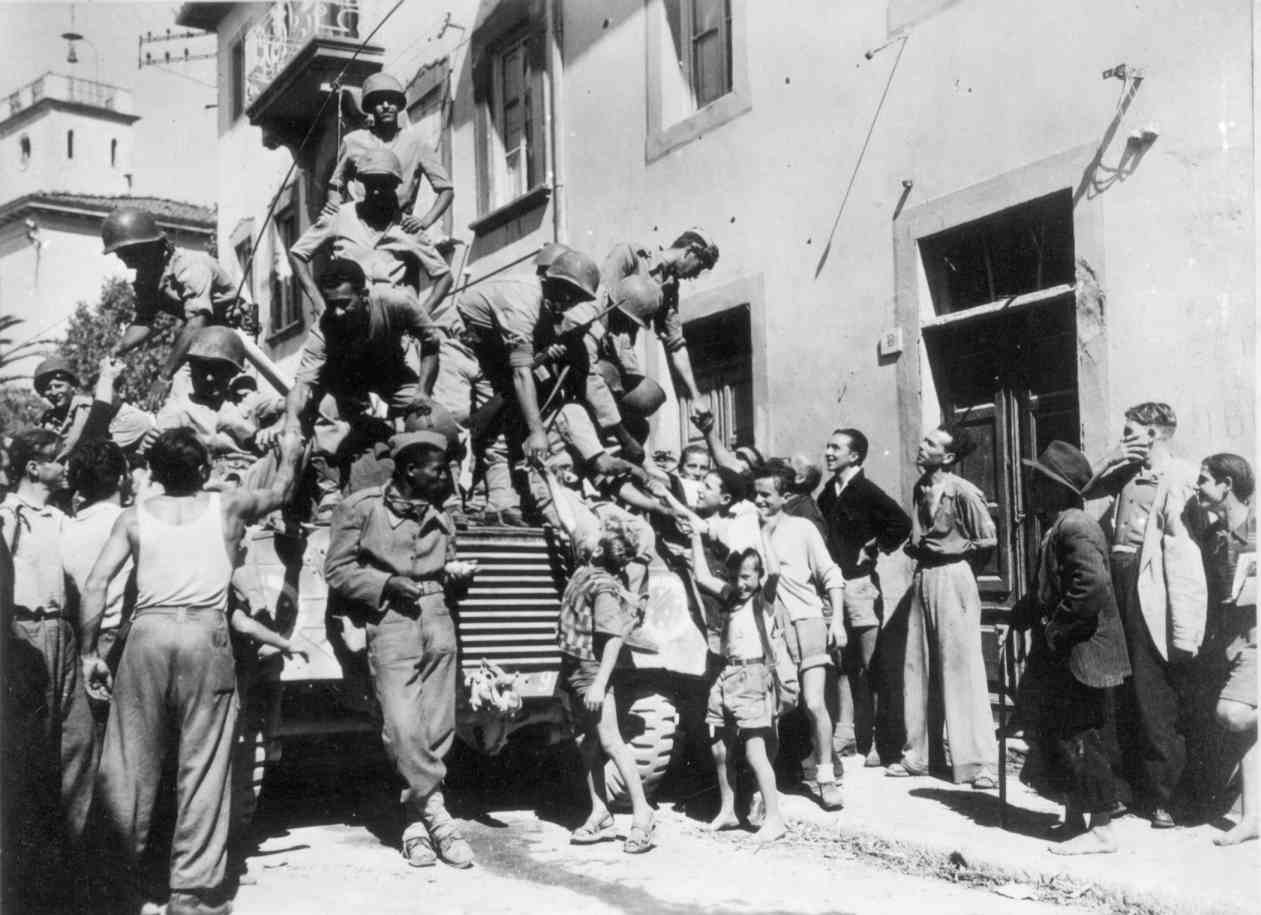
Soldats de la Força Expedicionària Brasilera (FEB) rebuts pels residents de Massarosa (Itàlia), a finals de setembre de 1944

Per aquestes característiques va ser que, iniciada la Segona Guerra Mundial, no se sabia si Getúlio Vargas recolzaria a l'Eix (amb qui semblava tenir més afinitat) o als Aliats. Els Estats Units d'Amèrica tenien plans per envair el Nord-est del Brasil si el govern de Vargas insistia a mantenir al Brasil neutral. El clima de tensió va culminar en l'adhesió als països aliats en 1942, després de diversos atacs alemanys a vaixells mercants brasilers que van resultar en la mort de desenes de persones. La negociació getulista obtindria avantatges econòmics i militars; es va instituir un acord econòmic amb els Estats Units d'Amèrica que va possibilitar la implantació de la Companhia Siderúrgica Nacional (CSN). A més, un altre acord va possibilitar el rearmament de les forces armades brasileres.
A més de la CSN, hi va haver altres importants reeiximets fets per l'Estat Novo com ara el Ministèri de l'Aeronàutica, la Força Aèria Brasilera, el Consell Nacional del Petroli, el Departament Administratiu del Sevei Públic, la Companyia Nacional d'Àlcalis, la Companyia Vall dei Riu Doce, el Institut brasiler de reassegurances, la Companyia Hidrelètrica de São Francisco, la carretera Rio-Bahia, el Codi Penal, el Codi de Procés Penal Brasilero i la Consolidació de les Lleis de Treball, la Justícia de Treball, el salari mínim i l'estabilitat en l'ocupació del treballador després de deu anys en l'ocupació.
La pressió popular per la creació d'una força expedicionària es va tornar concreta, fins i tot contra la voluntat de Vargas, que va afirmar que l'enviament de tropes brasilera passaria quan «la cobra fumés». Posteriorment, percebent la creixent pressió interna (classe mitjana urbana) i externa (els Estats Units d'Amèrica temien una possible desestabilització de poder al Brasil, no desitjosa en temps de guerra), Vargas va cedir, creant la Força Expedicionária Brasileira (Força Expedicionària Brasilera, FEB); el lema de la qual va ser «A Cobra Vai Fumar» (La cobra va a fumar). La compensació a l'ajuda financera es va donar de forma logística i material; es va garantir el subministrament de matèries primeres als aliats (2n cicle del cautxú), i es va permetre la instal·lació d'una base militar a la regió Nord-est (Rio Grande do Norte), garantit el domini logístic i militar dels aliats sobre l'atlàntic sud.
A l'acabament de la guerra, tenia poc sentit que Vargas continués en el poder. El feixisme havia estat derrotat, i els brasilers ho van notar. Vargas va ser obligat a renunciar el 29 d'octubre de 1945 per les forces armades, i va marxar cap al seu estat natal, Rio Grande do Sul, i sortint senador de la república.

### La República Nova (1945-1964)
El període conegut com «República Nova» o «República del 46» comença amb la renúncia forçada de Vargas, a l'octubre de 1945. El general Eurico Gaspar Dutra va ser el president electe i investit a l'any següent. El 1946 es va promulgar una nova Constitució, més democràtica que l'anterior, que restaurava els drets individuals.

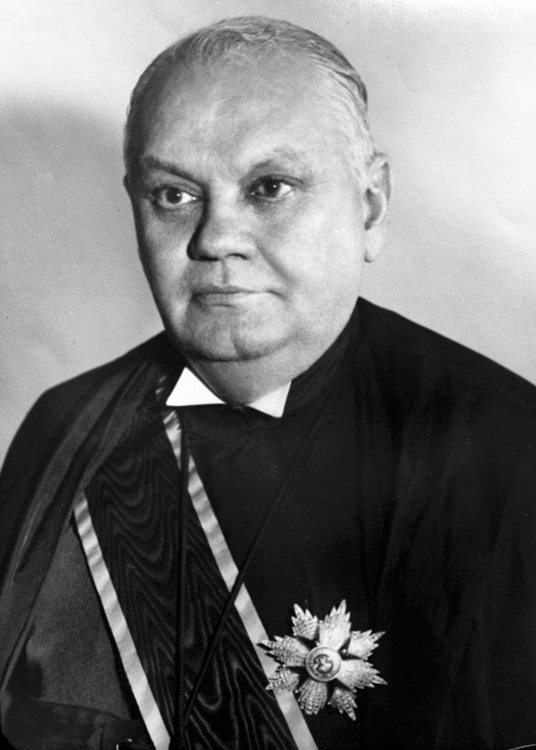
José Linhares (1945-1946)
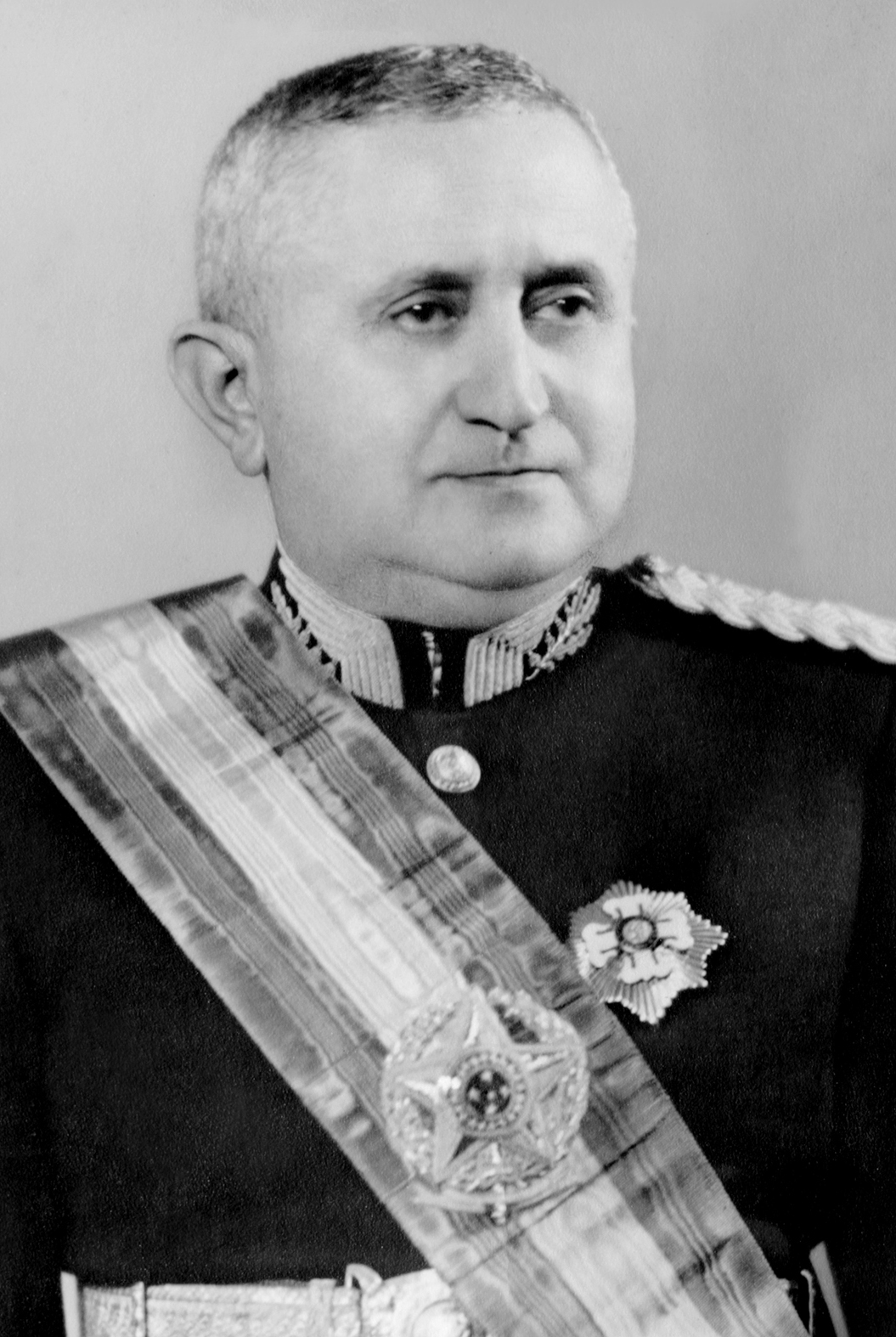
Eurico Gaspar Dutra (1946-1951)
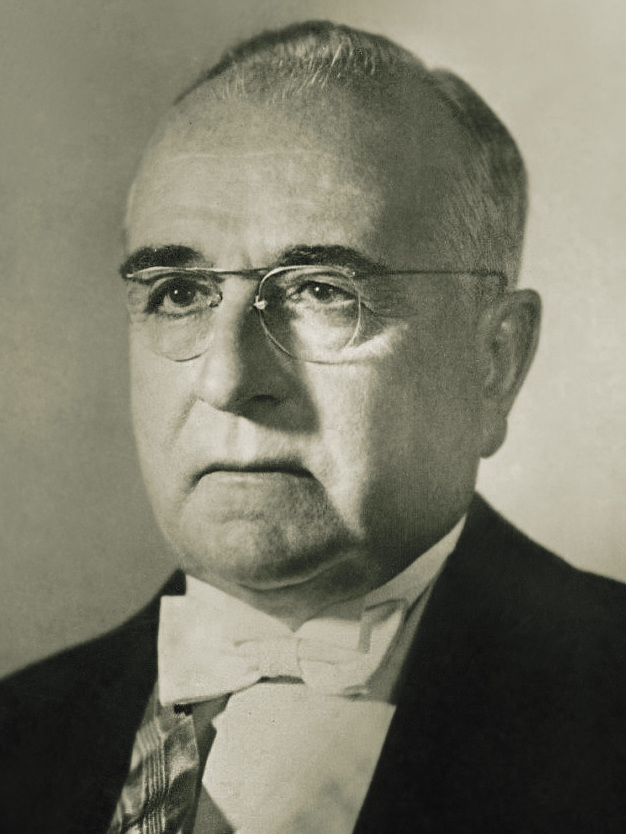
Getúlio Vargas (1951-1954)
João Café Filho (1954-1955)
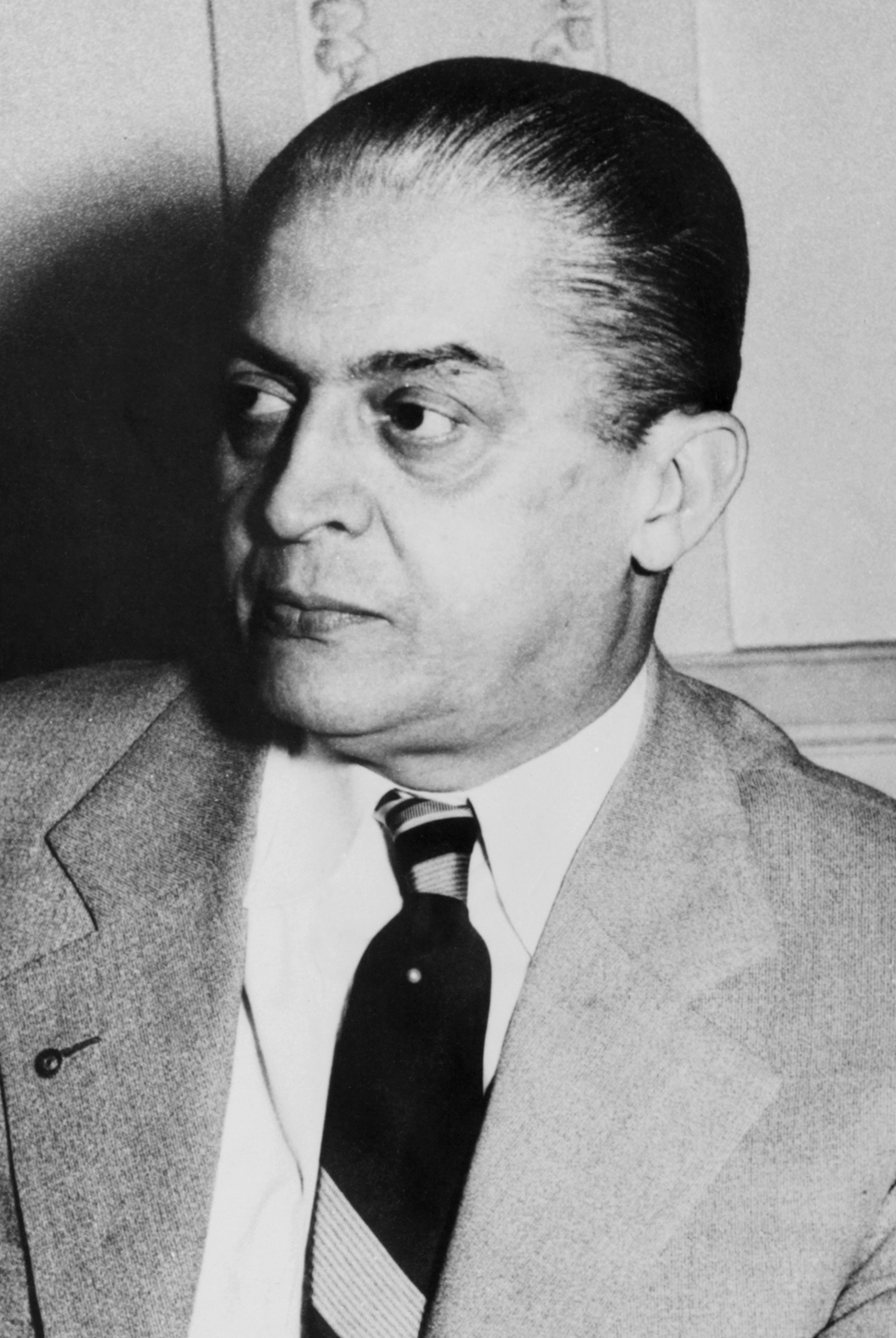
Carlos Luz (1955)

El 1950, el Brasil rep la Copa del Món de Futbol. Tot i perdre la final contra l'Uruguai, per 2 a 1, col·loca al país definitivament en l'escenari internacional, bat tots els rècords i deixa com a llegat l'Estadi Maracanã, el més gran de país. Encara en 1950, el major comunicador brasiler de segle xx, Assis Chateaubriand, va inaugurar la TV Tupi São Paulo, que al principi es deia PRF-3. La seva cadena de ràdio, diaris i televisió creixia a simple vista.
En aquest any, Getúlio Vargas va ser un cop més escollit president, aquest cop per vot directe. En el seu segon govern es va crear la companyia Petrobrás, fruit de les tendències nacionalistes que van rebre suport de les capes obreres, dels intel·lectuals i del moviment estudiantil. Però els temps ja no eren els mateixos, i Getúlio no va assolir conduir tan bé al seu govern. El 1954 Vargas es va suïcidar dins el Palau de Catete. Va assumir la presidència el vicepresident João Fernandes Campos Cafè Filho.

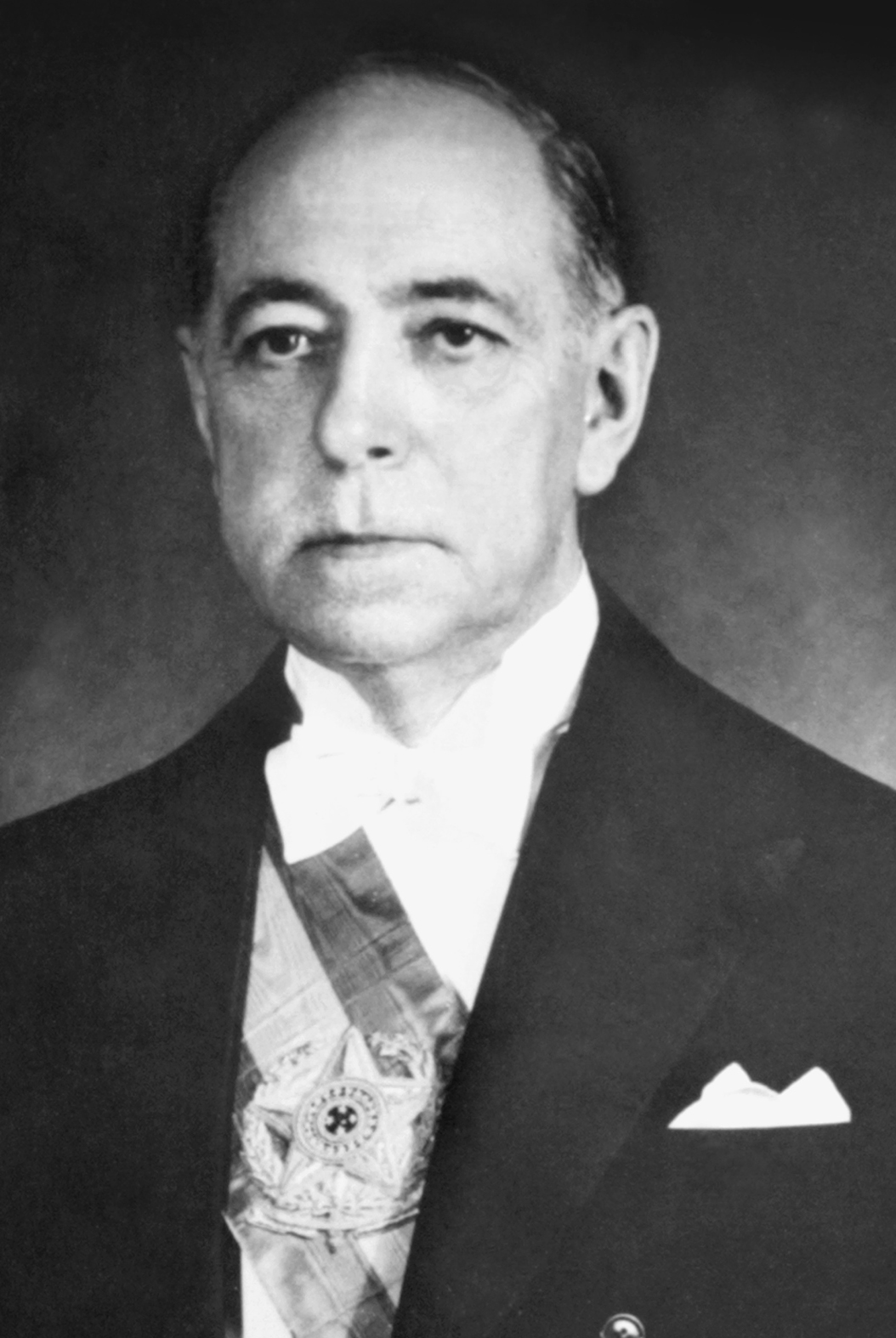
Nereu Ramos (1955-1956)
Juscelino Kubitschek (1956-1961)
Jânio Quadros (1961)
Ranieri Mazzilli (1961 i 1964)
João Goulart «Jango» (1961-1964)

El 1955, Juscelino Kubitschek va ser elegit president i va prendre possessió el gener de 1956, tot i que es va enfrontar a diverses temptatives de cop d'estat. El seu govern es va caracteritzar per l'anomenat desenvolupisme, doctrina que es detenia en els avanços tècnic-industrials com a suposada evidència d'un avanç general de país. El lema del desenvolupisme sota Juscelino va ser «50 anys en 5». El 1960, Kubitschek va inaugurar Brasília, la nova capital del Brasil.

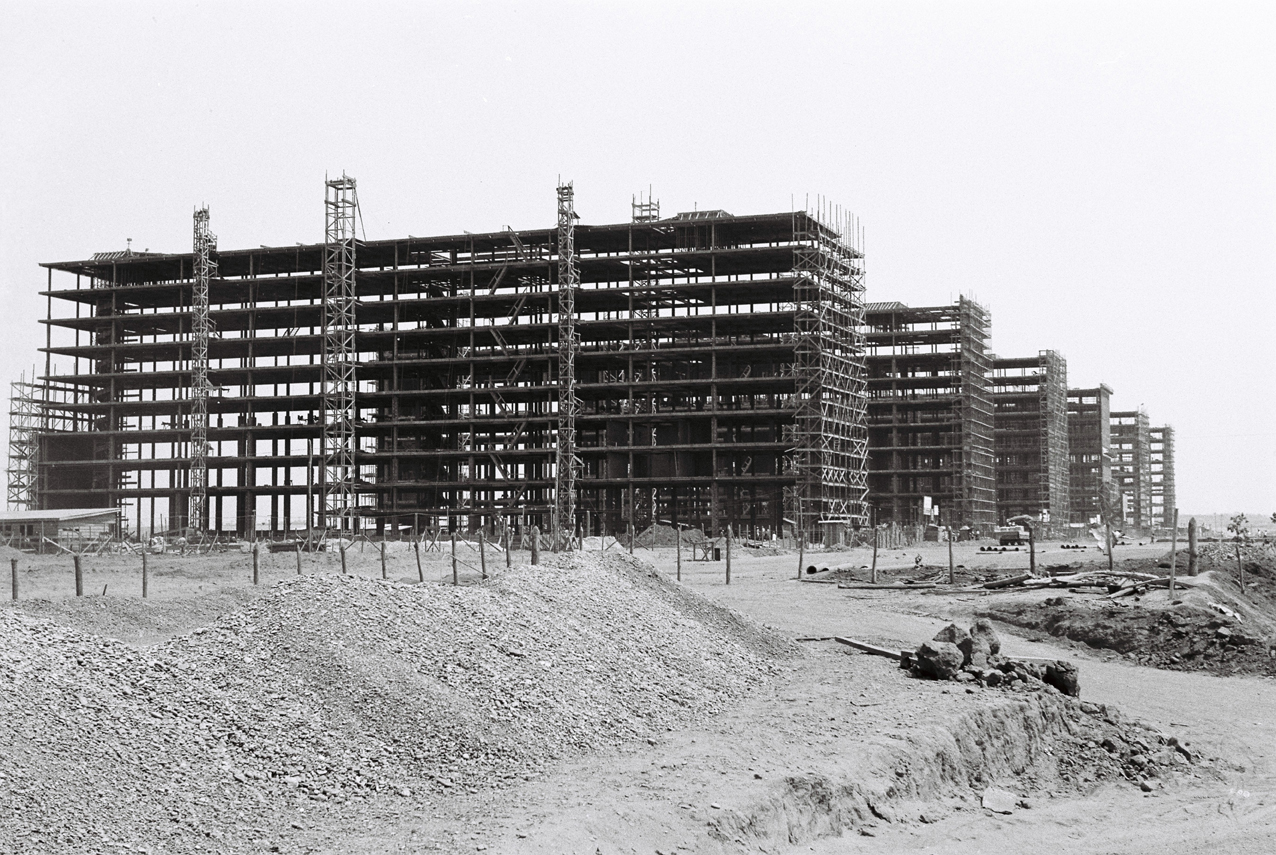
La construcció de Brasília. A la imatge els edificis dels ministeris, 1959

L'any 1961, Jânio Quadros, elegit el 1960, va assumir la presidència, però va renunciar a l'agost del mateix any. Jânio, un antic professor sud-matogrossenc radicat a São Paulo predicava la moralització de govern, va iniciar la seva carrera política al PDC, va ser triat amb el suport de la UDN, i va fer un govern contradictori: a la banda de mesures polèmiques (com la prohibició del lança-perfume i de les baralles de galls), el president va condecorar el revolucionari argentí Ernesto Che Guevara, per a la sorpresa de la UDN. Amb la condecoració, Jânio intentava una aproximació amb el bloc socialista amb fins estrictament econòmics, però no va ser així la interpretació de la dreta brasilera, que va passar a transmetre el pànic amb la «imminència» del comunisme.
El vicepresident João Goulart, popularment conegut com «Jango», va assumir el 7 de setembre de 1961 la presidència, després d'una crisi política: els militars no volien acceptar-lo en la presidència, al·legant el «perill comunista», és a dir que Jango era simpatitzant del comunisme i mantenia a diversos comunistes en el seu govern. A més d'antic ministre laborista, Goulart es trobava a la Xina quan la dimissió de Jânio Quadros. Va ser acceptada una solució intermèdia i es va instal·lar el parlamentarisme al Brasil.
El 1963, mentrestant, João Goulart va recuperar la direcció de govern amb el referèndum que va aprovar la tornada del presidencialisme. Goulart, que va escometre una política de reformes socials, va governar fins al 1r d'abril de 1964, quan es va refugiar a l'Uruguai deposat pel cop d'Estat de 1964, amb les maniobres de les oligarquies tradicionals i la CIA. En el seu govern hi va haver constants problemes creats per l'oposició militar, en part a causa del seu nacionalisme i a posicions polítiques radicals com la dels eslògans «Na llei ou na marra» (En la llei o en la bofetada) i «Terra ou morte» (Terra o mort), amb relació a la reforma agrària. La major protesta dels sectors conservadors de la societat contra el seu govern va ocórrer a les ciutats de São Paulo i Rio de Janeiro, el 19 de març de 1964, amb l'anomenada Marxa de la família amb Déu per la llibertat.

### El Règim militar (1964-1985)
El cop militar que deposa a João Goulart refreda les ambicions personals i partidàries de qualsevol ideologia i instaura un règim d'excepció que perdurarà oficialment fins al 1985. El règim va tenir cinc presidents, que si bé eren civils a l'exercir la presidència, eren oficials generals en reserva. Són, en ordre cronològic: els mariscals Castelo Branco i Artur da Costa e Silva, i els generals Emílio Garrastazu Médici, Ernesto Geisel i João Figueiredo. Sota la influència de tècnics com Eugênio Gudin, Roberto Campos i Antonio Delfim Netto, el règim militar va dur a terme reformes econòmiques, fiscals i estructurals, adoptant fins i tot algunes de les propostes de João Goulart, com la reforma agrària i la nacionalització d'empreses d'infraestructures.

Humberto de Alencar Castelo Branco (1964-1967)
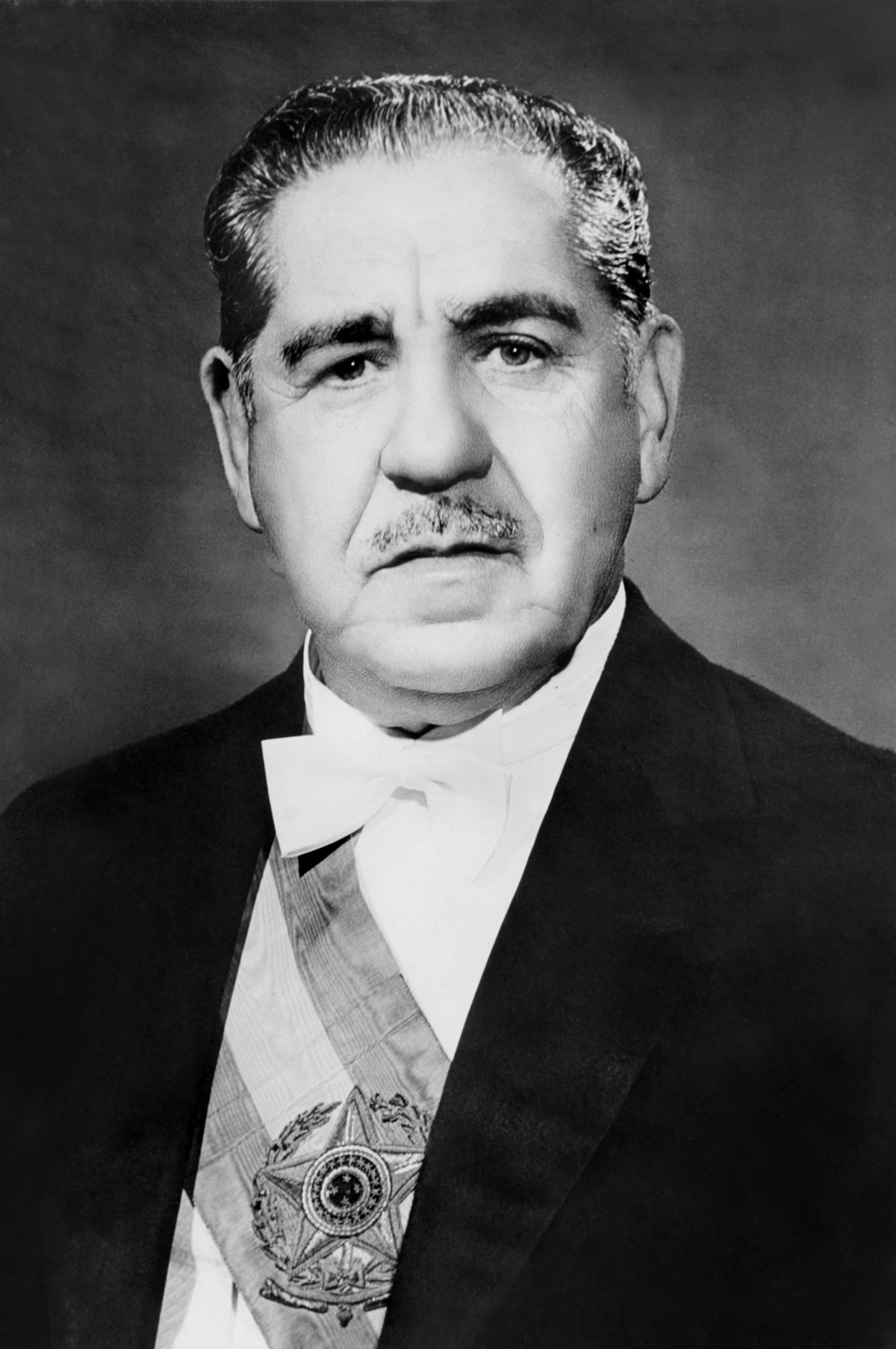
Artur da Costa e Silva (1967-1969)
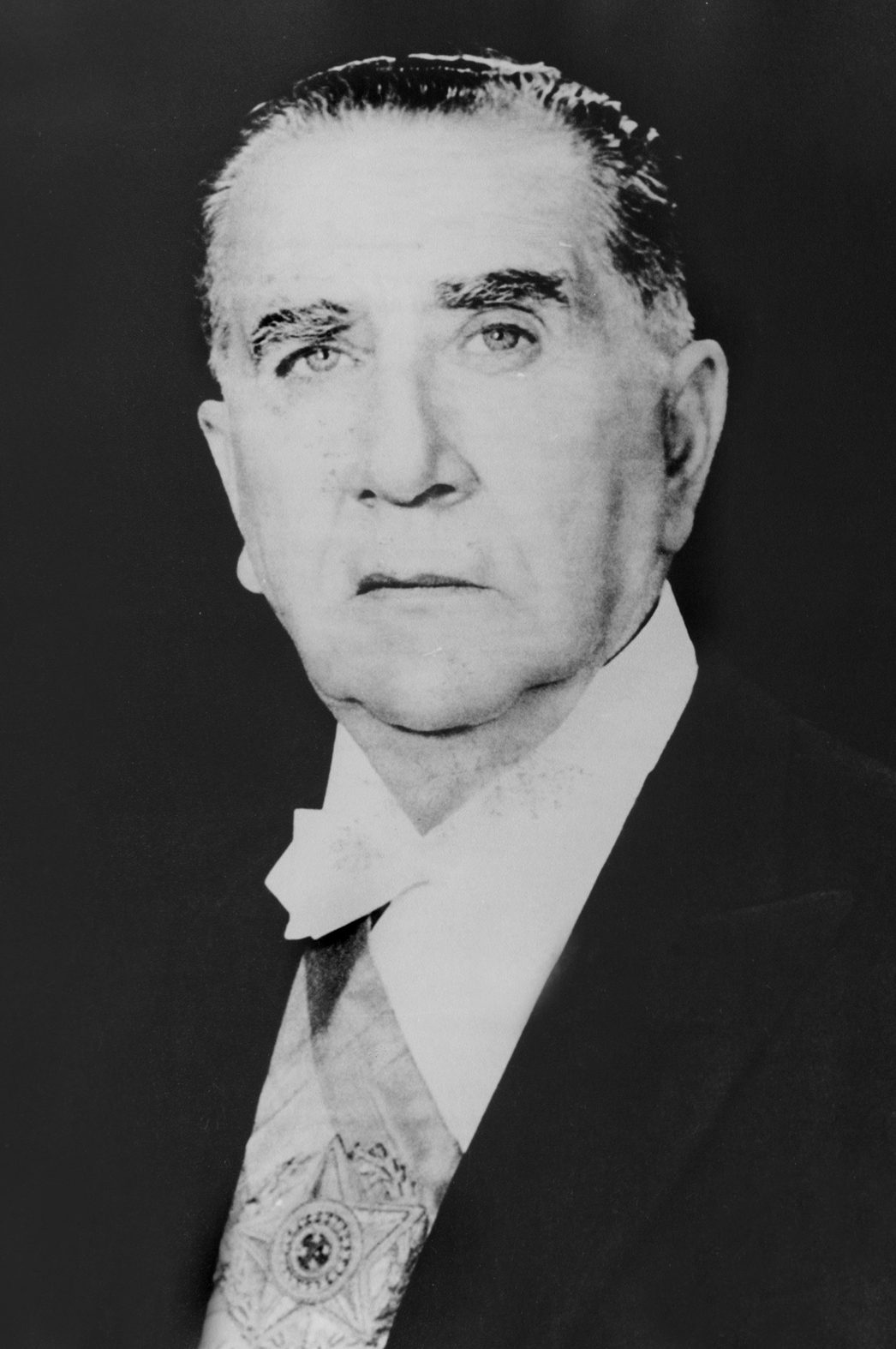
Emílio Garrastazu Médici (1969-1974)
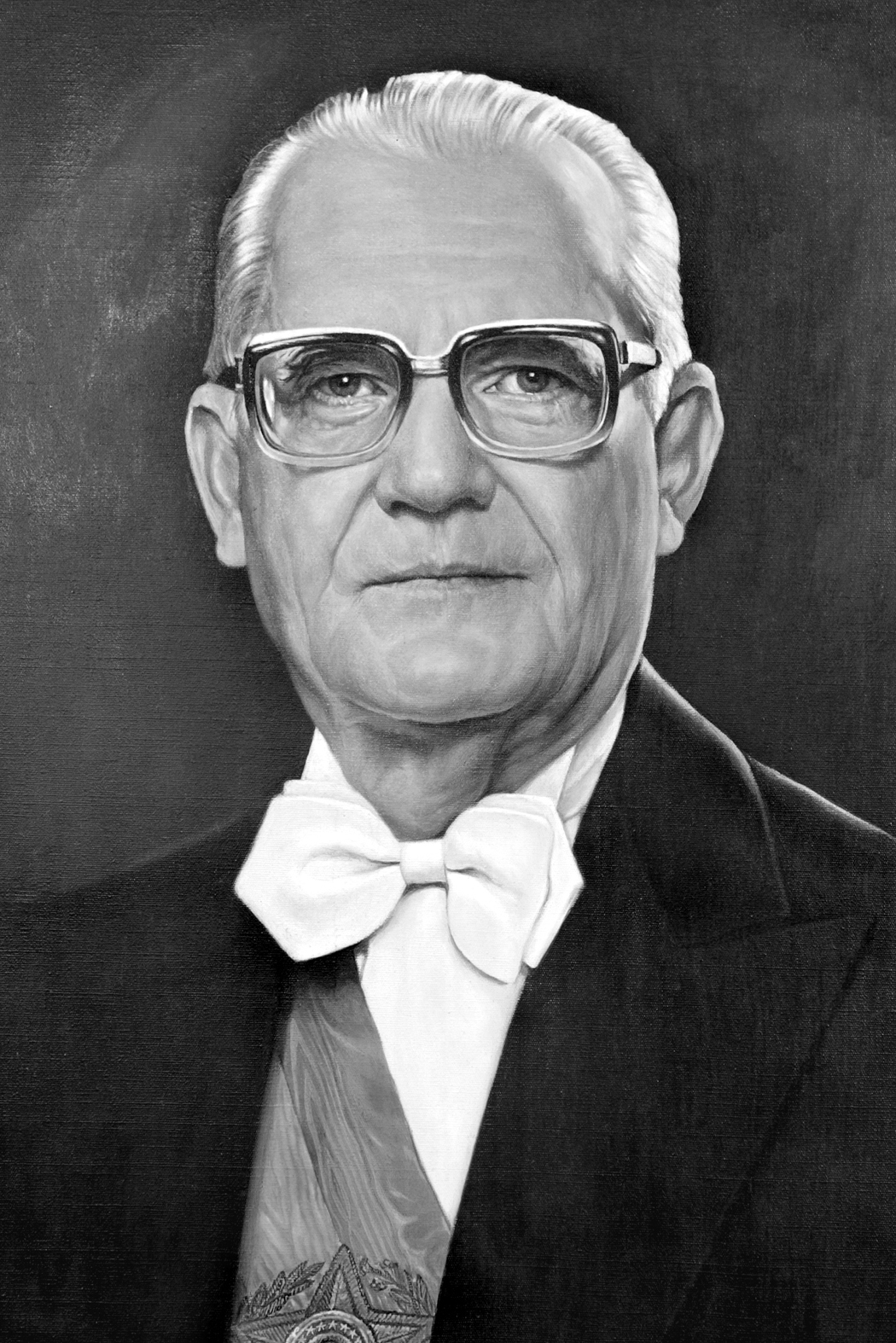
Ernesto Geisel (1974-1979)
João Figueiredo (1979-1985)

El govern de João Goulart va estar marcat per una alta inflació, l'estancament econòmic i una forta oposició de l'Església Catòlica i de les forces armades que l'acusaven de permetre la indisciplina a les Forces Armades i de fer un govern de caràcter d'esquerres. El 31 de març de 1964 les Forces Armades van donar el conegut com Cop Militar de 1964, destituint a Goulart qui es va exiliar a l'Uruguai. Els líders civils del cop, van ser els governadors dels estats de Rio de Janeiro (Carlos Lacerda), de Minas Gerais (Magalhães Pinto), i de São Paulo (Adhemar Pereira de Barros). La majoria dels militars que van participar en el cop d'estat eren antics tinents de la Revolució de 1930, entre ells, Juraci Magalhães, Castelo Branco, Juarez Távora, Médici, Geisel i Cordeiro de Farias.
Van ser cinc els presidents de la república, tots generals de l'exèrcit, durant el règim militar: el general Humberto de Alencar Castelo Blanco (1964-1967), seguit pel general Artur da Costa e Silva (1967-1969), tots dos elegits pel Congresso Nacional; el general Emilio Garrastazu Médici (1969-1974), escollit per la Junta Militar que va assumir el poder amb la mort de Costa e Silva el 1969 i elegit per un col·legi electoral; el general Ernesto Geisel (1974-1979) i el general João Baptista d'Oliveira Figueiredo (1979-1985) que també van ser triats per col·legis electorals formats pel Congrés Nacional més representants de les assemblees legislatives dels estats.
Entre les característiques adquirides pels governs derivats del cop militar, també anomenats «Revolució de 1964» i de «Contra-Revolució de 1964», destaquen el combat a la subversió practicada per guerrilles d'orientació esquerrana, la supressió d'alguns dels drets constitucionals dels elements i institucions lligats a la suposada temptativa de cop pels comunistes, i una forta censura a la premsa, després de l'edició de l'Acte Institucional 5 (AI-5) de 13 de desembre de 1968. El cop d'estat va ser anomenat «Contra-Revolució de 1964» perquè els colpistes estarien tractant d'impedir una probable revolució comunista al Brasil, en els motlles de la recentment ocorreguda revolució cubana ocorreguda anys abans.
El 1965, per l'Acte Institucional 2 (AI-2), tots els partits polítics llavors existents van ser declarats dissolts, i va començar la intensificació de la repressió política als comunistes. Solament dos partits eren permesos, l'Aliança Renovadora Nacional (ARENA), i el Moviment Democràtic Brasileiro (MDB), que va venir a servir de refugi a tota l'esquerra i extrema esquerra política.
Però en els petits municipis la divisió entre els dos partits, o de vegades dins el mateix partit polític, ja que cada partit podia presentar fins a tres candidats a batlle (les sublegendas), no era d'idees o paradigmes, sinó disputes personals entre els líders locals. El 1970, el MDB gairebé es va extingir per haver tingut una votació mínima per al Congrés Nacional.
El 1967, el nom del país es va canviar pel «República Federativa do Brasil». Se van crear la Bandera vicepresidencial del Brasil i el Pal especial de la Plaça dels Tres Poders. Al configurar una època de forta civisme, també es va definir l'actual format de presa de possessió dels presidents.

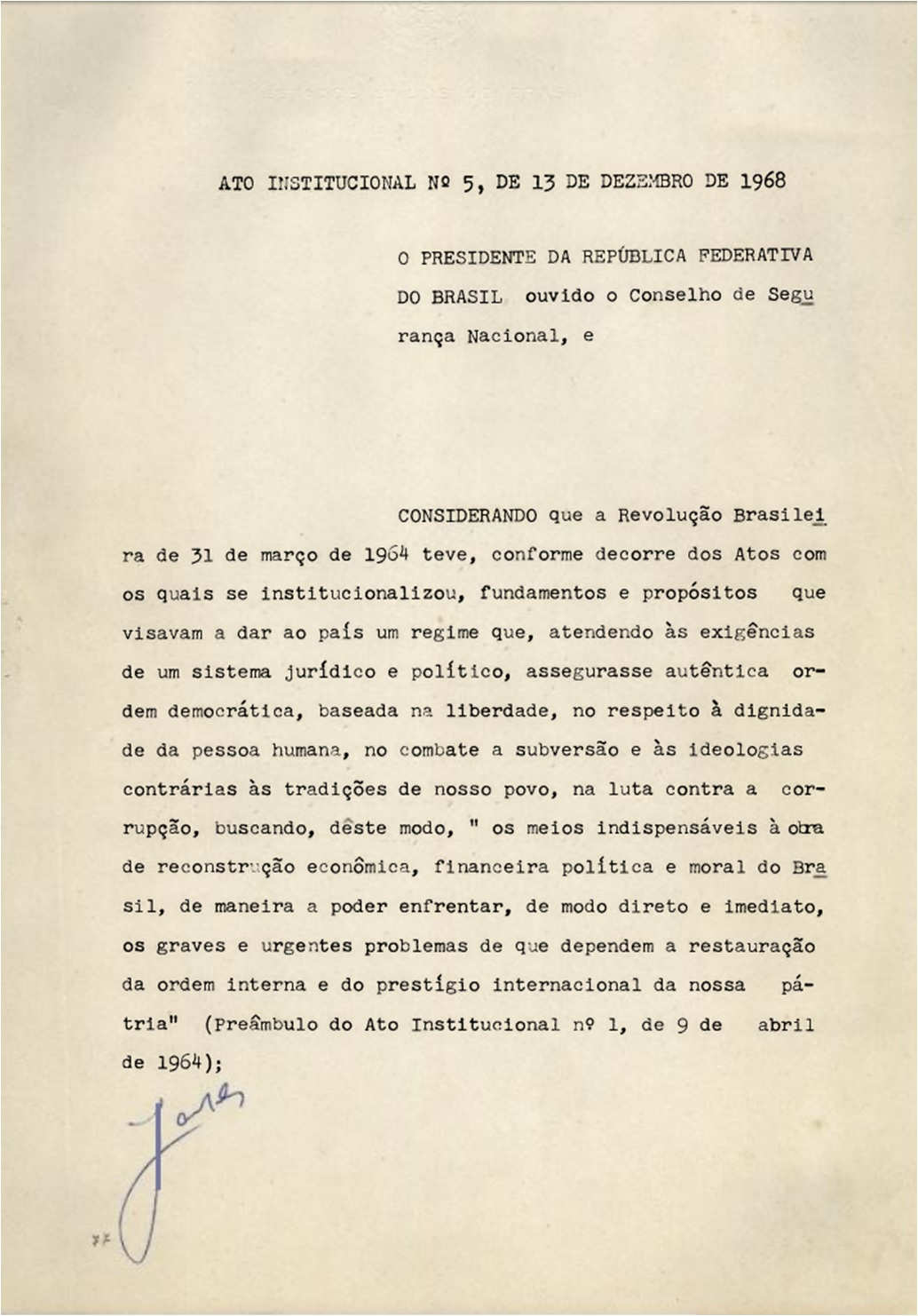
Primera pàgina de l'AI-5. Document custodiat per l'Arxiu Nacional del Brasil
Bandera vicepresidencial del Brasil
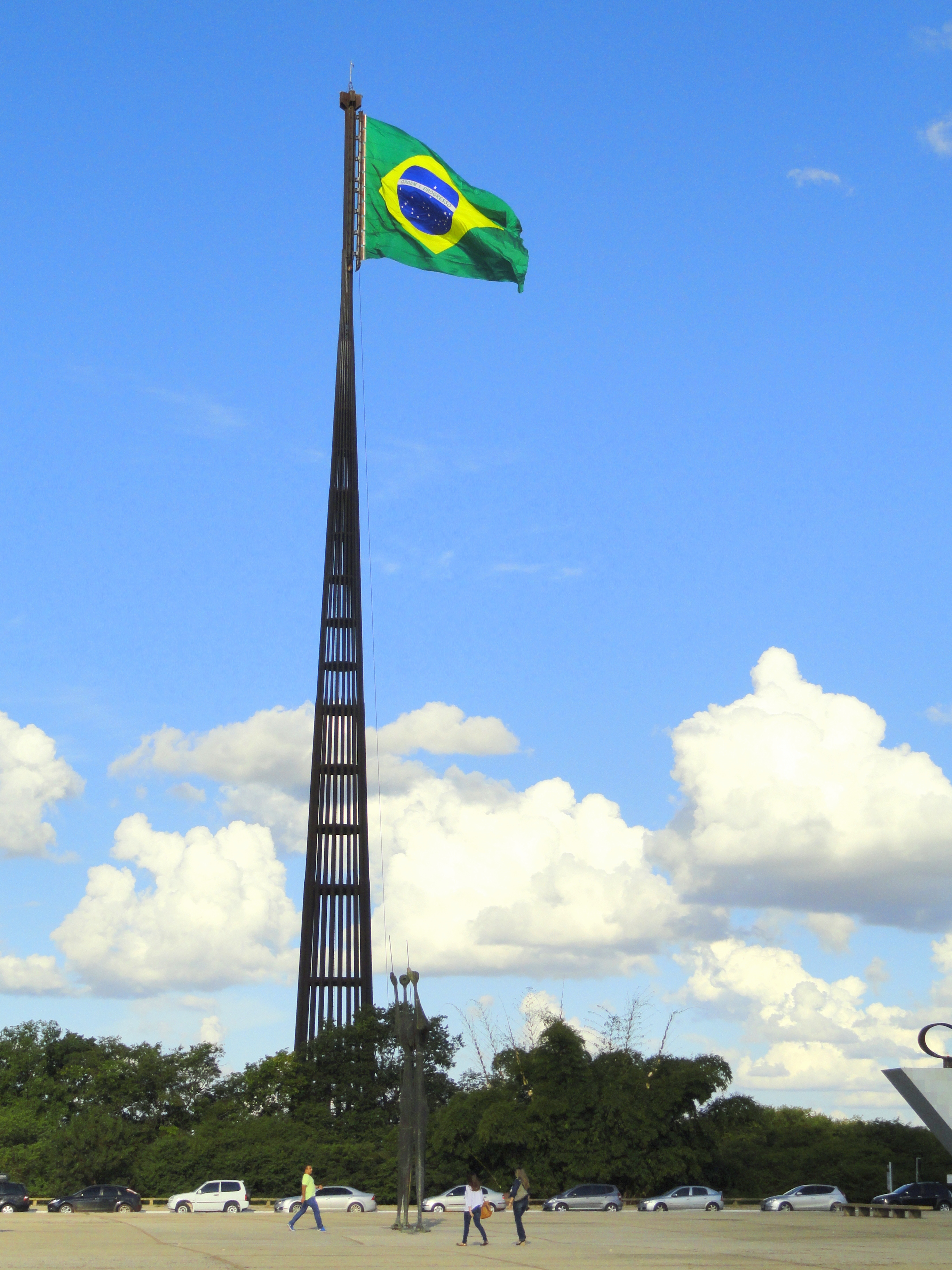
Pal especial de la Plaça dels Tres Poders, Brasília

El 15 de març de 1967, va ser promulgada la Sisena Constitució Brasilera pel Congrés (la cinquena republicana), institucionalitzant el moviment i establint eleccions indirectes per a president, realitzades via col·legi electoral, aquest electe directament. A partir d'aquell dia quedaven revocats els actes institucionals rebaixats des de 1964. Aquest mateix dia, davant el creixement dels moviments de contestació al règim militar, el general Artur da Costa e Silva va assumir la Presidència de la República. Però aquesta normalitat institucional donada per la constitució de 1967 va durar poc. El 13 de desembre de 1968, Costa e Silva va tancar el Congrés Nacional i va decretar l'Acta Institucional 5 (AI-5), que li va donar el dret de tancar el Parlament, cessar drets polítics i suprimir el dret d'habeas corpus. El 1969, es va fer una àmplia reforma de la constitució de 1967, coneguda com Esmena constitucional 1, que la va tornar més autoritària.
En aquest període, es va intensificar la lluita armada a les ciutats i en el camp a la recerca de l'enderrocament de govern militar. Pràcticament, tot va començar amb l'atemptat a l'aeroport de Guararapes, a Recife, el 1966, amb diversos morts i ferits, i en altres punts de país, principalment en São Paulo i Rio de Janeiro. Va ser després de la configuració d'aquesta conjuntura de terror i justificacions de part dels grups comunistes que la censura va tenir la seva implantació consolidada.
El 1969, Costa e Silva va patir una trombosi i va quedar incapacitat; una junta militar formada pels comandants de les Forces Armades va assumir el poder. A l'octubre, el general Emilio Garrastazu Médici va prendre possessió com a president electe pel Congrés Nacional que ell va demanar que fos reobert.
Mèdici va comandar el període de major repressió als grups d'esquerres que van combatre a la dictadura militar, especialment, la repressió als grups de revolucionaris i guerrillers marxistes, sent arrestats sospitosos i col·laboradors, i ocasionalment exiliats, torturats i / o morts en enfrontaments amb les forces policials de l'Estat. El 1969, els guerrillers van atacar la Caserna General del II Exèrcit, actual Comandament Militar del Sud-est (CMSE) (São Paulo), on va morir el soldat Mário Kozel Filho.
Durant el govern Médici va començar el moviment guerriller en l'Araguaia i la realització de segrestos d'ambaixadors estrangers i assalts a bancs comercials per grups d'esquerra. Aquests segrestos eren usats, majoritàriament, com a forma de pressionar el govern militar per a que alliberès els presos polítics. Després de la redemocratització del país, es van comptabilitzar més de tres-cents morts per ambdós costats.
El 1974, el general Ernesto Geisel va assumir la presidència, havent d'afrontar grans problemes econòmics, causats pel deute extern creat pel govern de Médici, agreujats per la crisi internacional del petroli, i una alta taxa d'inflació.
Geisel va iniciar l'obertura democràtica «lenta, gradual i segura», que va ser continuada pel seu successor, el general João Figueiredo (1979-1985). Figueiredo va permetre el retorn de polítics exiliats i les activitats polítiques prohibides durant les dècades del 1960 i 1970. Van ser amnistiats els militants de les guerrilles del temps de govern de Médici. Figueiredo també va autoritzar que aquests amnistats concorreguessin a les eleccions municipals i estatals en 1982.
El règim militar va acabar amb les eleccions indirectes per a president el 1984, amb Paulo Maluf competint pel Partit Democràtic Social (PDS) i Tancredo Neves pel Partido do Movimento Democrático Brasileiro (PMDB) recolzat pel Front Liberal, dissidència del PDS liderada per José Sarney i Marco Maciel. En l'elecció indirecta del 15 de gener de 1985, va guanyar Tancredo Neves, per governar durant 6 anys (a partir del 15 de març de 1985 fins al 1991). No tots, a l'oposició al règim militar, concordaven amb el llançament de la candidatura Tancredo Neves. El Partit dels Treballadors (PT) va expulsar del partit als seus diputats que van votar a Tancredo Neves en el col·legi electoral. Van ser expulsats de PT la diputada federal Beth Mendes i els diputats federals Aírton Soares i José Eudes.

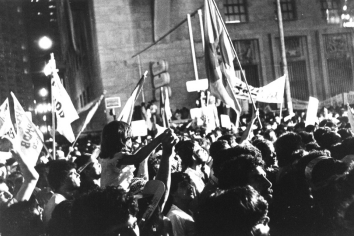
Manifestació per les Diretas Já, 1984

Aquestes eleccions, les últimes eleccions indirectes de la història brasilera, van ser precedides d'una enorme campanya popular a favor d'eleccions directes, duta a terme per partits de l'oposició, al front del PMDB, que buscava l'aprovació pel Congrés Nacional de l'Esmena Constitucional que proposava realització d'eleccions directes. La campanya va ser anomenada «Diretas Já», i tenia al front el diputat Dante de Oliveira, creador de la proposta d'esmena. El 25 d'abril de 1984, l'esmena va ser votada i va obtenir 298 vots a favor, 65 en contra, 3 abstencions i 112 diputats no van comparèixer al plenari el dia de la votació. Així l'esmena va ser rebutjada per no arribar al nombre mínim de vots per a l'aprovació de l'esmena constitucional.
La societat es inicialment entusiasta amb el règim degut al progrés econòmic, però per la manipulació dels mitjans de comunicació a través de la censura i la propaganda oficial, a poc a poc es va anar oposant al règim autoritari. Les exageracions de sistema de repressió política, com la mort del periodista i militant del Partit Comunista Brasiler (PCB) Vladimir Herzog, van portar al mateix president Geisel a adoptar posicions enèrgiques contra la «línia dura». Van morir milers d'indígenes desplaçats per la força per la construcció de carreteres i centrals hidroelèctriques en les seves terres.
En les eleccions de 1976, l'oposició va tenir un nombre creixent de vots, el que va portar a una «lenta, segura i gradual» obertura política, amb el retornd de diversos exiliats polítics, la fi de la censura prèvia a la premsa, l'amnistia i el moviment de Diretas Já, de gran càrrega simbòlica, que exigia les celebracions d'eleccions presidencials directes, en comptes de l'elecció indirecta que es va realitzar durant la major part de la dictadura.
Els principals èxits dels governs militars van ser: el Pont Rio-Niterói, els metres de São Paulo i Rio de Janeiro, la central hidroelèctrica d'Itaipú, la represa de Sobradinho, l'Açominas, la Ferrovia do Aço, la carretera Transamazònica, el FGTS, el BNH, la reforma administrativa a través de Decret-llei 200, el Banc Central del Brasil (BCB), la Policia Federal (fins llavors Departament Federal de Seguretat Pública), l'Embrapa, l'Incra i el sistema DDI. Durant el període també es van instaurar el Código Tributário Nacional, el Código de Mineração, l'actual Código Eleitoral brasileiro, l'Estatuto de la Terra, lEstatuto del Índio, el Codi Penal Militar, lOrdem de Precedência no Brasil, l'actual Lei de Segurança Nacional i la Lei do Divórcio (Llei 6515). Es van fundar algunes superintendències de desenvolupament (SUDECO, SUDESUL, Suframa, SUDAM i CODEVASF), projectes com Rodon i Gran Carajás, institucions orientades a la previsió (INPS, IAPAS, INAMPS, SIMPAS i Dataprev), hi va haver una política d'integració nacional, amb el Plano de Integração Nacional (PIN), i una valorització de l'alcohol, com el Proálcool.

### LaNova República(1985-actualitat)
El primer president civil elegit des del Cop d'Estat de 1964 va ser Tancredo Neves. No obstant això, no va arribar a assumir el càrrec al patir unes complicacions postoperatòries que li portarien a la mort el 21 d'abril de 1985. Abans, el 15 de març, havia assumit interinament la presidència José Sarney, i ja de forma definitiva quan va morir Neves. La democràcia va ser oficialment restablerta el 1988 al promulgar l'actual Constitució Federal.
Fernando Collor de Mello, del petit Partido da Renovação Nacional (Partit de la Renovació Nacional), va ser elegit president el 1989 en les primeres eleccions directes des de 1964. El seu govern va durar fins al 1992, quan va renunciar a causa d'un procés d'impeachment contra ell arran d'una sèrie de denúncies que van embolicar a Collor en casos de corrupció. La corrupció va ser dirigida pel seu tresorer en la campanya electoral, Paulo César Farias. El vicepresident, Itamar Franco, assumeix el càrrec al seu lloc.
En el govern d'Itamar Franco va néixer el Pla Real, articulat pel seu Ministre d'Hisenda, Fernando Henrique Cardoso. El govern d'Itamar va comptar amb la presència de diversos senadors com ministres. Els historiadors arriben a considerar aquest fenomen com un «parlamentarisme blanc». Per l'èxit del pla, Cardoso seria triat president el 1994, sent després reelegit el 1998. Va complir dos mandats i va transmetre la banda presidencial al seu successor el 1r de gener del 2003.
En les eleccions de 2002, el candidat opositor Luis Inácio Lula da Silva, del Partido dos Trabalhadores (Partit dels Treballadors) va vèncer al successor de Cardoso al Partido da Social Democracia Brasileira (Partit de la Social Democràcia Brasilera, PSDB), José Serra, sent triat president amb aproximadament el 61% dels vots vàlids. Novament tornaria a vèncer el 2006, aquesta vegada a Geraldo Alckmin, també del PSDB. El 2003, Lula va llançar el programa Bolsa Família (Borsa Família), un programa de benestar social considerat com el pilar principal de la seva política de lluita contra la pobresa. Els ingressos dels més pobres van augmentar un 14% el 2004, i s'estima que Bolsa Família va representar dos terços d'aquest creixement. El 2004, va llançar el programa «farmàcies populars», destinat a fer accessibles als més desfavorits els medicaments considerats essencials. També va iniciar el programa Fome Zero (Fam Zero), que proporciona a les famílies pobres accés a productes alimentaris bàsics a través de l'assistència social. Durant el primer mandat de Lula, la malnutrició infantil va disminuir en un 46%. Al maig de 2010, el Programa Mundial d'Aliments de l'ONU va atorgar a Lula da Silva el títol de «campió del món en la lluita contra la fam».
Durant la primera dècada de segle xxi, Brasil va ser classificat junt amb la Xina, Rússia, Índia i Sud-àfrica pel grup financer Goldman Sachs en un grup anomenat BRICS, que reunia els mercats emergents més prometedors per al segle. De fet, el Brasil va tenir un gran creixement en les exportacions a partir de 2004, i fins i tot amb un real valorat i la crisi internacional, va assolir en 2008 exportacions de 197.900.000.000 d'US $, i importacions de 173.200 de dòlars, estant entre els 19 principals exportadors del planeta.

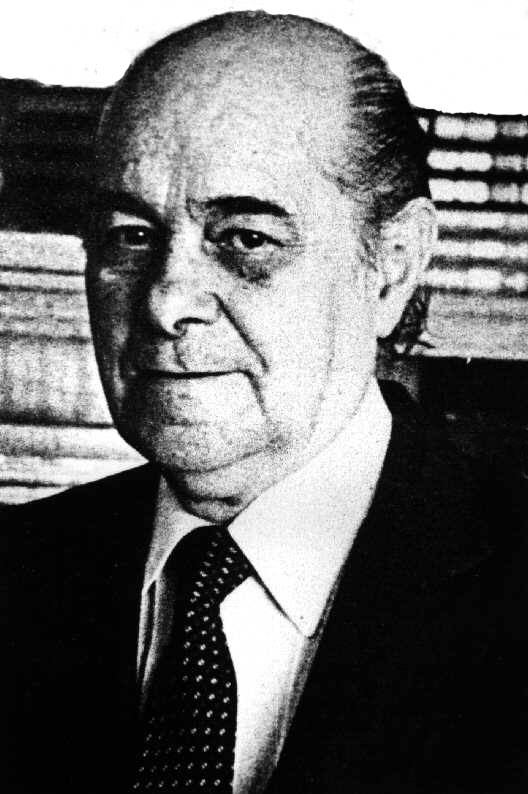
Tancredo Neves (1985)
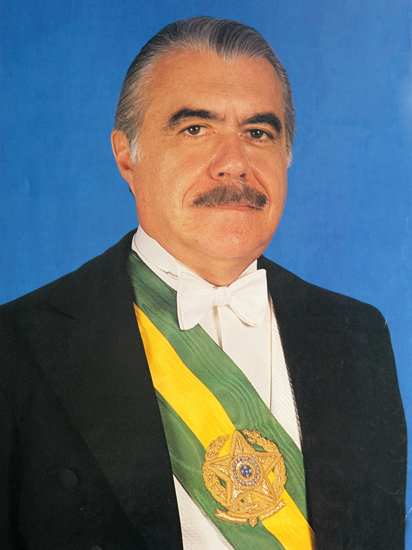
José Sarney (1985-1990)
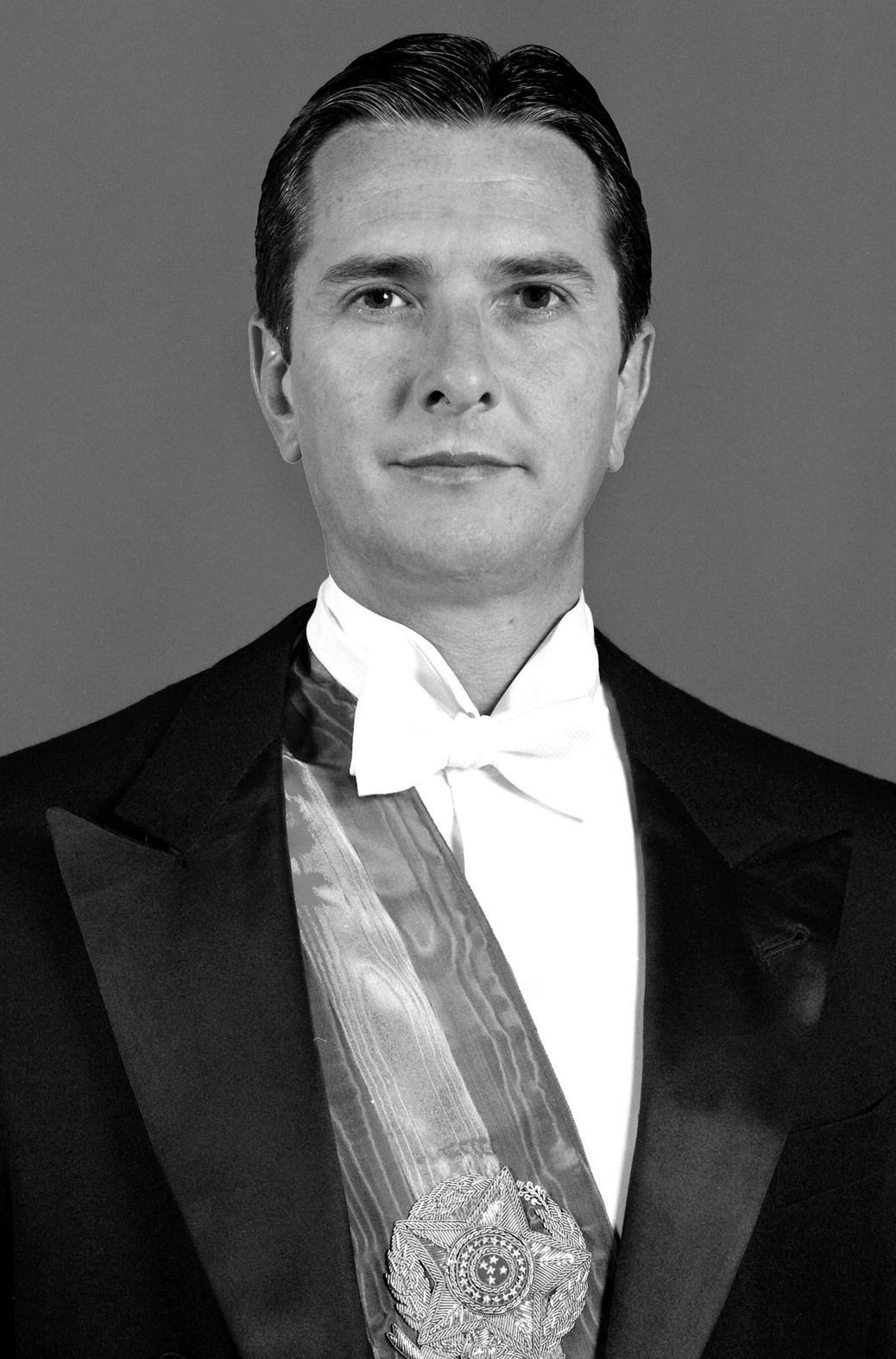
Fernando Collor de Mello (1990-1992)
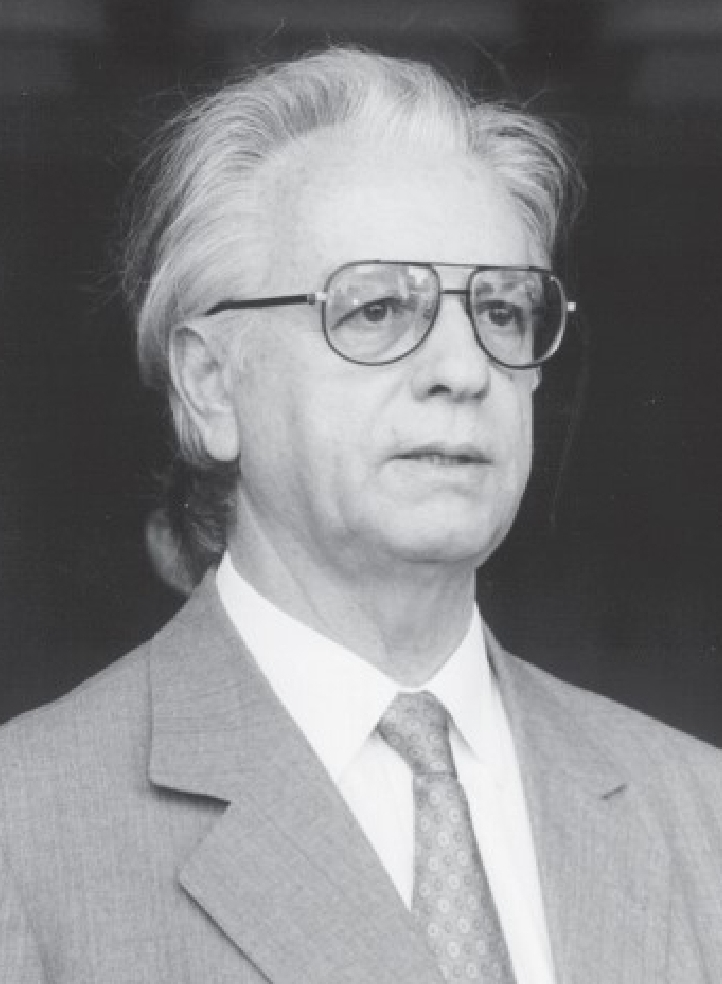
Itamar Franco (1992-1995)

El 31 d'octubre de 2010, en la segona ronda de les eleccions, Dilma Rousseff, successora de Lula da Silva al front del Partit dels Treballadors, va ser triada per a convertir-se en la primera dona presidenta del Brasil, imposant-se al socialdemòcrata José Serra. El 1r de gener de 2011, Dilma Rousseff, va assumir la presidència de la República, convertint-se en la primera dona a assumir el lloc de cap d'estat i també de cap de govern en tota la història del Brasil. El seu govern va estar marcat per una forta desacceleració econòmica i va començar a perdre popularitat a partir del 2013, enmig de les Jornades de juny, protestes dirigides contra ella però també contra tota la classe política brasilera, tenint com a causa immediata l'augment en les tarifes del transport públic a les grans ciutats. En el cas de les eleccions presidencials brasileres de 2014, Dilma va assolir ser reelegida vencent el candidat Aécio Neves a la segona volta per un estret marge (51,64% a 48,36%). A l'inici del seu segon mandat el seu rebuig va arribar gairebé al 70% gràcies a mesures impopulars, i enmig de protestes populars després de les revelacions que polítics de diversos partits estaven sent investigats per la Policia Federal per xarxes de suborns que involucraven polítics estatals i contractistes. El 2 de desembre de 2015, el president de la Câmara dos Deputados va acollir una petició d'impeachment contra Rousseff sobre la base de les anomenades «pedaladas fiscais» comeses pel govern, que, segons els juristes responsables, van incomplir la Llei de Responsabilitat Fiscal; i el 29 de març de 2016, el partit del vicepresident del país i del president de la Câmara va anunciar la seva ruptura oficial amb el govern de Dilma. El 17 d'abril de 2016, la Cambra de Diputats va aprovar l'inici del procés d'impeachment, i el 12 de maig, per decisió del Senat, la mandatària va ser apartada del càrrec. Dilma Rousseff va ser deposada el 31 d'agost de 2016, assumint llavors el càrrec el vicepresident Michel Témer.

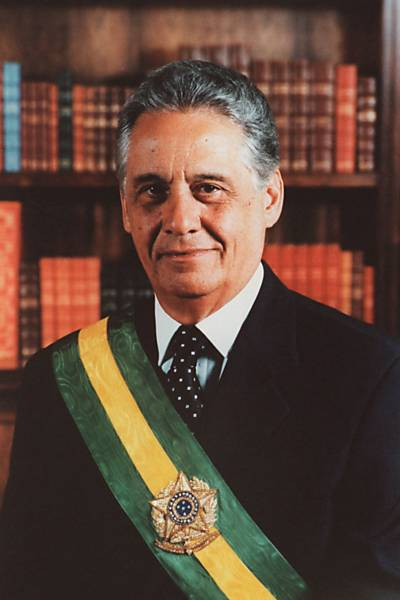
Fernando Henrique Cardoso (1995-2003)
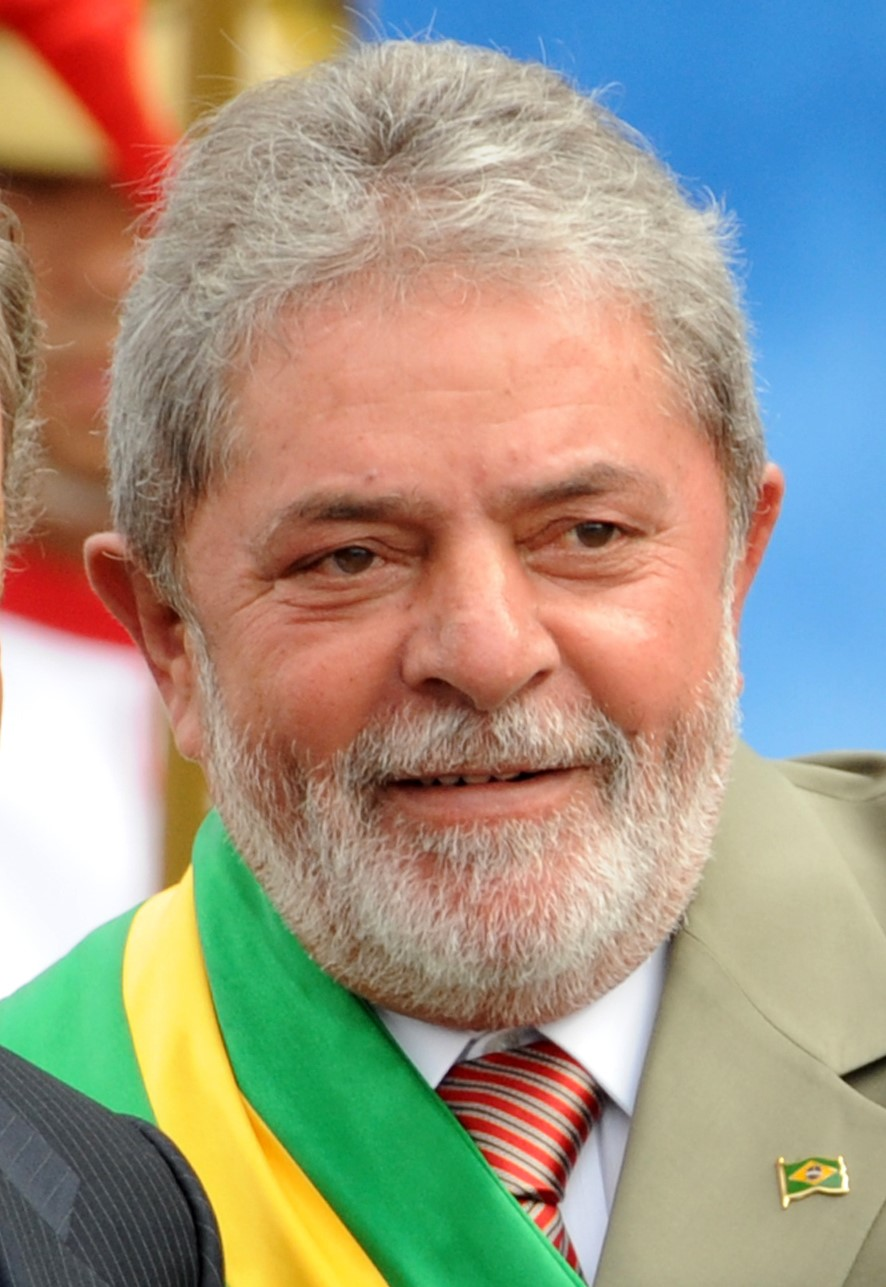
Luiz Inácio Lula da Silva (2003-2011)
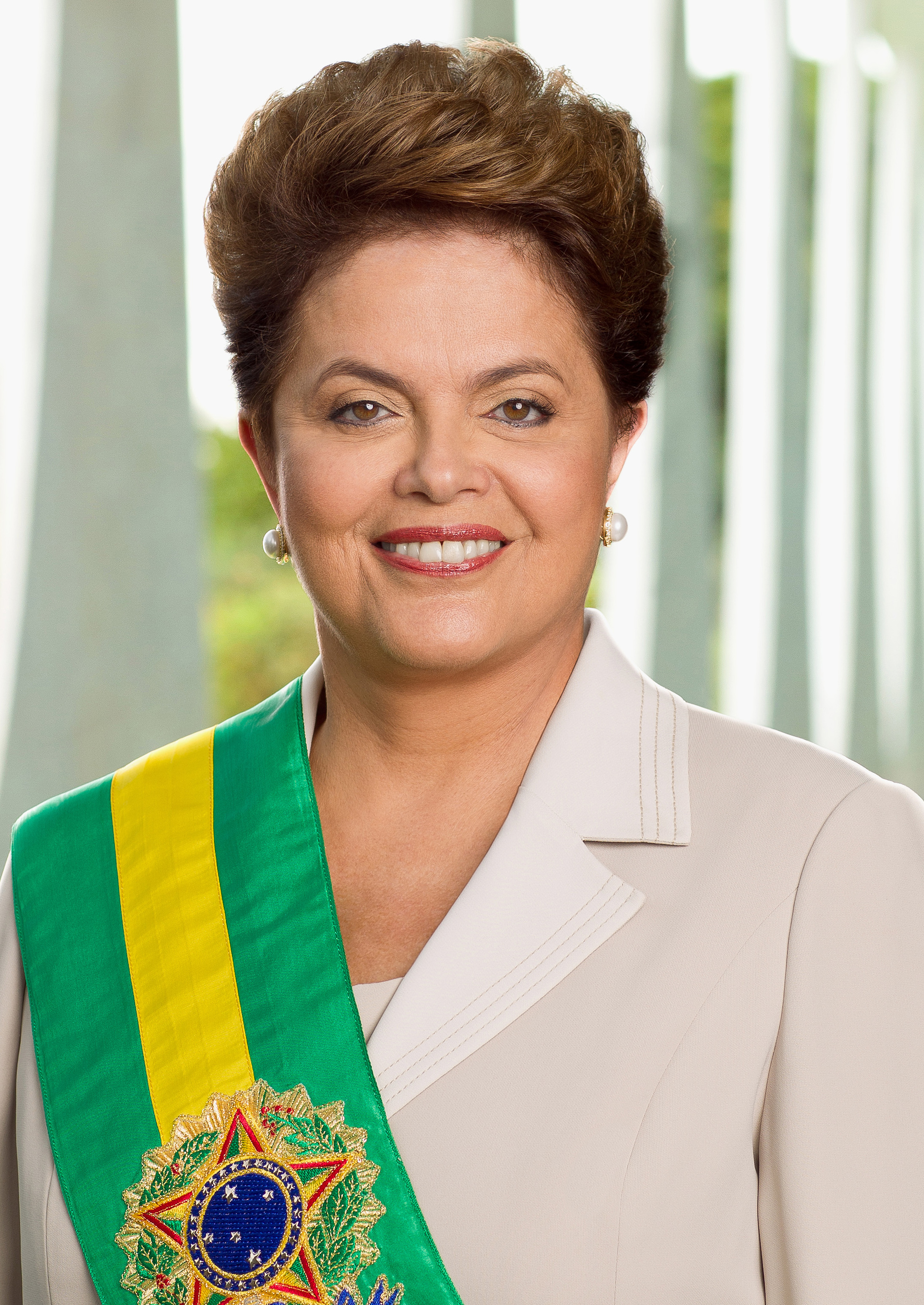
Dilma Rousseff (2011-2016)
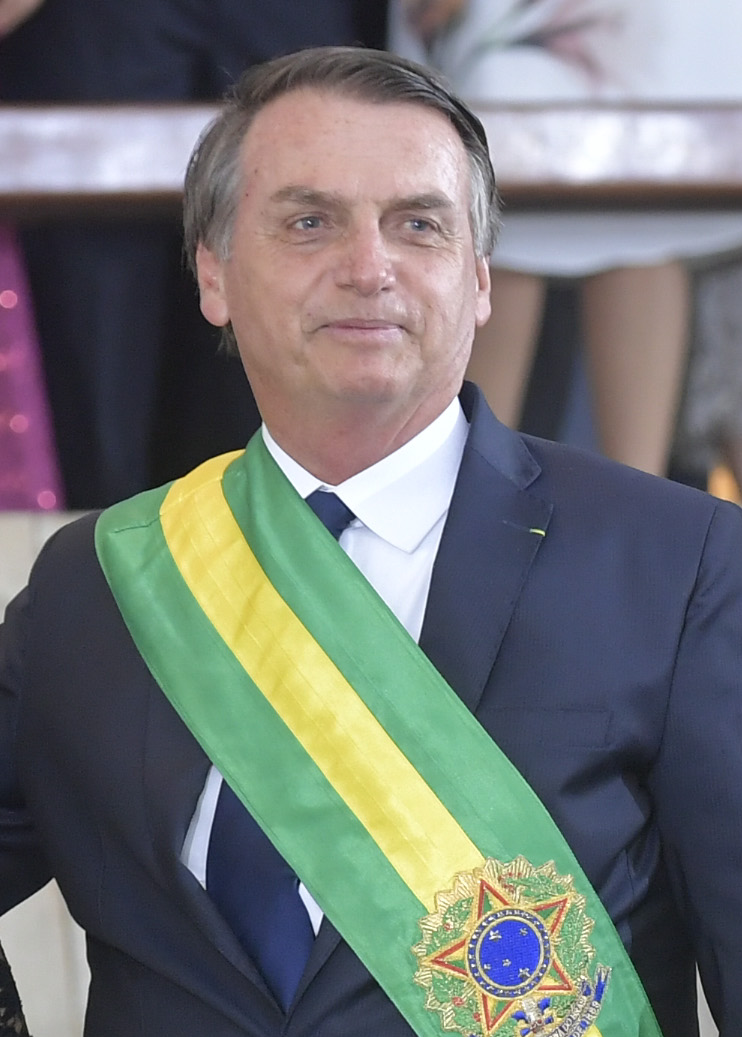
Jair Bolsonaro (2019-actualitat)

En les eleccions de 2018 va ser elegit Jair Bolsonaro, el primer president de la República provinent de les Forces Armades des del final del Règim Militar, derrotant a Fernando Haddad, candidat recolzat per Lula i Rousseff, per 55,13% a 44,87% dels vots vàlids.

#### La pandèmia de COVID-19 al Brasil
La pandèmia de COVID-19 al Brasil va començar el 26 de febrer de 2020, després de la confirmació que un home de 61 anys de São Paulo que va tornar d'Itàlia va donar positiu de SARS-CoV-2, que provoca COVID-19. Des de llavors, el 10 d'abril de 2021, es van confirmar 13.373.174 casos, segons el Ministeri de Sanitat del Brasil, que van causar 348.718 morts. El nombre de persones recuperades de la malaltia és d’11.791.885. Es va confirmar la transmissió comunitària per a tot el territori nacional.
La pandèmia va afectar l'economia del país, que s'havia recuperat de la seva crisi econòmica del 2014. El 30 de març de 2020, per primera vegada, es preveia una contracció del producte interior brut (PIB) per l’any, que retardava encara més el final de la crisi i la represa del creixement. Com a conseqüència, la crisi econòmica generada va arribar a diferents sectors, inclosos els serveis essencials. Com a mesura per afrontar la crisi, el Congrés Nacional va aprovar ajudes d'emergència (Caixa Auxílio Emergencial o coronavoucher), que després va ser sancionada pel president Jair Bolsonaro. Amb els nous casos confirmats del nou coronavirus i, en conseqüència, el distanciament social, es van veure afectats altres sectors, com la premsa, la cultura, l'esport i la religió; es van suspendre les classes de les escoles i les universitats; en política, el Senat Federal va iniciar per primera vegada a la història la sessió virtual; a la primera línia de la lluita contra el coronavirus, va afectar els professionals de la salut que van perdre la vida. A l'abril, la malaltia va afectar els indígenes brasilers, causant posteriorment la mort de 92 indígenes. A les faveles de la ciutat de Rio de Janeiro, el nombre de morts va arribar a gairebé 100.

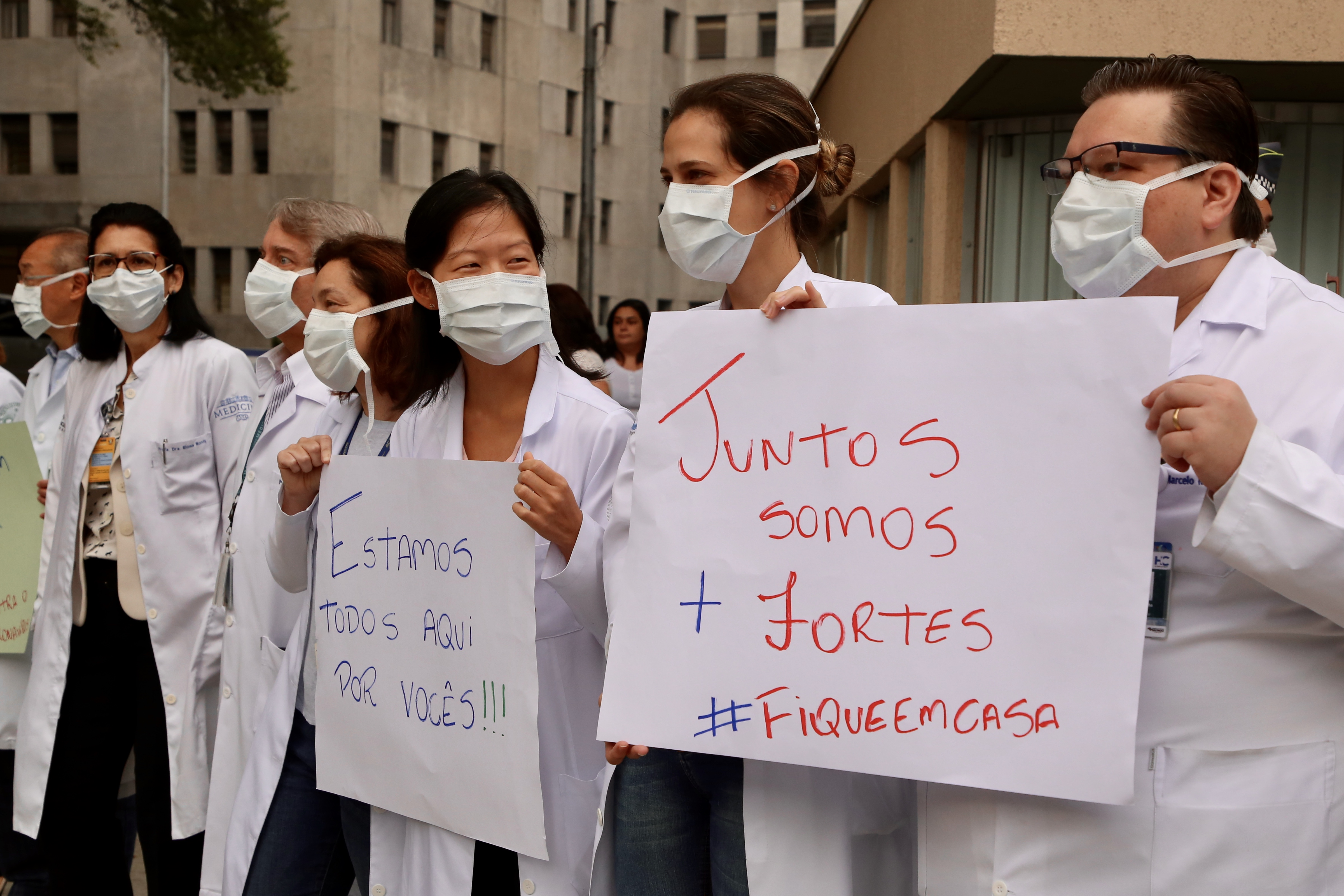
Professionals sanitaris de São Paulo conscienciant a la gent per la lluita contra la COVID-19
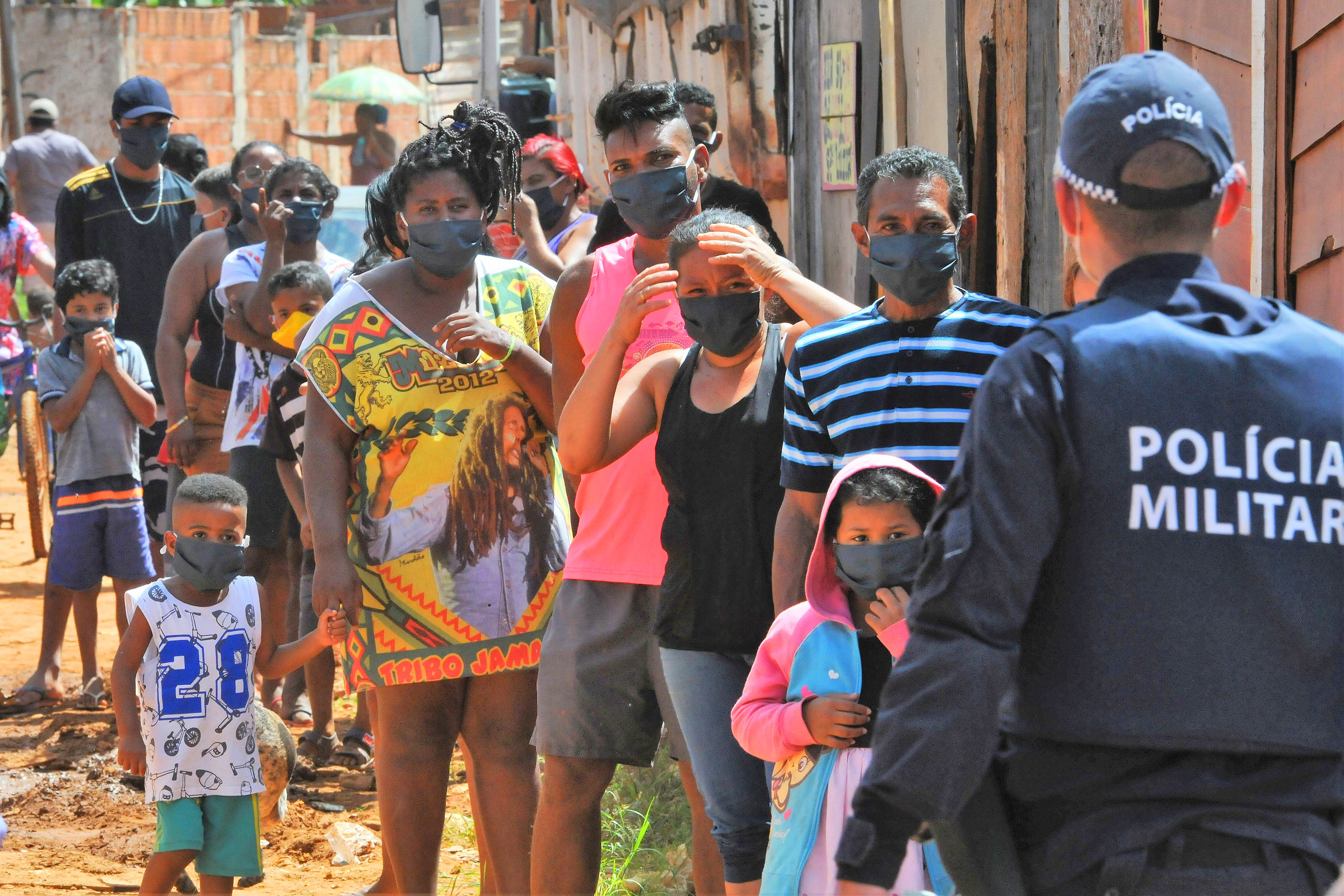
Famílies esperant donacions d'aliments durant la crisi generada per la pandèmia de COVID-19 (2020)
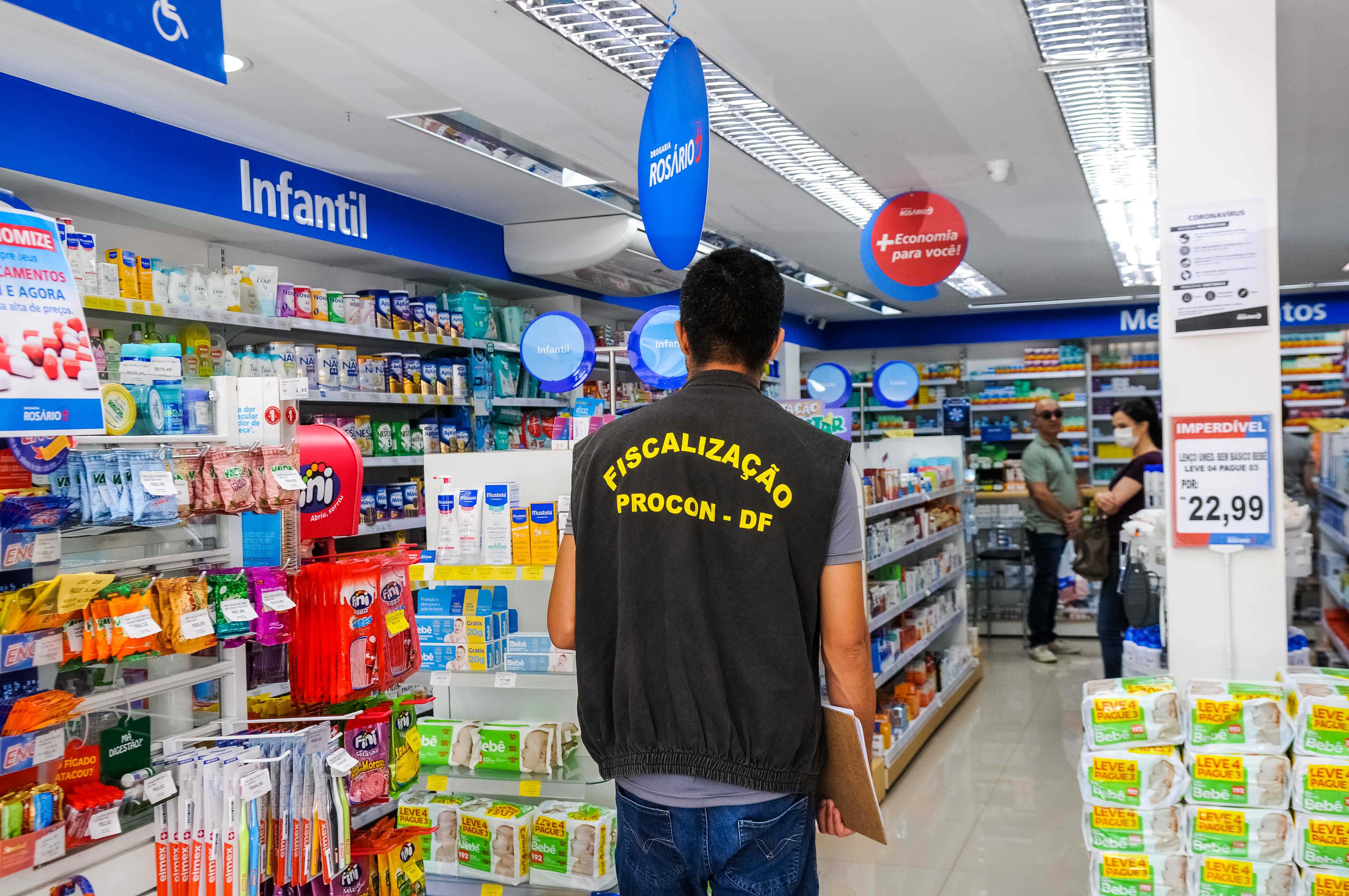
Agents del Procon (Programa de protecció i defensa del consumidor) del Districte Federal que inspeccionen el preu dels subministraments a les farmàcies durant la pandèmia. L'objectiu de l'acció es va adoptar per evitar el preu abusiu dels productes
Estadística de casos i defuncions per COVID-19.

Segons el Ministeri de Salut del Brasil, la COVID-19 al Brasil fins a l'abril de 2020 va matar més que el H1N1, dengue i xarampió durant tot el 2019. Durant la pandèmia, el Ministeri de Salut, a través de Luiz Henrique Mandetta, va posicionar-se segons les directrius de l'Organització Mundial de la Salut (OMS) en adoptar el distanciament social amb l’objectiu «d'aplanar la corba», tot i que en desacord amb el president Jair Bolsonaro, que defensava el distanciament només per al grup de risc, anomenat «distanciament vertical». Alguns dels governadors dels estats més afectats pel virus han adoptat el distanciament social, com João Dória (a São Paulo) i Wilson Witzel (a Rio de Janeiro). Durant la pandèmia al Brasil, es van destituir dos ministres de Salut (Luiz Henrique Mandetta i Nelson Teich) per desacords sobre el protocol d'ús de cloroquina i hidroxicloroquina per tractar la malaltia. El general de divisió Eduardo Pazuello es va convertir en ministre interí i, el 16 de setembre de 2020, va ser nomenat pel càrrec pel president Jair Bolsonaro.
Amb l’augment del nombre de casos i defuncions al territori nacional, l’abril de 2020 es va esfondrar el sistema sanitari de Manaus i després el sistema funerari. El mes següent, els estats de Maranhão, Pará i Ceará van optar pel bloqueig en alguns dels seus municipis com una mesura més rígida per evitar el progrés del coronavirus, amb la qual la població només va poder sortir de casa per a activitats essencials. Més tard, Rio de Janeiro va adoptar la mateixa mesura, al municipi de Niterói, i parcialment a la capital. El 9 de maig, el país va superar els 10.000 morts i, el 4 de juny, va superar els 30.000 morts, superant Itàlia i quedant per darrere dels Estats Units d'Amèrica i el Regne Unit; tres dies després, amb 42.161 morts, va superar el Regne Unit en xifres absolutes. Proporcionalment, tenint en compte la mida de la població, fins al juny del 2020, Brasil va ocupar la 15a posició en el rànquing de defuncions, segons dades de la Universitat Johns Hopkins.